# Histoire des porte-avions et porte-aéronefs
L'histoire des porte-avions et porte-aéronefs est une évolution dans le temps des navires de guerre qui permettent le lancement et la réception d'aéronefs, rythmée par des interventions militaires et fluctue par des innovations dans le matériel, les techniques et les usages.
Créés peu après l'invention de l'aviation militaire pendant la Première Guerre mondiale, les porte-avions ont d'abord été considérés comme des bâtiments auxiliaires et n'ont joué un rôle majeur dans la guerre navale qu'à partir de la Seconde Guerre mondiale. Il a fallu l'attaque de Pearl Harbor de décembre 1941 pour démontrer la supériorité de l'aviation embarquée sur la grosse artillerie des navires de ligne, grâce à sa portée incomparablement plus grande pour une force de frappe équivalente. La bataille de la mer de Corail, en mai 1942, est le premier affrontement uniquement aéronaval de l'histoire, dans lequel les forces navales japonaises et américaines s'affrontèrent par avions interposés sans jamais être à portée de canon. En 1944-45, les plus grands cuirassés japonais jamais construits coulent sous les attaques de l'aviation embarquée américaine.
Avec l'apparition de l'arme atomique, les porte-avions ont été un moment considérés comme dépassés, comme vecteurs du bombardement stratégique, mais ils ont retrouvé tout leur rôle de projection dans les conflits locaux conventionnels, lors de la guerre de Corée et des autres conflits de la guerre froide.
Les premiers grands porte-avions ont été construits à partir de navires autrement condamnés à la démolition, tels que des croiseurs de bataille, au début des années 1920. Ils sont progressivement devenus des bâtiments spécifiques, dont les équipements (brins d'arrêt, catapultes, tremplins de pont d'envol) ont évolué avec les caractéristiques des avions embarqués. Ce sont aujourd'hui des instruments de projection de force pour les pays disposant d'une marine de guerre, qui demeurent cependant vulnérables à des armes (torpilles, missiles) pouvant être portées par des bâtiments plus petits.

## Premières tentatives (1910-1918)
Alors que les « plus lourds que l'air » prennent leur essor au début du XXe siècle, plusieurs marines s'intéressent à leur utilisation à bord de leurs lourds navires de guerre. En 1909, l'inventeur français Clément Ader publie dans son ouvrage L'Aviation militaire la description de « navires porte-avion » servant à l'observation, au torpillage des navires ennemis et à la protection du territoire national français. D'autre part, « le remisage des avions devra nécessairement être aménagé sous le pont ». L'accès s'effectue par un monte-charge obturé par une grande trappe à coulisse comprenant des joints étanches ne laissant pas filtrer l'eau. Ce procédé est appliqué sur les porte-avions actuels. Ader imagine aussi « des cheminées rétractiles afin de laisser libre le pont pendant les manœuvres des avions ». Ce système est essayé sur certains porte-avions japonais à partir des années trente. Ader décrit également le décollage et l'appontage des appareils vent debout tel qu'il est pratiqué de nos jours.

### De l’utilité des plates-formes sur les cuirassés

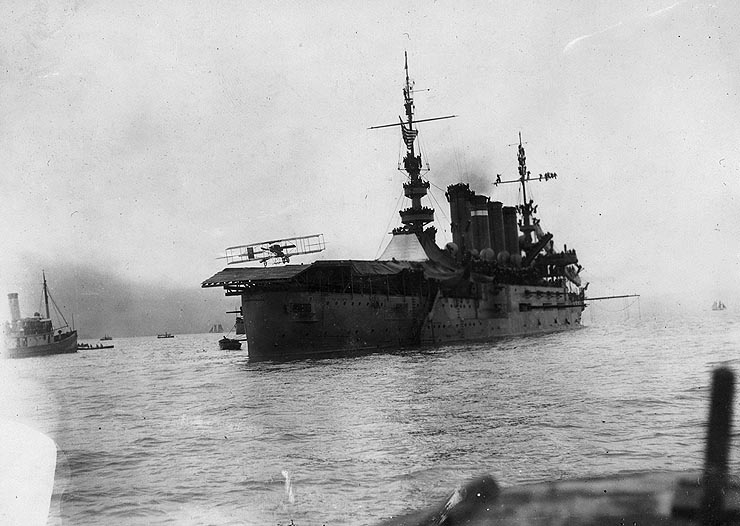
Le 1er appontage sur l'USS Pennsylvania (18 janvier 1911).

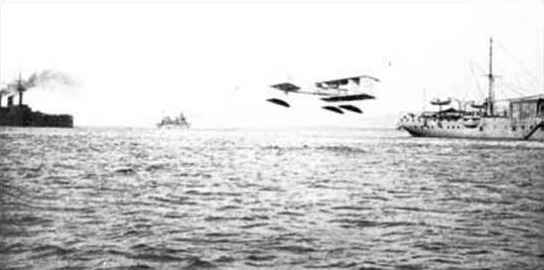
Le premier transport d'hydravions du monde, la Foudre de la Marine française avec un hydravion Canard Voisin (juin 1912).

L’US Navy commence à s’intéresser à l’aviation à l’été 1910 et charge le capitaine Washington Irving Chambers (en) et ses adjoints William McEntee du Bureau of Construction and Repair et Nathaniel H. Wright du Bureau of Steam Engineering (en) de la tenir au courant des progrès accomplis. Le premier décollage d'un avion en mer a lieu à titre expérimental dans la baie de Chesapeake le 14 novembre 1910, à bord du croiseur USS Birmingham de 3 750 tonnes équipé pour l'occasion d'une plate-forme de 24,60 × 7 mètres et inclinée à 5 %. C'est le pilote américain Eugene Ely qui réalise l'exploit à bord d'un biplan Curtiss 1911 modèle D, qui se pose à 4 km de là, sur la plage de Willoughby Spit (Virginie). Le secrétaire d’État à la Marine George von Lengerke Meyer déclare peu après : « Cette expérience et les progrès accomplis en aéronautique semblent indiquer que l’aviation est appelée à jouer un rôle dans la guerre navale du futur », même s’il n’est pas encore question de concevoir une plate-forme dédiée (on parle de plate-forme amovible installée sur les tourelles des cuirassés) tant « que vous m’aurez montré qu’il est possible pour un aéroplane de se poser sur l’eau le long d’un cuirassé et d’être hissé à bord sans l’aide d’une quelconque plate-forme. » Le 18 janvier 1911, Ely apponte avec le même avion sur la plage arrière de 36,4 × 9,6 mètres du cuirassé USS Pennsylvania dans la baie de San Francisco (Californie). Glenn Curtiss amène le 17 février son hydravion le long du Pennsylvania et le fait hisser à bord.
L’intérêt pour l’aviation navale est plus palpable en France et, surtout, au Royaume-Uni. Le premier navire spécifiquement destiné à emporter des aéronefs est le transport d'hydravions français Foudre, un croiseur de 6 000 tonnes, lancé en 1895, et qui est modifié pour son nouveau rôle entre 1911 et 1912 Lors des grandes manœuvres navales de mai 1914, une douzaine d'hydravions équipés de la TSF est affectée à des missions de reconnaissance jusqu'à 200 km sur divers points de la mer Méditerranée, principalement à Toulon et à Bizerte (Tunisie). Le lieutenant Charles Rumney Samson (en) est le premier à décoller à bord d’un biplan Short S.38 (en) d'un navire en mouvement (18 nœuds, le cuirassé HMS Hibernia, le 2 mai 1912. Refusant cependant en 1912 la construction d’un bâtiment de 15 000 tonnes et 130 mètres de vol doté de deux ponts puis d’un autre de 20 000 tonnes avec pont continu (flush-deck) de 150 mètres, la Royal Navy préfère adjoindre une plate-forme fixe à des navires existants, dont le croiseur HMS Hermes transformé en transport d'hydravions en 1913 (et comprenant le premier aéronef à voilure repliable, un Short Admiralty 184) puis, à partir de mai 1915, les HMS Arethusa, ses navires sœurs Aurora, Penelope (en) et Undaunted, plus le Caledon, le Dublin (en), le Yarmouth et le Cassandra

### Première Guerre mondiale et premiers porte-avions

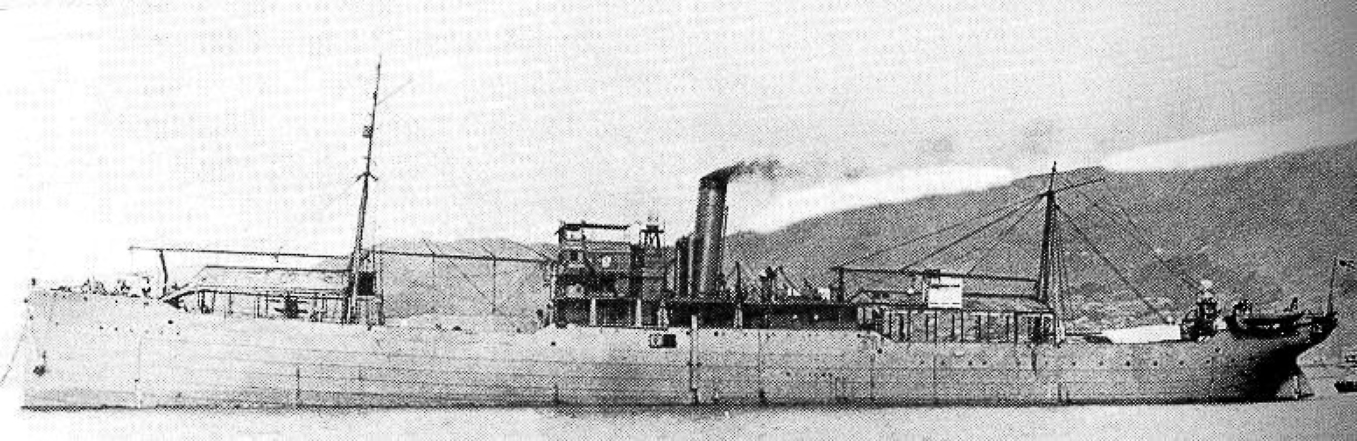
C’est à partir du transport d'hydravions Wakamiya qu’est conduit le 1er raid aéronaval en septembre 1914.

La première attaque aéronavale de l’histoire a lieu en septembre 1914 à partir du transport d'hydravions Wakamiya (en) (ex-Lethington) de 7 720 tonnes de la Marine impériale japonaise contre la baie de Jiaozhou, une concession de l’Empire colonial allemand en Chine continentale. Quatre hydravions Maurice Farman bombardent les cibles allemandes (centres de communication et de commandement), coulant un mouilleur de mines dans la péninsule de Tsingtao, jusqu’à la reddition des Allemands le 6 novembre 1914.

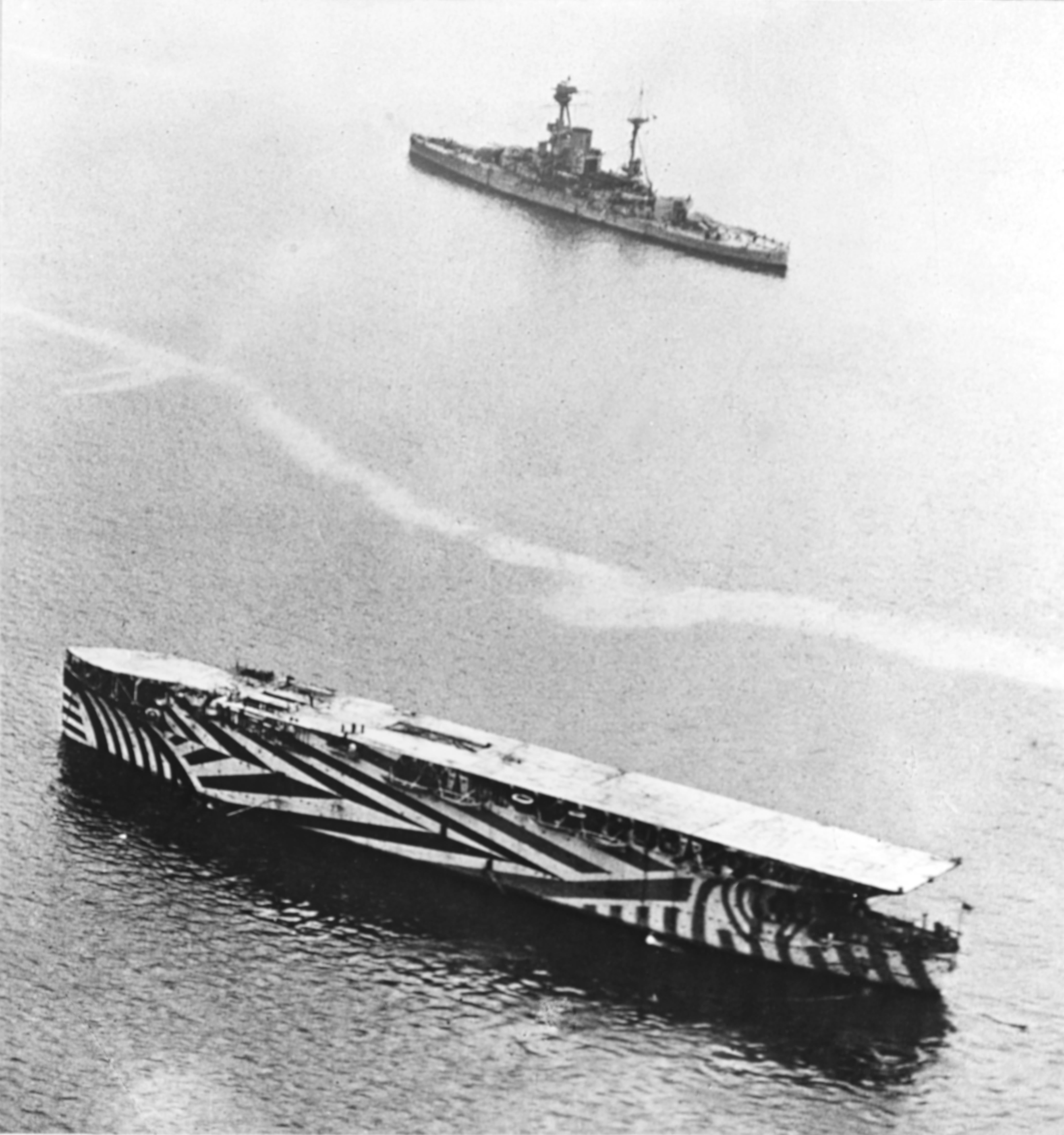
L' au mouillage, en livrée de camouflage dazzle (1918).

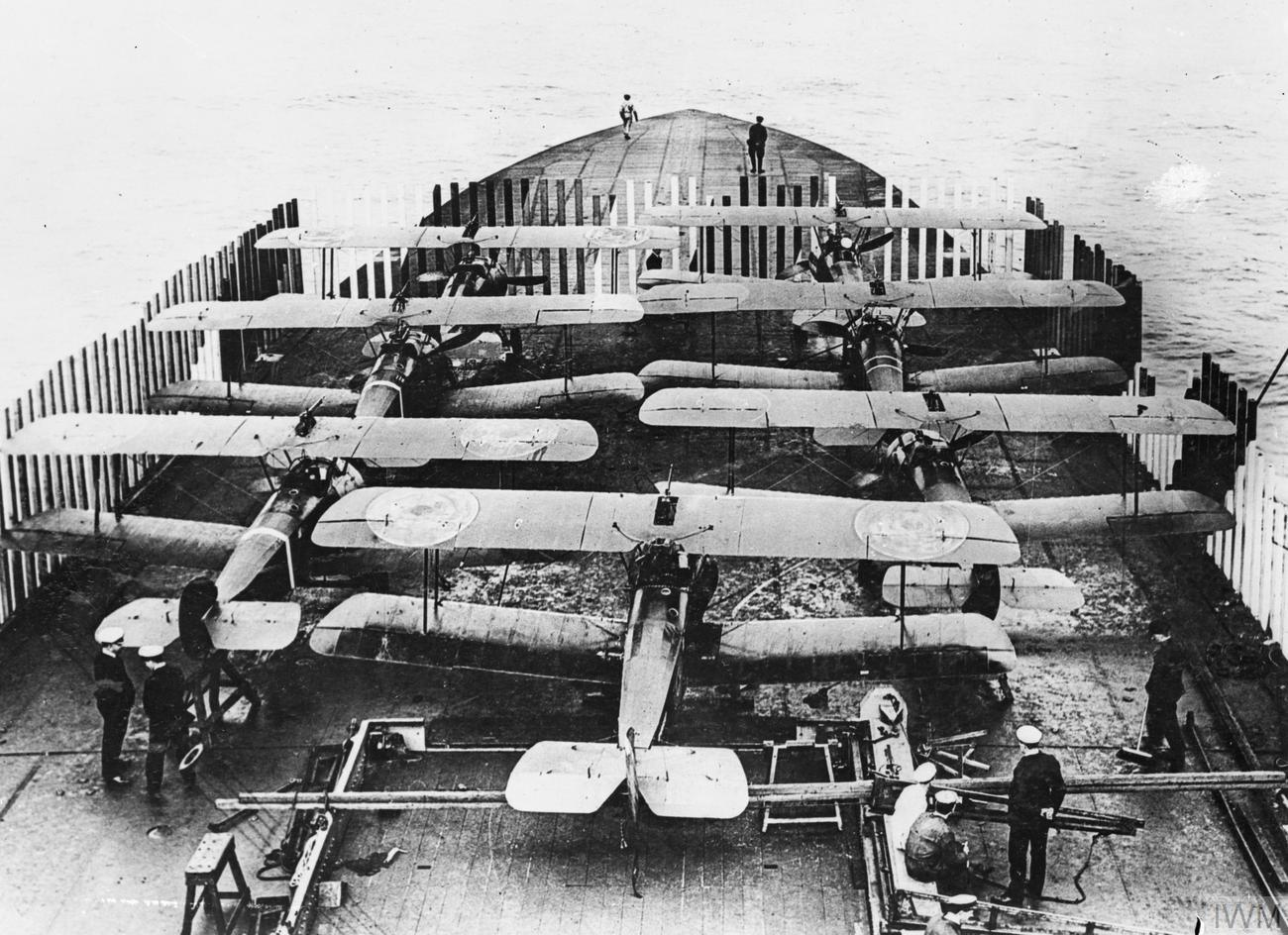
Le HMS Furious avec à bord des Sopwith Camel avant l'attaque sur Tønder (juillet 1918).

Sur le front occidental, le premier raid aéronaval a lieu le 25 décembre 1914 lorsque 12 hydravions des HMS Engadine (en), Riviera (en) et Empress (en) attaquent préventivement la base de Zeppelin de Cuxhaven. Ce raid, qui n’est pas un succès total en dépit du bombardement du croiseur de bataille SMS Von der Tann démontre la faisabilité d’une attaque aéroportée par voie de mer. Dès mai 1915, la Marine impériale russe déploie plusieurs transports d'hydravions (l’Almaz, l’Imperator Alexander I et l’Imperator Nicolaï) lors des opérations contre les Turcs en mer Noire (transports renforcés à l’hiver 1917 par des unités de la flotte roumaine, le Romania, le Regele Carol, le Dacia et l’Imperator Traian embarquant des Grigorovich M-9 (en)). Le 12 août 1915, l'HMS Ben-my-Chree (en) lance un hydravion Short Type 184 à l'attaque d'un navire turc de 5 000 tonnes en mer de Marmara, tandis que le 6 février 1916, les avions de l’Imperator Nicolaï et de l’Imperator Alexander I envoient par le fond le cargo turc Jamingard, qui sera le plus gros navire marchand coulé durant la guerre.
Au Royaume-Uni, la traque des Zeppelin de reconnaissance allemands devient systématique à partir de 1915, avec des patrouilles quotidiennes à 80 km des côtes,. Mais les transports d’hydravions, assez anciens, sont à la peine. Conçu pour accueillir 4 hydravions de reconnaissance et 4 chasseurs monoplaces, le croiseur HMS Furious de 22 000 tonnes est modifié en cours de fabrication : il est mis en service le 26 juin 1917 avec un pont continu de 70 mètres, rallongé à partir du 14 novembre à 90 mètres. Doté d’un hangar couvrant cette longueur et de 2 ascenseurs électriques, il embarque 16 aéronefs (Sopwith Pup, Sopwith Camel et Sopwith 1½ Strutter) et peut être considéré comme le premier porte-avions. Il compte à son actif le premier appontage sur un navire en mouvement (par un Sopwith Pup le 2 août 1917), l’attaque le 19 juillet 1918 d’une usine de Zeppelin à Tønder (Danemark) et la destruction d'un Z-54 et d'un Z-60 par 7 Sopwith “Camel” dont un est porté disparu.
Peu avant la fin de la guerre, le 6 septembre 1918, est commissionné l'HMS Argus de 15 750 tonnes, le premier porte-avions conçu dès l'origine pour recevoir un pont continu (sans îlot) de 160 × 26 mètres. Il met en œuvre 20 aéronefs, dont des Sopwith Camel et des avions d'attaque Sopwith Cuckoo.

## Essor du porte-avions (1919-1935)

### Traité de Washington ou temps des transformations
| Tonnages autorisés |                     |                |        |
| Pays               | Navires de bataille | Porte-avions   | Nombre |
| Empire Britannique | 580 450 tonnes      | 150 000 tonnes | 22     |
| États-Unis         | 500 600 tonnes      | 135 000 tonnes | 18     |
| Japon              | 301 320 tonnes      | 81 000 tonnes  | 10     |
| France             | 220 170 tonnes      | 60 000 tonnes  | 10     |
| Italie             | 180 800 tonnes      | 60 000 tonnes  | 10     |

Pendant l'été 1921, une concertation a lieu entre les États-Unis et le Royaume-Uni sur la limitation des armements navals, car s'est amorcée une nouvelle course aux armements entre les États-Unis et l'empire du Japon, particulièrement en matière de cuirassés et de croiseurs de bataille. À l'instigation du Président des États-Unis, Warren Harding, une conférence se tient à Washington du 12 novembre 1921 au 6 février 1922, et aboutit au traité naval de Washington. Pour ce qui concernait les porte-avions, le traité a stipulé une limitation du tonnage global par pays (cf. le tableau ci-contre), qui n'incluait pas les porte-avions de moins de 10 000 tonnes, et le déplacement maximal autorisé pour les porte-avions fut fixé à 27 000 tonnes (les déplacements indiqués comme calculés conformément aux stipulations du traité de Washington utilisent comme unité la tonne anglaise de 1 016 kg). Toutefois les États-Unis et l'empire du Japon, qui devaient détruire plusieurs grands cuirassés non encore achevés, furent autorisés à en transformer deux en porte-avions, mais leur déplacement ne devait pas excéder 33 000 tonnes. L'artillerie anti-aérienne d'un calibre inférieur à 127 mm n'était pas limitée. Contre buts marins, l'artillerie ne devait pas dépasser dix pièces de 6 pouces (152 mm), pour les navires ne déplaçant pas plus de 27 000 tonnes, ou huit pièces de 8 pouces (203 mm) pour les quatre unités pouvant atteindre 33 000 tonnes.

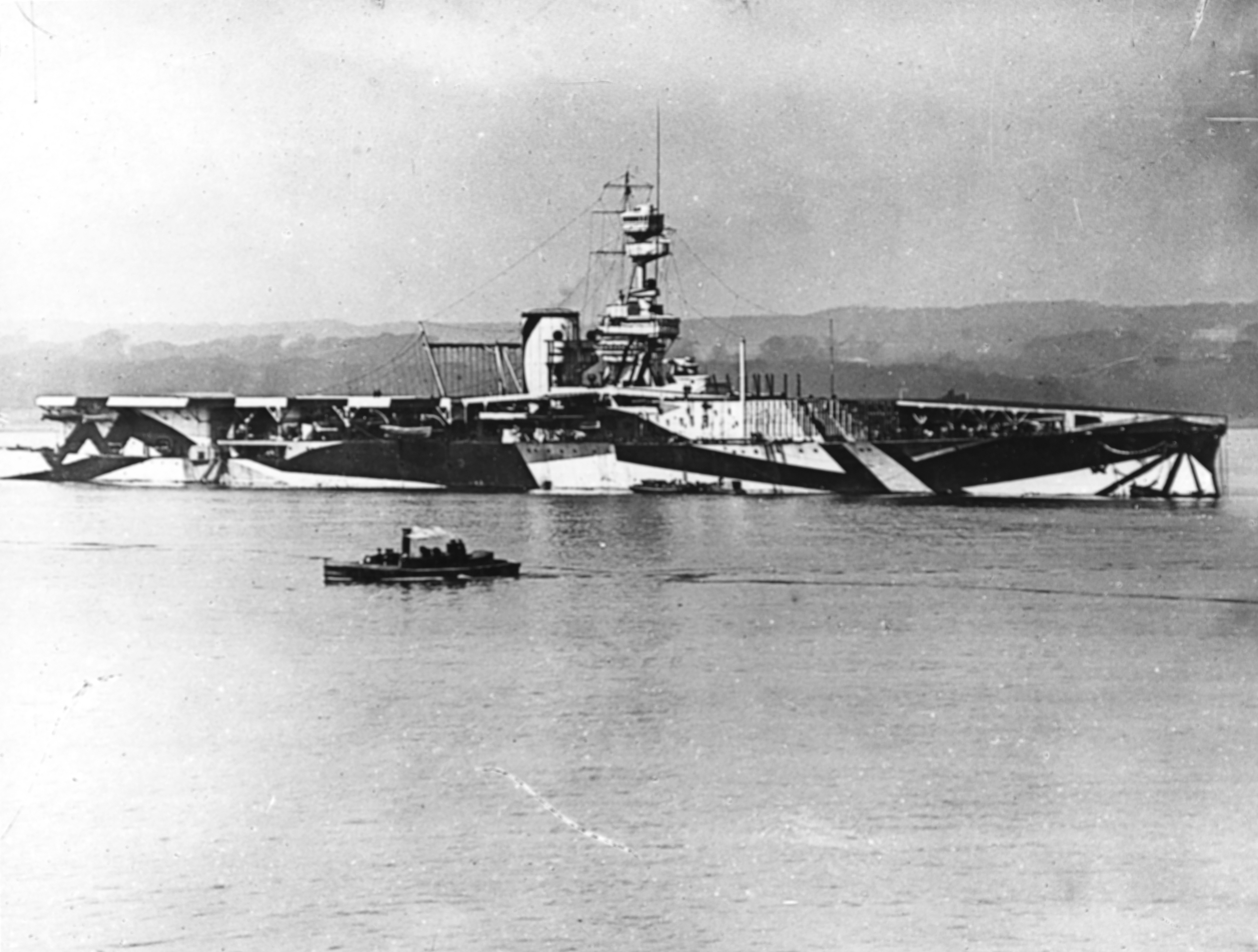
Le en 1918, avec des plates-formes d'envol et d'appontage à l'avant et à l'arrière, mais toujours la passerelle et la cheminée en position centrale.

Le Royaume-Uni, on l'a vu plus haut, avait inauguré, dès avant le traité de Washington de 1922, la formule du porte-avions à pont plat (flush deck) avec le HMS Argus, et avait doté, en 1917, le grand croiseur léger HMS Furious d'une plate-forme d'envol à l'avant, au lieu de la tourelle simple de 457 mm, initialement prévue, puis d'une plate-forme d'appontage, qui avait été substituée à la tourelle arrière, tout en gardant la passerelle et la cheminée au centre du navire. Les turbulences provoquées par cette superstructure centrale et par les gaz d'échappement de la cheminée rendaient l'appontage sur la plate-forme arrière à peu près impossible.
Le HMS Eagle a connu une histoire particulière : commandé par le Chili en tant que Almirante Cochrane, un cuirassé de classe Almirante Latorre, sa construction commence avant la Première Guerre mondiale avant d'être interrompu par celle-ci. Au début de l'année 1918, il est racheté par le Royaume-Uni puis converti en porte-avions sous le nom de HMS Eagle.
Enfin, le premier porte-avions britannique construit en tant que tel, le HMS Hermes de 11 000 tonnes environ, lancé en septembre 1919, était encore en travaux au moment de la conférence de Washington. Ces deux bâtiments avaient une caractéristique nouvelle, un îlot à tribord incorporant la passerelle et les conduits de fumée des chaudières.

#### Classe Courageous

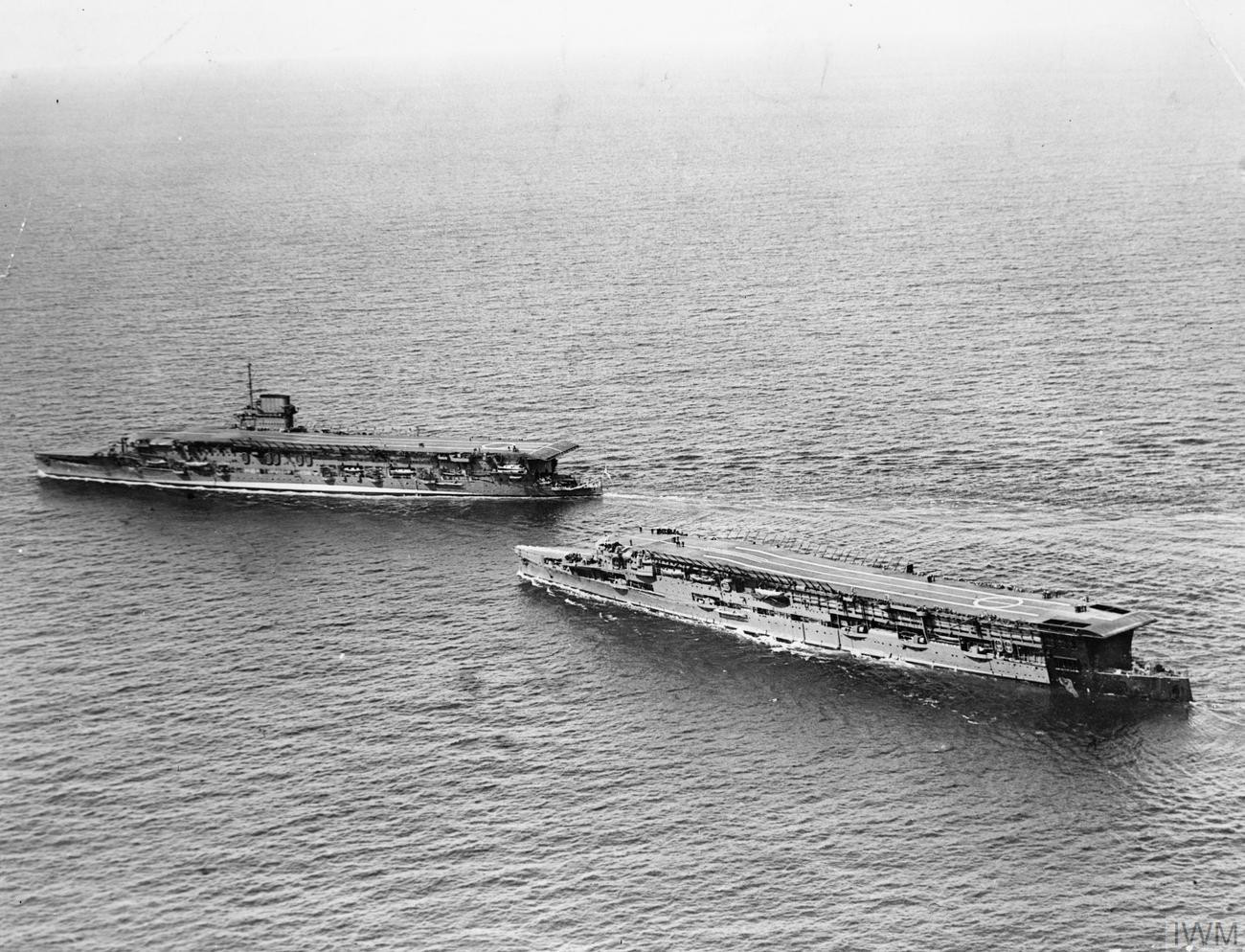
Le (à droite) et un des deux autres porte-avions de la, probablement le, dans les années 1930.

De 1921 à 1925, le HMS Furious a encore été transformé, la supersture centrale enlevée, les deux plates-formes réunies en un seul pont d'envol, avec sur un cinquième de la longueur une petite plate forme d'envol à l'avant du hangar. Les deux derniers grands croiseurs légers de la Classe Courageous ont été transformés en porte-avions de 23 000 tonnes, avec cette fois un îlot à tribord, incorporant la cheminée. Aucun de ces bâtiments n'atteignait la limite maximale de déplacement fixée par le traité naval de Washington de 27 000 tonnes, mais cela tenait à ce que les coques utilisées correspondaient à des navires construits pendant la Première guerre mondiale, et non pas à des navires conçus pendant la course aux armements navals à laquelle le Traité de Washington avait mis fin, et dont le déplacement prévu était de l'ordre de 40 000 tonnes et plus. En revanche, les trois grands croiseurs légers de la classe Courageous étaient dotés d'une propulsion qui leur assurait une vitesse maximale de l'ordre de 29½ nœuds. Cela ne correspondait pas à une spécification particulière pour les porte-avions, car à l'époque, on se contentait d'une vitesse de 24 à 25 nœuds, mais on avait conservé la propulsion des navires que l'on transformait. Cela se révéla un avantage lorsque furent mis en service des appareils plus lourds, la vitesse du porte-avions permettant d'augmenter la vitesse du vent apparent pour décoller, en venant debout au vent, ou de la réduire en appontant vent arrière.
Dans la conception de ces nouveaux bâtiments, la Royal Navy va porter une attention particulière à la protection contre l'incendie et ainsi commencer à développer l'idée du « hangar fermé », auquel on accède par des sas, avec un système autonome de ventilation, pour éviter la dispersion dans tout le bâtiment des vapeurs d'essence d'aviation inflammables, système qui a cependant l'inconvénient de limiter l'espace disponible pour parquer les avions.

#### KagaetAkagi

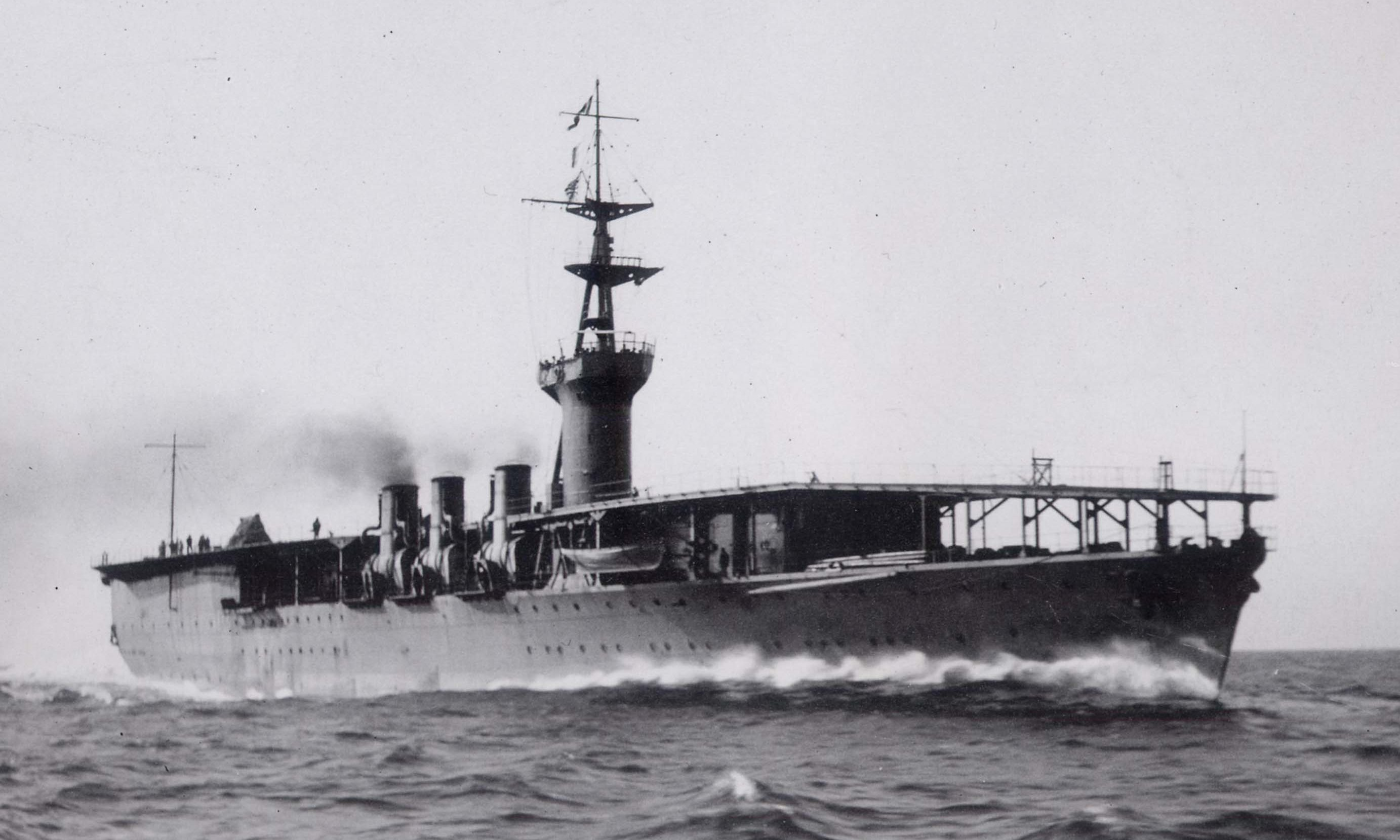
Le Hōshō, en 1922.

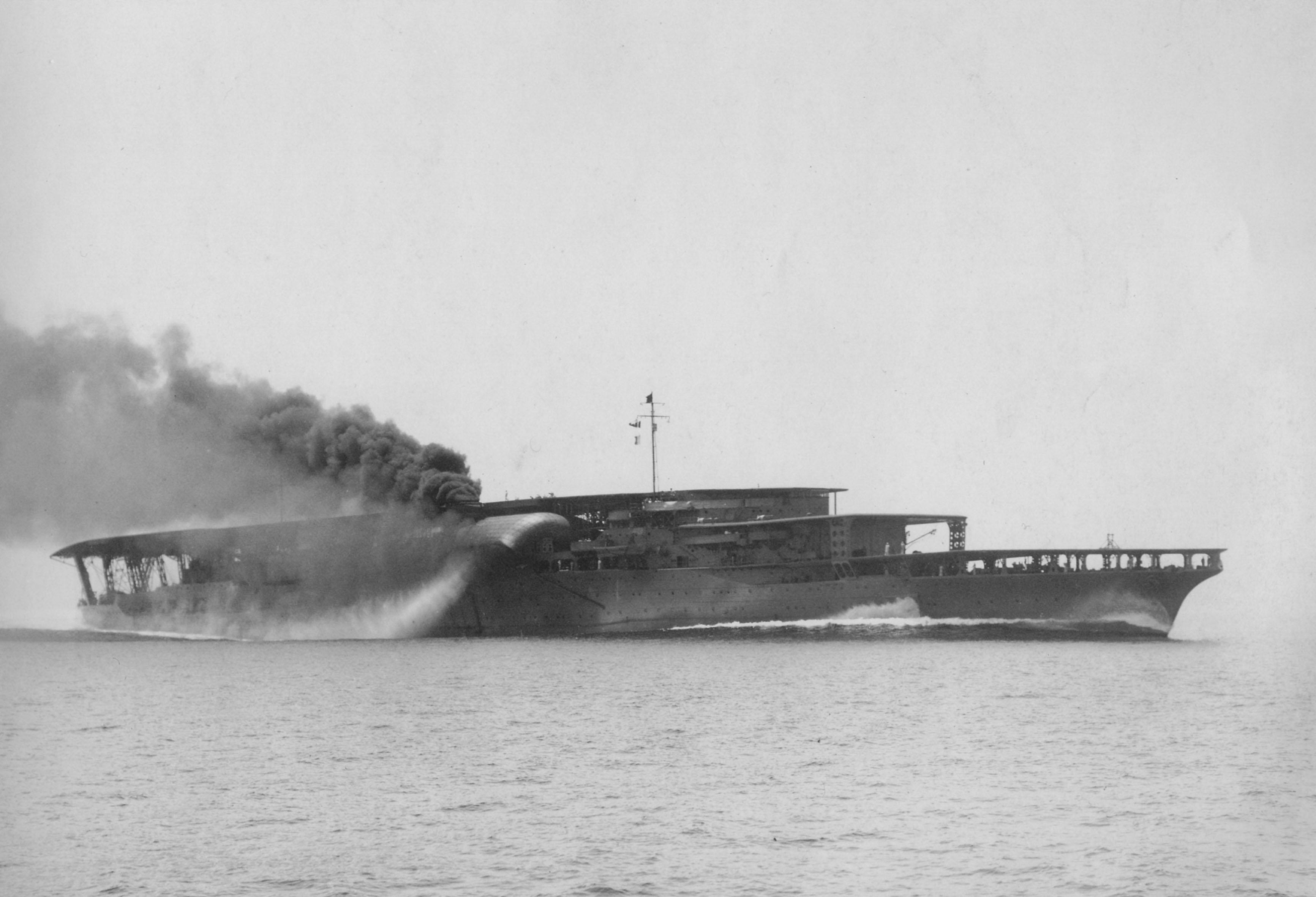
L' en essais en 1927, avec ses deux ponts d'envol.

La Marine impériale japonaise avait, avec l'aide des Britanniques, mis en service le 27 décembre 1921, donc avant la fin de la conférence de Washington, un porte-avions de 10 500 tonnes, le Hōshō. Long de 165 mètres et large de 22,70 mètres, il était doté d'un îlot décalé sur tribord (supprimé deux ans plus tard) et de trois cheminées rétractables. Aussitôt le traité signé, et dans le but de bénéficier de toutes les stipulations qui lui étaient favorables, le Japon entreprit de convertir deux croiseurs de bataille inachevés en porte-avions de 33 000 tonnes. Les travaux ont commencé sur les coques des Akagi et Amagi, mais à la suite des dégâts subis par l'Amagi, lors du séisme de Kantō en 1923, on le remplaça par le cuirassé Kaga. Dans leur première version, les grands porte-avions japonais présentaient deux ponts d'envol avec une plate-forme de décollage à partir du hangar, dans le même esprit que le HMS Furious.
L'artillerie comportait dix pièces simples de 203 mm, et l'artillerie anti aérienne à longue portée douze pièces de 120 mm en tourelles doubles. Comme protection, la ceinture blindée était épaisse de 9 à 11 pouces (229 à 281 mm). Le groupe aérien comprenait une soixantaine d'avions.
Les machines du Kaga étaient un peu moins puissantes que celles de l'Akagi, respectivement 91 000 et 131 200 ch, ce qui est normal s'agissant dans un cas d'un ancien cuirassé et dans l'autre d'un ancien croiseur de bataille, et leurs vitesses maximales étaient donc respectivement de 27,5 nœuds et 32,5 nœuds.

#### Classe Lexington

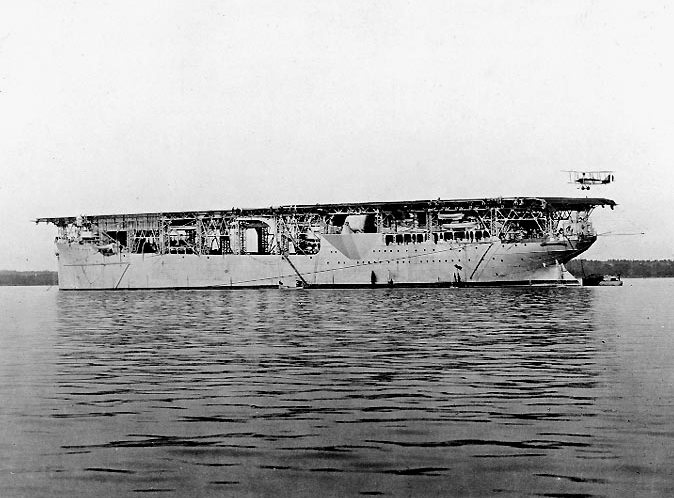
Un Aeromarine 39B se pose sur l', vers 1922.

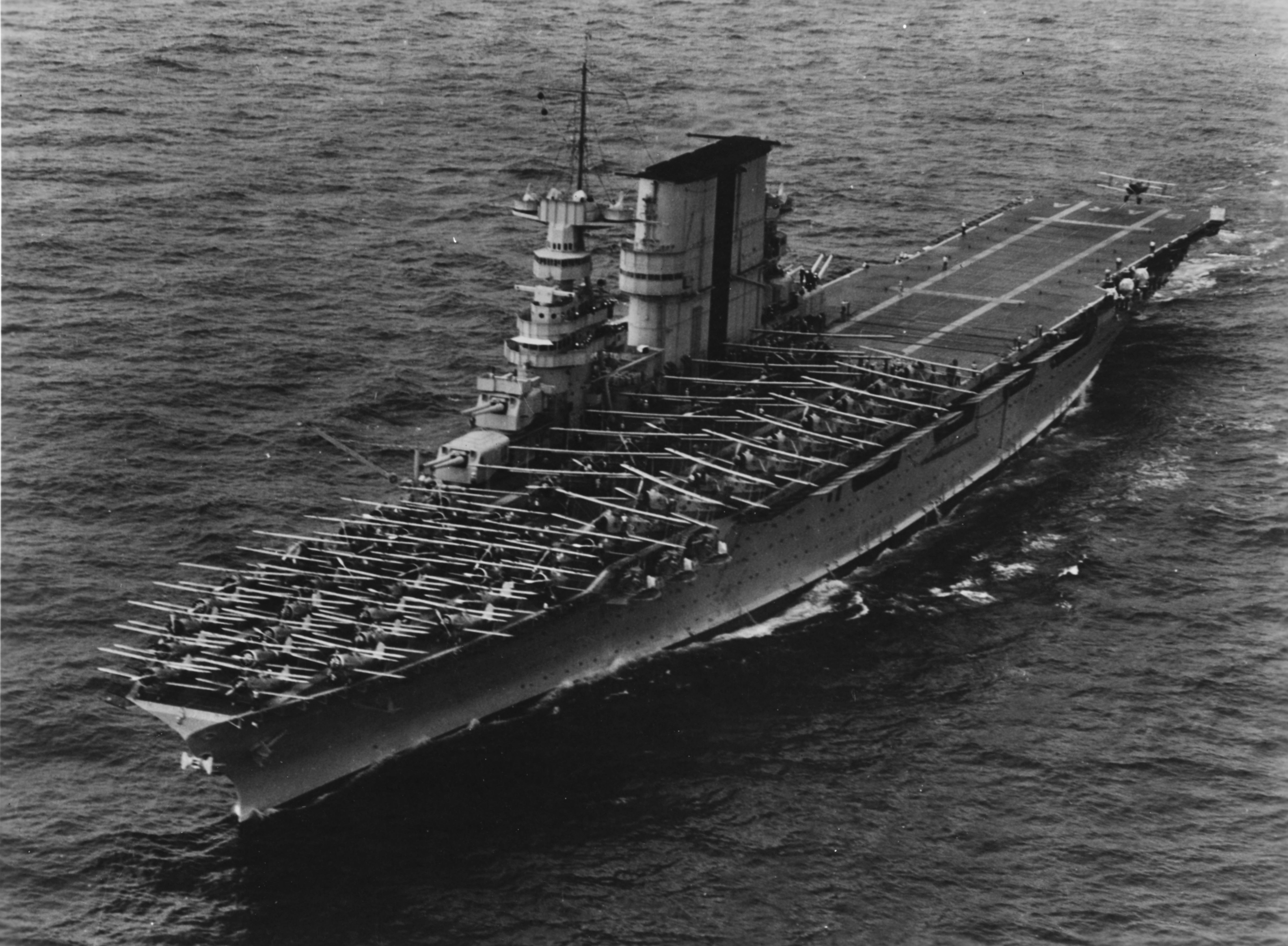
L' en 1935. On remarque ses tourelles doubles de 8 pouces (203 mm) devant l'îlot.

Aux États-Unis, en 1922, le Congrès autorise la conversion d’un ancien charbonnier en porte-avions expérimental (qui n'est donc pas décompté des quotas) : disposant d'une catapulte à air comprimé, de brins d’arrêt et d'un ascenseur. Le peu rapide USS Langley (CV-1) de 11 500 tonnes met en œuvre 34 avions et sert à tester les procédures liées à l’aviation embarquée. Bien que contraignant, le traité naval de Washington est une aubaine pour le contre-amiral William A. Moffett, chef du Bureau of Aeronautics (BuAer) qui présente en mars 1922 un « plan à cinq ans », finalisé le 4 février 1926 qui aboutit à la transformation des croiseurs de bataille USS Lexington et USS Saratoga (construits à 30 %) en porte-avions disponibles fin 1924. Ces bâtiments de 36 000 tonnes ne sont cependant lancés que le 7 avril et le 3 octobre 1925. Lors du lancement de la tête de série, le contre-amiral Moffett déclare : « Je suis convaincu qu’une attaque lancée depuis de tels porte-avions, depuis un lieu tenu secret, à un moment tenu secret, vers un objectif tenu secret, ne peut être contrée. » Il faut dire que les deux sisterships ont déjà toutes les caractéristiques des grandes unités des années 1950 : longs (271 mètres), larges (32 mètres), rapides (33 nœuds), dotés d'une “étrave fermée” d’un pont élevé, d’un îlot conçu pour opérations de commandement et de contrôle, d’une hauteur de hangar importante, etc.
Mais ces grands porte-avions n'ont pas la faveur de l'opinion publique, qui les trouve trop coûteux. Entre deux porte-avions dont le déplacement est dans un rapport de 2 à 1, on considère que la longueur de coque du plus petit est 80 %, et la surface de plate-forme de l'ordre des 2/3 de celle du plus lourd. Cette considération et le fait que le traité de Washington de 1922 ne prévoyait pas de limitation en nombre ou en tonnage maximal pour les porte-avions de moins de 10 000 tonnes ont conduit la Marine impériale japonaise à ne pas mettre en service après 1927 de porte-avions plus lourd que le Ryūjō de 8 000 tonnes en 1933. En 1927, dans le même esprit, le General Board de la Marine des États-Unis établit un programme de construction de cinq ans pour cinq porte-avions (CV-4) d'un déplacement de 13 500 tonnes, soit la moitié du déplacement maximal fixé par le Traité naval de Washington.

#### Hésitations entre porte-avions et hydravions
Les autres marines hésitent sur l'aéronavale, face au primat des canons. La question se pose alors si un porte-aéronef doit recevoir un pont ou des catapultes, contenir des avions ou des hydravions, être un hybride de cuirassé ou de croiseur. Par ailleurs, les défenseurs de l'aéronavale n'ont pas toujours les bons arguments pour plaider leur cause, victimes du fonctionnement incertain de leurs propres avions. Enfin, les budgets sont difficilement accordés à un domaine militaire encore naissant.

##### En France, duBapaumeauBéarnet auCommandant Teste
La Marine française, dont la flotte de croiseurs est sortie exsangue de la Première Guerre mondiale, se préoccupe plus de contre-torpilleurs et de sous-marins que de porte-aéronefs. Ce navire reste un auxiliaire de la flotte, partagé entre avions et hydravions et limité par les questions financières.
L'expérimentation du porte-avions
Une délégation française se rend au Royaume-Uni et visite le HMS Argus. Il s'agit, on l'a vu, du premier porte-avions avec un pont d'envol continu, sur lequel sont mis en œuvre vingt appareils depuis 1918. Impressionnée, la mission du lieutenant Latham recommande l'achèvement d'un cuirassé de classe Normandie en porte-avions. Le programme naval du 1er janvier 1920 prévoit deux bâtiments d’aviation d’escadre et la transformation de deux cuirassés inachevés en porte-avions.
Cet ambitieux projet bute sur les réalités budgétaires et seul le Béarn de classe Normandie est concerné.

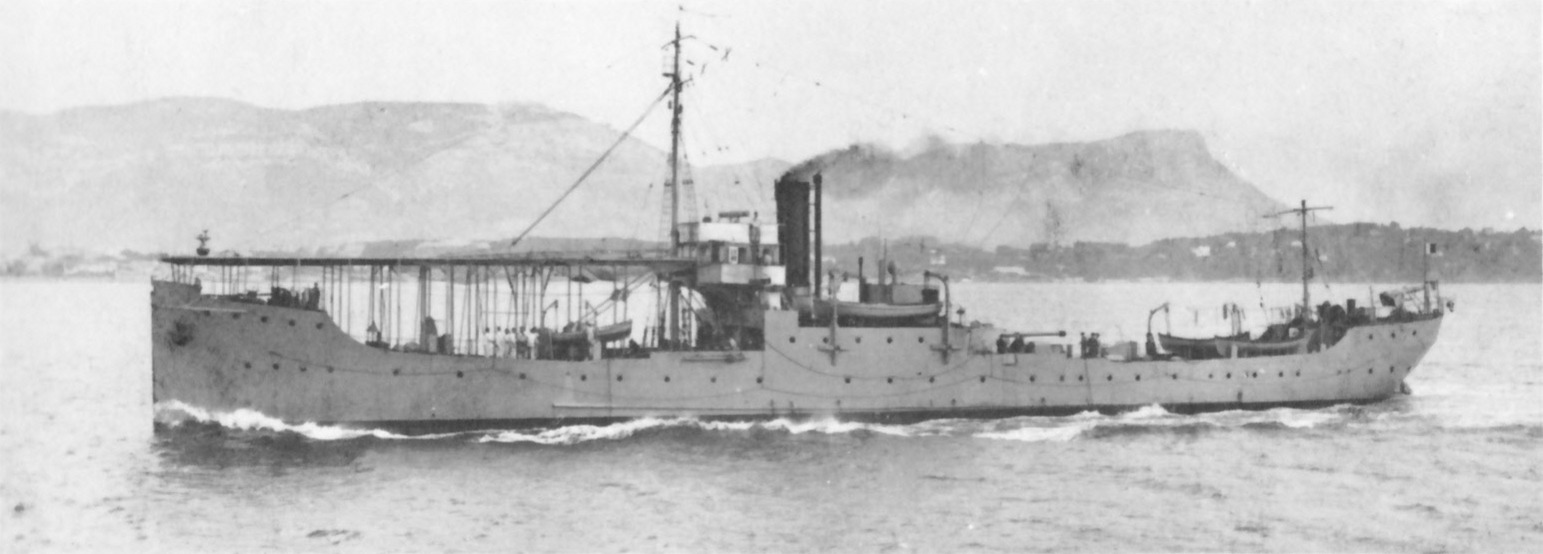
Le Bapaume, en 1920.

Paul Teste, pionnier de l’aviation navale prématurément disparu en avion (1925), mène les expérimentations nécessaires à la mise en œuvre de l’aviation d’escadre. Dans l'attente du Béarn, il obtient la transformation de l'aviso Bapaume.
La modification d'un transport de la classe Jacques Cœur en porte-avions est étudiée mais s'avère impraticable faute d'un tonnage et d'une vitesse suffisants.
La Marine nationale utilise de 1920 à 1924 le Bapaume en porte-avions école, pour former des pilotes au décollage.

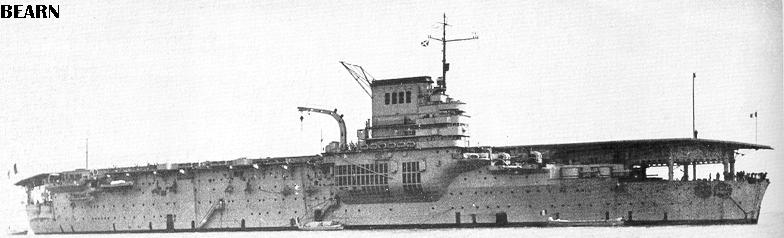
Le.

Elle fait achever le Béarn, de 1923 à 1927, en porte-avions de 25 000 tonnes. Ce navire est handicapé par la faible cadence d'appontage et de décollage des escadrilles : quinze avions en une heure contre quarante avions en onze minutes sur l'USS Saratoga!
Sa vitesse de pointe de 21,5 nœuds est adaptée aux escadres des années 1920, mais se révèle vite insuffisante face à l'évolution de la technologie navale.
Le Béarn, au mouillage à Agadir, emploie ses avions au-dessus des territoires dissidents du Sud-marocain le 27 octobre 1929. Cette action constitue sa première opération de guerre.
Le soutien aux hydravions

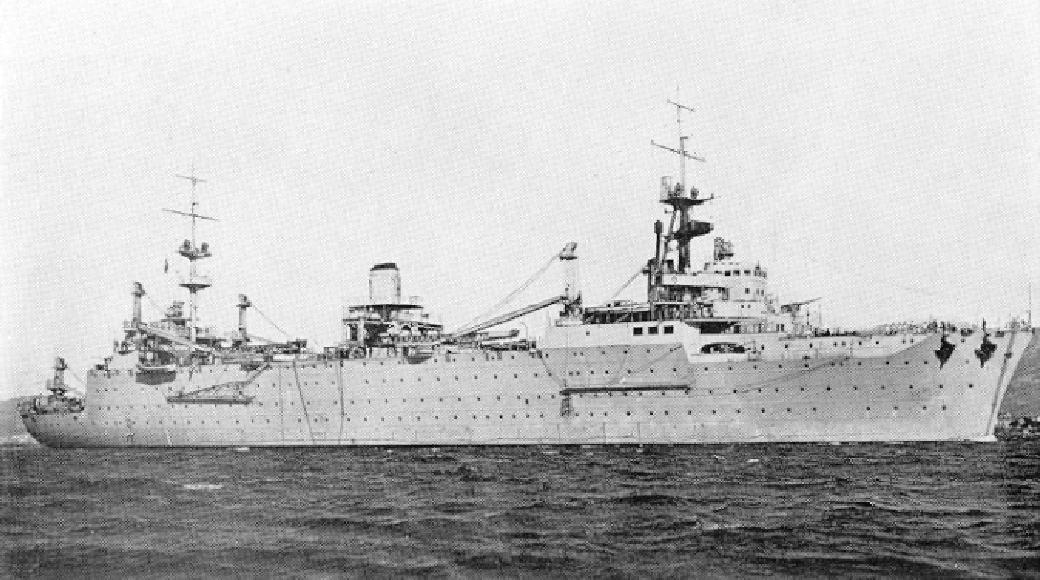
Le.

La Marine nationale continue de développer le concept de l'hydravion et du transport d'hydravions, après l'expérience du Foudre et des nombreuses réalisations britanniques de la Première guerre mondiale.
La transformation des navires de soutien logistique Alfred de Courcy et Hamelin de type Jacques Cœur en ravitailleur d'hydravions est décidée en 1928.
La Marine française lance en 1929 la construction d'un transport d'hydravions, le Commandant Teste, équipé d'une puissante batterie anti-aérienne, de vingt-six hydravions et de tout le nécessaire à leur entretien. Il rallie l'escadre de la Méditerranée en avril 1932.

##### En Italie

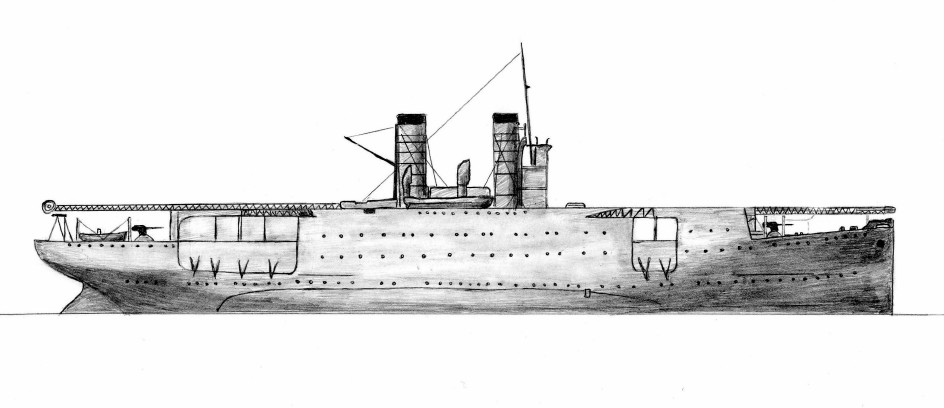
Le Giuseppe Miraglia.

La conversion du cuirassé rapide Francesco Caracciolo en porte-hydravions est projetée en 1920 et échoue devant la crise économique que connaît l'Italie après-guerre.
Le paquebot Città di Messina est converti en 1927 en porte-hydravions, sous le nom de Giuseppe Miraglia (it), mais manque de vitesse pour suivre l'escadre, avec 21,6 nœuds en pointe. Il est utilisé comme transport d'aviation en 1935 et 1936, effectuant des navettes entre l'Italie et l'Érythrée au cours de la seconde guerre italo-éthiopienne.
Sous l'influence des idées du général Douhet et d'Italo Balbo auprès du Duce Benito Mussolini, les projets de porte-avions de l'amiral Romeo Bernotti sont rejetés. Ils sont jugés trop vulnérables aux attaques aériennes, compte tenu de la présence du « porte-avions Italie », au cœur de la Méditerranée,.

##### En Espagne, en Australie et en Suède

###### Dédaloespagnol

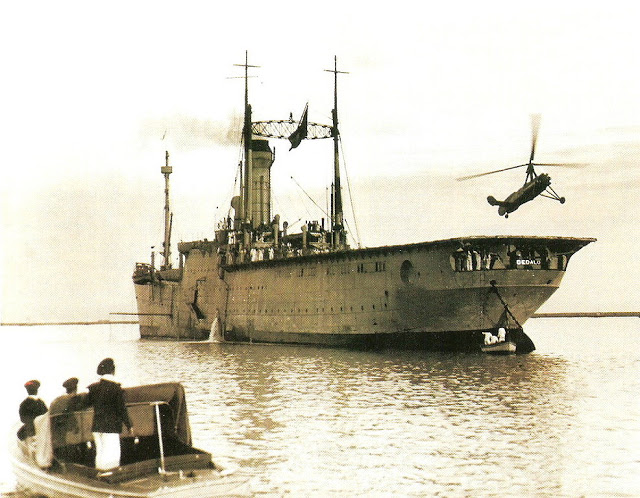
Autogire sur le Dédalo, en 1934.

L'Espagne expérimente l'aéronavale au début des années 1920. À titre de dommage de guerre, à l'automne 1921, le cargo Neuenfels est cédé à l'Espagne par l'Allemagne. Il est transformé en 1922 en porte-hydravions et base de dirigeables, et peut abriter vingt appareils. Rebaptisé Dédalo, (es), il déplace 9 900 tonnes et file 10 nœuds. Ses capacités sont mises à l'épreuve entre 1922 et 1925, au cours de la Guerre du Rif. Le navire réalise des activités de renseignement et de bombardement puis l'appui au débarquement de vingt mille soldats à Alhucemas.

###### HMASAlbatrossaustralien

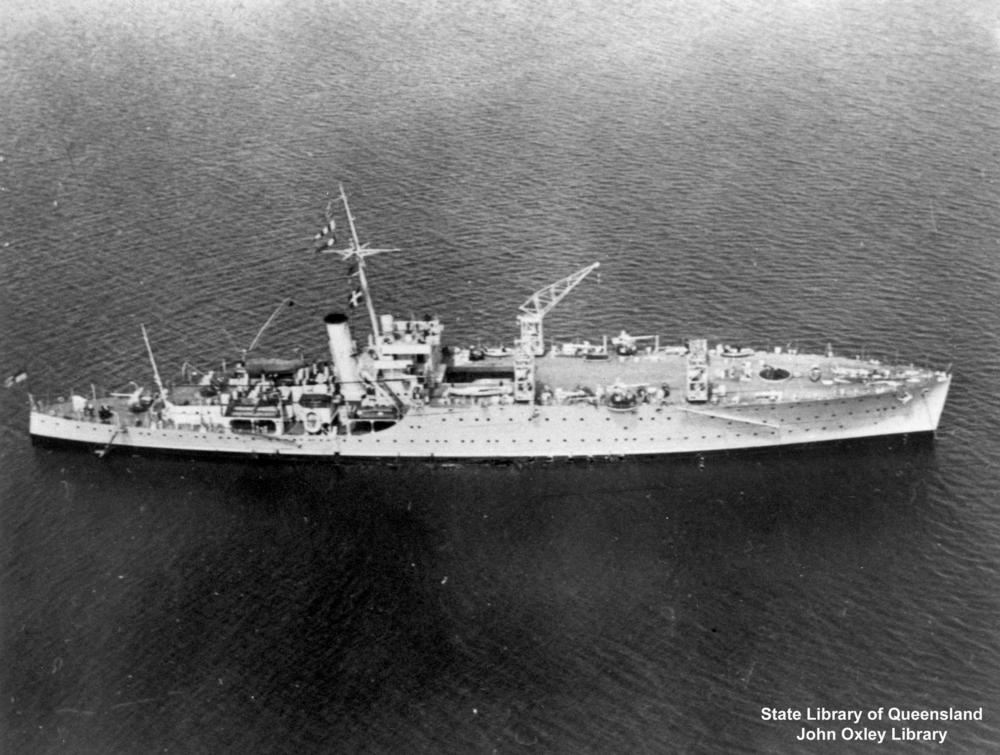
Le HMAS Albatross en 1938.

L'Australie est peu convaincue par les intentions britanniques, et s'inquiète de l'expansion japonaise. Elle décide la construction du transport d'hydravions HMAS Albatross lancé en 1927. Le bâtiment se révèle moins efficace à l'usage que l'installation d'hydravions sur les croiseurs australiens.

###### HSwMSDristighetenetGotlandsuédois

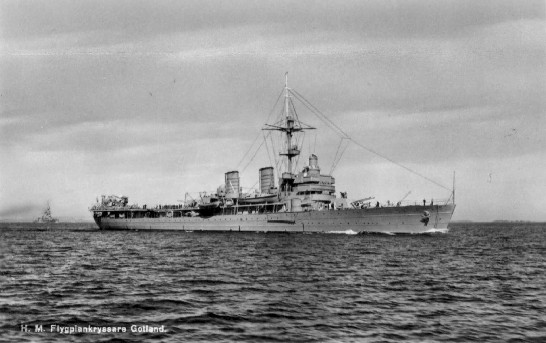
Le HSwMS Gotland.

La Suède expérimente l'installation d'hydravions sur l'ancien cuirassé de défense côtière HSwMS Dristigheten (en). Un projet de porte-avions est conçu en 1927. Il n'est réalisé que sous la forme d'un croiseur doté d'une plateforme et de onze hydravions, le HSwMS Gotland, finalement mis en service en 1936.

#### Techniques d'appontage et de décollage, tactique d'emploi, place de l'aéronautique navale
En cette période où en matière d'utilisation de l'aéronautique navale, tout est à inventer, on teste plusieurs systèmes pour ralentir les avions à l'appontage, des brins d'arrêt longitudinaux, mais finalement, à l'instigation des Français et des Américains, ce sont les brins d'arrêt transversaux qui prévalent. Des catapultes sont mises en place, mais on ne les juge utiles que pour les hydravions, les avions à roues étant si légers qu'ils n'ont pas besoin d'aides au décollage, et les Américains les retirent de leurs porte-avions au début des années 1930.
Pour autant, l'existence même de ces nouveaux bâtiments permet aux états-majors de se familiariser avec leur technique d'emploi. En 1928, les appareils du Langley simulent une attaque sur Pearl Harbor qui démontre clairement les possibilités de l’aviation embarquée. De même, en janvier 1929, lors de l’exercice Fleet Problem IX, l'USS Saratoga lance contre des installations du canal de Panama une attaque de 83 avions, à laquelle les avions de l’United States Army Air Corps sont incapables de s’opposer. Le Saratoga est cependant virtuellement coulé lors de la contre-offensive qui s’ensuit… Aucun enseignement n’est pourtant vraiment tiré de ces exercices.
Mais dans cette période de tâtonnements, une grande énergie est dépensée en querelles interarmées (Armée de l'Air contre Armée de Mer), voire inter-services, pour décider qui aura la mainmise sur l'aéronautique navale et sur la commande de ses matériels,. Au Royaume-Uni, le 1er avril 1918, le Royal Flying Corps (RFC) and le Royal Naval Air Service (RNAS) fusionnent pour créer la Royal Air Force (RAF). Certes, en 1924, se crée au sein de la RAF la Fleet Air Arm, mais celle-ci n'a pas d'autonomie en matière de choix de ses matériels et ne rejoindra le giron de l'Amirauté qu'en 1939.

### D'un traité de Londres (1930) à l'autre (1936)
Du 21 janvier au 22 avril 1930, se tient à Londres une conférence pour déterminer quelle suite devait être donnée à la politique de désarmement naval, après l'échec des travaux menés sous l'égide de la S.D.N., en 1927, à Genève, et alors que le traité de Washington de 1922 approche de son expiration. Le Traité naval de Londres de 1930, en ce qui concerne les porte-avions, a reconduit le quota de 135 000 tonnes pour les États-Unis et le Royaume-Uni, 81 000 tonnes pour le Japon, et 60 000 tonnes pour la France et l'Italie, a également maintenu les limitations de 1922, pour le déplacement maximal (27 000 tonnes) et le calibre de l'artillerie, et de surcroît, interdit la construction de porte-avions de moins de 10 000 tonnes et la transformation d'un navire de guerre en porte-avions.
Sous l'égide de ce traité, plusieurs porte-avions (ou classes de porte-avions) ont été construits, par les États-Unis, le Royaume-Uni et l'empire du Japon, qui ont joué un rôle très important pendant la Seconde guerre mondiale.

#### USSRanger, classe Yorktown et USSWasp

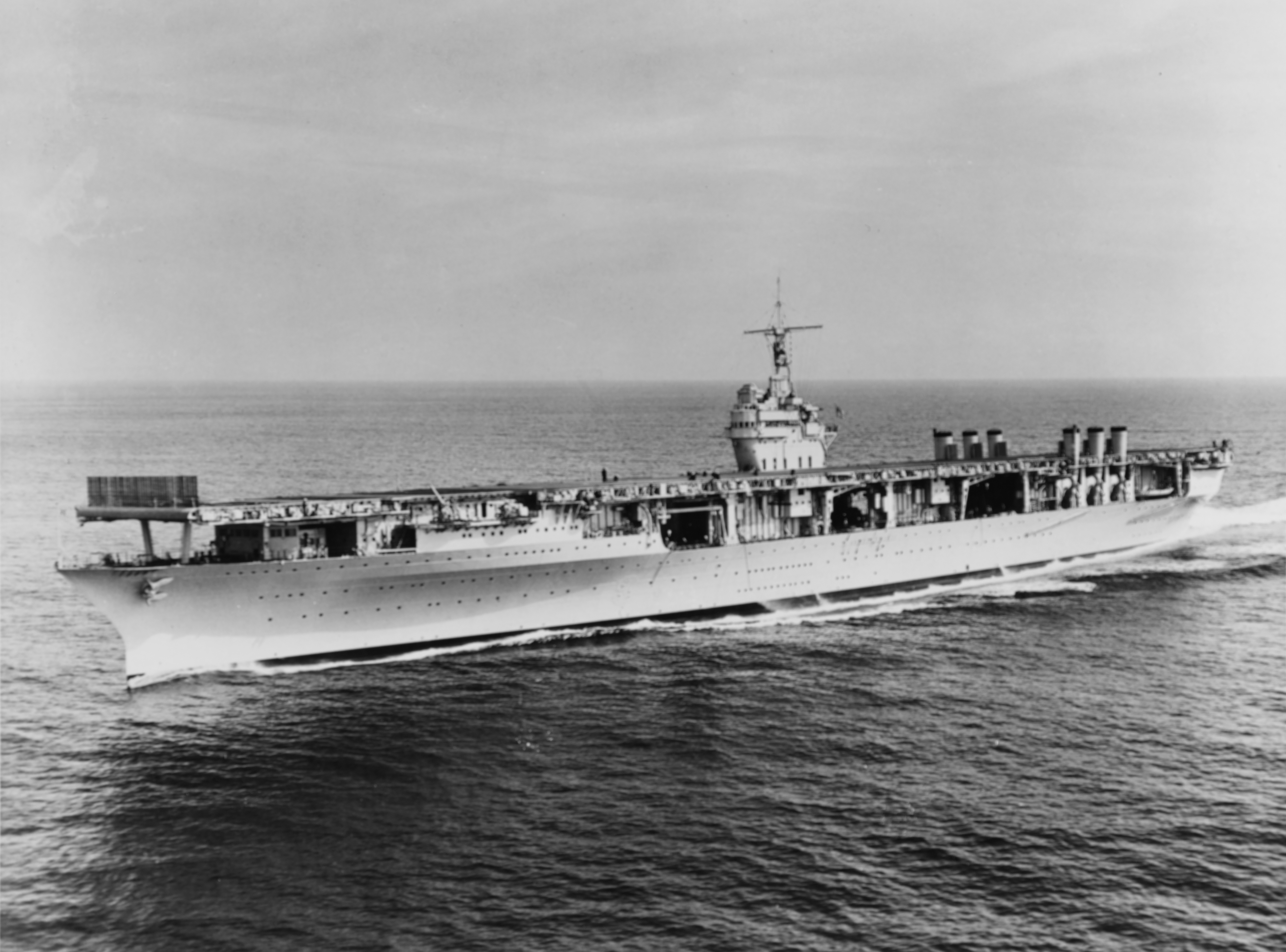
L'.

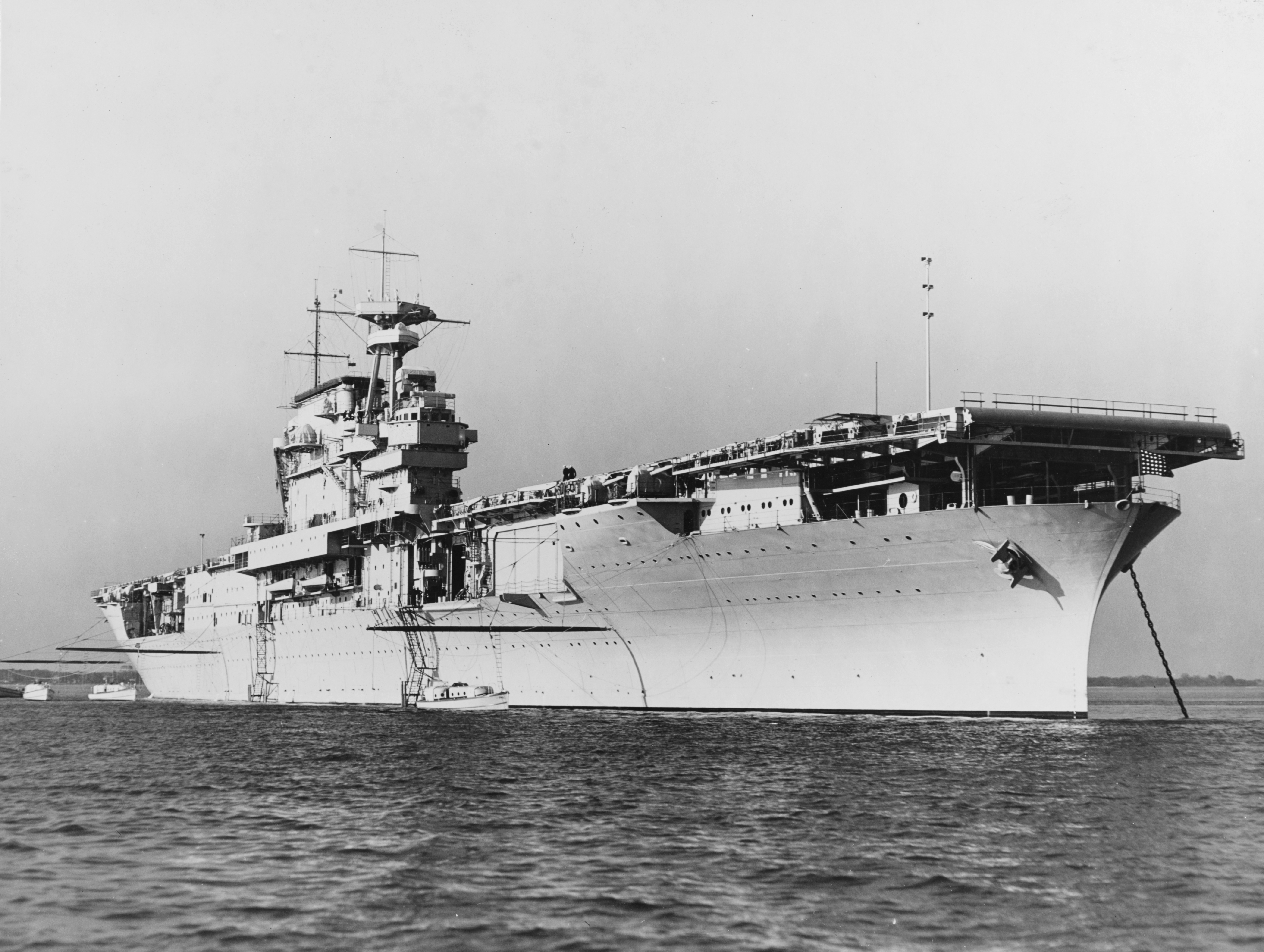
L'.

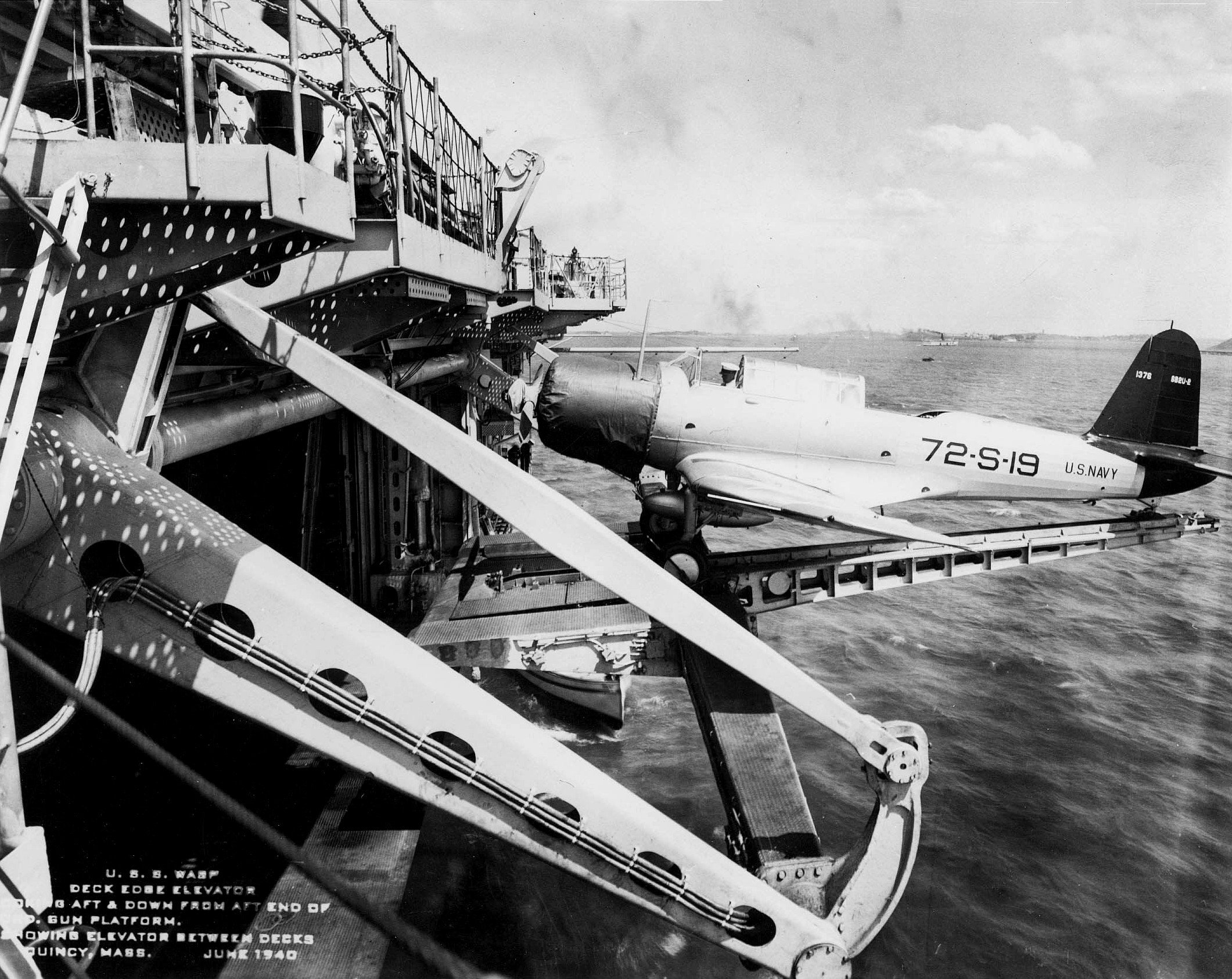
Le monte-charge extérieur à bâbord du pont d'envol de l'.

En 1931, est mis en construction pour l'U.S. Navy un porte-avions de 14 500 tonnes standard (17 577 tonnes à pleine charge), conçu pour mettre en œuvre 80 avions, et prévu, on l'a vu plus haut, pour être le premier d'une série de cinq. Lancé sous le nom de Ranger, il déçoit, son déplacement est trop faible pour le doter d'un armement, d'une protection et d'une vitesse donnant satisfaction. Un tonnage de 20 000 tonnes apparaît nécessaire pour mettre en œuvre 80 appareils et pouvoir marcher à 33 nœuds. Ce sera la classe Yorktown. Les deux premières unités, USS Yorktown et Enterprise furent lancées en avril et octobre 1936.
Dotés d'un hangar de type « ouvert », c'est-à-dire construit en superstructure sur la coque, avec trois ascenseurs axiaux pour desservir le pont d'envol, armés de huit pièces simples de 127 mm comme artillerie à double usage, anti-navires et anti-aérien à longue portée, les porte-avions de la classe Yorktown avaient une protection comparable à celle d'un grand croiseur léger de la classe Brooklyn, dont ils étaient contemporains. Leurs turbines à engrenages Parsons alimentées par neuf chaudières Babcock & Wilcox développaient 120 000 ch. Ils embarquaient 40 % de chasseurs, 40 % de bombardiers en piqué et 20 % de bombardiers torpilleurs.
Le déplacement global autorisé aux États-Unis par les traités de limitation des armements navals a conduit à commander, en 1935, un porte-avions de 14 700 tonnes, donc un peu plus petit que ses deux aînés. Il en différait par seulement deux ascenseurs axiaux et un monte-charge latéral sur bâbord, pour pouvoir embarquer le même nombre d'appareils dans un hangar de taille plus réduite. Sa protection horizontale est un peu plus faible, et sa propulsion de 75 000 ch ne permettait qu'une vitesse maximale de 29½ nœuds. Lancé en 1939, ce sera l'USS Wasp. On verra plus loin comment une troisième unité de la classe Yorktown sera commandée en 1938, l'USS Hornet, qui entrera en service en 1941, et rejoindra la Flotte du Pacifique pour lancer le raid sur Tokyo.
On notera également l'expérimentation de dirigeables porte-avions dont trois exemplaires sont mis en service au cours de cette période, mais avec des résultats non probants.

#### Sôryû

##### DuRyūjōauSôryû

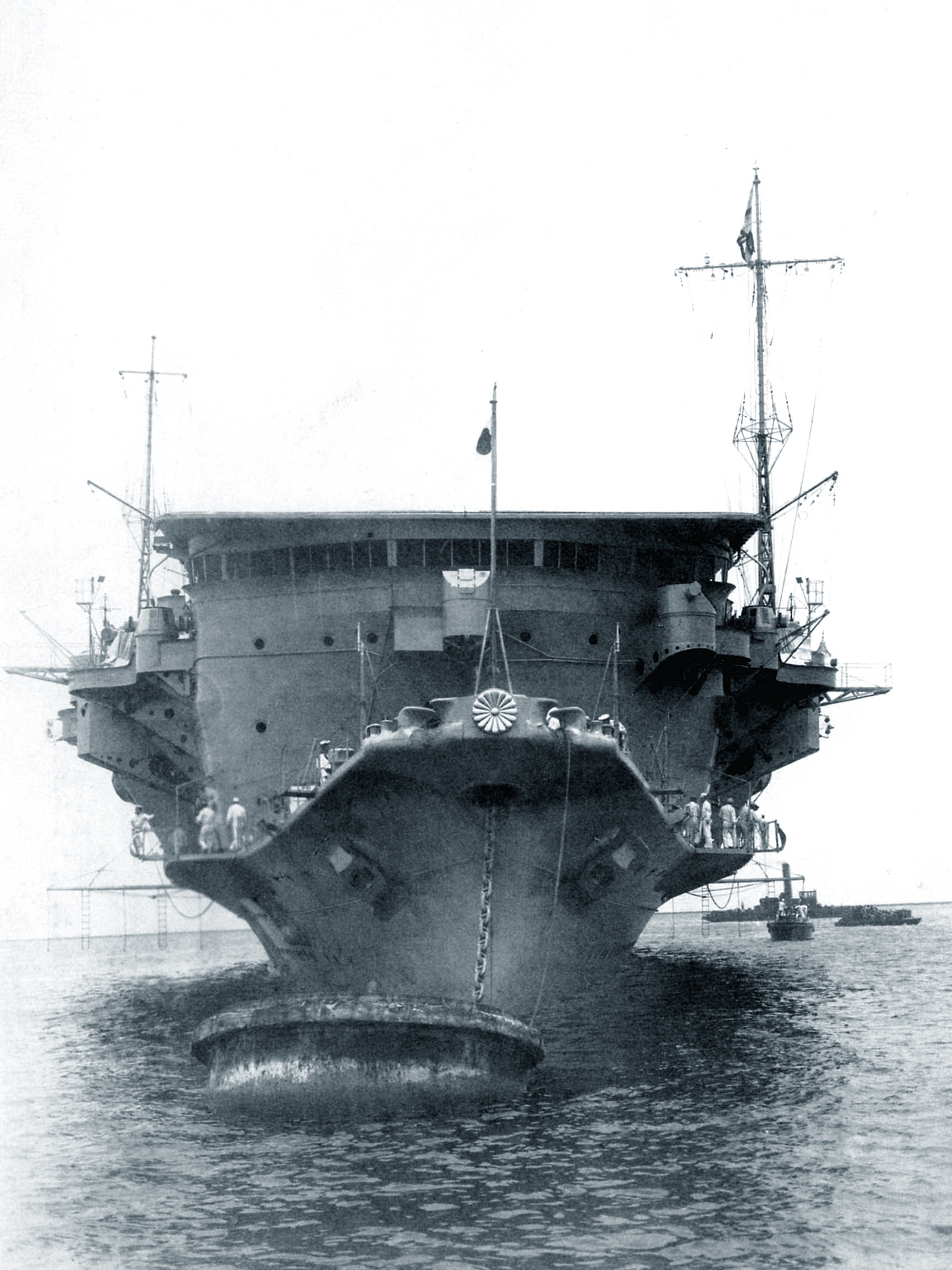
Cette photo du Ryūjō montre bien ses problèmes de surcharge des hauts.

Commandé en 1929, alors que les porte-avions de moins de 10 000 tonnes n'étaient pas pris en compte dans les quota nationaux, le Ryūjō, dont le déplacement annoncé était de 7 100 à 8 000 tonnes, a été mis sur cale en 1931, et est entré en service en avril 1933. Il a été modifié pendant sa construction pour accroître le groupe aérien embarqué jusqu'à une quarantaine d'avions, ce qui lui faisait accueillir un groupe aérien supérieur à la moitié de celui des grands porte-avions, avec un déplacement de l'ordre du quart. Il a donc été doté d'un étage de hangar supplémentaire, ce qui avec une artillerie de six tourelles doubles de 127 mm/40 Type 89, à hauteur du pont d'envol, mettait beaucoup de poids dans les hauts. Ceci était alors fréquent de la part des architectes navals japonais qui s'efforçaient d'avoir le maximum d'armements pour un déplacement minimum.
En mars 1934, le torpilleur Tomozuru a chaviré dans une tempête, et une commission d'enquête a incriminé son manque de stabilité. On a alors décidé de ramener l'artillerie du Ryūjō à quatre tourelles au lieu de six et de lui installer une quille-ballast. Mais en septembre 1935, le Ryūjō a encore été endommagé au cours d'un typhon, ainsi que plusieurs autres grands bâtiments de la 4e Flotte, notamment le croiseur Mogami, et cette fois, on décida d'accroître son franc-bord en augmentant son gaillard d'avant d'un pont, pour améliorer sa tenue à la mer par mauvais temps. Ainsi transformé, son déplacement a dépassé 10 000 tonnes et sa vitesse maximale été réduite de 2 nœuds.

##### Caractéristiques duSôryû

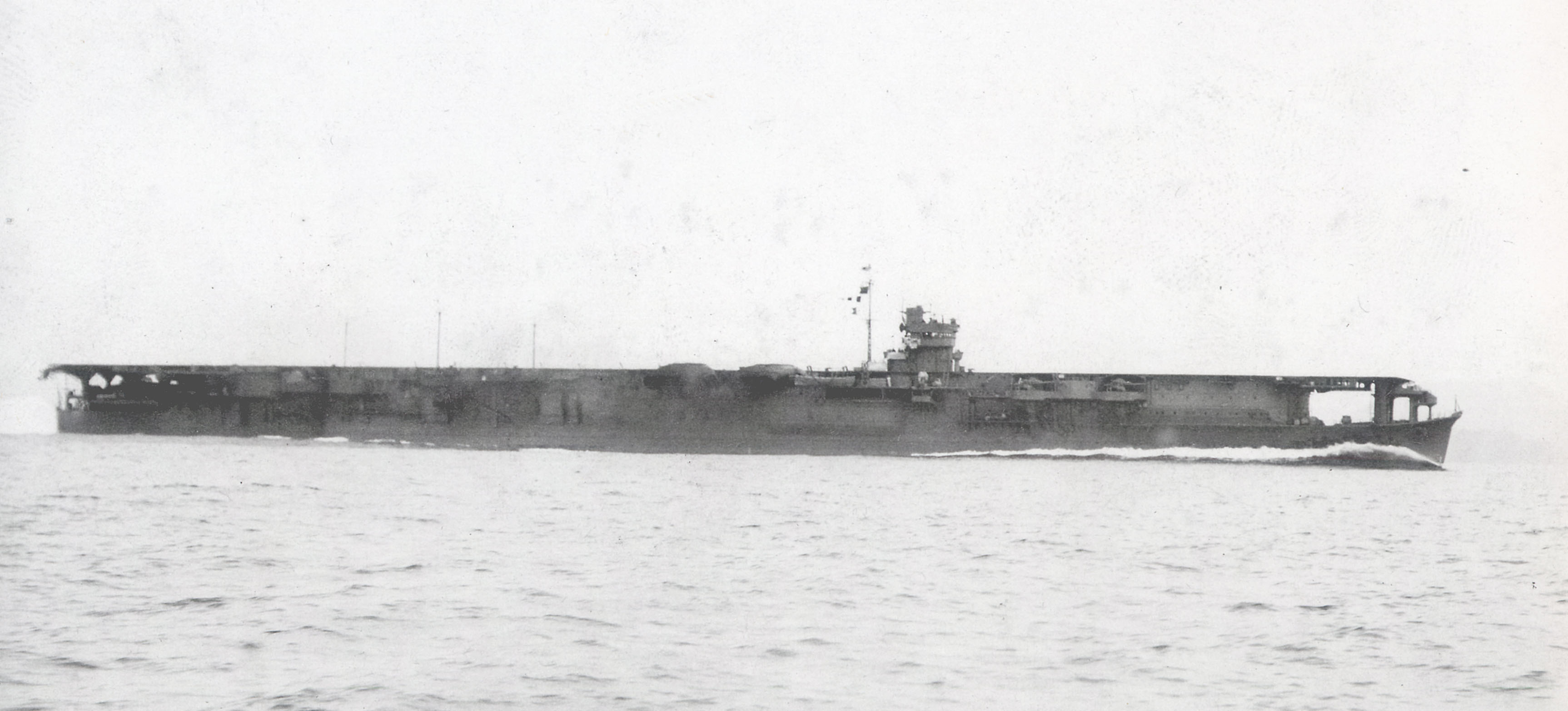
Le Sōryū en 1938, au cours de ses essais de vitesse, au large de Tateyama.

Dans le cadre du deuxième plan de réarmement, qui avait dû être retardé, à la suite de l'incident du Tomozuru, la décision a été prise de construire deux porte-avions « moyens », avec un déplacement “standard” de 15 900 tonnes (18 800 à pleine charge), c'est-à-dire nettement moins que le déplacement maximum des porte-avions autorisé par les traités, soit 27 000 tonnes.
Le groupe aérien prévu de 57 avions, mais pouvant atteindre 73, était inférieur à celui des grands porte-avions américains ou japonais, mais supérieur à celui des porte-avions britanniques. Mais la taille des deux hangars (142,3 m x 18,3 m pour le hangar inférieur et 171,3 m x 18,3 m, pour le hangar supérieur), déterminée par la dimension de la coque, elle-même inspirée de celle des croiseurs de la classe Mogami, faisait que l'on n'aura pas la possibilité de plier ou de déployer les ailes d'un bombardier torpilleur Nakajima B5N "Kate" dans le hangar supérieur.
Avec douze pièces de 127 mm type 89, à double usage, il n'y avait pas d'artillerie anti-navires au calibre de 203 mm, comme les grands porte-avions américains et japonais, ni même au calibre de 152 mm, ou de 140 mm comme les HMS Eagle ou HMS Hermes, mais une artillerie anti-aérienne à longue portée d'un calibre un peu supérieur à celui de 120 mm des canons AA des porte-avions britanniques de la classe Courageous. La Défense Contre Avions rapprochée était constituée d'affûts bi-tubes de 25 mm fabriqués sous licence Hotchkiss, caractéristiques des navires japonais.

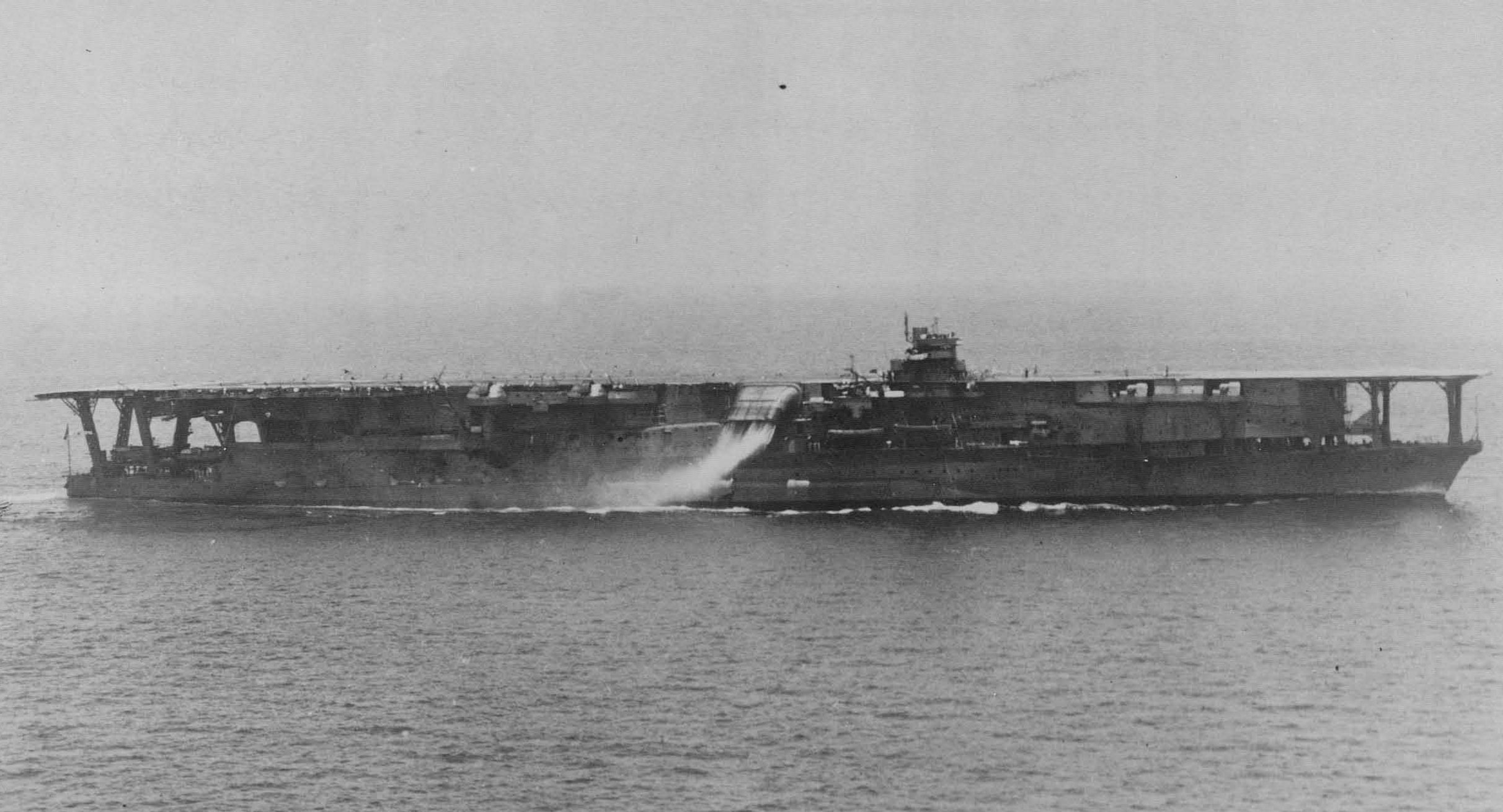
Le avec sa cheminée latérale, après la modernisation en 1935.

La caractéristique de cette classe a été, qu'avec une puissance de plus de 150 000 ch, fournie par leurs turbines Kampon, et des dimensions de coque (longueur : 222 m, largeur: 21 m) qui leur donnait un rapport longueur/largeur supérieur à 10, ils ont affiché la plus grande vitesse maximale des porte-avions de l'époque, supérieure à 34 nœuds.
Mis sur cale en décembre 1934, lancé en décembre 1935, le Sōryū est armé dans les derniers jours de 1937. Malgré une brève carrière, ce porte-avions est resté la référence pour la classe la plus importante des porte-avions construits en urgence pendant la guerre, la classe Unryū.
On verra plus loin les différences entre les deux unités de la classe, qui tiennent pour partie à ce qu'entre les dates de mise en service du Sōryū et du Hiryū, le Japon s'était affranchi des contraintes liées aux traités de limitation des armements navals.
Pendant ce temps, en 1935, à l'arsenal naval de Sasebo, le grand porte-avions Kaga a bénéficié d'une grande refonte. Les longs conduits d'évacuation des fumées qui longeaient le pont d'envol vers l'arrière ont été remplacés par une cheminée rectangulaire évacuant la fumée vers l'extérieur et vers le bas, en dessous du pont d'envol, au milieu du navire sur tribord. Le pont d'envol a été prolongé vers l'avant, la plate-forme de décollage devant le hangar supprimée, et un petit îlot installé à tribord. L'artillerie anti-aérienne de 120 mm a été remplacée par des pièces de 127 mm Type 89, et une vingtaine de tubes de 25 mm AA ajoutés. La puissance de la propulsion a été accrue, passant à 128 400 ch, pour porter la vitesse maximale à 28⅓ nœuds. Le groupe aérien a été porté de soixante à quatre-vingt-dix appareils.

#### HMSArk Royal

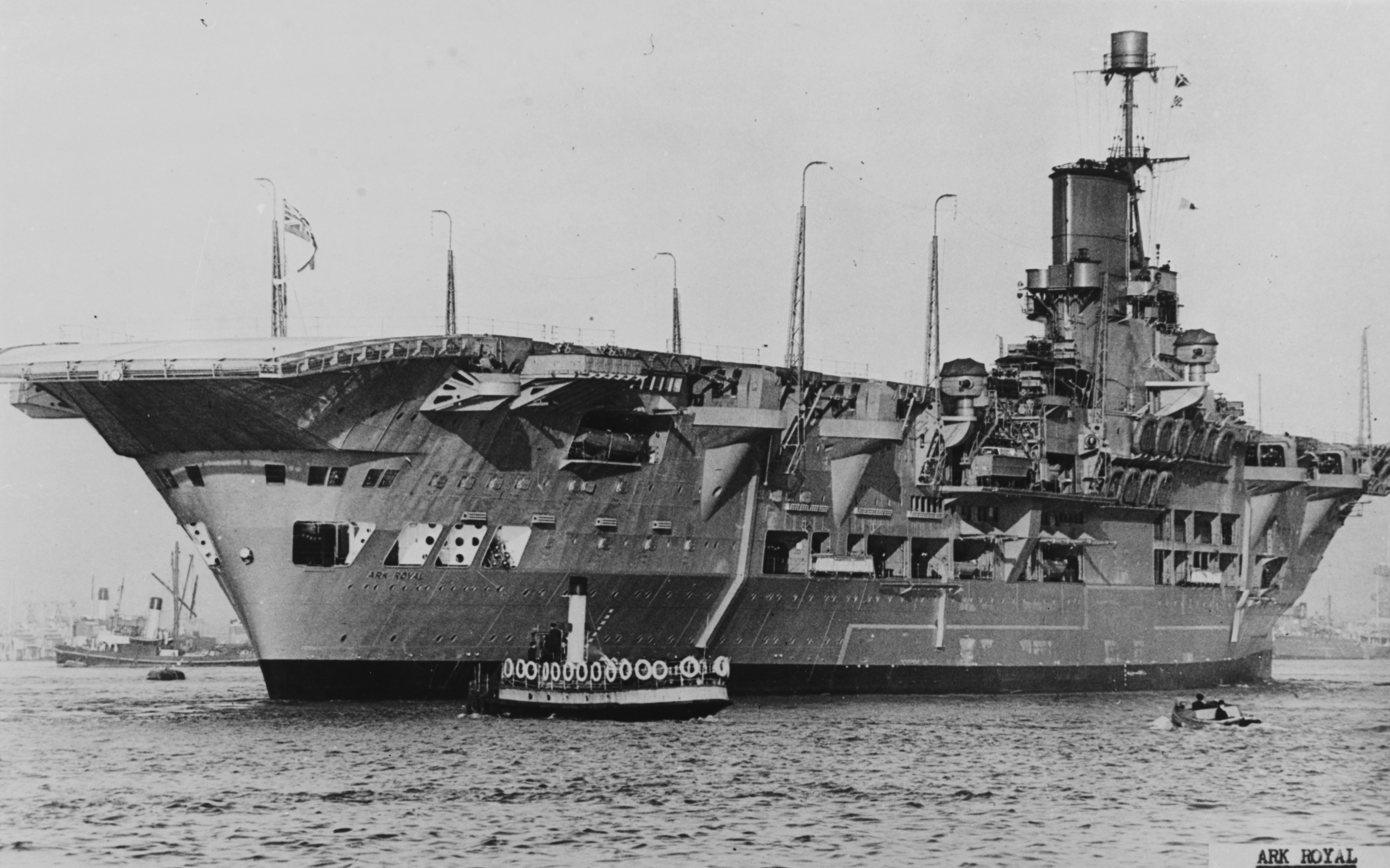
Le, fin 1938-début 1939.

En 1934, pour remplacer le HMS Argus, la Royal Navy décida la construction d'un porte-avions de 22 000 tonnes, c'est-à-dire un peu plus lourd que les porte-avions alors en construction aux États-Unis et au Japon, pour embarquer un groupe aérien de 72 appareils avec 20 % de chasseurs. Ce surcroît de poids résultait du choix d'un hangar « fermé », c'est-à-dire intégré dans la coque et non pas construit en superstructure. Cela entraînait que les parois latérales étaient protégées par la ceinture blindée de 4,5 pouces (114 mm) et un pont blindé de 3,5 pouces (89 mm) à hauteur de plancher du hangar, au-dessus des chaudières et de la machinerie du gouvernail, et de 2,5 pouces (63,5 mm) au-dessus des turbines. Le pont d'envol, en acier et non en lattes de bois de teck, comme sur la classe Yorktown, ne portait cependant pas de blindage. Deux catapultes hydropneumatiques ont été installées à l'avant, pour pouvoir catapulter des appareils, pendant que d'autres apponteraient, mais cela conduisait à une longueur du pont d'envol de l'ordre de 240 m, alors que pour des raisons de maniabilité, la coque n'a pas mesuré plus de 210 m. Il en a résulté un porte-à-faux arrière du pont par rapport à la coque de 24 m, ce qui aura été une caractéristique de la silhouette de ce porte-avions. Un soin particulier a été porté à l'aérodynamisme de l'îlot et de la cheminée, dotée d'un profil d'aile d'avion, pour réduire les turbulences sur le pont d'envol.
L'artillerie comportait huit affûts doubles de 114 mm à double usage, en tourelles ouvertes Mark III UD, disposées en quatre groupes de deux aux angles du pont d'envol. L'artillerie de DCA rapprochée comprenait six “pom-pom” octuples, et huit affûts quadruples de mitrailleuses de 12,7 mm. Cette DCA, la plus puissante de la flotte à l'époque, se justifiait par les faibles performances des avions de chasse embarqués face à l'aviation basée à terre que la Royal Navy aurait à affronter.
En ce qui concernait la propulsion, le choix ayant été fait de privilégier la manœuvrabilité par rapport à la vitesse, la longueur à la flottaison était de 209 m. Avec un maître-bau de 28,9 m, le rapport longueur/largeur était de moins de 7,6, contre 9,72 et 10,6 pour les porte-avions américains et japonais respectivement. Mais les chaudières Admiralty à trois tambours fonctionnant à 28 kgf/cm2 alimentaient des turbines Parsons à engrenages entraînant trois hélices, pour donner une vitesse maximale de 30¾ nœuds, avec une puissance de 102 000 ch, soit 64 % de la puissance du Sōryū, qui pouvait filer 3½ nœuds de plus.
Construit par Cammell Laird, lancé en avril 1937, baptisé Ark Royal, ce porte-avions est entré en service à la fin de 1938.

### Marche vers la guerre
Signé le 25 mars 1936, à l'issue de la conférence tenue entre le 9 décembre 1935 et le 24 mars 1936, le second traité naval de Londres a réduit à 23 000 tonnes le déplacement maximal des porte-avions, qui était de 27 000 tonnes depuis le traité naval de Washington de 1922. Les signataires en étaient les États-Unis, le Royaume-Uni et la France. L'empire du Japon avait été partie au traité du Washington de 1922 et au premier traité naval de Londres de 1930, qui avait prolongé les effets du traité de 1922 jusqu'au 31 décembre 1936. Mais devant le refus des États-Unis et du Royaume-Uni de rééquilibrer ses droits en matière d'armements navals, le Japon avait annoncé le 29 décembre 1934 sa décision de ne plus être partie aux traités de limitation des armements navals. La délégation japonaise se retire ainsi de la conférence de Londres, le 15 janvier 1936, le Japon ne reconnaissant alors plus aucune limitation en matière d'armement naval.
Mais il faut s'intéresser un instant à des projets de porte-avions qui ne posaient pas de problèmes au regard des traités de limitation des armements navals.

#### Projets allemand et français, l'un inachevé, l'autre avorté

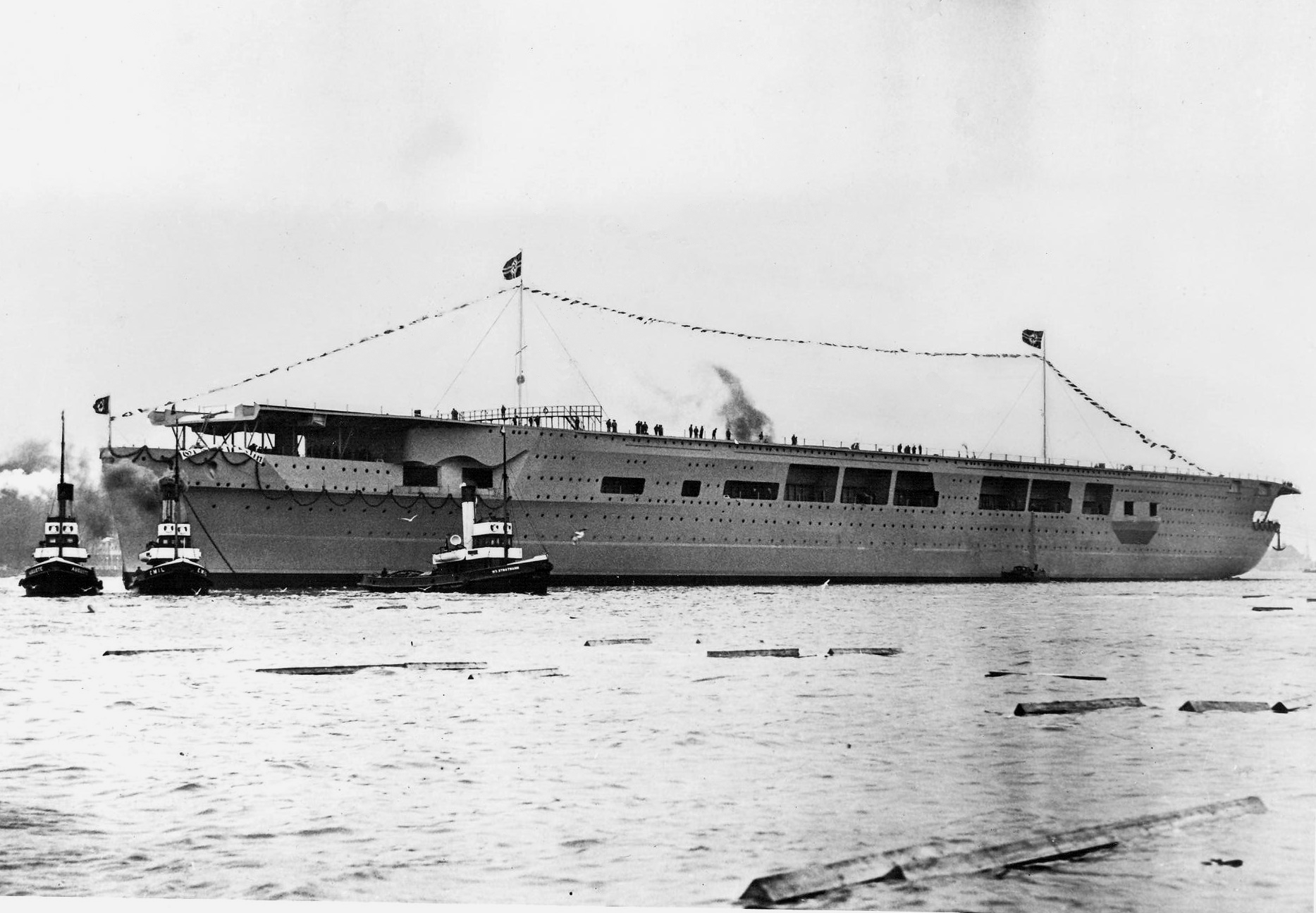
Mis sur cale en 1936, lancé, ici, le 8 décembre 1938, le Graf Zeppelin ne sera pas achevé.

L'Allemagne n'étant pas partie aux traités de Washington de 1922 et de Londres de 1930, et Adolf Hitler, devenu chancelier du Reich en 1933, ayant lancé, dès 1934, un plan de réarmement naval aussi important que secret, au mépris des stipulations du traité de Versailles, le Royaume-Uni signe avec le Reich, le 18 juin 1935 un traité naval germano-britannique, qui fixe la limite du déplacement total des bâtiments de la Kriegsmarine à 35 % de celui de la Royal Navy. En ce qui concerne les porte-avions, une limite est fixée à 47 250 tonnes, soit deux porte-avions.

##### Graf Zeppelin
Un premier porte-avions, Flugzeugträger A, déplaçant 23 200 tonnes (32 600 tonnes à pleine charge), long de 263 m, large de 31,4 m, avec un pont d'envol de 241 m x 36 m, portant un blindage de 23 mm, et une ceinture blindée de 100 mm, inspiré du porte-avions Akagi, dont les plans ont été fournis par le Japon après sa transformation en 1935-36, aurait eu une importante artillerie anti-navires, en huit affûts doubles de 150 mm sous casemates, six tourelles doubles de 105 mm pour la DCA éloignée, groupées autour de l'îlot à tribord, et une imposante DCA rapprochée de 37 et de 20 mm. Seize chaudières alimentant des turbines à engrenages Brown-Boveri, développant 200 000 ch, auraient permis une vitesse maximale de 33¾ nœuds.
Mis sur cale au chantier de Kiel de la Deutsche Werke, fin décembre 1936, lancé deux ans plus tard, en novembre 1938, sous le nom de Graf Zeppelin, il est alors prévu d'y embarquer une quarantaine d'appareils, des Messerschmitt “Bf 109” navalisés comme chasseurs, des Ju-87 Stuka comme bombardiers en piqué. Il est à 85 % d'achèvement lorsque les travaux sont arrêtés, dans le courant de l'été 1940. Son artillerie de 150 mm est démontée pour servir de batterie côtière en Norvège. Les travaux reprennent en 1942, sur fond de désaccord entre la Marine et le ministère de l'Air sur les appareils dont il conviendrait de le doter, et s'arrêtent définitivement en 1943.
Le dernier croiseur lourd en construction, le Seydlitz, qu'il avait été question de transformer en porte-avions en 1942-43, ne sera pas achevé non plus.

##### Classe Joffre
Contexte

Projet de porte-avions Joffre.

Malgré les faiblesses du Béarn, qui permet cependant de développer la lutte anti-sous-marine au profit de l'escadre, la Marine Nationale continue de promouvoir l'aéronautique navale. L'aviso Belfort et la canonnière Surveillante en 1935, la canonnière Diligente en 1939 sont transformés en ravitailleurs d'hydravions.
L'idée de modifier en porte-avions les deux plus anciens croiseurs de 10 000 tonnes, les Tourville et Duquesne, construits dix ans auparavant, n'est pas retenue.
La Marine nationale engage aussi ses porte-aéronefs dans la guerre d'Espagne et en retire de l'expérience opérationnelle.
Dès octobre 1936, le Béarn appuie les cuirassés de l'escadre patrouillant face à l'Espagne. Le Commandant Teste évacue des réfugiés à Barcelone en août 1936 puis participe à la protection des lignes commerciales à partir de 1937.
Historique
La politique de renforcement de l'aéronautique navale, liée à la montée des tensions internationales, va pousser la Marine Nationale à programmer en 1936 deux porte-avions qui auraient constitué la classe Joffre. Issus d'une longue suite de projets d'étude (PA 1 à 15), ces navires, dessinés par l'ingénieur général Louis Kahn sont prévus avec un déplacement « lège » de 18 000 tonnes.
Ils devaient avoir une longueur de 236 m et une largeur de 35 m (hors-tout), le pont d'envol de 200 m x 28 m, étant déporté sur bâbord pour compenser le poids de l'îlot. Leur artillerie aurait comporté quatre tourelles doubles de 130 mm à double usage, quatre affûts doubles ACAD de 37 mm, et six mitrailleuses quadruples de 13,2 mm. La protection aurait été comparable à celle des croiseurs de la classe La Galissonnière avec une ceinture blindée de 105 mm, mais un pont blindé principal plus épais (70 mm sur les magasins). Huit chaudières Indret, alimentant des turbines à engrenages Parsons auraient développé 125 000 ch pour entraîner quatre hélices et obtenir une vitesse maximale de 33 nœuds. Deux hangars auraient accueilli un groupe aérien de quarante avions, quinze chasseurs Dewoitine 520, et vingt-cinq avions d'assaut bimoteurs, dans des versions navalisées (Dewoitine D.750 et Breguet Br.810), qui n'ont jamais été mises en production.
La coque de la première unité, qu'il était prévu d'appeler Joffre, est commandée aux Ateliers et Chantiers de la Loire à Penhoët, et construite à partir de novembre 1938 sur la cale no 1, qui a servi pour le grand transatlantique Normandie et le Strasbourg. Les travaux sont interrompus avant le lancement, au moment de l'occupation allemande, en juin 1940, et le démantèlement commence en juillet 1941. La seconde unité, qui aurait été baptisée Painlevé, ne sera jamais commencée,.

#### Hiryūet USSHornet

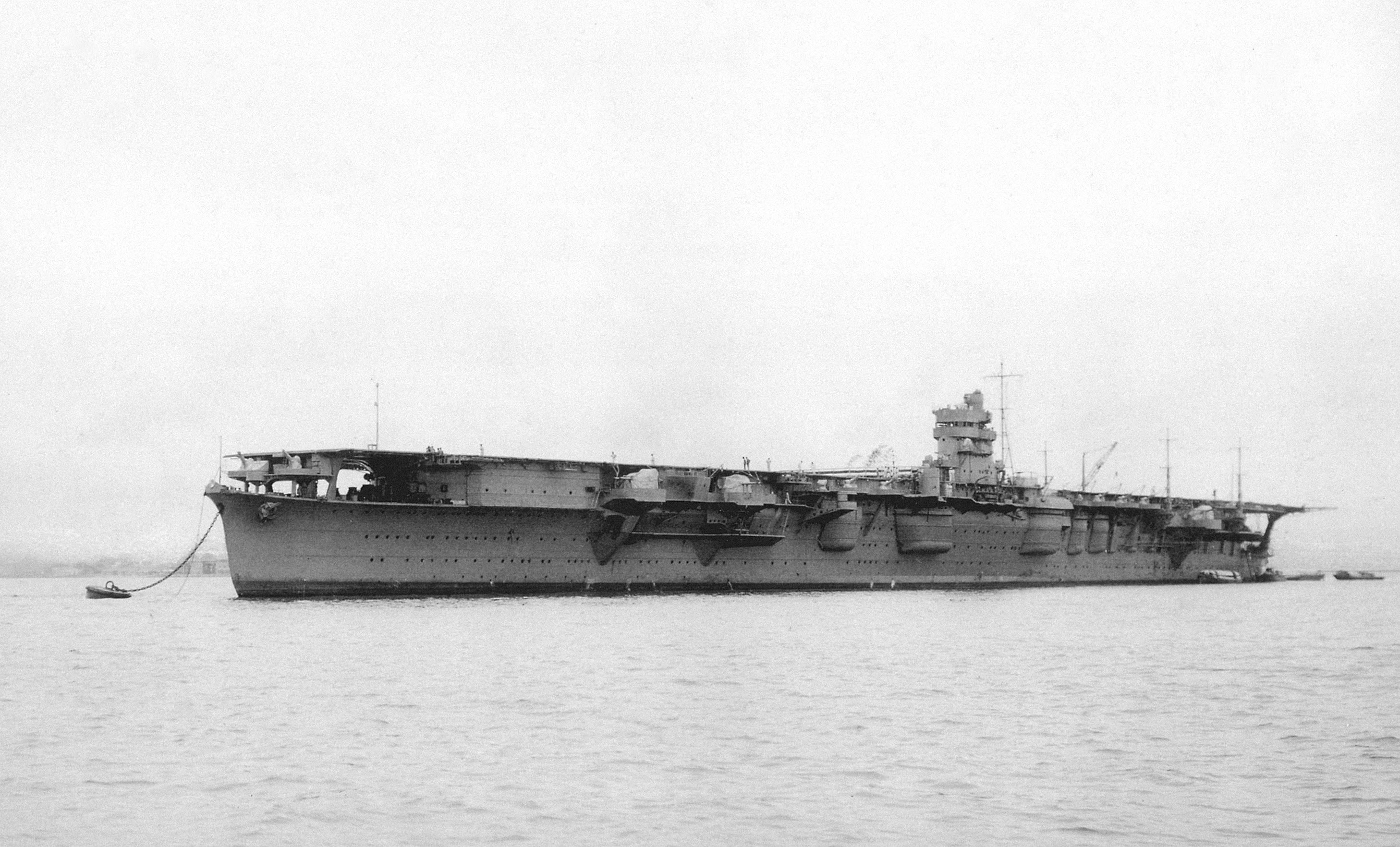
Le porte-avions Hiryū, venant d'être armé à Yokosuka, en 1939. On remarque l'îlot à bâbord et plus à l'arrière que sur le Sōryū.

Le 7 juillet 1937, soit six mois après l'armement du Sōryū, l'incident du pont Marco-Polo marque le début de la seconde guerre sino-japonaise. Les équipages des porte-avions japonais et les concepteurs de l'aéronautique navale vont y acquérir une incomparable expérience. Un porte-avions est mis sur cale à l'arsenal de Yokosuka en juillet 1936, dix-huit mois après le Sōryū, dont il était prévu qu'il soit le jumeau. Mais entretemps, le Japon s'est soustrait à toutes les stipulations des traités de désarmement naval, et cela a été pris en compte dès sa conception. Les dimensions de coque sont presque identiques, avec un mètre de longueur de plus à la flottaison et en largeur. Mais le franc-bord avant est plus élevé d'un pont, pour lui donner une meilleure tenue à la mer. La propulsion développe une puissance un peu supérieure (153 000 ch au lieu de 152 000), ce qui assure la même vitesse maximale de plus de 34 nœuds, avec un déplacement plus élevé de 1 400 tonnes,.
La différence principale entre les deux porte-avions résidait dans la position de l'îlot, situé sur le Sōryū à tribord, juste devant les deux conduits d'évacuation des fumées des chaudières, au ras du pont d'envol. Sur le Hiryū, la décision fut prise de placer l'îlot plus à l'arrière et à bâbord, ce qui a abouti à l'idée de faire manœuvrer de concert les deux porte-avions, de façon à avoir l'îlot du côté de l'autre porte-avions. Comme l'Akagi subissait alors une grande refonte, analogue à celle qu'avait connue le Kaga quelque deux ans auparavant, on décida de transférer l'îlot sur ce bâtiment de tribord à bâbord. Mais très vite, il apparut que tant l'îlot à bâbord que sa position plus à l'arrière n'étaient pas de bonnes idées, ce dont la Marine impériale japonaise s'affranchit pour ses porte-avions ultérieurs. Le Hiryū a été achevé le 5 juillet 1939.

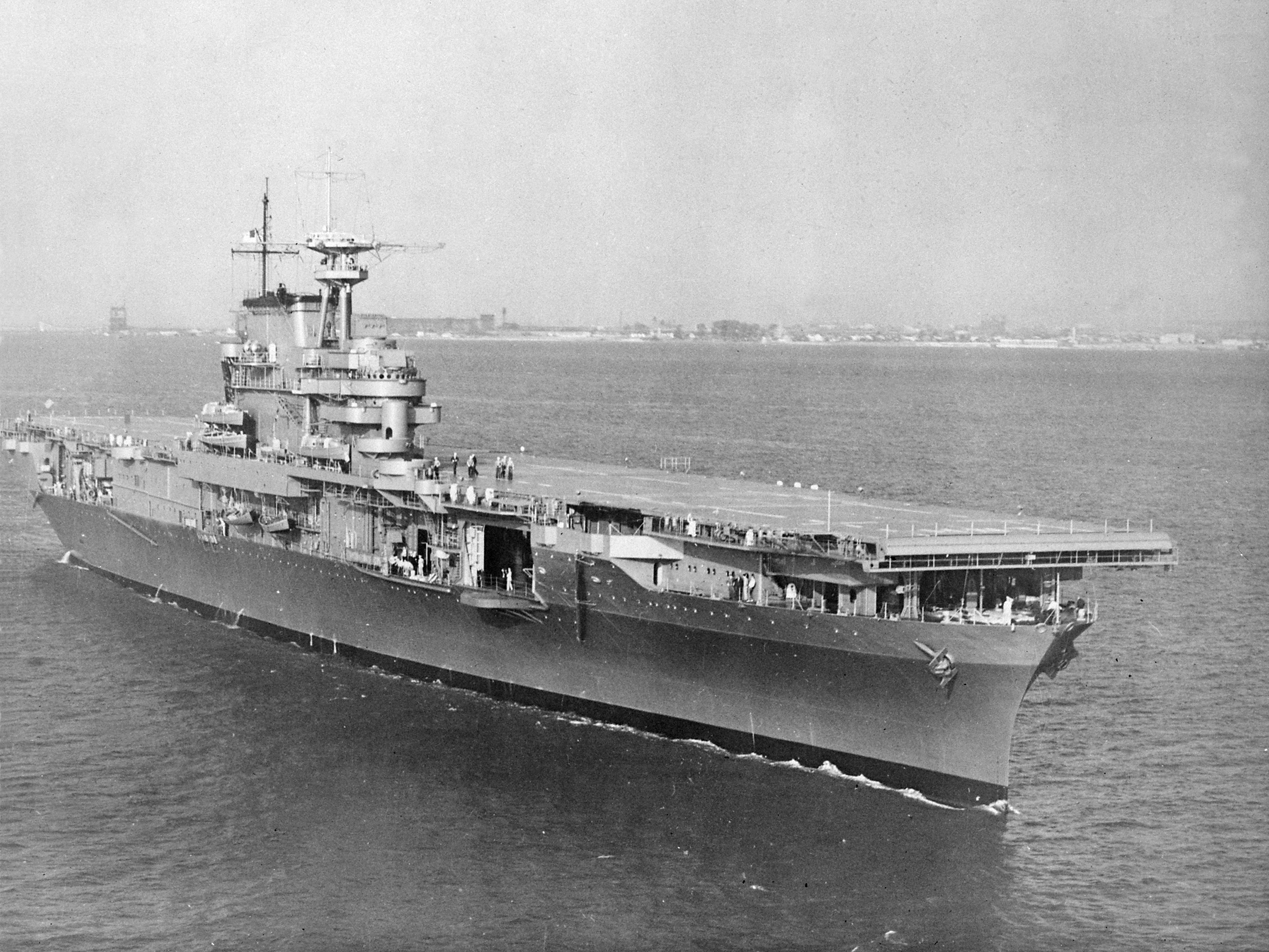
L' sur la côte atlantique en octobre 1941.

La mise en service de ce porte-avions portait le nombre des porte-avions japonais reconstruits ou récents à cinq, alors que le nombre de porte-avions de l’US Navy était de six (si l'on ne comptait pas l'USS Langley, obsolescent), mais avec la nécessité d'une présence dans deux océans. Il n'y avait plus, depuis le 1er janvier 1937, de limite globale de déplacement par nation pour aucun type de bâtiment, mais il demeurait la limite de 23 000 tonnes pour le déplacement maximal d'un porte-avions, pour les trois pays signataires du second traité naval de Londres. À cette époque le Congrès des États-Unis était préoccupé par la nécessité d'amorcer une politique de réarmement naval, et plusieurs lois avaient été votées à l'instigation du président de la Commission des Affaires navales de la Chambre des représentants, Carl Vinson, Vinson -Trammel Navy Act de 1934, Second Vinson Act de 1938 (Naval Act of 1938 (en)). Mais les spécifications d'une nouvelle classe de porte-avions n'étaient pas encore arrêtées, aussi la décision est-elle prise en mars 1939 de construire une nouvelle unité de la classe Yorktown. Comme pour le Hiryū par rapport au Sōryū, le nouveau porte-avions a eu quelques améliorations, 252 m de longueur au lieu de 247 m, un pont d'envol large de 34,8 m au lieu de 33,25 m, un déplacement à pleine charge de 29 100 tonnes au lieu de 25 500. L'artillerie antiaérienne a été renforcée avec quatre affûts quadruples de 28 mm, qui n'ont pas été jugés très performants, et 16 mitrailleuses de 12,7 mm. Pendant ce temps, les travaux ont continué pour définir ce qui allait devenir la classe Essex.
Mis sur cale en fin septembre 1939, lancé le 14 décembre 1940, l'USS Hornet a été armé le 20 octobre 1941.

#### Classe Illustrious et HMSUnicorn
Au Royaume-Uni, le Programme de Réarmement de 1936 a prévu deux nouveaux porte-avions, déplaçant 23 200 tonnes, qui ont encore accentué les caractéristiques spécifiques déjà observées sur le HMS Ark Royal, en ce sens qu'ils sont dotés d'un hangar de type « fermé », mais également d'un pont blindé, à l'instigation du contre-amiral Henderson (en), Troisième Lord de la Mer (Third Sea Lord) et Contrôleur de la Marine, qui avait été le commandant du HMS Furious et était persuadé de l'infériorité des chasseurs embarqués de la Fleet Air Arm, par rapport aux appareils de la Luftwaffe qu'il faudrait très vraisemblablement affronter, d'où l'importance donnée au blindage et à la Défense Contre Avions.
Le pont d'envol, plus court que celui du HMS Ark Royal (226 m au lieu de 240 m de long), portait ainsi un blindage de 3 pouces (76 mm), les parois du hangar intégrées à la coque conservant le blindage de 4,5 pouces (114 mm), ainsi que 3 pouces (76 mm) sur le plancher du hangar, comme sur le HMS Ark Royal. Ce pont blindé permettait de mettre en œuvre des appareils pesant jusqu'à 20 tonnes, ce qui excédait considérablement le poids des appareils de l'époque. Mais cette accumulation de poids dans les hauts obligeait à n'avoir qu'un hangar à un seul étage, ce qui ramenait le groupe aérien à trente-six appareils au lieu de soixante-douze.

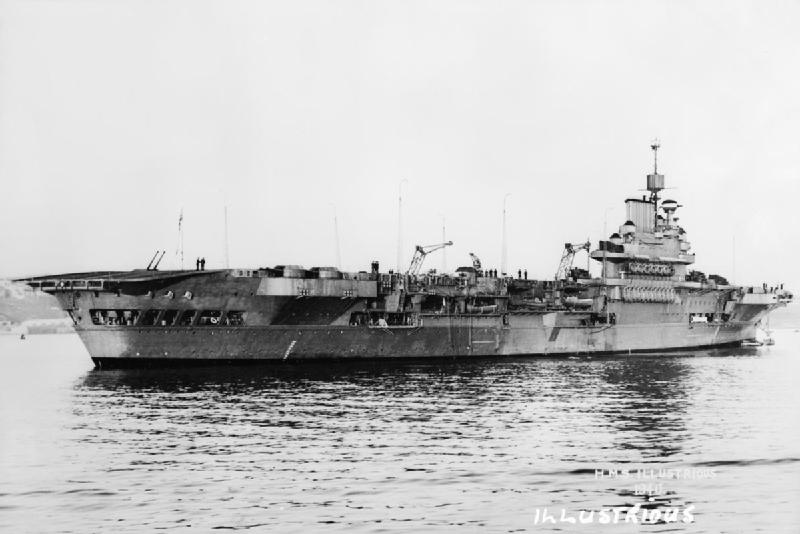
L' en 1940.

L'artillerie anti-aérienne à longue portée était constituées de seize canons au calibre de 4,5 pouces (114 mm), en quatre groupes de deux tourelles doubles Mark II BD, disposant d'un poste de direction de tir du modèle Mk.4 à courte et longue portée, à proximité de chaque groupe de deux tourelles, sauf pour le groupe tribord avant dont le poste de direction de tir était installé sur l'îlot. Pour la Défense Contre Avions rapprochée, on comptait six “pom-pom” octuples et huit affûts simples de 20 mm. Pour la première fois, un radar de veille aérienne, Type 79Z (en) a été installé sur un porte-avions.
Les dimensions de coque étaient un peu plus petites que celles du HMS Ark Royal, 205 m au lieu de 209 m en longueur à la flottaison, même largeur, même tirant d'eau. La propulsion était semblable à celle du HMS Ark Royal: six chaudières Admiralty à trois tambours, fonctionnant à 28 kgf/cm2 alimentaient des turbines Parsons à engrenages, entraînant trois hélices pour donner une vitesse maximale de 30½ nœuds, avec une puissance de 111 000 ch.
La première unité construite par Vickers-Armstrongs, à Barrow-in-Furness, a été lancée le 5 avril 1939. L'Illustrious a été armé le 25 mai 1940. Construit par Vickers-Armstrongs, à Newcastle upon Tyne, lancé le 14 septembre 1939, le Victorious a été armé le 14 mai 1941.
Deux unités supplémentaires ont été inscrites au budget de 1937. Construit par Harland and Wolff à Belfast, lancé le 17 août 1939, le Formidable a été armé le 24 novembre 1940. Alors que les premières unités étaient encore en construction, on décida d'accroître le nombre des appareils embarqués. Sur la quatrième unité, un demi-hangar inférieur a été aménagé à l'arrière, qui n'était desservi que par l'ascenseur arrière, avec une hauteur de hangar réduite de 16 pieds (4,9 m) à 14 pieds (4,3 m). Pour compenser l'accroissement de poids, l'épaisseur du blindage des parois des hangars a été réduite à 1,5 pouce (38 mm). Le nombre des appareils embarqués en a été porté à quarante-six. Cette quatrième unité, construite par Vickers-Armstrongs, à Barrow-in-Furness, a été lancée le 26 mars 1940. L'Indomitable a été armé le 10 octobre 1941.
Deux autres porte-avions, les HMS Implacable et Indefatigable, qui constituent une sous-classe Implacable, lancés en 1942, seront armés en 1943-44.
Commandé en avril 1939, un bâtiment de soutien ou d'entretien des porte-avions, comme il existait des bâtiments de soutien des sous-marins, a été mis sur cale, le 26 juin 1939, chez Harland and Wolff à Belfast. Prévu pour 15 000 tonnes de déplacement (il a déplacé finalement 16 770 tonnes), long de 195 m, large de 27 m, il avait un pont d'envol muni d'une catapulte ainsi que deux hangars hauts de 16,5 pieds (5 m), desservis par des ascenseurs de grandes dimensions pour pouvoir accueillir tous les modèles d'avions embarqués. Il pouvait accueillir trente-six avions. Son blindage était plus léger que celui des porte-avions d'escadre, car il ne devait pas intervenir en première ligne. Comme artillerie, il disposait de quatre tourelles doubles de 4 pouces (102 mm), de trois « pom-pom » quadruples, et de deux affûts doubles et de huit affûts simples de 20 mm. Quatre chaudières Admiralty à trois tambours, fonctionnant à 28 kgf/cm2 alimentaient des turbines Parsons à engrenages, entraînant deux hélices pour donner une vitesse maximale de 24 nœuds, avec une puissance de 40 000 ch. Lancé le 20 novembre 1941, le HMS Unicorn n'a été armé que le 12 mars 1943.

#### ShokakuetZuikaku

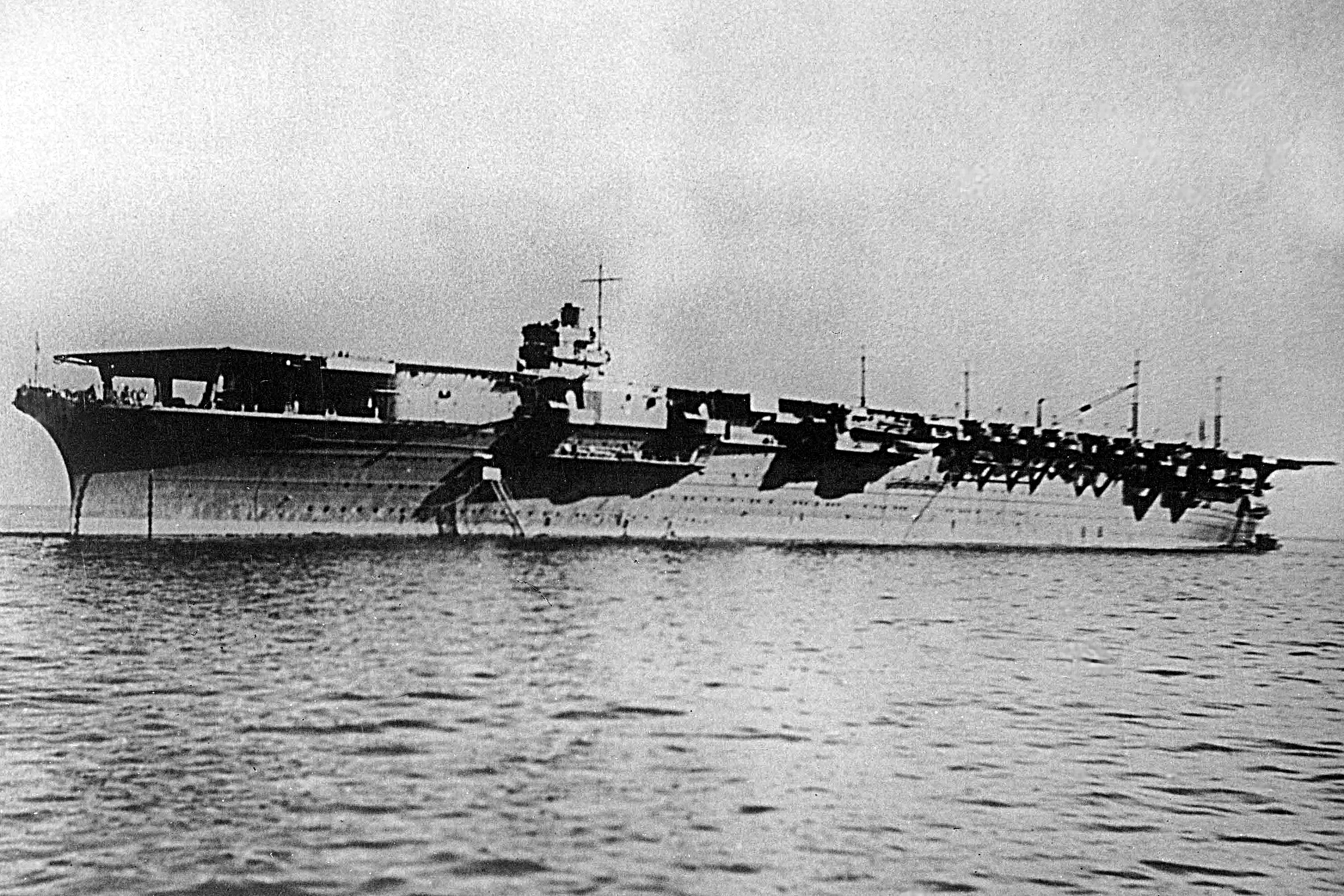
Le Shōkaku lors de son armement (25 septembre 1941).

La Marine impériale japonaise a bénéficié en 1937 d'un troisième programme de renforcement ; le refus du Japon de signer le second traité naval de Londres ne lui fixait aucune contrainte, pas même celle d'indiquer le déplacement et le calibre de l'artillerie principale des cuirassés qu'elle entreprenait de construire Ce plan prévoyait donc deux cuirassés géants et deux grands porte-avions.
Il s'agissait, pour les porte-avions, d'extrapolations des Sōryū-Hiryū, avec un déplacement de 25 675 tonnes, soit près de 30 % de plus, 30 mètres de plus en longueur, 4,60 mètres de plus en largeur, 1,60 m de tirant d'eau supplémentaire. Le pont d'envol mesurait 242 m x 29 m, contre 216 m x 27 m sur la classe précédente. Il n'y avait pas de catapultes, la légèreté des avions embarqués rendant celles-ci inutiles pour le décollage. Les deux hangars superposés, plus spacieux, permettaient d'embarquer jusqu'à 84 appareils au lieu de 73. On a abandonné l'idée de placer l'îlot à bâbord, et les conduits d'évacuation des fumées ont été installés à tribord, à hauteur du plan d'envol, dirigés vers le bas, comme sur la classe précédente.
La protection verticale était importante, comparable, en ceinture, à celle des cuirassés rapides de la classe Kongō, et la protection horizontale était renforcée, sur les machines et les magasins, mais toujours sans blindage du pont d'envol. L'intégration des réservoirs d'essence d'aviation dans la coque les rendait sensibles à l'ébranlement des coups qui manquaient le navire de peu, et ne garantissait pas l'étanchéité du bâtiment aux émanations de vapeur d'essence d'aviation des hangars, ce qui ne fut pas sans conséquences pour le destin du Shōkaku en mer des Philippines. L'artillerie anti-aérienne de 127 mm Type 89, comportait huit tourelles doubles au lieu de six, et 12 affûts triples de 25 mm Type 96, et non plus 14 affûts doubles et 3 triples, comme sur les Sôryû-Hiryū.
La coque avait un franc-bord élevé, identique à celui du Hiryū, et un bulbe à l'avant. Les turbines Kampon développaient 160 000 ch, ce qui assurait une vitesse maximale de 34 nœuds malgré la différence de déplacement et l'augmentation des dimensions de coque avec un rapport longueur/largeur de 9.
Mis sur cale en décembre 1937 à l'arsenal de Yokosuka et lancé le 1er juin 1939, le Shōkaku a été armé le 8 août 1941. Mis sur cale en mai 1938, aux Chantiers navals Kawasaki de Kobe et lancé le 27 novembre 1939, le Zuikaku a été armé le 25 septembre 1941.
Les Japonais étaient à l’avant-garde du design de porte-avions et, en 1941, les deux Shokaku représentaient le nec plus ulta des designs japonais d’avant-guerre et étaient supérieurs à tout porte-avions alors en service avant l’apparition de la classe américaine Essex durant la guerre.

#### Classes Zuihō, Taiyō et Hiyō
Lorsque le huitième porte-avions américain, l'USS Hornet, est armé le 20 octobre 1941, le Zuikaku est en service depuis un mois, et c'est aussi le huitième porte-avions construit pour la Marine impériale japonaise. Mais trois porte-avions issus de conversions de navires auxiliaires ou de paquebot, sont entrés (ou vont entrer) en service, le Zuihō, le 27 décembre 1940, le Taiyō, le 2 septembre 1941, et le Shōhō, le 30 novembre 1941.
Deux d'entre eux avaient été construits à l'origine comme des pétroliers auxiliaires rapides. Quand ils ont été mis en construction, sous l'empire du premier traité naval de Londres, la transformation de navires en porte-avions était interdite. Mais le Tsurugizaki a été lancé le 1er juin 1935, et à cette date, l'empire du Japon avait déjà fait savoir qu'il ne serait plus partie aux traités de limitation des armements navals, qui cesseraient d'être applicables le 31 décembre 1936. Sa construction a été longue, sa coque a bénéficié d'une construction renforcée et il a été finalement achevé comme ravitailleur de sous-marins en janvier 1939. Il a rejoint la Flotte Combinée comme navire amiral de l'escadre des sous-marins. Un second bâtiment, le Takasaki a été lancé en juin 1936, et en cours de construction, en janvier 1940, la décision a été prise de l'achever en porte-avions. Devenu le Zuihō, il a rejoint la Flotte Combinée en décembre 1940, et été affecté à la 3e Division de porte-avions, avec le Hōshō. En janvier 1941, la décision de transformer le Tsurugizaki en porte-avions a été prise. Devenu le Shōhō, il a été armé fin novembre 1941, et en février 1942, il a rejoint la Flotte Combinée, pour constituer avec le Ryūjō, une 4e division de Porte-avions.

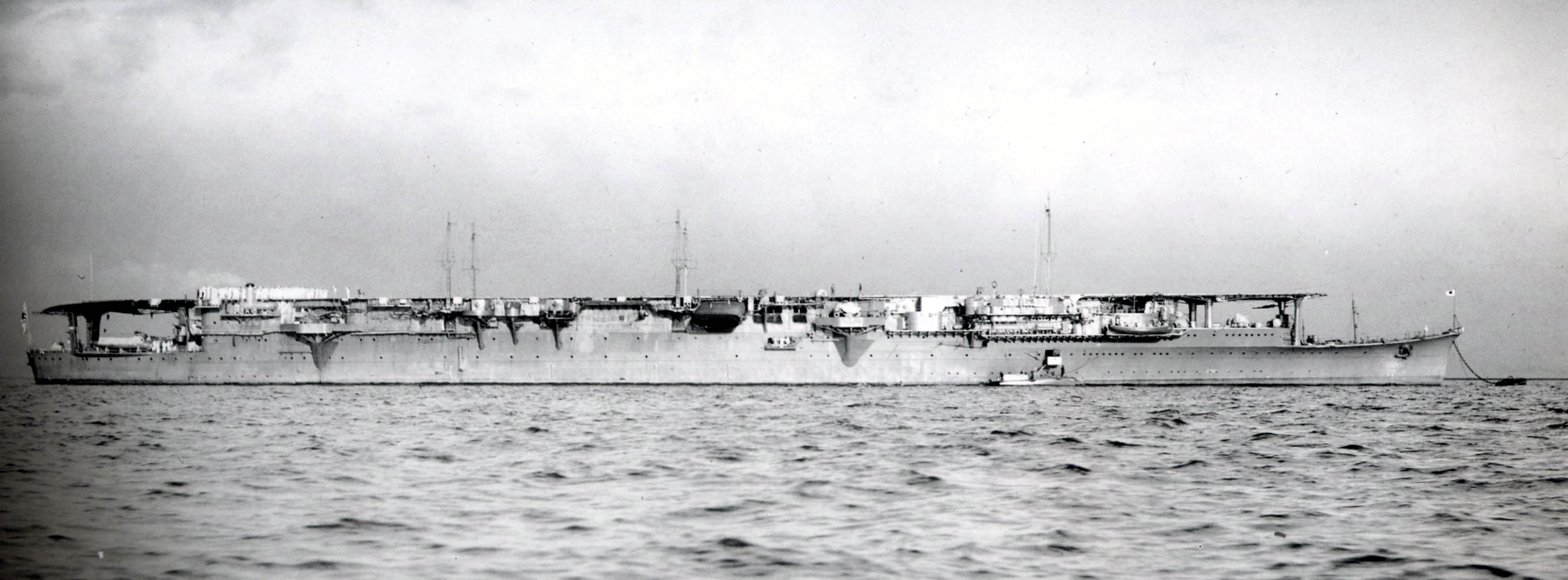
Le porte-avions léger Zuihō, en 1940.

Ces porte-avions ressortissaient de la catégorie des porte-avions légers, déplaçant 11 300 tonnes (14 000 tonnes à pleine charge), avec 201 m de long, 18 m de large, un pont d'envol de 180 m x 23 m, sans îlot (la passerelle étant installée à l'avant de la superstructure, sous le pont d'envol), sans catapultes, avec deux ascenseurs axiaux. Ils pouvaient embarquer trente appareils. L'artillerie comportait quatre tourelles doubles de 127 mm Type 89, et huit affûts bitubes de 25 mm Type 96. Ils n'avaient pas de blindage. La propulsion, qui avait été substituée aux moteurs diesel d'origine, était assurée par des turbines à engrenages Kampon qui entraînaient deux hélices, assurant une vitesse maximale de 28 nœuds. Leur pont était petit, ils manquaient de protection, mais étaient très manœuvrables.
Un troisième ravitailleur de sous-marins, le Taigei, mis en service en 1934, se trouvait être le navire amiral de la 3e escadre de sous-marins au début de la guerre du Pacifique. Il a été transformé en porte-avions à partir de la mi-décembre 1941. Sa transformation a été achevée en novembre 1942, et sous le nom de Ryūhō, il a rallié la 3e Flotte. Ses dimensions étaient un peu supérieures (210 m de long et 19,85 m de large) déplaçant 13 360 tonnes. Mais sa vitesse, avec des machines comparables, n'atteignait que 26 nœuds, et il a été relégué à des missions de seconde ligne après la bataille de la mer des Philippines.

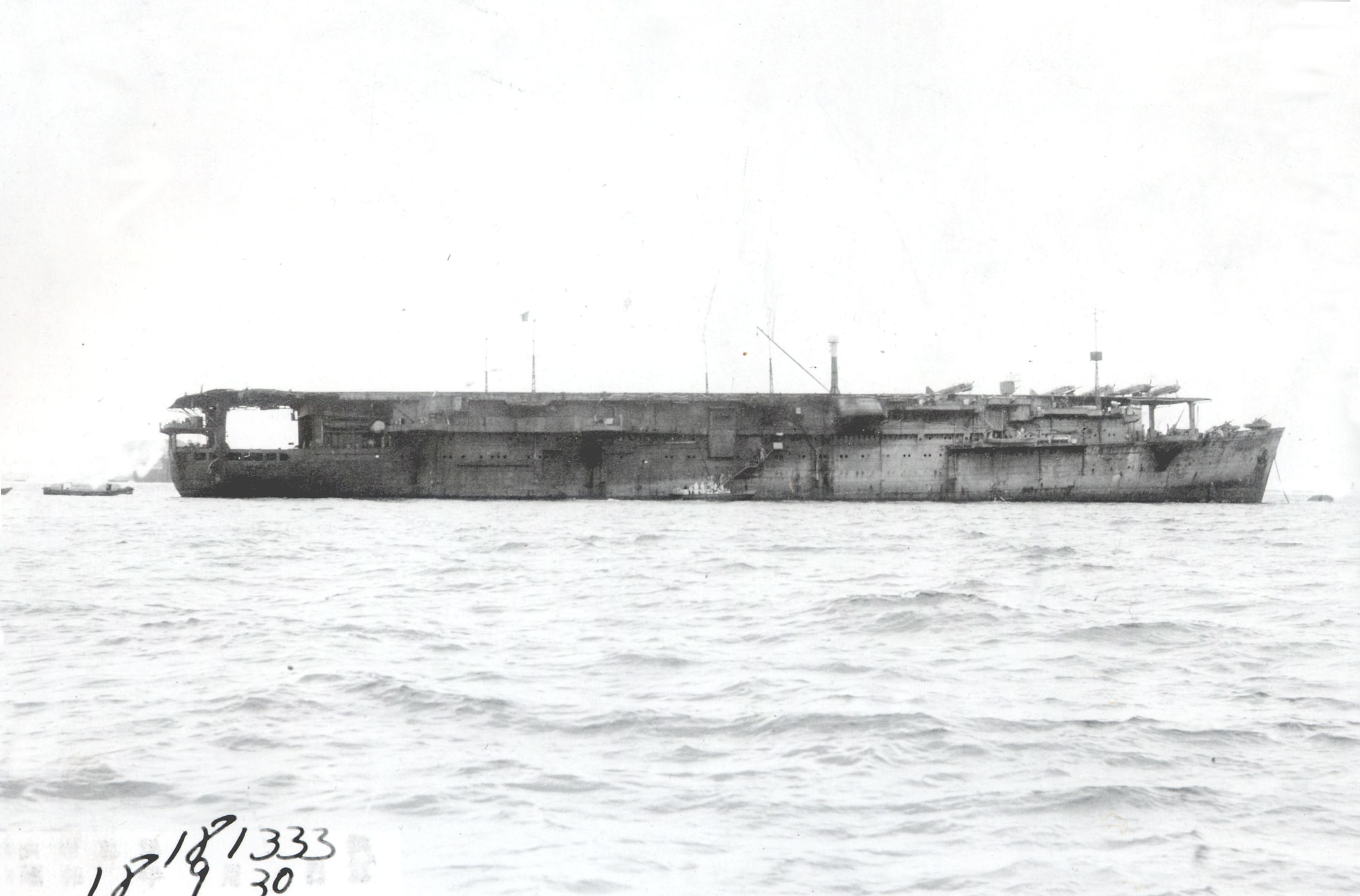
Le porte-avions d'escorte Taiyō, en septembre 1943.

Trois navires de la compagnie Nihon Yusen Kaisha (N.K.L.), Nitta Maru, Yawata Maru, Kasuga Maru, lancés respectivement en mai 1939, octobre 1939 et septembre 1940, ont été pour les deux premiers mis en service comme paquebots. Le troisième, alors qu'il était en construction aux Chantiers navals Mitsubishi de Nagasaki a été remorqué, en mai 1941, à l'arsenal de Sasebo, où il a été achevé en porte-avions, et a rejoint la Flotte Combinée, sous le nom de Taiyō en septembre.
Comme porte-avions, déplaçant près de 18 000 tonnes, long de 180 m, large de 22,5 m, avec un pont d'envol de 172 m x 23,5 m, sans îlot, sans catapulte ni brins d'arrêt, il ne portait pas de blindage, son artillerie comptait deux tourelles doubles de 120 mm et 4 affûts doubles de 25 mm Type 96. Il avait une vitesse maximale de 21 nœuds. Il était donc plus lourd, et plus rapide que les navires marchands transformés en porte-avions des marines alliées. Mais l'absence de brins d'arrêt le rendait à peu près inutiliable au sein de la flotte et il a eu à remplir principalement des missions de transport d'avions.
Ses deux sister-ships ont été transformés à leur tour à l'arsenal de Kure, entre janvier et mai 1942 pour le Yawata Maru, qui a été rebaptisé Unyo, et entre mai et novembre 1942 pour le Nitta Maru, qui a été rebaptisé Chūyō.

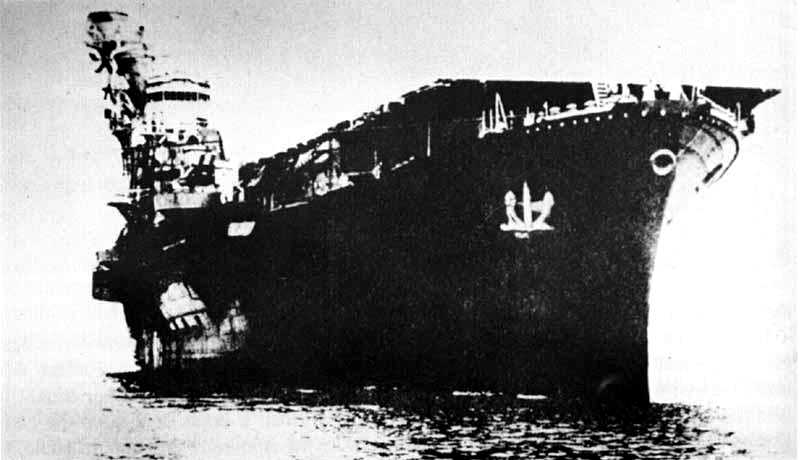
Le porte-avions Hiyo.

Deux grands paquebots de la N.K.L., l'Isumo maru et le Kashiwara maru, destinés à la ligne d'Amérique du Nord, mais qui avaient été conçus pour pouvoir être transformés en porte-avions, ont été commencés en 1939. En 1940, ils ont été achetés sur cales par la Marine impériale japonaise, et leur transformation a commencé en octobre 1940. Ils ont été lancés le 26 juin 1941. Devenus le Hiyō et le Jun'yō, ils ont été achevés le 31 juillet 1942 et le 3 mai 1942. Ils avaient des caractéristiques assez proches du Hiryu, quant à leurs installations d'aviation (deux hangars, deux ascenseurs), et à leur artillerie. Ils étaient dotés d'un îlot sur tribord, surmonté d'une cheminée inclinée, solution qui, ayant donné satisfaction, a été reprise sur les derniers grands porte-avions japonais. Leur propulsion, avec des turbines à engrenages entraînant deux hélices, ne développait qu'un peu plus de 56 000 ch, et leur vitesse maximale n'était que de 25½ nœuds.

#### Porte-avions d'escorte, un type de porte-avions délaissé
La sécurité des routes commerciales maritimes est restée une des principales préoccupations des marines britannique et française dans les années 1920-1930, mais le risque sous-marin n'est pas jugé le plus dangereux, alors que le traité de Versailles a interdit à l'Allemagne d'avoir des sous-marins. Le sous-marin océanique ou de grande croisière, apparaît plutôt à l'Amirauté française, comme un moyen efficace de défense des territoires coloniaux, même si un « croiseur submersible » comme le Surcouf, apparaît dangereux aux Britanniques qui feront inscrire l'interdiction de bâtiments similaires dans le traité naval de Londres de 1930. Les menaces principales pour le trafic maritime commercial paraissent celle des bâtiments de surface, d'où la construction de nombreux croiseurs lourds, conformes au traité de Washington dans les années 1920, et le coup de tonnerre du Deutschland qui les surclasse, au début des années 1930, et celle de l'aviation terrestre, à proximité de côtes ennemies. L'aviation embarquée n'ayant pas alors la capacité d'emporter des armes efficaces pour repérer et détruire les sous-marins, telles que le radar ou les grenades anti-sous-marines, et la Royal Navy préférant s'en remettre à l'ASDIC, embarqué sur ses destroyers, pour attaquer les sous-marins, l'intérêt de la construction de porte-avions d'escorte n'apparait pas, dans une période de réduction des budgets militaires. Enfin on reproche au porte-avions d'escorte sa finalité unique qui rendrait son intégration difficile au sein d'une escadre,. En tout état de cause, le résultat est qu'aucun porte-avions d'escorte n'est en construction, ni même prévu, à la veille de la guerre.

## Seconde Guerre mondiale
Les hostilités entre puissances qui se combattent pendant la Seconde guerre mondiale ont en réalité commencé avec l'incident de Mukden, en 1931, puis avec la seconde guerre sino-japonaise, à partir de juillet 1937. Pour ce qui concerne la guerre navale et plus précisément les porte-avions, ces hostilités ont permis à la Marine impériale japonaise d'acquérir une maîtrise qui se manifestera pendant la campagne d'invasion des possessions des États-Unis, du Royaume-Uni, des Pays-Bas en Asie du Sud-Est, en particulier dans le domaine de la coopération des forces navales et des forces aériennes, pour contrôler les liaisons maritimes côtières, couvrir et opérer des débarquements et intervenir en soutien de combats terrestres.
Les porte-avions Hōshō et Kaga opèrent en 1932 dans le secteur de Shanghaï. Dès 1934, le Ryūjō expérimente le bombardement en piqué. Pendant l'été 1937, ces trois porte-avions opèrent devant Shanghaï et Canton. De décembre 1938 à septembre 1939, le vice-amiral Kondo est le commandant-en-chef de la 5e flotte. Le contre-amiral Yamaguchi en est le chef d'état-major, avant de prendre, à partir du 15 janvier 1940, le commandement du 1er groupe combiné aérien et de diriger la campagne de bombardements de saturation en Chine centrale pendant l'année 1940.

### Comparaison de quelques classes
Les données ci-dessous concernent les caractéristiques théoriques des navires lors de leur lancement.
| Nom               | Mise en chantier | Années de service | Unités construites | Déplacement (lt) | Puissance (103 ch) | Vitesse (nœuds (km/h)) | Équipage (hommes) | Nombre d'aéronefs |
| ----------------- | ---------------- | ----------------- | ------------------ | ---------------- | ------------------ | ---------------------- | ----------------- | ----------------- |
| Classe Shōkaku    | 1939             | 1941 - 1944       | 2                  | 25 675           | 160                | 34,2 (63)              | 1 660             | 84                |
| Taihō             | 1941             | 1944 - 1944       | 1                  | 29 300           | 160                | 33,3 (62)              | 1 751             | 84                |
| Classe Yorktown   | 1934             | 1937 - 1958       | 3                  | 19 875           | 120                | 32,5 (60)              | 2 175             | 96                |
| Classe Essex      | 1941             | 1942 - 1991       | 24                 | 27 208           | 150                | 32,7 (61)              | 2 682             | 91                |
| Ark Royal         | 1935             | 1938 - 1941       | 1                  | 22 000           | 102                | 31 (57)                | 1 580             | 60                |
| Classe Implacable | 1939             | 1942 - 1956       | 2                  | 23 450           | 148                | 32 (59)                | 1 585             | 60                |

### Dans l'Atlantique et en Méditerranée
À partir de septembre 1939 et jusqu'en décembre 1941, la Royal Navy, et dans une moindre mesure la Marine française jusqu'en juin 1940, se sont trouvées opposées à la Kriegsmarine allemande et à la Regia Marina italienne, qui ne disposent ni l'une ni l'autre de porte-avions.
Mais dans la tactique d'emploi de ces navires, dans les eaux européennes au début de la guerre, la Royal Navy a considéré le porte-avions comme un bâtiment auxiliaire, sa mission étant de ralentir et d'affaiblir la flotte ennemie (le choc final incombant aux cuirassés), d'assurer une couverture de chasseurs à la flotte, d'aider au réglage des tirs d'artillerie et d'assurer les missions de reconnaissance. Cela tient pour partie à ce que la force de la Royal Navy, dans l'esprit des amiraux de l'époque, réside dans sa quinzaine de cuirassés datant, pour les plus récents, de la fin des années 1920. Par ailleurs, avec seulement trois « croiseurs de bataille », les porte-avions, dont seulement quatre sur sept sont relativement récents, se retrouvent dispersés dans les multiples escadres qui doivent être déployées dans des théâtres d'opérations parfois éloignés, pour remplir des missions d'éclairage et de couverture aérienne.

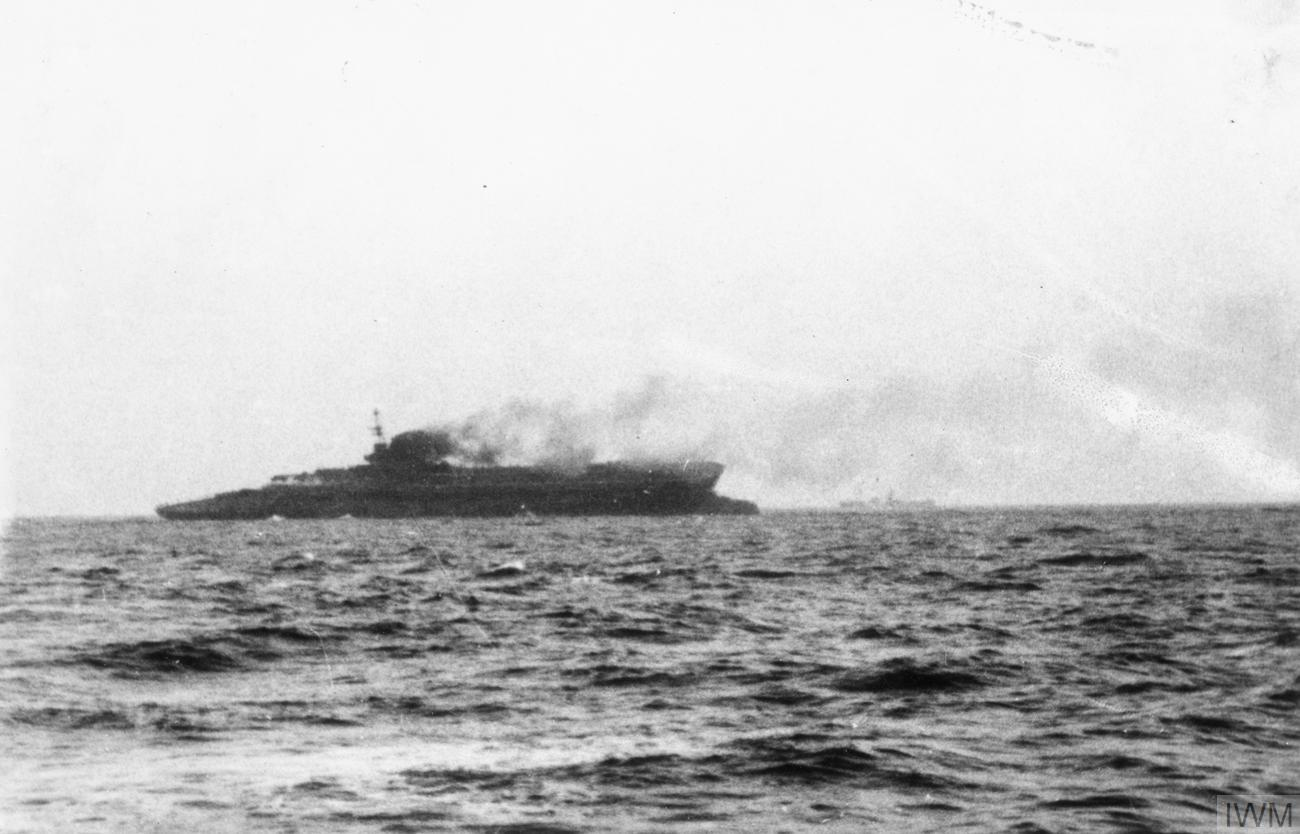
Le en train de couler, le 17 septembre 1939.

Les choses sont encore aggravées par le fait que le premier grand bâtiment de guerre coulé au cours de la Seconde Guerre mondiale a été le porte-avions HMS Courageous : celui-ci a été torpillé le 17 septembre 1939 par le sous-marin U-29 au cours d'une patrouille anti-sous marine au large de l'Irlande, évènement qui eut moins de retentissement que le torpillage du cuirassé ancien HMS Royal Oak, en rade de Scapa Flow, le mois suivant.
Ainsi, de septembre 1939 à avril 1940, le porte-avions sont dispersés dans les différents groupes de chasse, désignés par des lettres, qui ont donné la chasse aux “corsaires” de surface de la Kriegsmarine : le groupe I avec le HMS Eagle dans l'Océan Indien, le groupe K avec le HMS Ark Royal est basé à Freetown pour l'Atlantique Sud, le groupe L avec le Béarn dans l'Atlantique Nord, le groupe M avec le HMS Hermes à Dakar.
À partir du moment où les opérations terrestres ont commencé, en Norvège puis avec l'offensive allemande en mai 1940, une autre caractéristique de la guerre aéronavale a été d'opposer à l'aviation embarquée britannique des appareils basés à terre, plus lourds et plus puissants, au moins en ce qui concerne les chasseurs et bombardiers allemands, ce qui a conforté les architectes navals britanniques dans leur décision de blinder les ponts d'envol, contrairement aux architectes navals américains : les appareils japonais, embarqués comme basés à terre, se caractérisaient par leur légèreté et leur maniabilité plus que par leur puissance et leur protection.

#### Couper la route du fer en 1940
Dès la fin de 1939, le Grand-amiral Raeder souhaite disposer de bases en Norvège, considérant que les bases de la Kriegsmarine en baie allemande sont situées « dans l'angle mort d'une mer morte ». Du côté franco-britannique, on souhaite « couper la route du fer », qui permet l'acheminement du fer suédois vers l'Allemagne, par le port de Narvik et le « corridor norvégien », c'est-à-dire les eaux territoriales de la Norvège, neutre, à l'abri d'une multitude d'archipels côtiers.

##### Attaque allemande de l'opération Weserübung (9-13 avril 1940)
Alors qu'après de longues discussions interalliées, la Royal Navy est sur le point de mouiller des mines dans le Vestfjord, la Kriegsmarine lance la quasi-totalité de ses bâtiments, cuirassés, croiseurs, destroyers, en couverture d'un débarquement (l'opération Weserübung) dans tous les ports norvégiens, d'Oslo à Narvik, le 9 avril 1940. Les débarquements ne se firent pas partout sans difficultés, dues à la pugnacité des défenseurs norvégiens, notamment dans le fjord d'Oslo ou devant Bergen, et à la traditionnelle agressivité des marins britanniques devant Trondheim. Mais le gros de la Home Fleet, aux ordres de l'amiral Forbes sur le HMS Rodney n'a finalement intercepté personne, bien qu'elle ait quitté Scapa Flow dès que de grands navires allemands avaient été repérés à la mer, le 7 avril, sans attendre le porte-avions HMS Furious, qui se trouvait alors dans la Clyde.

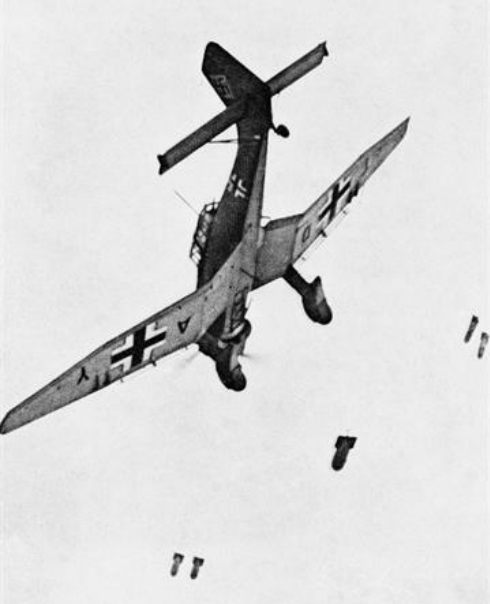
Les Junkers JU 87“Stuka” ont constitué une redoutable menace pour les navires de guerre alliés en Norvège.

Mais si la Kriegsmarine ne disposait pas de porte-avions opérationnel (le Graf Zeppelin était encore en travaux), la Wehrmacht n'a pas négligé la dimension aérienne de la guerre sur mer. Dès le 9 avril au matin, le 1er régiment de parachutistes a sauté sur l'aérodrome de Sola, près de Stavanger, où vont prendre position les KG 30 et KG 26 du 10e Corps Aérien de la Luftwaffe, spécialisés dans le combat anti-navires. Aussi lorsque dans l'après-midi du 9 avril, la Home Fleet s'est approchée de Bergen, la totalité des appareils des deux KG (47 “Ju-88” et 41 “He-111”) ont attaqué, le HMS Rodney a été touché, ainsi que les HMS Southampton et Glasgow, et le destroyer HMS Gurkha coulé. La Home Fleet a dû se replier sans avoir affronté un seul navire de guerre.
Le 10 avril au matin, le HMS Furious, escorté du cuirassé HMS Warspite, a rallié la Home Fleet et lancé deux attaques, sans résultats notables, la première sur Trondheim (mais les navires allemands étaient déjà repartis vers l'Allemagne), puis une seconde dans la soirée sur Narvik, où avait eu lieu, le matin, une attaque de destroyers britanniques détachés par le vice-amiral Withworth (qui avait sa marque sur le croiseur de bataille HMS Renown).

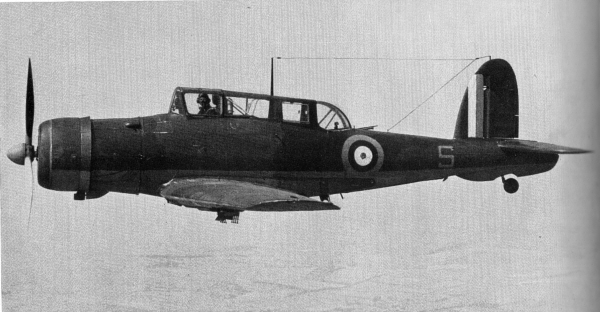
Le chasseur-bombardier “Skua”, premier monoplan de la Fleet Air Arm, a été remplacé en première ligne en 1941.

Le 11 avril, le croiseur Königsberg a été coulé à Bergen, par une attaque de seize Skua de la Fleet Air Arm, tandis que la Home Fleet mettait le cap au nord. Le 13 à l'aube, le vice-amiral Withworth a transféré sa marque sur le cuirassé HMS Warspite, avec lequel, accompagné de neuf destroyers et sous la couverture des “Swordfishes” du HMS Furious, il a détruit tous les destroyers allemands restant à flot dans le fjord de Narvik. Mais ne disposant pas de fusiliers-marins en nombre suffisant, il a renoncé à attaquer sans délai les chasseurs de montagne allemands débarqués des destroyers allemands.
Cependant l'Amiral de la Flotte Lord Cork and Orrery (en), nommé Commandant-en-Chef des forces navales en Norvège, reçut la mission de déloger les Allemands de Narvik, en prenant comme base de départ le port d'Harstad, dans les îles Lofoten au nord de Narvik. Il en fut empêché par la tempête régnant sur la zone dans la deuxième moitié d'avril et les ordres divergents donnés à Lord Cork et au général commandant les forces terrestres, qui s'étaient rencontrés à Harstad le 15 avril.

##### Devant Namsos et Andalsnes (19 avril-3 mai)

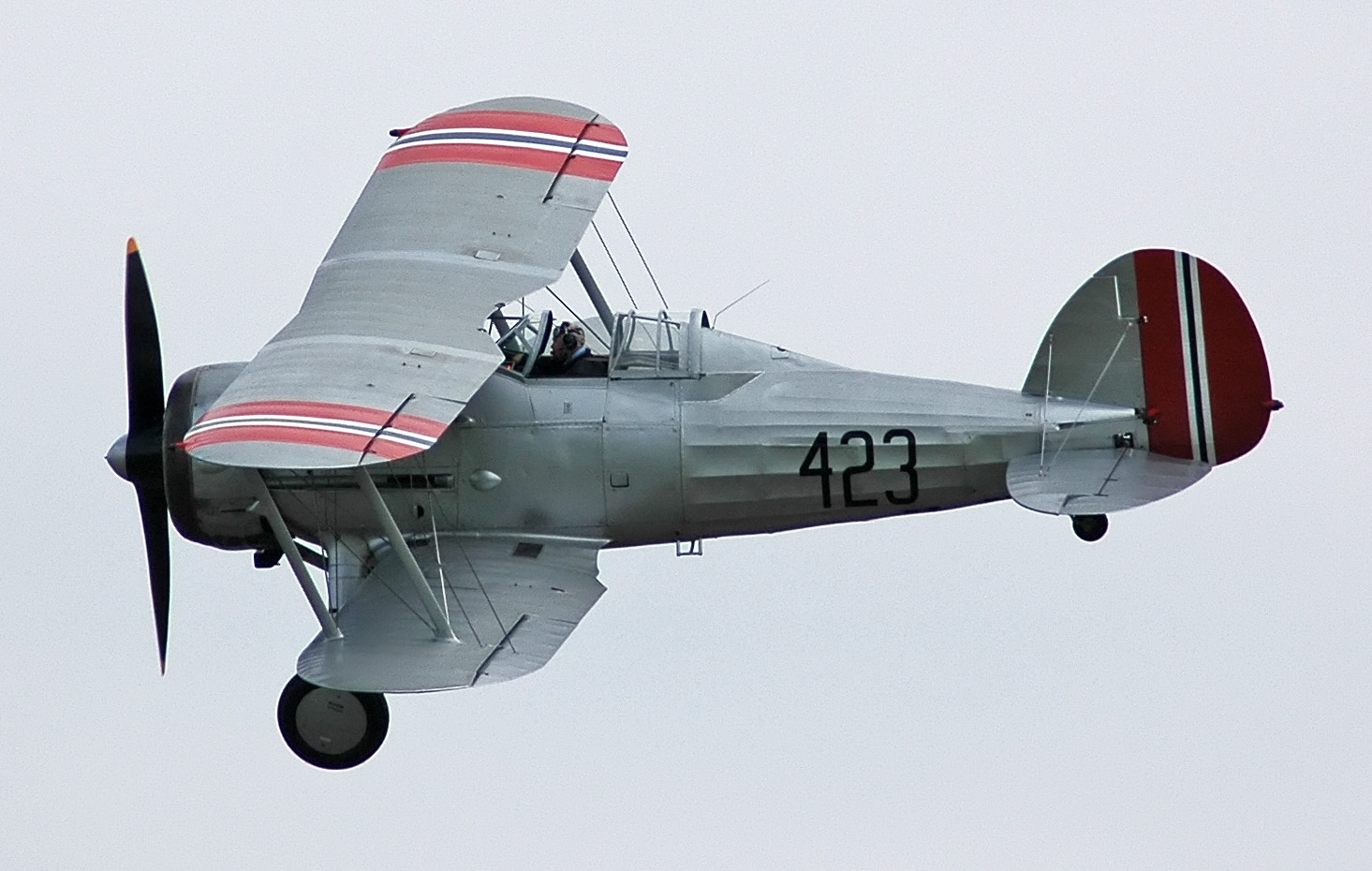
Le Gloster “Gladiator”, ici aux couleurs norvégiennes, a été le dernier chasseur biplan britannique.

Les troupes allemandes débarquées dans les ports norvégiens avaient cependant avancé en Norvège centrale, bénéficiant d'un appui aérien décisif, et il est apparu très vite qu'un débarquement allié était indispensable pour éviter aux Norvégiens de déposer les armes à très brève échéance. Dans une grande confusion, avec une inorganisation assez générale, et après de multiples tergiversations et une succession d'ordres contradictoires, on est arrivé, à la mi-avril, à débarquer des troupes françaises (chasseurs alpins et Légionnaires) et une brigade d'infanterie britannique à Namsos et deux autres brigades d'infanterie à Åndalsnes, au nord et au sud de Trondheim, pour aller attaquer ce port. Mais la supériorité aérienne allemande demeurait totale. Devant Namsos, le 19 avril, le croiseur Émile Bertin a été touché, et tout le matériel débarqué a été réduit en cendres par deux jours de bombardements aériens. Les unités d'infanterie britanniques qui se sont portées au secours des Norvégiens ont, quant à elles, été bousculées. Certes, le 24, le porte-avions HMS Glorious est arrivé, pour relever le HMS Furious et a permis de faire prendre position à un renfort de biplans Gloster “Gladiators”, passablement démodés, mais capables de décoller sur des pistes courtes, en l'occurrence la surface gelée du lac Lesjakog, entre Dombås et Åndalsnes : ils ont été anéantis, dès le lendemain, au cours d'une bataille aérienne où les avions allemands ont « effondré » la surface du lac sous leurs bombes. Il ne restait plus, dès lors, qu'à évacuer les troupes franco-britanniques de Norvège centrale,.
Les Britanniques se replient vers les ports, talonnés par les Allemands. Le rembarquement se fait à Andalsnes, les 30 avril-1er mai, sur des croiseurs britanniques, et à Namsos, les 1er-3 mai, sur des croiseurs auxiliaires français, dont l'escorte va perdre le contre-torpilleur Bison et le destroyer HMS Afridi, coulés par des Ju-87 “Stuka” allemands. Le roi Haakon VII a gagné Tromsø et les troupes norvégiennes de Norvège centrale ont déposé les armes le 3 mai. Une colonne allemande a alors entrepris de progresser sur la route côtière qui mène de Namsos à Narvik. À Londres, l'échec en Norvège centrale provoque le remplacement du Premier ministre Sir Neville Chamberlain par Sir Winston Churchill.

##### Autour de Narvik, jusqu'à la destruction du HMSGlorious(15 mai-8 juin)

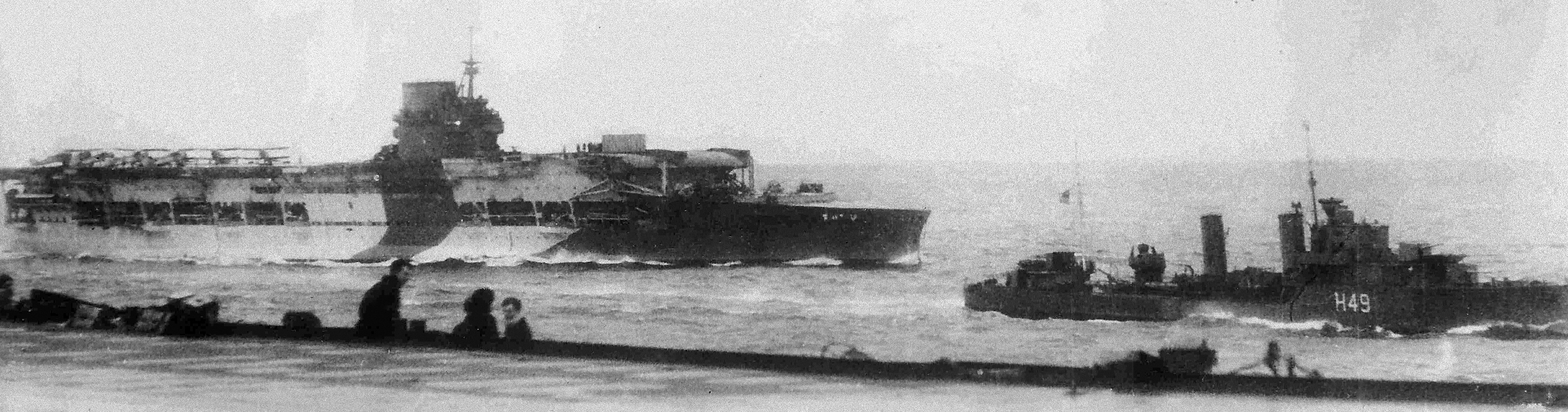
La dernière photo du (8 juin 1940).

En Norvège septentrionale, après que les navires britanniques de Lord Cork eurent bombardé les positions allemandes de Narvik, le 24 avril, un convoi de troupes françaises initialement destiné à Namsos est finalement arrivé en renfort, le 27 avril, au nord de Narvik, où le contact a été établi avec les troupes norvégiennes. Le 15 mai, les chasseurs alpins et la Légion ont débarqué à Bjerkvik. Et dans les jours suivants, des “Hurricanes” et des “Gladiators” qui avaient décollé du HMS Ark Royal ont pris position à Bardufoss, pour contrer l'aviation allemande opérant depuis l'aérodrome de Værnes, puis de Bodö.
Mais la dégradation de la situation militaire en France conduit à arrêter l'envoi de renforts en Norvège et le 24 mai, Lord Cork est averti de la décision d'évacuer la Norvège. Cependant, le 28 mai, Narvik est occupé et les Allemands du général Dietl sont repoussés vers la frontière suédoise. Le général Béthouart doit se résigner le 2 juin à arrêter la poursuite. Le 7 juin, toutes les troupes britanniques, françaises et polonaises ont rembarqué, le HMS Glorious a récupéré les Gloster “Gladiators” de Bardufoss, mais aussi les huit Hawker “Hurricanes” qui bien que dépourvus de crosses d'appontage, ont réussi à se poser sans casse sur le porte-avions, qui met le cap sans plus attendre sur Scapa Flow, avec deux destroyers d'escorte.
À la mi-mai, il avait été décidé, du côté allemand, une sortie des cuirassés Scharnhorst et Gneisenau pour aller attaquer les bases établies dans les îles Lofoten et le Vestfjord et réduire ainsi la pression subie par les chasseurs de montagne à Narvik. Les cuirassés ont appareillé de Kiel le 4 juin, avec la marque de l'amiral Marschall sur le Gneisenau, accompagnés du croiseur lourd Admiral Hipper et de quatre destroyers. Ils ont ravitaillé à la mer le 7 au soir. L'amiral allemand, persuadé qu'il trouverait vide la base de Harstad, a décidé de rechercher les convois qui seraient à la mer.
Le 8 au matin, l'escadre allemande a repéré et coulé un pétrolier et le chalutier armé qui l'escortait, puis un grand paquebot, épargnant un navire-hôpital, et a repéré dans l'après-midi, vers 16 h 30, le HMS Glorious et ses deux escorteurs HMS Acasta et HMS Ardent commandés par le capitaine Guy D'Oyly-Hughes, alors qu'aucune patrouille aérienne d'éclairage n'était en l'air. Ouvrant le feu à 26 000 mètres, le Scharnhorst a touché le porte-avions à la troisième salve. Vers 19 h, les trois navires britanniques avaient été coulés. Le vice-amiral John Cunningham, sur le croiseur HMS Devonshire, qui avait capté un message d'alerte incomplet du HMS Glorious, ne s'est pas dérouté : il transportait le Roi Haakon VII, qui avait quitté la Norvège, pour continuer la guerre. Les autres convois d'évacuation de Narvik, dont un très important convoi transportant 10 000 hommes et escorté du HMS Ark Royal, sont passés le lendemain sans encombre.
Avec plus de 1 500 marins tués, le nombre des pertes était égal, dans cette seule journée du 8 juin, à celui de toutes les autres pertes de l'armée britannique pendant toute la campagne de Norvège.
Le Scharnhorst a été attaqué à Trondheim, dans la nuit du 12 au 13 juin, par quinze “Skuas” du HMS Ark Royal, dont huit ont été abattus par la flak des navires et la chasse allemande.
Pendant la campagne de France, le Béarn n'a pas été engagé, son aviation embarquée a été basée à terre et les bombardiers en piqué Loire-Nieuport LN 401, et Vought V-156-F ont subi des pertes très lourdes en allant attaquer les blindés allemands, en mai 1940.

#### Opération Catapult à Mers el-Kébir et à Dakar (juillet 1940)

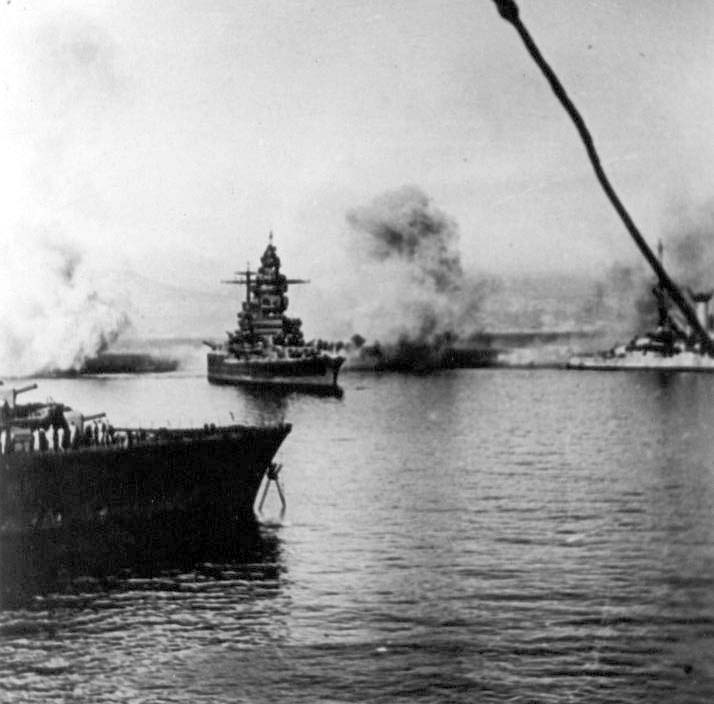
Des quatre navires de ligne français présents à Mers el-Kébir, le 3 juillet 1940, seul le va réussir à s'échapper (3 juillet 1940).

Déclenchée dans la nuit du 2 au 3 juillet 1940 par la Royal Navy, l'opération Catapult a eu pour but d'empêcher que la flotte française ne tombe aux mains des Allemands ou des Italiens. Son objectif était donc de s'emparer ou (à défaut) de détruire les bâtiments français, où qu’ils soient stationnés. Le Premier Ministre, Winston Churchill n'avait en effet aucune confiance dans la parole des autorités du IIIe Reich, et pas beaucoup plus dans la capacité de l'amiral de la flotte Darlan, de tenir ses engagements sur le fait que la Flotte française ne passerait pas sous contrôle allemand, et il pensait qu'un coup de force contre les alliés de la veille montrerait bien sa détermination de poursuivre la lutte contre l'Allemagne nazie. Du côté des marins français, malgré les alertes de l'Amirauté, la surprise aura été totale.

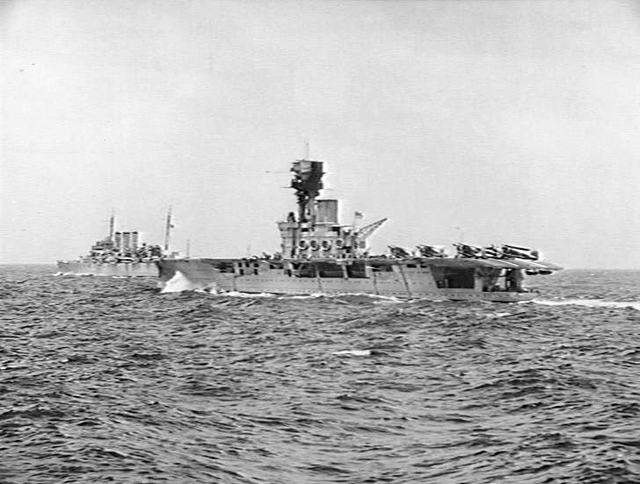
Le, ici avec le en juin 1940, a immobilisé le en juillet 1940 à Dakar.

Les porte-avions britanniques vont jouer dans cette affaire un rôle capital. Si, à Mers el-Kébir, le 3 juillet, le mouillage de mines magnétiques par les avions du HMS Ark Royal à la sortie de la rade n'a eu aucun effet, les cuirassés français sont surpris amarrés à quai par trois cuirassés britanniques dont l'artillerie les surclasse, avec des effets horriblement douloureux (mille marins tués sur le cuirassé ancien Bretagne qui explose et chavire) mais des conséquences somme toute prévisibles (le Dunkerque et le Provence gravement endommagés, immobilisés mais réparables). Le Strasbourg, sorti quasi indemne de la rade, a échappé aussi bien à la poursuite du HMS Hood, qu'aux Swordfishes du HMS Ark Royal, et a gagné Toulon, ce que les Britanniques souhaitaient surtout éviter.
Mais le 6 juillet, une nouvelle attaque de l'aviation embarquée britannique, malgré la faiblesse des effectifs engagés (six Swordfishes) met cette fois le Dunkerque hors de combat, jusqu'à son sabordage en 1942. Deux jours plus tard, à Dakar, des appareils du HMS Hermes, du même type et en aussi petit nombre, immobilisent le Richelieu pour plus de deux ans, sans, cette fois, de nouvelles pertes en vies humaines.

#### En Méditerranée, de Tarante au cap Matapan (1940-1941)

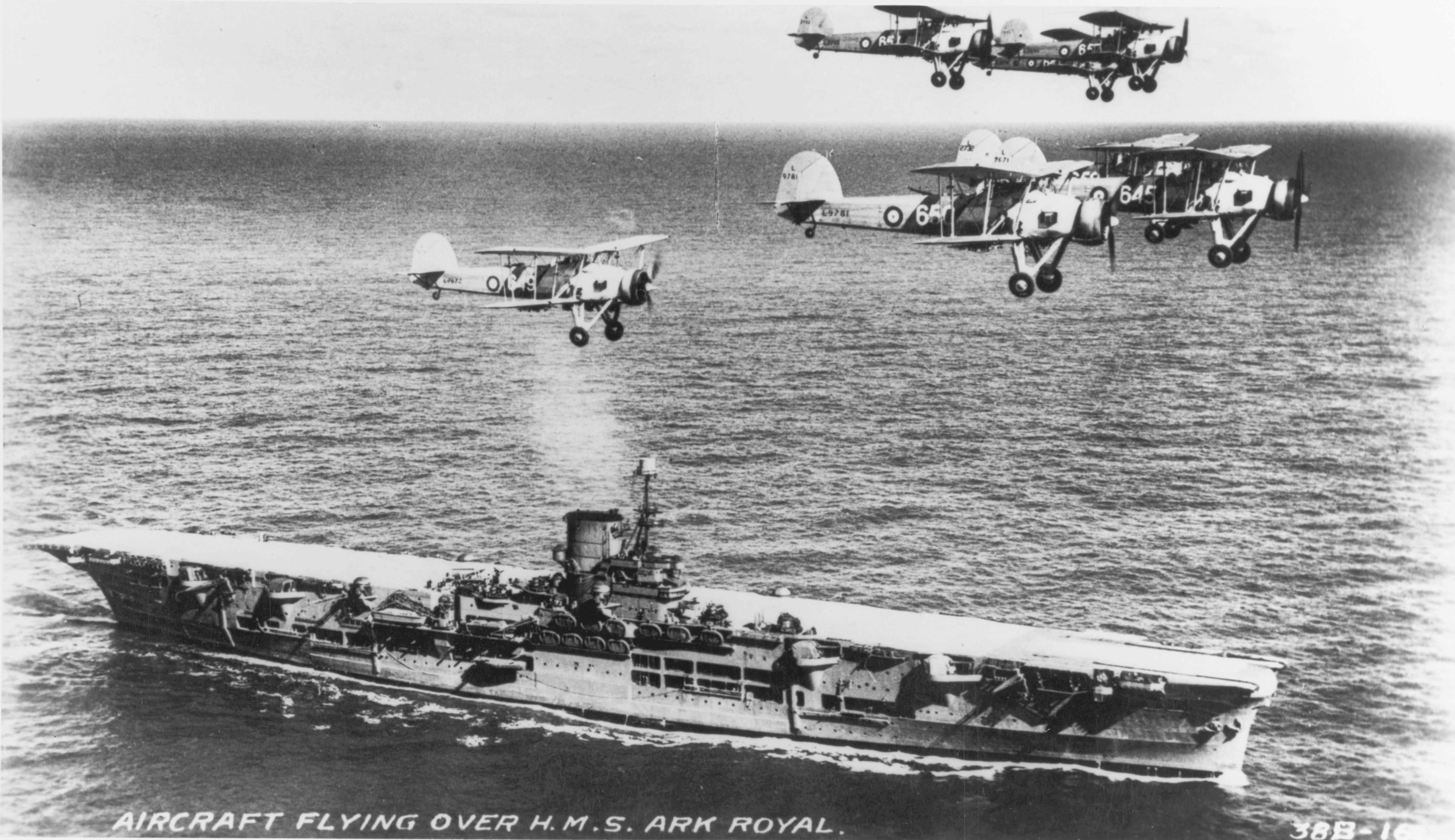
Le, ici en 1939, survolé par des “Fairey Swordfishes” a eu une carrière particulièrement glorieuse en 1940-1941.

En Méditerranée, l’île de Malte, possession britannique, occupe une position stratégique remarquable au sud-est de la Sicile, mais malgré cela, peu de choses, c'est-à-dire presque rien avait été fait avant guerre pour en faire une base militaire sérieuse.

##### Porte-avions en tant qu'instruments de la suprématie britannique en Méditerranée en 1940

###### HMSEagleà la bataille de Punta Stilo
Le 9 juillet, l'amiral Andrew Cunningham, qui doit accompagner un convoi de Malte à Alexandrie avec trois cuirassés, le porte-avions HMS Eagle et des croiseurs légers, se porte à la rencontre de la flotte italienne pratiquement au grand complet : celle-ci comprend deux cuirassés modernisés, six croiseurs lourds et huit croiseurs légers et rentre après avoir accompagné un convoi de Naples à Benghazi.
La rencontre a lieu au sud de la Calabre, c'est la bataille de Punta Stilo. Après une rencontre des croiseurs et des attaques aériennes réciproques, de l'aviation italienne basée à terre, dont les bombardements à haute altitude ne réussissent à endommager qu'un croiseur, et de l'aviation embarquée du HMS Eagle, guère plus efficace, un bref duel d'artillerie entre cuirassés, au cours duquel le cuirassé britannique modernisé HMS Warspite touche à 26 000 mètres le navire amiral Giulio Cesare, entraîne le repli des Italiens, que les Britanniques ne poursuivent pas. L'amiral britannique, de retour à Alexandrie, réclame alors à l'Amirauté un second cuirassé modernisé, un porte-avions « blindé », des croiseurs lourds et des croiseurs légers anti-aériens. Mais ce sont les deux cuirassés modernes Vittorio Veneto et Littorio qui ont rejoint la flotte italienne au début d'août.

###### HMSArk Royalet HMSArgusinaugurant les renforcements de l'aviation de Malte
La première opération de renforcement de l'aviation de Malte a lieu au début d'août 1940 (Opération Hurry). Le HMS Argus a lâché douze “Hurricanes” et deux “Skuas” qui sont allés se poser à Malte, tandis que l'aviation embarquée du HMS Ark Royal allait faire diversion en bombardant l'aérodrome de Cagliari. On a donné à ce type d'opération le nom de « Club Run ». Fin août, la Force H avec le HMS Ark Royal est allée, de nouveau, faire diversion contre Cagliari, tandis que le cuirassé HMS Valiant, le porte-avions HMS Illustrious et deux croiseurs légers anti-aériens ralliaient Alexandrie, sans que les Italiens les aient repérés.
En septembre, l'offensive italienne contre l'Égypte commence, ce qui provoque une augmentation du trafic maritime entre l'Italie vers l'Afrique du Nord. L'aviation basée à Malte, qui reçoit ses renforts en bombardiers directement depuis la Grande-Bretagne, et l'aviation embarquée sur les HMS Illustrious et Eagle multiplient leurs attaques.

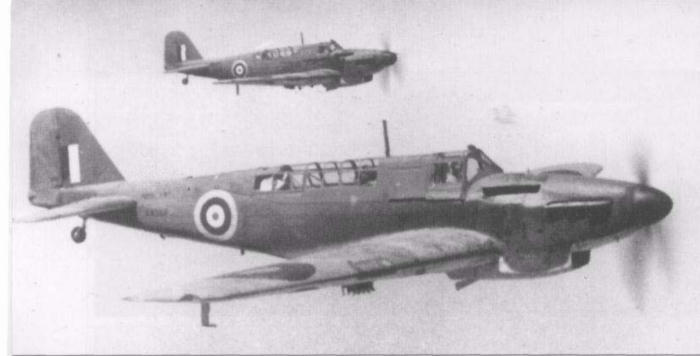
Le Fairey “Fulmar” a été le chasseur embarqué de la Fleet Air Arm en 1940-41, malgré de piètres performances.

Courant septembre 1940, le HMS Hermes ayant été endommagé, le HMS Ark Royal l'a remplacé au sein de la Force M, qui va tenter, avec le concours des Français Libres de prendre pied à Dakar. Les appareils embarqués ont été surclassés par les chasseurs français basés à terre de sorte que ce sont les cuirassés et les croiseurs qui ont joué le rôle principal dans le bombardement de la ville et du port, où était amarré le Richelieu, avant qu'un sous-marin endommage le HMS Resolution, ce qui a entraîné l'abandon de l'opération.
En octobre, le HMS Ark Royal a reçu comme chasseurs des Fairey “Fulmars”, qui, bien qu'encore inférieurs aux chasseurs basés à terre (tels que les “Hurricanes”), étaient plus performants que les Blackburn “Skua”.

###### HMSIllustriousà l'attaque des cuirassés italiens à Tarente
Le renfort des deux cuirassés modernes reçu par la Regia Marina pousse alors l'amiral Andrew Cunningham à utiliser l'aviation embarquée dans une attaque des cuirassés italiens au port. L’Amirauté britannique avait envisagé une telle action avant guerre. Les plans sont réactivés par leur auteur, le contre-amiral Lyster. À l’origine, l’attaque devait être menée simultanément par les deux porte-avions HMS Illustrious et Eagle, le 21 octobre, anniversaire de la bataille de Trafalgar.

Le sous les bombes de l'aviation italienne basée à terre, pendant la bataille du cap Teulada, fin novembre 1940.

L'attaque a finalement lieu dans la nuit du 11 au 12 novembre 1940. Le porte-avions “blindé” HMS Illustrious lance douze “Swordfishes” contre la base navale italienne de Tarente (Opération Judgement), coulant le Conte di Cavour, endommageant le Littorio et l’Andrea Doria. Une seconde vague de neuf “Swordfishes” touche à nouveau le Littorio et également le Caio Duilio. Deux avions seulement sont perdus durant l’opération ; la tactique britannique retient l'attention de l’amiral Isoroku Yamamoto de la Marine impériale japonaise…
En novembre, plusieurs opérations de renforcement de l'aviation de Malte (“Club runs”) sont menées à bien. Fin novembre, alors que la Force H et une partie de la Flotte de Méditerranée doivent se rejoindre pour faire passer des navires de guerre de Gibraltar à Malte et d'autres d'Alexandrie à Gibraltar, une rencontre a lieu au large du cap Teulada, avec une forte escadre italienne comprenant le Vittorio Veneto, sorti indemne de l'attaque de Tarente. Bien qu'une rencontre entre les croiseurs des deux flottes donne plutôt l'avantage à l'amiral Campioni, la présence à la mer du HMS Ark Royal le conduit à se replier. Après trois vaines attaques de son aviation embarquée, le vice-amiral James Somerville choisit de ne pas le poursuivre.

##### Porte-avions britanniques à la peine en 1941
En Égypte, les troupes du maréchal Graziani sont taillées en pièces en décembre 1940 par la contre-offensive du général Maitland Wilson (Opération Compass), ce qui provoque une intervention allemande.
Le 10e Corps aérien de la Luftwaffe (X. Fliegerkorps) est transféré en décembre de Norvège en Sicile. Le 10 janvier 1941, Ju 87 “Stuka” et Ju 88 attaquent le HMS Illustrious. Six bombes l’ont endommagé au point qu’il doit gagner Norfolk, aux États-Unis, pour y être réparé jusqu'en novembre.
En février-mars, les quelque 120 000 hommes du Deutsches Afrikakorps du général Rommel sont passés sans encombre en Libye (Opération Sonnenblume).
Le HMS Formidable, qui devait remplacer le HMS Ark Royal au sein de la Force H, arrive à Alexandrie le 10 mars 1941, où il remplace le HMS Illustrious. Mais l'Italie a aussi attaqué en octobre 1940 la Grèce, qui a résisté farouchement : le Royaume-Uni lui a apporté son soutien, ce qui accroît le trafic maritime entre l'Égypte et la Grèce.
Autour du 20 mars, la Force H, avec le HMS Ark Royal, fait une incursion dans l'Atlantique, pour essayer d'intercepter les deux cuirassés allemands Scharnhorst et Gneisenau qui rentrent d'une croisière de deux mois dans l'Atlantique, pendant laquelle ils ont coulé 22 navires marchands. Ils sont repérés, mais le porte-avions ne peut gagner une position d'attaque, et ils rentrent se réfugier à Brest.

###### HMSFormidableà la bataille de Matapan (29 mars 1941)

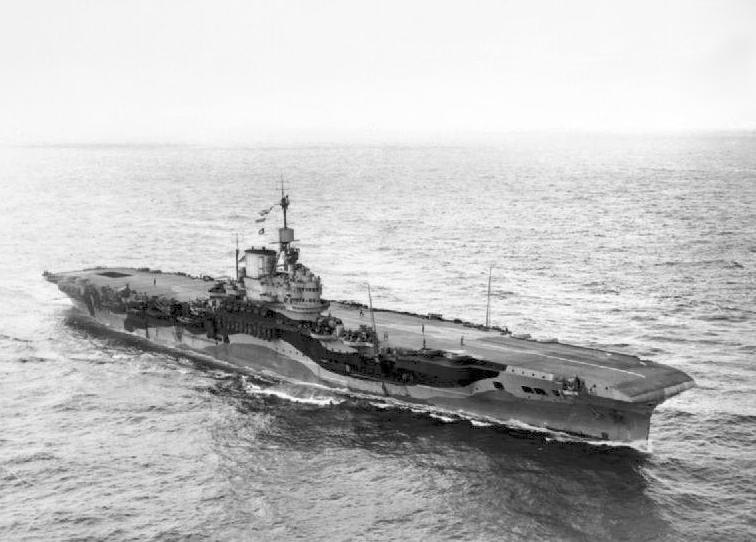
Le HMS Formidable (1942).

À la mi-mars 1941, le Haut-Commandement allemand a demandé au Haut-Commandement de la Marine italienne (Supermarina) d'agir contre les convois Égypte-Grèce, estimant que la Flotte britannique de Méditerranée n'avait qu'un cuirassé opérationnel. Le 27 mars 1941, alors que l'intervention de la Wehrmacht dans les Balkans est imminente, tous les croiseurs lourds italiens, sauf le Gorizia, et deux croiseurs légers ont pris la mer, avec le cuirassé Vittorio Veneto portant la marque de l'amiral Iachino. Le 28 au matin ils ont repéré et attaqué au sud de la Crète trois croiseurs légers de la classe Leander et un de la classe Town. Ceux-ci se sont dérobés, à la faveur d'une attaque menée vers 11 h par six avions torpilleurs Fairey “Albacores” du porte-avions HMS Formidable, qui, avec trois cuirassés aux ordres de l'amiral Andrew Cunningham et neuf destroyers, avait appareillé d'Alexandrie la veille au soir. L'amiral italien ayant mis le cap vers ses bases, l'aviation embarquée britannique a lancé plusieurs attaques. Le cuirassé amiral italien a été ralenti vers 15 h 20, et le croiseur Pola a été immobilisé vers 19 h. Trois croiseurs de la classe Zara et deux destroyers ont été coulés au canon dans la nuit par les cuirassés britanniques au large du cap Matapan,.

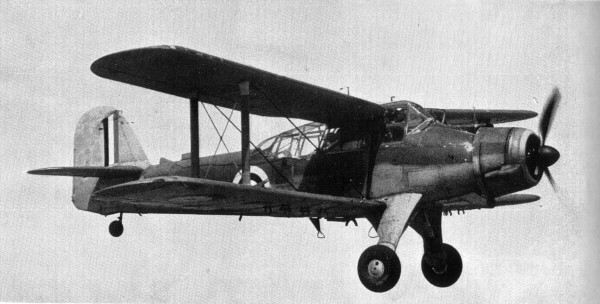
Le Fairey “Albacore” a remplacé le Fairey “Swordfish” dans les flottilles de la Fleet Air Arm, mais ne réussit pas à le faire oublier.

L'insuffisance des reconnaissances aériennes italiennes, et plus généralement la mauvaise coordination entre forces navales et forces aériennes, ont été des facteurs de cette défaite italienne, et le Duce Benito Mussolini en a conclu qu'il fallait doter la Regia Marina de porte-avions. La transformation des paquebots SS Roma et MS Augustus en porte-avions a été accélérée, mais ni l'Aquila, ni le Sparviero, qui devaient en résulter, n'ont été achevés avant la capitulation italienne de septembre 1943.
Le 5 avril, les forces terrestres allemandes prennent l'offensive dans les Balkans, envahissant la Yougoslavie, puis la Grèce. Les bâtiments britanniques vont alors être en butte aux attaques de la Luftwaffe, qui fait venir d'Allemagne le IV. Fliegerkorps (4e Corps Aérien). Les pertes vont être lourdes pendant l'évacuation des troupes britanniques de Grèce vers la Crète, puis pendant l'attaque de la Crète après le 20 mai 1941. Mais le transfert du X. Fliegerkorps (10e Corps Aérien) de Sicile en Grèce à ce moment va alléger la pression sur Malte. Dans le même temps, les forces de l'Axe avancent en Libye jusqu'à Halfaya et le 10 avril entreprennent d'assiéger Tobrouk. Pour autant le général Rommel souhaiterait que Malte soit occupée, car les Britanniques renforcent la base navale, comme le montre la destruction d'un convoi de troupes allemandes à la bataille des îles Kerkennah à la mi-avril.
En mai 1941, le HMS Formidable participe à la protection de convois d'évacuation de troupes de Crète, tandis que le HMS Ark Royal escorte en Méditerranée occidentale le convoi « Tiger », qui doit apporter un renfort de blindés nécessaire à l'armée d'Égypte, et acheminer le cuirassé HMS Queen Elizabeth à Alexandrie ; il assure ensuite avec le HMS Furious des missions de convoyages de “Spitfires” et de “Hurricane” à Malte. Mais le 24 mai 1941, la Force H a dû quitter Gibraltar pour l’océan Atlantique afin d'essayer d'intercepter le Bismarck.
Le 26 mai 1941, rentrant d'une attaque sur l'aérodrome de Scarpanto, dans le Dodécanèse, le HMS Formidable est attaqué par une formation de “Stuka” du St.G.2 et endommagé par 2 bombes d’une tonne. Il réussit à gagner Malte puis Alexandrie, et rejoint ensuite les États-Unis fin août, pour des réparations qui vont durer jusqu'en décembre.

###### HMSVictoriousetArk Royalcontre leBismarck(24 et 26 mai 1941)

Un “Swordfish” à l’appontage sur l’ après le torpillage du cuirassé Bismarck (26 mai 1941).

Le 21 mai 1941, le cuirassé Bismarck et le croiseur lourd Prinz Eugen aux ordres du Chef de la Flotte, l'amiral Lütjens, quittent Bergen (Norvège) en direction du nord-est de l’Islande pour commencer à attaquer les convois traversant l’Atlantique. Le 22 mai, le croiseur de bataille HMS Hood et le cuirassé HMS Prince of Wales quittent Scapa Flow pour intercepter les deux bâtiments allemands. La Home Fleet les suit de peu, aux ordres de l'amiral Tovey sur le cuirassé HMS King George V, avec le croiseur de bataille ancien HMS Repulse et le porte-avions HMS Victorious, qui vient d'entrer en service.
Au matin du 24 mai, dans le détroit de Danemark, le Bismarck fait exploser à la cinquième salve le Hood, avec 1 400 marins. Avarié, le HMS Prince of Wales rompt le combat, alors qu'il a atteint une soute à combustible du cuirassé allemand. Celui-ci met le cap sur Brest pour réparation, après s'être séparé du Prinz Eugen. Le 24 mai au soir, le porte-avions HMS Victorious lance neuf “Swordfishes” et deux “Fulmars” contre le cuirassé allemand, qui n'est atteint que par une seule torpille, sans effet notable. Il sème ses poursuivants dans la nuit. Le 26 mai, un avion de patrouille maritime PBY “Catalina” le retrouve. La Force H du vice-amiral Somerville, arrivant de Gibraltar, est alors en position de l'intercepter. Quatorze avions torpilleurs “Swordfishes” s'envolent du porte-avions HMS Ark Royal, mais attaquent par méprise le grand croiseur léger HMS Sheffield, heureusement sans l'atteindre. Réarmés en une heure et repartis à l’attaque, ils réussissent à mettre au but une torpille qui bloque le gouvernail du navire allemand, ainsi privé de sa manœuvre. Le lendemain matin, les cuirassés HMS King George V et Rodney l'écrasent au canon. Torpillé par le Dorsetshire le navire allemand coule avec environ 1 900 marins à bord. Le Prinz Eugen rejoint Brest le 1er juin. Ni la Luftwaffe ni les U-Boots n'ont pu se porter au secours du Bismarck.
Le Scharnhorst et le Gneisenau qui avaient été endommagés par des attaques de la R.A.F. n'ont pas pu accompagner le Bismarck. Ils vont rester à Brest, jusqu'en février 1942, et vont rentrer en Allemagne en forçant le Pas de Calais (opération Cerberus), surprenant les Britanniques, malgré une tentative désespérée d'une flottille de “Swordfishes” de la Fleet Air Arm.

###### Destruction du HMSArk Royal(13 novembre 1941)

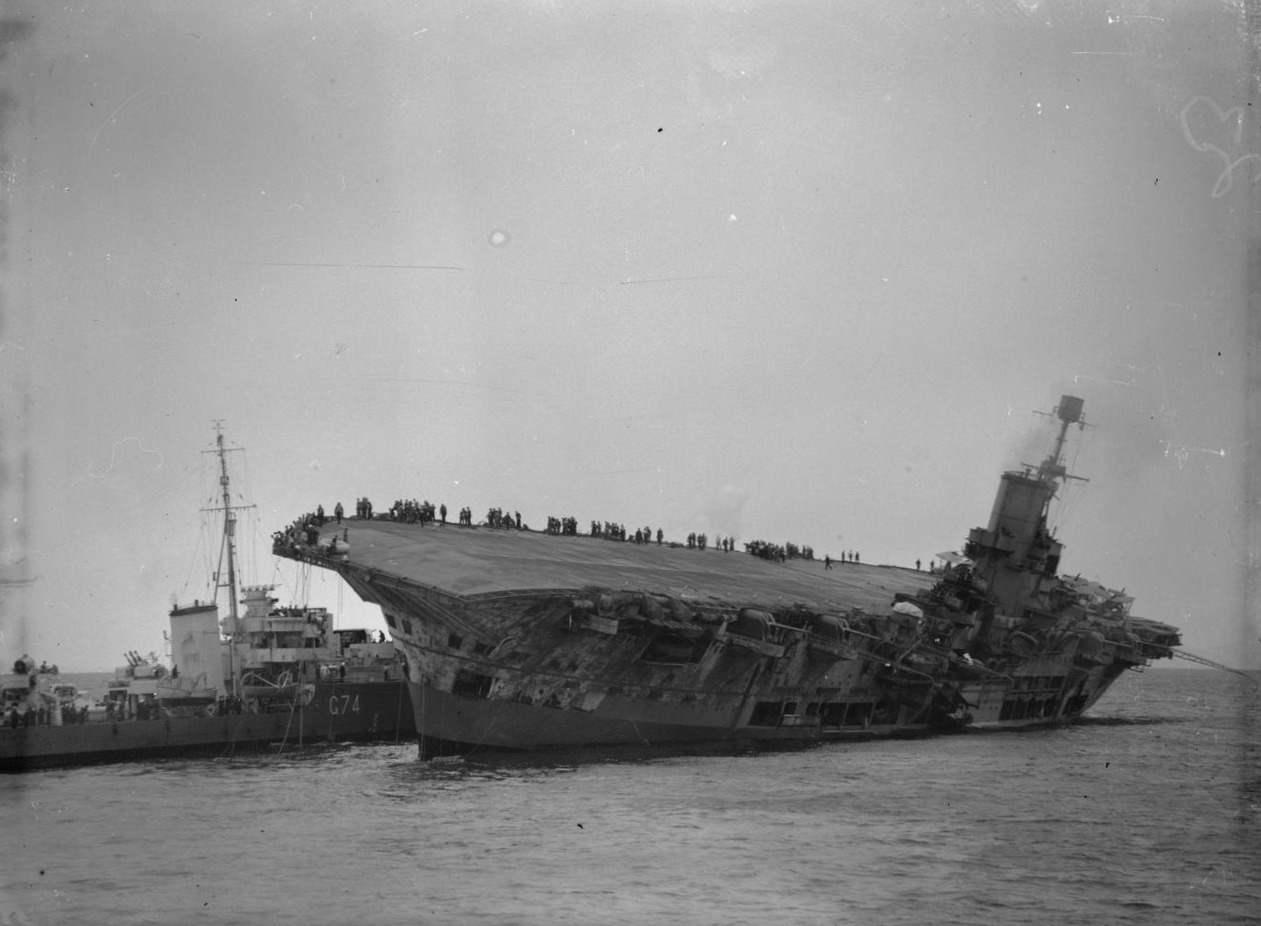
Le, torpillé, a pris de la gîte. Le destroyer HMS Legion s'est approché pour évacuer l'équipage.

Au début de juin 1941, les HMS Ark Royal et HMS Victorious reprennent le renforcement de l'aviation de Malte depuis Gibraltar, car la perte de la Crète et l'avance allemande en Libye, qui a fait perdre aux Britanniques les aérodromes de Cyrénaïque, rendent plus dangereux les convois depuis Alexandrie, dans ce qui a été surnommé « l'allée des bombes ». Force a donc été de s'en remettre au croiseur auxiliaire HMS Breconshire et à des ravitaillements par sous-marins, pour les renforcements depuis Alexandrie. Pour autant, Malte sert de base à la 10e flottille de sous-marins qui va s'illustrer en coulant plusieurs grands navires des convois de Libye. Y sont également basées des escadrilles de bombardiers “Blenheim” pour les attaques de convois le jour, laissant aux “Swordfishes” les attaques de nuit.
L'offensive allemande en Russie, qui éloigne les formations de la Luftwaffe de la Méditerranée et laisse à la Regia Aeronautica la charge d'affronter les Britanniques va faciliter les choses pour les convois de Gibraltar à Malte au cours de l'été de 1941. Le HMS Ark Royal va être associé à des grands bâtiments comme le HMS Nelson, trois croiseurs et un mouilleur de mines, pour l'Opération Substance en juillet, ou comme le cuirassé HMS Prince of Wales lors de l'Opération Halberd en septembre. En octobre, une escadre de deux croiseurs, la Force K, est basée à Malte.
Hitler ordonne alors à l'amiral Doenitz, réticent, d'envoyer des sous-marins en Méditerranée. Le 13 novembre, à proximité de Gibraltar, le HMS Ark Royal est torpillé par le sous-marin allemand U-81. Privé de puissance électrique, dans l'impossibilité de pomper l'eau qui pénètre par la brèche, le porte-avions coule au bout de quatorze heures.
Quelques jours plus tôt, le HMS Indomitable, la quatrième unité de la classe Illustrious, a été avarié devant Kingston, et il n'a pas pu rejoindre les deux navires de ligne expédiés à Singapour pour faire face aux menaces japonaises, le HMS Prince of Wales et le Repulse, les privant de couverture aérienne.

#### Dans la bataille de l'Atlantique, des CAM ships aux porte-avions d'escorte
La Kriegsmarine a mené dès 1939 une guerre intense contre le trafic maritime allié dans l'Atlantique. L'emploi en septembre 1939 des porte-avions HMS Ark Royal et Courageous dans des patrouilles anti-sous-marines a été arrêté dès le torpillage de ce dernier. La tactique des convois escortés a été mise en place, et les porte-avions utilisés dans des groupes de chasse contre les corsaires de surface, avec des succès très relatifs. Mais la principale menace s'est révélée celle des sous-marins, aux ordres du contre-amiral Doenitz, surtout lorsqu'après la défaite française de 1940, les Allemands ont pu utiliser les ports français de l'Atlantique. En 1940, sur un peu plus de 1 000 navires coulés, jaugeant près de 4 millions de tonneaux, près de 500 navires, jaugeant plus de 2 millions de tonneaux, l'ont été du fait des sous-marins, un peu moins de 200 jaugeant 580 000 tonneaux par des avions, 200 jaugeant 500 000 tonneaux par des mines, et 70 jaugeant 460 000 tonneaux par des navires de surface. Les États-Unis, bien que neutres, vont apporter une aide substantielle au Royaume-Uni en leur livrant à la fin de 1940 cinquante destroyers anciens pour renforcer l'escorte des convois, en contrepartie de l'usage de bases britanniques aux Antilles.
Utilisant la « tactique des meutes » (Rudeltaktik) prônée par le contre-amiral Doenitz, attaquant en surface, de nuit, les U-boote bénéficiaient de l'éclairage d'avions de reconnaissance à longue distance, comme les FW 200 “Condor” du KG 40 basé à Bordeaux. Malgré les avions du Coastal Command (“Hudsons”, “Wellingtons”, “Catalinas”), à proximité des Îles britanniques, et la présence de la Patrouille de Neutralité mise en place par les États-Unis, à proximité des côtes américaines, la zone la plus dangereuse demeurait le « trou noir de l'Atlantique », hors de portée des appareils ayant le plus long rayon d'action de l'époque.

##### Fighter Catapult ShipsetCatapult Merchant ships

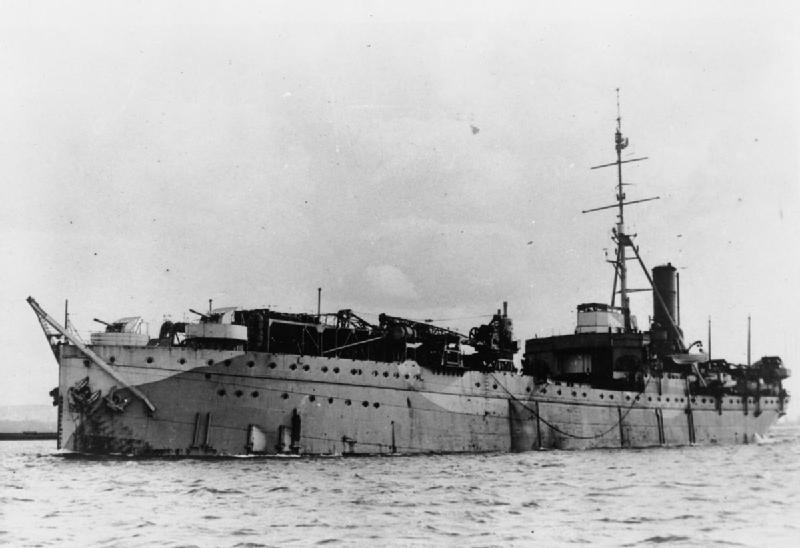
Le HMS Pegasus (ex-HMS Ark Royal).

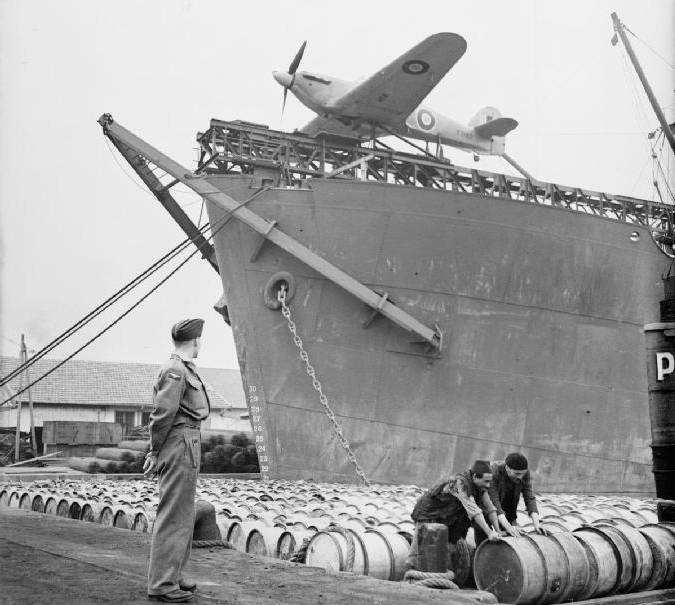
Un Hawker Hurricane sur la catapulte d'un CAM ship.

Aussi, en novembre 1940, on installa une catapulte sur le gaillard d'avant du vieil HMS Ark Royal, rebaptisé HMS Pegasus en 1934, sur lequel on embarqua trois chasseurs, aménagement réalisé au printemps 1941 sur quatre autres navires auxiliaires qui embarquèrent un Fairey “Fulmar” ou un Hawker “Hurricane”. Ces chasseurs ont réussi à tenir à distance les avions de reconnaissance allemands, et le “Hurricane” du HMS Maplin a été le premier à abattre un FW 200 “Condor”, le 3 août 1941.
Il y eut ensuite trente-cinq navires marchands à catapultes (Catapult Merchant ships). Quatre ont été torpillés en 1941, huit en 1942, et un en 1944. Des “Hurricanes” y ont été embarqués.
L'inconvénient de la formule était que le chasseur, une fois catapulté, était irrécupérable, il devait soit aller se poser sur un aérodrome ami, s'il y en avait un à proximité, soit faire un amerrissage forcé. La solution était donc d'avoir dans le convoi un navire à pont plat où on puisse le faire apponter, et ceci conduisait à remettre à l'ordre du jour la formule du porte-avions d'escorte, dont on a vu qu'elle avait été délaissée avant guerre.

##### Premiers porte-avions d'escorte, HMSAudacity, USSLong Island, et classe Avenger

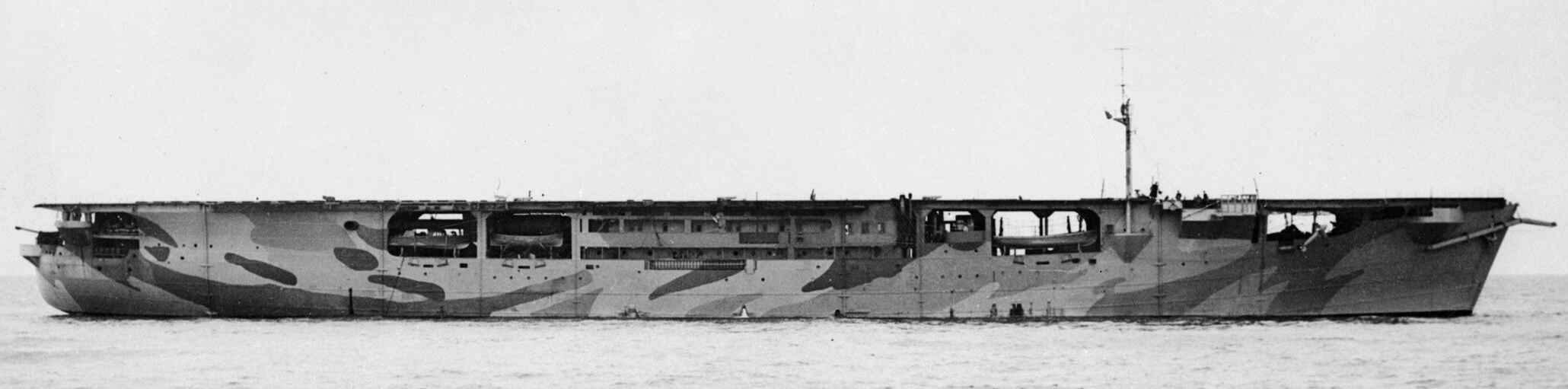
Le, le premier porte-avions d'escorte, mis en service en juin 1941, perdu en décembre.

Dans le cadre de l'accord de Prêt-Bail avec les États-Unis, le Royaume-Uni a commandé au début de 1941 cinq porte-avions d'escorte par transformation de navires marchands. Dans le même temps, un navire bananier allemand, le MV Hannover, capturé en mars 1940 et rebaptisé finalement Empire Audacity, a eu ses superstructures rasées pour être sommairement transformé en porte-avions d'escorte. Déplaçant 5 500 tonnes (10 000 tonnes à pleine charge), long de 132 m et large de 17 m, avec un groupe aérien de chasseurs parqué sur un pont d'envol de bois de 138 m sur 18 m, il n'avait pas de hangar, ni de catapulte. Il avait pour artillerie une pièce simple de 4 pouces (102 mm) et six affûts simples de 20 mm. Ses moteurs Diesel le propulsaient à 16 nœuds.
Armé le 20 juin 1941, il a été rebaptisé HMS Audacity fin juillet, a embarqué huit chasseurs “Martlet” et a escorté à partir de septembre deux convois Liverpool-Gibraltar, et vice-versa. Au cours de l'escorte des trois premiers convois, ses chasseurs embarqués ont abattu cinq “Condors”, et en décembre, pendant l'escorte des trente-deux navires du convoi HG-76 (en), deux “Condors” ont encore été abattus et deux autres repoussés. Au cours de la bataille de plus d'une semaine qui a opposé le 36e Groupe d'Escorte du commander Walker à une quinzaine d'U-boote, quatre de ceux-ci ont été coulés. Bien que le HMS Audacity ait été torpillé et coulé par l'U-751, le 21 décembre 1941, au large des côtes portugaises, ce fut la première victoire alliée dans la bataille de l'Atlantique.

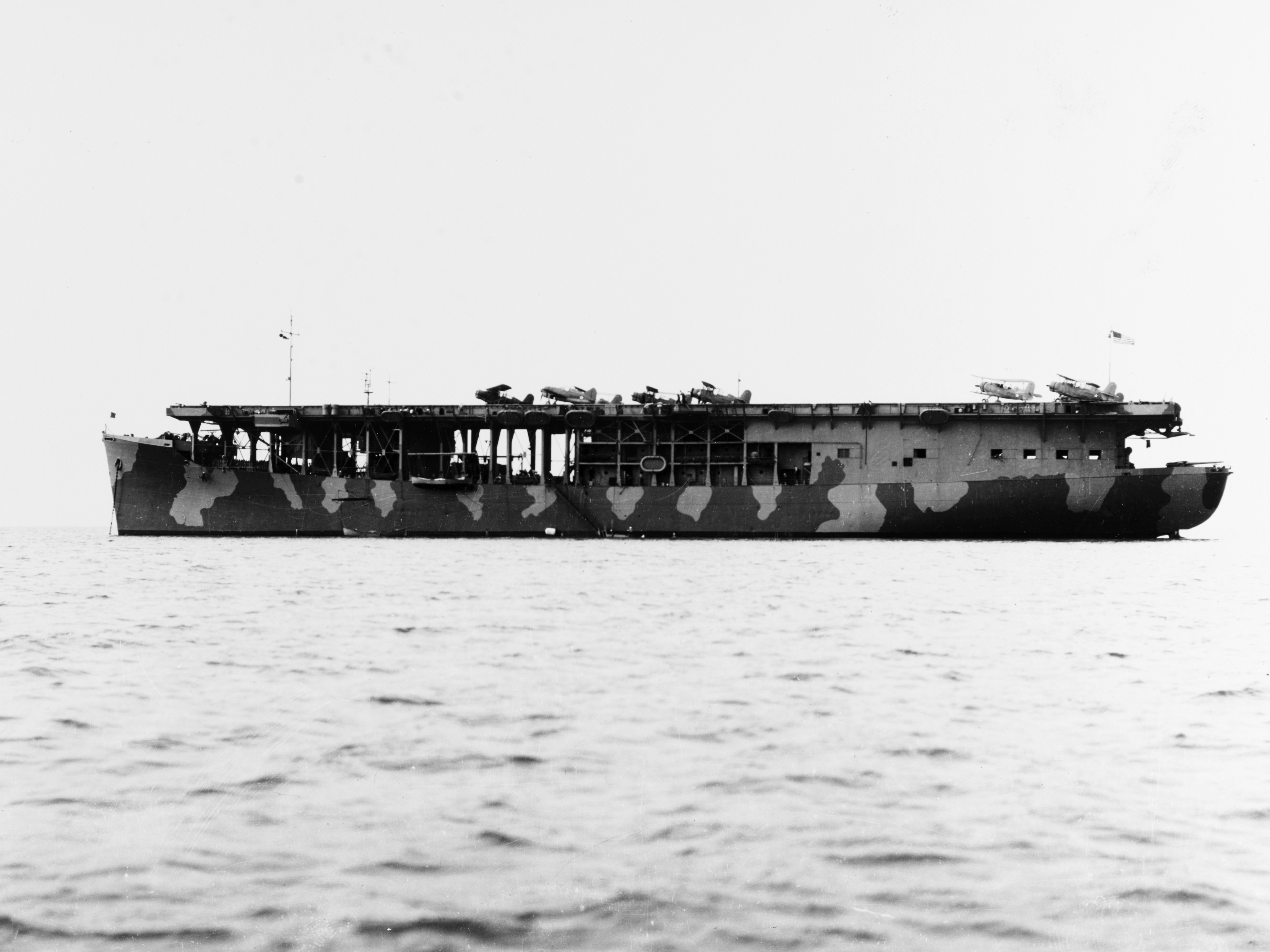
L'USS Long Island, premier porte-avions d'escorte de l’U.S. Navy.

L’U.S. Navy a acheté en avril-mai 1941 six navires marchands pour les transformer en porte-avions d'escorte. Le premier à être transformé, acheté le 6 mars 1941, a été armé le 2 juin comme USS Long Island (AVG-1). Sa transformation était moins sommaire que celle du HMS Audacity : il avait un hangar sur la moitié arrière de la coque, desservi par un ascenseur. Il pouvait embarquer 21 appareils. Son pont d'envol avait une catapulte, il n'avait pas d'îlot, la passerelle étant sous l'avant du pont d'envol. Comme artillerie, il avait un affût simple de 127 mm/38 calibres, deux affûts simples de 76 mm et dix affûts simples de 20 mm. D'un déplacement de 7 900 tonnes, long de 142 mm, à la flottaison, large de 21 m, quatre moteurs Diesel lui donnaient une vitesse de 16 nœuds.

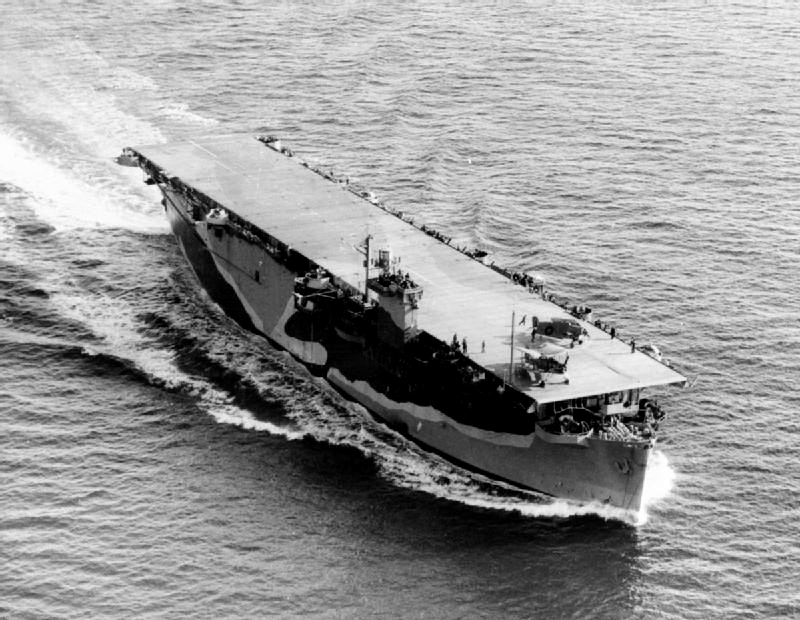
Le, construit aux États-Unis, armé par la Royal Navy, ici en 1943. Il finira sa carrière dans la Marine française sous le nom de Dixmude.

Les cinq transformations suivantes aboutissent à des bâtiments ayant un pont d'envol un peu plus long que l'USS Long Island, une petite passerelle ouverte de chaque côté du pont d'envol, remplacée sur les dernières unités par un îlot à tribord. Leur artillerie est un peu renforcée et ils sont dotés de radar. Leur propulsion est modifiée, les dernières unités ayant deux moteurs Diesel entraînant deux hélices (et non plus quatre moteurs pour un seul arbre),.
Les Archer (BAVG-1), Avenger (BAVG-2), Biter (BAVG-3), et Dasher (BAVG-5) sont armés par l'U.S. Navy, et transférés à la Royal Navy, dans le courant de 1942, sauf l'USS Charger ex-(BAVG-4), qui va rester sous pavillon américain, pour former dans le cadre du Prêt-Bail du personnel d'appontage. En novembre 1942, ils participent à la couverture des débarquements devant Casablanca, Oran et Alger (opération Torch). Ils n'interviendront pour l'escorte des convois dans l'Océan Atlantique que dans le courant de 1943.
Une fois lancée la machine industrielle américaine, ce seront environ cent-trente porte-avions d'escorte qui auront été construits, les classes Bogue, Sangamon, Casablanca, Commencement Bay. Mais compte tenu de leur date de mise en service, la plupart de ces porte-avions d'escorte vont plutôt avoir un rôle de couverture d'opérations de débarquement, devant Salerne, aux Philippines et à Okinawa, démentant ainsi ceux qui pensait que la sûreté du trafic commercial était la seule mission possible de ce type de bâtiments.
Il fallut cependant, en attendant, avoir encore une fois recours à un expédient dans la bataille de l'Atlantique. Ce furent les Merchant Aircraft Carriers (MAC) (en).

##### Merchant Aircraft Carriers(MAC)
En 1941, le tonnage de navires de commerce alliés et neutres coulés par des sous-marins est resté du même ordre de grandeur qu'en 1940 (un peu moins de 2 200 000 tonneaux), mais les pertes dans la zone autour de la Grande-Bretagne ont diminué de près de 60 %, alors qu'elles augmentaient de 34 % dans l'Atlantique Nord. C'était l'effet de la recrudescence des attaques au milieu de l'Atlantique. Au cours des six premiers mois de 1942, les pertes dans l'Atlantique Nord dépassent largement celles de toute l'année 1941, et le tonnage coulé par les sous-marins dépasse 3 millions de tonneaux. C'était l'effet de l'entrée en guerre de États-Unis, qui permettait au vice-amiral Doenitz de lancer l'opération Paukenschlag (Coup de cymbales), c'est-à-dire de porter la guerre sous-marine jusqu'aux côtes américaines.

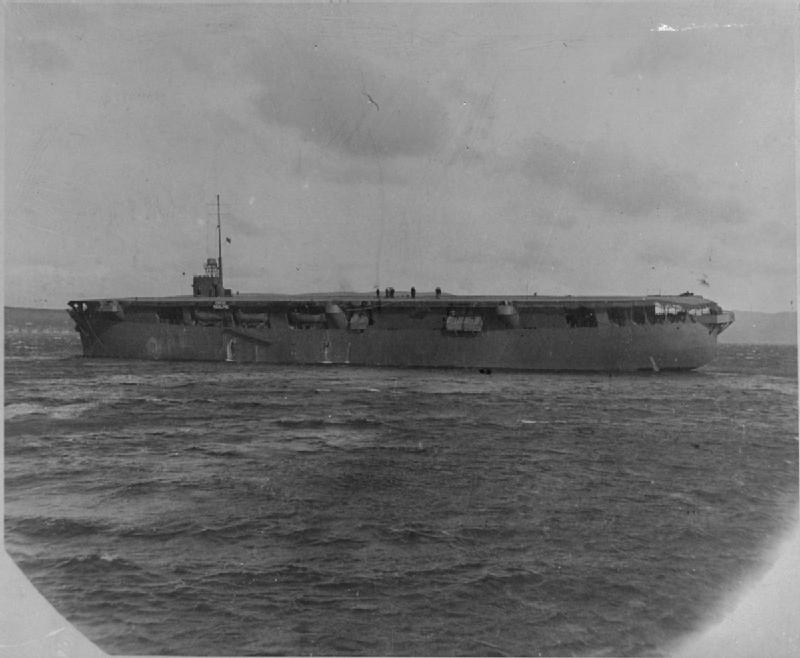
Le premier MAC mis en service fut le MV Empire MacAlpine.

Les délais pour disposer des porte-avions d'escorte commandés au titre du Prêt-Bail conduisent l'Amirauté britannique à réexaminer les projets de “porte-avions marchands”, c'est-à-dire la possibilité de doter certains cargos d'un pont d'envol, sans les retirer du trafic commercial, à un moment où les U-Boots prélèvent un tribut très élevé sur le tonnage marchand disponible. Le problème n'est pas simple, l'Amirauté estimait que ces cargos auraient un pont d'envol bien court et une vitesse bien faible pour faire décoller des chasseurs. De surcroît, il devait s'agir de vraquiers, c'est-à-dire de navires qui n'ont pas besoin de mâts de charge, que l'adjonction d'un pont d'envol supprimerait, mais la question se pose pour les pétroliers, compte tenu de la nature inflammable de leur cargaison et de la faiblesse habituelle de leur franc-bord. Se pose aussi la question du statut de l'équipage des « MAC », car si ces navires continuent à porter l'enseigne rouge (Red Ensign) de la marine de commerce et non pas l'enseigne blanche (White Ensign) de la Royal Navy, il ne faut pas que leurs équipages soient susceptibles d'être traités comme des « francs-tireurs ».
Nécessité faisant loi, en juin 1942, on décida de construire des cargos vraquiers en « merchant aircraft carriers ». Le premier construit, le MV Empire MacAlpine, a été lancé en décembre 1942 et achevé en avril 1943, et le dernier de cette première série de six a été achevé en mars 1944. Déplaçant 8 000 tonnes, long de 126 m à 130 m, larges de 19 m, ils embarquaient quatre “Swordfishes”, avaient un îlot à tribord et leurs diesels leur permettaient de filer 12½ nœuds. En septembre 1942, ce furent quatre pétroliers dont on décida la construction en « merchant aircraft carriers ». Un peu plus lourds, déplaçant 9 000 tonnes, ils ne filaient que 11 nœuds. Mais surtout, on renonça à les doter d'un hangar d'aviation, de sorte qu'ils n'ont embarqué que trois avions, parqués sur le pont d'envol. Les travaux n'ont commencé qu'en mai 1943, de sorte qu'ils ne sont entrés en service qu'en octobre-novembre 1943. Leur nom a comporté le préfixe Empire, comme il était habituel pour les bâtiments appartenant au Ministère du Transport de Guerre et commençait toujours par Mac. Au début de 1943, neuf pétroliers de l'Anglo-Saxon Petroleum Company, la compagnie de transport maritime de la Royal-Deutch “Shell”, ont été transformés en « MAC », qui ont constitué la sous-classe Rapana. Ils sont entrés en service en tant que « MAC » entre juillet 1943 et avril 1944.

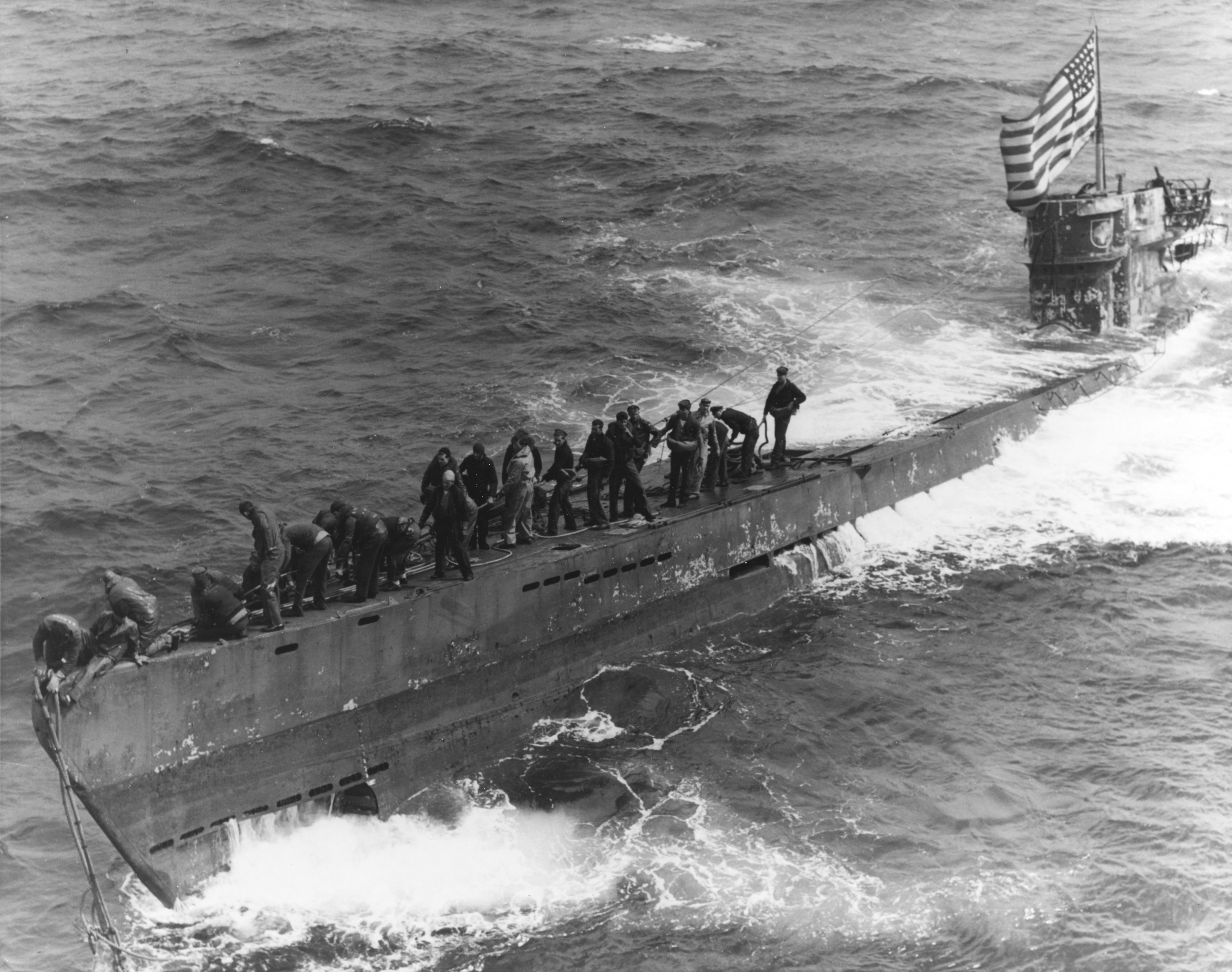
L'U-505 peu de temps après sa capture par l'USS Guadalcanal (4 mai 1944).

Finalement, si la bataille de l'Atlantique a été à l'origine de la conception des porte-avions d'escorte, et des « MAC », d'autres éléments ont permis de réussir à contenir les assauts des U-Boots, comme les progrès de la technologie du radar, passant des longueurs d'onde métriques aux longueurs d'onde centimétriques, ou les travaux de recherche opérationnelle du Professeur P.M.S. Blackett sur la taille optimale des convois. On doit aussi citer la mise en service des “Liberators” VLR (à très grand rayon d'action), ou la mise au point des grenades anti-sous-marines largables par avions.
Mis en service alors que l'issue de la bataille de l'Atlantique est acquise, après mars 1943, les porte-avions d'escorte intégrés dans des groupes hunter-killer voient leurs attaques couronnées de succès. Le 22 mai 1943, l'U-569 est le premier sous-marin allemand perdu après une attaque de l'aviation embarquée d'un porte-avions d'escorte, l'USS Bogue. Le 4 octobre, les avions de l'USS Card coulent trois sous-marins d'un coup. Le bâtiment terminera la guerre avec huit victoires à son actif, contre dix pour l'USS Bogue. Le 4 mai 1944, l'USS Guadalcanal arraisonne et capture l’U-505 au large de l'Afrique-Occidentale française. Le décryptage des codes allemands et l'aide des bombardiers à long rayon d'action B-24 Liberator permet d'avril à septembre 1943 aux porte-avions d'escorte d'envoyer par le fond 33 U-Boote (et d'aider à en couler 12 autres) dans l'Atlantique et 14 dans l'Arctique.

#### Années charnières, 1942-1943

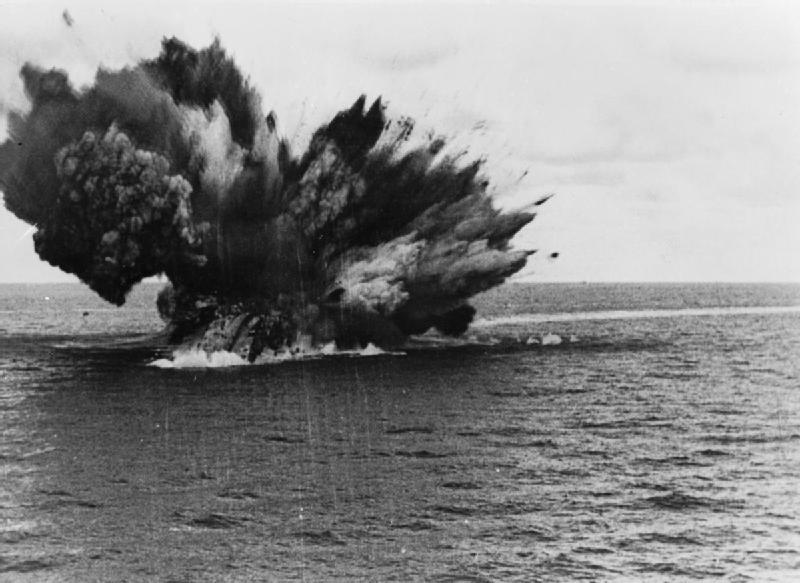
Après avoir reçu trois torpilles de l’U-331, le cuirassé explose le 25 novembre 1941.

Lorsque s'achève l'année 1941, la situation terrestre en Afrique du Nord est plutôt favorable aux Britanniques : le général Cunningham a réussi avec l'opération Crusader à faire lever le siège de Tobrouk et à repousser les forces italo-allemandes en Cyrénaïque, jusqu'à El Agheila, à l'ouest de Benghazi. Mais la situation navale est proche de la catastrophe. Moins de quinze jours après la perte du HMS Ark Royal, le cuirassé HMS Barham s'est volatilisé, torpillé par l’U-331 (25 novembre 1941). En Méditerranée orientale, à la première bataille du golfe de Syrte (19 décembre 1941), les croiseurs du contre-amiral Vian n'ont pas cédé devant les cuirassés italiens et le HMS Breconshire est parvenu à Malte. En revanche, les cuirassés HMS Queen Elizabeth et Valiant ont été immobilisés en rade d'Alexandrie par les “hommes-grenouilles” de la “Decima MAS”. Les porte-avions HMS Formidable et Indomitable, quant à eux, doivent rejoindre la Flotte Britannique d'Orient (Eastern Fleet), emmenant le vice-amiral Somerville nommé à sa tête Il n'y a donc plus de porte-avions britannique récent en Méditerranée.

##### Convois de Malte et de Russie
Au début de 1942, le renforcement de Malte, qui permet aux Britanniques d'attaquer les convois qui assurent l'approvisionnement des troupes de l'Axe en Libye, est plus que jamais une priorité. L'île subit des bombardements intenses, 262 raids pendant le seul mois de janvier, de la part du II. Fliegerkorps (2e Corps Aérien de la Luftwaffe) basé en Sicile. Deux petits convois de deux cargos ont réussi à passer en janvier. Un troisième convoi a échoué à la mi-février. Aucun « Club Run » n'a pu être effectué, avant le lâcher de quinze “Spitfires” par le HMS Eagle le 7 mars. Un convoi plus important a donné lieu à la seconde bataille du golfe de Syrte, le 22 mars, où le contre-amiral Vian a réussi à faire échapper quelques cargos aux cuirassés italiens, mais, cette fois, le HMS Breconshire a été coulé, et 5 000 tonnes d'approvisionnements seulement sur 25 000 sont parvenues à bon port. Le 20 avril, l'USS Wasp qui avait rejoint la Home Fleet, est allé en Méditerranée occidentale, escorté du HMS Renown, lâcher 47 “Spitfires” Mk V pour renforcer Malte. Tous ces chasseurs ont été surpris et détruits, aussitôt arrivés, par de violents bombardements aériens. L'USS Wasp est donc retourné le 9 mai, accompagné du HMS Eagle (Opération Bowery), lâcher une soixantaine de chasseurs qui, cette fois, ont accueilli comme il se devait, les raids aériens ennemis. Après quoi, le porte-avions américain est parti rejoindre la Flotte américaine du Pacifique.
Le général Rommel étant repassé à l'offensive fin janvier, Benghazi est tombé et les Italo-Allemands ont attaqué Gazala et entrepris de contourner Tobrouk, à la bataille de Bir Hakeim (26 mai-11 juin). Tobrouk tombe le 21 juin, les Britanniques ont dû continuer à se replier. Aussi bien le maréchal Kesselring, qui était chargé de l'opération Herkules (le débarquement à Malte), le général Rommel, qui a demandé que le II.Fliegerkorps fût mis à sa disposition pour appuyer son offensive, que le Fuhrer lui-même, ont estimé que Malte n'avait plus de valeur stratégique, dès lors que l'Afrikakorps allait atteindre le Canal de Suez. Mais ce n'était pas la position britannique.

###### Convois de Malte de mi-juin 1942, opérationsVigorousetHarpoon
Les moyens aériens de Malte ayant été reconstitués par le “club run” de mai, deux opérations simultanées ont été organisées par les Britanniques pour assurer le réapprovisionnement de l'île, notamment en carburant, et lui permettre d'attaquer les lignes de communications maritimes entre Naples et Tripoli et entre Tarente et Bengazi.
L'une, l'opération Vigorous, consistait à envoyer un convoi de onze cargos, dont un pétrolier, depuis Port-Saïd et Haïfa. Dans l'escorte de huit croiseurs et 26 destroyers, aux ordres du contre-amiral Vian, il y avait quatre destroyers australiens de la classe N et deux grands croiseurs légers Newcastle et Birmingham arrivant de l'océan Indien, où les deux porte-avions, HMS Formidable et Indomitable couvraient l'attaque britannique contre Madagascar.
Sachant que la Flotte britannique de Méditerranée ne disposait plus de cuirassé, ni de porte-avions, sitôt le convoi repéré dès son appareillage le 13 juin, la Supermarina a fait appareiller de Tarente une force navale comprenant notamment les cuirassés Littorio et Vittorio Veneto, deux croiseurs lourds et deux croiseurs légers. L'aviation allemande et italienne, et des vedettes- lance-torpilles, ont attaqué le convoi dans « l'allée des bombes », coulant deux cargos et endommageant le croiseur HMS Newcastle, tandis qu'une escadrille de “Wellingtons” et des “Beauforts” venus de Malte, attaquaient l'escadre italienne et torpillaient un croiseur lourd. Le vice-amiral Harwood a signalé au contre-amiral Vian de faire demi-tour, en attendant que l'aviation anglo-américaine, notamment des “Liberators” basés en Égypte, aient arrêté l'escadre italienne, ce qui ne fut pas le cas. Aussi dans la soirée du 15 juin, la décision a été prise de rebrousser chemin définitivement, pour éviter, le 16 au matin, une rencontre entre les deux escadres qui aurait pu durer seize heures, par temps clair, alors que les navires britanniques avaient déjà fait une consommation de munitions anti-aériennes « effroyable », de sorte que les destroyers n'auraient plus eu assez de munitions pour atteindre Malte,.
L'opération Harpoon consistait à faire passer cinq cargos et le grand pétrolier américain SS Kentucky de Gibraltar à Malte. Un croiseur léger antiaérien et neuf destroyers constituaient l'escorte rapprochée (Force X), mais une couverture éloignée était assurée par le cuirassé ancien HMS Malaya, deux grand croiseurs légers, un croiseur anti-aérien, et les deux porte-avions anciens HMS Eagle et HMS Argus, avec seize “Sea Hurricanes”, huit “Fulmars” et dix-huit “Swordfishes” (Force W, aux ordres du Vice-amiral Curteis, Commandant-en-second de la Home Fleet). La Supermarina choisit d'attaquer au sud de la Sardaigne, avec l'aviation basée à terre, et se heurta à l'aviation embarquée, un cargo fut coulé et un grand croiseur léger fut endommagé. La force de couverture fit demi-tour au large de Bizerte, et lorsque le convoi eut doublé le cap Bon, il fut attaqué par une division de deux croiseurs légers, dans le canal de Sicile, à proximité de l'île de Pantelleria. L'escorte étant dominée, le convoi dut être dispersé, et sous les attaques incessantes de l'aviation italo-allemande, deux cargos et le SS Kentucky furent coulés. Deux cargos seulement, sur cinq, réussirent à atteindre Malte. Le Gouverneur avertit Londres que l'île ne disposait toujours que de sept semaines de carburant.

###### Premiers convois de Russie
Ne pas traiter distinctement des convois de Russie et des convois de Malte ne répond pas seulement au respect de la chronologie. Il s'agit aussi de montrer que malgré la distance, il ne s'agissait pas de théâtres d'opérations dotés chacun de leurs moyens, mais les responsables de la Royal Navy, le Premier Lord de la Mer comme le Commandant en-Chef de la Home Fleet devaient sans cesse arbitrer entre les priorités et les équipages passer des rigueurs arctiques aux chaleurs méditerranéennes.
Très vite après l'attaque allemande contre l'Union soviétique, le bénéfice du Prêt-Bail fut accordé à ce pays et un système de convois a été mis en place pour livrer du matériel de guerre, en utilisant la route de l'Islande à Mourmansk et Arkhangelsk.
Les premiers convois de l'été 1941 sont passés sans encombre, mais la situation s'est dégradée au début de 1942. Alors que les attaques contre les convois étaient jusqu'alors le fait des U-boote, de l'aviation et des destroyers allemands, le Tirpitz et les croiseurs lourds Admiral Scheer, Lützow, et Admiral Hipper sont arrivés en Norvège en février-mars.
Le Tirpitz, portant la marque du vice-amiral Ciliax, n'a pas réussi, au début de mars, à intercepter les convois PQ-12 (Reykjavik-Mourmansk) et QP-8. Le 9 mars, il a été repéré et attaqué sans résultats par l'aviation embarquée du porte-avions HMS Victorious. Le résultat de cette attaque a beaucoup affecté l'amiral Tovey, Commandant-en-Chef de la Home Fleet, mais elle a eu des conséquences lointaines, car elle a conduit Hitler à interdire ultérieurement l'engagement du Tirpitz, si la menace de l'aviation embarquée britannique n'était pas écartée avec certitude.
La perte de deux grands croiseurs qui avaient fait, de bout en bout, partie de l'escorte des convois PQ-13 et QP-11, a conduit l'Amirauté britannique à réorganiser la protection des convois : elle a distingué l'escorte immédiate, constituée de petites unités, la couverture rapprochée, constituée d'une escadre de croiseurs lourds et de grands croiseurs légers, qui accompagnerait les convois jusqu'à la ligne Spitzberg-Île aux Ours-Mourmansk, et la couverture éloignée, constituée d'une escadre de grands bâtiments, cuirassés et porte-avions, positionnée vers l'île Jan Mayen, pour intercepter les grands bâtiments allemands stationnés en Norvège, et les empêcher de déboucher dans l'Atlantique.
En avril, l'U.S. Navy détacha auprès de la Home Fleet la TF.39, aux ordres du contre amiral Giffen. Constituée autour du cuirassé USS Washington et des croiseurs lourds USS Wichita et Tuscaloosa, celle-ci a participé à la couverture éloignée des convois PQ-15 et PQ-16.
Le convoi PQ-16, du 21 au 30 mai, a perdu sept navires de charge sur trente-quatre, mais six de ceux-ci ont été coulés par l'aviation. En effet, l'attaque par les sous-marins, en meutes en surface, était trop risquée aux latitudes polaires pendant une période où les nuits étaient très courtes. Comme plus de vingt-cinq cargos du convoi PQ-16 étaient arrivés à bon port, le Grand-amiral Raeder exposa à la mi-juin à Adolf Hitler son projet d'attaquer le convoi suivant avec les navires de surface. Ce serait l'opération Rösselsprung (« le saut du Cavalier »). Hitler maintint son exigence que le Tirpitz ne soit pas engagé tant que la Luftflotte 5 n'aurait pas écarté la menace de l'aviation d'assaut embarquée britannique.
Comme l'aviation soviétique basée à terre se montrait incapable de contrer la Luftwaffe et que le Coastal Command britannique s'était vu refuser par le Comité des Chefs d'État-Major britanniques l'autorisation de baser quelques escadrilles autour de Mourmansk, l'amiral Tovey a demandé la suspension des convois pendant l'été. Mais tant Staline que le président des États-Unis ont fait pression sur le Premier ministre britannique Winston Churchill pour les maintenir, et même accroître le nombre des navires qui les composaient.

###### Fatale décision de dispersion du convoi PQ-17
Un nouveau convoi, le PQ-17, prévu pour la mi-juin, eut son départ reporté à la fin juin, car les croiseurs et destroyers de la Home Fleet étaient alors engagés dans les opérations de ravitaillement de Malte de la mi-juin 1942 (l'opération Harpoon en particulier), que l'on a évoquées plus haut. Ainsi, le grand croiseur léger HMS Liverpool et les destroyers HMS Blankney, Escapade, Icarus, Middleton et Onslow, qui faisaient partie de l'escorte du convoi PQ-16 fin mai, ont fait partie de l'escorte du convoi de l'opération Harpoon, à la mi-juin en Méditerranée. À l'exception du croiseur HMS Liverpool, très endommagé le 13 juin, et du destroyer HMS Icarus, qui a participé à l'opération Pedestal à la mi-août, ils sont revenus fin juin dans l'Arctique pour escorter le convoi PQ-17.
L'annonce par les services de renseignements à la fin juin d'une intervention des grands navires allemands inquiéta beaucoup le Premier Lord de la Mer, Sir Dudley Pound, qui ignorait les réticences d'Hitler. Dans une conversation téléphonique avec l'amiral Tovey, les deux amiraux tombèrent d'accord sur le fait qu'il ne fallait pas risquer les croiseurs de la force de couverture à l'est du cap Nord, en raison de la supériorité aérienne allemande dans cette zone, et le Premier Lord fit part de son intention de donner l'ordre au convoi de se disperser, s'il venait à être menacé par de grands navires de surface.

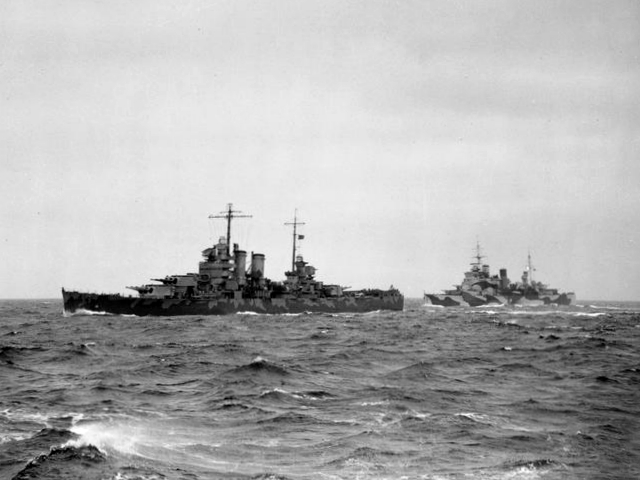
Les croiseurs lourds USS Wichita et HMS London escortant le convoi PQ-17.

Le convoi PQ 17, 34 cargos et pétroliers, quitta Reykjavik le 27 juin. Outre les destroyers, corvettes, et dragueurs de mines habituels de l'escorte immédiate, la force de couverture rapprochée, aux ordres du contre-amiral Hamilton, comptait quatre croiseurs lourds, dont deux américains, et la force de couverture éloignée comportait les cuirassés HMS Duke of York, navire amiral de l'amiral Tovey, et l'USS Washington, portant la marque du contre-amiral Giffen, deux croiseurs (HMS Cumberland et HMS Nigeria, aux ordres du contre-amiral Burrough) et le porte-avions HMS Victorious, portant la marque du vice-amiral Fraser. Le convoi prit une route très au nord, pour entrer en mer de Barents au nord de l'île aux Ours.
Le convoi ayant été repéré le 1er juillet, les grands navires allemands quittèrent leurs mouillages le 2 juillet, cap au nord, en attendant l'ordre d'attaquer, pour lequel il fallait l'accord d'Hitler, tandis que le convoi subissait ses premières attaques de l'aviation et des sous-marins. Le 3, l'Amirauté britannique apprit que les navires allemands avaient quitté leur mouillage, et dans la crainte d'une attaque du Tirpitz, l'ordre fut donné par le Premier Lord de la Mer au contre-amiral Hamilton dans la soirée du 4 juillet, de « se retirer vers l'ouest à grande vitesse », bientôt suivi de l'ordre au convoi de « se disloquer pour gagner les ports russes », puis « ordre de se disperser ». Les destroyers d'escorte ont donc, après l'ordre de dispersion du convoi, rallié les croiseurs, ne laissant avec le convoi que les corvettes, dragueurs, chalutiers, et deux petits navires anti-aériens. Cette tactique se justifiait en cas d'attaque de forces de surface très supérieures, et cela avait permis en novembre 1940 au croiseur auxiliaire HMS Jervis Bay de sauver 31 navires sur les 36 du convoi pour lequel il s'était sacrifié. Mais dans la circonstance, les navires ne pouvaient pas se disperser vers le nord, où ils allaient se heurter très vite à la banquise, et surtout le retrait de l'escorte laissait le champ libre aux sous-marins qui n'avaient plus à craindre l'attaque des destroyers, et facilitait grandement l'attaque de l'aviation, qui n'avait plus à affronter le feu concentré d'un convoi bien groupé.
La situation du convoi a très vite évolué de façon catastrophique. Dès le 5 juillet, dix navires avaient été coulés. Du côté allemand, Hitler, informé que les croiseurs avaient mis cap à l'ouest, et que les cuirassés et le porte-avions HMS Victorious se trouvaient à 450 nautiques dans le sud-ouest, donna, le 5 peu avant midi, l'autorisation d'un raid-éclair en mer de Barents. Le Tirpitz, l'Admiral Scheer et l'Admiral Hipper quittèrent aussitôt l'Altenfjord, cap au nord, puis mirent à 17 h cap à l'est, où ils ont été très vite repérés par des sous-marins. Dès que les résultats exceptionnels des attaques des sous-marins et des avions contre le convoi PQ-17 furent connus, le cuirassé et les croiseurs lourds allemands furent rappelés vers 21 h 30, au grand désappointement de l'amiral Schniewind, responsable de la conduite de l'opération.
Pour les navires du convoi, l'hécatombe a continué, malgré la pugnacité et l'héroïsme des équipages des navires d'escorte, en particulier des navires anti-aériens. Onze navires seulement arrivèrent à Arkhangelsk, après avoir longé la banquise et les côtes de la Nouvelle-Zemble, les premiers vers le 10 juillet, et les derniers le 28 juillet, que le commodore Dowding, responsable du convoi était parti rechercher.
Au total, treize navires ont été coulés par deux cents avions, dix ont été coulés par des sous-marins, 57 000 tonnes ont été déchargées sur les 156 500 tonnes embarqués ; 430 chars, 210 avions et 3 350 véhicules sont allés au fond de l'eau.
Ce fut une grande victoire allemande, sans tirer un seul coup de canon des grands navires de surface, et sans avoir eu à affronter l'aviation embarquée britannique.
L'Amirauté britannique obtint l'arrêt des convois de Russie, pendant le mois d'août 1942, les moyens de la Home Fleet étant accaparés par l'opération Pedestal en Méditerranée, tandis qu'à la mi-août également, l'USS Washington était appelé à rejoindre le Pacifique, où venait d'avoir lieu le débarquement américain à Guadalcanal.

###### Convoi de Malte de la mi-août 1942, opérationPedestal
L'offensive allemande du printemps1942 a atteint Sidi Barrani le 24 juin et Marsa Matrouh le 28 juin, mais s'est arrêtée à El-Alamein. Le général Rommel, qui sera promu Generalfeldmarschall le 22 juillet, obtient d'Hitler que soit différée l'attaque sur Malte, et la division italienne de parachutistes Folgore qui devait y participer est envoyée en renfort sur le front égyptien : la priorité est l'attaque d'Alexandrie, où le vice-amiral Harwood organise le repli de la base navale sur Port-Saïd, Haïfa et Beyrouth. Mais la ligne d'approvisionnement des forces terrestres italo-allemandes est soumise aux attaques des “Beauforts” de Malte et des “Liberators” américains basés en Égypte. Elle est aussi très longue, par voie terrestre depuis Benghazi, alors que les capacités portuaires de Tobrouk sont faibles et que la flotte italienne, en raison de la pénurie de carburant, ne peut pas se renforcer en Méditerranée orientale, pour ouvrir une nouvelle voie, vers la Cyrénaïque, par la mer Égée.

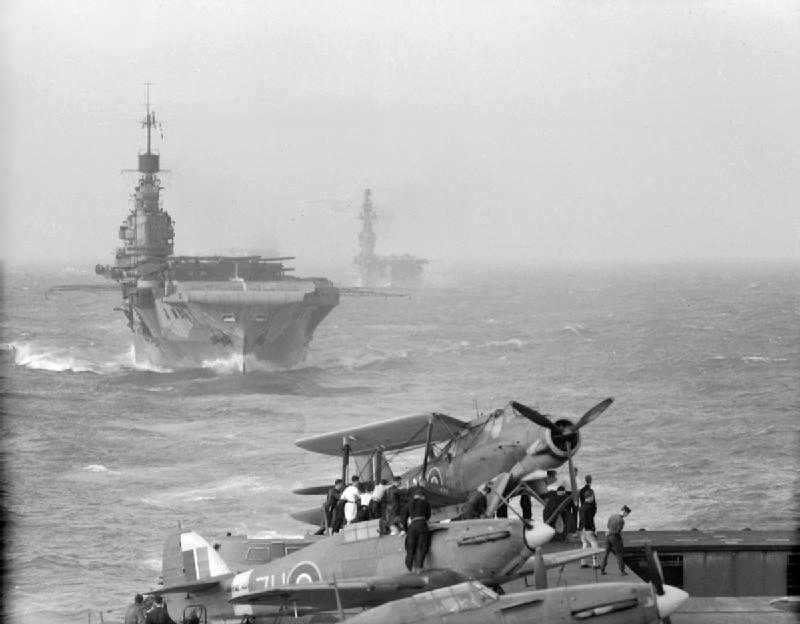
Vue des HMS Indomitable et HMS Eagle depuis l’HMS Victorious durant l’opération Pedestal (août 1942).

L'opération Pedestal, conçue dès le début juillet, a consisté à organiser un nouveau convoi vers Malte depuis Scapa Flow, passant par Gibraltar, pour la mi-août, d'une importance un peu supérieure à celle du convoi de la mi-juin, quatorze navires marchands, avec un grand pétrolier, le SS Ohio de construction américaine, mais sous pavillon et avec un équipage britanniques. L'escorte a toutefois été accrue, avec les deux plus puissants cuirassés de la Home Fleet, les HMS Nelson et Rodney, trois porte-avions, le HMS Eagle et deux porte-avions “blindés”, le porte-avions de la Home Fleet, HMS Victorious, et le HMS Indomitable, qui a été rappelé de l'océan Indien, et sept croiseurs (trois grands croiseurs légers et quatre croiseurs anti-aériens, trois récents et un ancien). Le contre-amiral Syfret avait sa marque sur le HMS Nelson, et la force de couverture rapprochée, aux ordres du contre-amiral Burrough sur le HMS Nigeria, avait été renforcée pour pouvoir faire face à une attaque de grands bâtiments de surface, à la fin du parcours, comme cela avait été le cas lors de l'opération Harpoon, à la mi-juin. Au dernier moment, le HMS Furious, transportant 36 “Spitfires” destinés à la Royal Air Force à Malte avait été ajouté à l'escadre, après le départ de Scapa Flow.

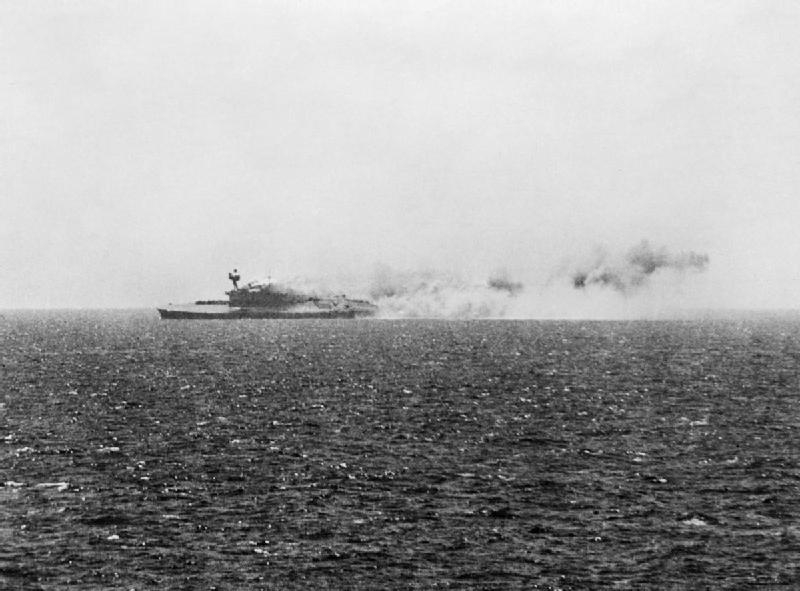
Le porte-avions torpillé par un sous-marin au cours de l'Opération Pedestal, le 11 août 1942.

Entré en Méditerranée, le convoi se ravitaille à la mer, auprès de pétroliers auxiliaires de la Flotte, car il n'y a pas assez de carburant à Malte, pour y effectuer cette opération. Du côté des forces de l'Axe, plusieurs barrages de sous-marins ont été déployés en Méditerranée occidentale, ainsi au large d'Alger, le porte-avions HMS Eagle est torpillé et coulé par l'U-73, le 11 août. Le HMS Furious a pu lancer ses chasseurs vers Malte, avant de mettre le cap sur Gibraltar. Les attaques aériennes ont été continuelles dans la journée du 12 août. Vers 18 h 30, une centaine d'avions ont attaqué, le pont d'envol du porte avions HMS Indomitable a reçu trois bombes, ses avions ont dû être accueillis sur le HMS Victorious. Vers 19 h les cuirassés et les porte-avions de la force de couverture éloignée ont fait demi-tour, à hauteur de Bizerte, comme prévu. Avant d’atteindre Malte, le convoi a été de nouveau attaqué, toujours par l'aviation, mais aussi par des sous-marins, et par des vedettes lance-torpilles. Les pertes sont très lourdes, le navire amiral du vice-amiral Burrough et le HMS Kenya sont gravement endommagés et doivent regagner Gibraltar, le petit croiseur anti-aérien ancien HMS Cairo, et le grand croiseur léger HMS Manchester
sont coulés. Le vice-amiral Syfret doit envoyer le croiseur HMS Charybdis et plusieurs destroyers en renfort.
La pénurie de carburant a conduit le haut-commandement de la Regia Marina à renoncer à engager les cuirassés italiens, mais six croiseurs sont à la mer, le 12 août au soir pour attaquer le lendemain matin. Cependant il leur faut une couverture aérienne, pour les protéger de l'aviation de Malte, toute proche, où 180 appareils ont été repérés. Mais les aviateurs et parmi eux le maréchal Kesselring, refusent cette couverture, qui absorberait tous les moyens de la chasse et ne permettrait donc pas de fournir d'escorte aux bombardiers. Les aviateurs, italiens autant qu'allemands, ne veulent pas laisser les lauriers de la victoire aux marins. L'affaire est soumise au Duce, les croiseurs doivent rentrer au port. Finalement sous la protection de l'aviation de Malte, cinq cargos seulement vont, tout de même, arriver à Malte, ainsi que le pétrolier SS Ohio, en si mauvais état qu'il ne reprendra jamais plus la mer, mais sa cargaison d'essence sera déchargée.
C'est un succès tactique pour les forces de l’Axe, les Italiens en parlent comme de la Vittoria di mezz'agosto (la victoire de la mi-août). Néanmoins, une fois les sous-marins et les “Beauforts” et “Beaufighters” basés à Malte ravitaillés, ils vont perturber l’approvisionnement de l’Afrika Korps de Rommel, tandis que la VIIIe Armée britannique reçoit un approvisionnement formidable par la route du Cap et de la Mer Rouge. Fin août, lorsque le maréchal Rommel attaque à Alam el Halfa (30-31 août), il est tenu en échec, par le manque de carburant de ses unités blindées.

###### Convois de Russie à l'automne 1942
En attendant le grand choc prévisible à l'automne en Égypte, il était possible de céder aux représentations pressantes de Staline pour reprendre les convois de Russie.
La principale leçon du calamiteux convoi PQ-17 était la nécessité d'accompagner le convoi en mer de Barents, à l'est de la ligne Spitzberg-Île aux Ours-Mourmansk, et donc de contester la supériorité aérienne allemande des quelque 200 appareils de la Luftwaffe opérant à partir des aérodromes de Kirkenes, de Banak et de Petsamo, pour permettre aux croiseurs de la force de couverture rapprochée de repousser les grands bâtiments de surface allemands et aux destroyers d'attaquer les sous-marins. En l'absence d'un grand porte-avions dans la force de couverture éloignée (le HMS Victorious devant subir des opérations de maintenance), un porte avions d'escorte, HMS Avenger embarquant douze Sea Hurricanes et trois Sworfishes anti sous-marins fut incorporé à l'escorte, avec dix-huit grands destroyers, considérés comme constituant le meilleur moyen de dissuader les Allemands de faire sortir leurs grands bâtiments de surface. Le Coastal Command fut, de son côté, autorisé, cette fois, à implanter, sur les aérodromes de Vaenga et de Grasnaya, une escadrille de Catalinas, quatre Spitfires pour la reconnaissance et deux groupes de bombardiers-torpilleurs, soit une trentaine de Hampdens, pour l'attaque des bâtiments de surface. Vingt-trois appareils arrivèrent le 5 septembre de Grande-Bretagne, neuf se perdirent ou furent abattus.

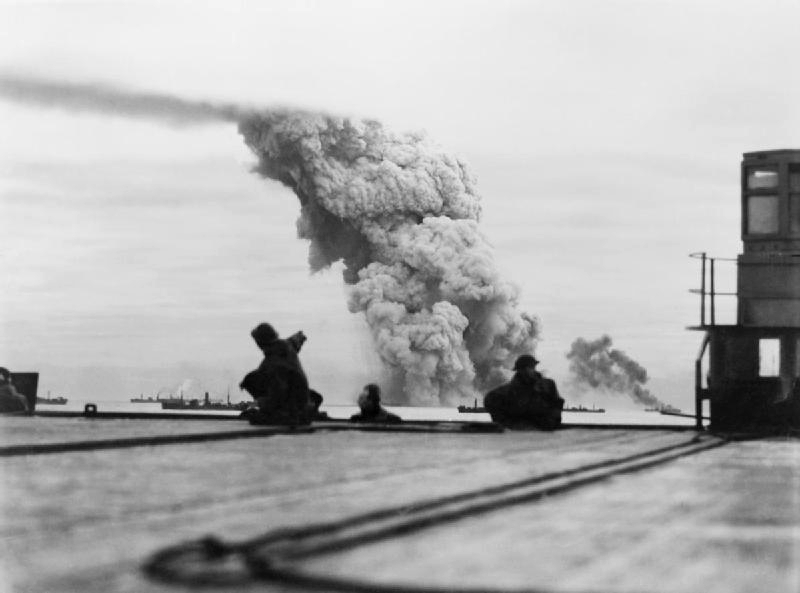
Vu du pont du porte-avions d'escorte HMS Avenger, le cargo de munitions SS Mary Luckenbach touché par une bombe d'avion se volatilise, le 13 septembre.

Le 2 septembre, les quelque quarante cargos du convoi PQ 18 appareillèrent d'Écosse, et non plus d'Islande, pour tromper les reconnaissances allemandes, et furent ralliés entre le 7 et le 9, par l'escorte qui comptait cinquante navires dont la moitié de destroyers. Repéré dès le 8, le convoi fut attaqué sans discontinuer pendant six jours du 12 au 18 septembre par l'aviation et, dans une moindre mesure, par les sous-marins, et treize navires furent détruits, mais le convoi conserva cependant sa cohésion. Bien que les avions du HMS Avenger eussent été surclassés par les avions de la Luftwaffe, les dispositions prises furent jugées acceptables par l'amiral Tovey.
L'escorte prit ensuite en charge le convoi QP 14, quinze cargos qui étaient majoritairement des rescapés du convoi PQ-17. Le Grand-amiral Raeder avait résolu de réserver l'attaque, par des bâtiments de surface, contre les convois « rentrants » comme le QP-14, mais les objurgations de prudence d'Hitler et le grand nombre des destroyers de l'escorte, le conduisit à renoncer à cette attaque. Mais trois cargos et un grand destroyer furent encore perdus, principalement sous les coups des sous-marins. Au total pour ces deux convois, les Allemands ont perdu 33 bombardiers-torpilleurs, six bombardiers en piqué, deux avions de reconnaissance à long rayon d'action, quatre sous-marins coulés et cinq endommagés, ce qui leur parut assez cher payé. Les convois de l'Arctique furent une seconde fois suspendus, parce que, cette fois, la Home Fleet devait consacrer l'essentiel de ses moyens à l'opération Torch de débarquement en Afrique du Nord française.

##### Débarquements en Afrique du Nord et en Italie
À la bataille d'El-Alamein (23 octobre-3 novembre 1942), le maréchal Rommel a été contraint à une retraite rapide. Les Alliés vont alors exécuter l’opération Torch, c’est-à-dire les débarquements alliés au Maroc et en Algérie. L’ensemble des troupes terrestres est placé sous la responsabilité du général Dwight Eisenhower tandis que les forces navales sont commandées par l’amiral Sir Andrew Cunningham avec pour adjoint l’amiral Sir Bertram Ramsay, concepteur de l’opération à partir des notes du colonel Germain Jousse, membre de l'organisation de résistance d'Alger. Les forces comprennent 107 000 hommes, 200 bâtiments de guerre (dont 12 porte-avions), 110 navires de transport et 500 avions.

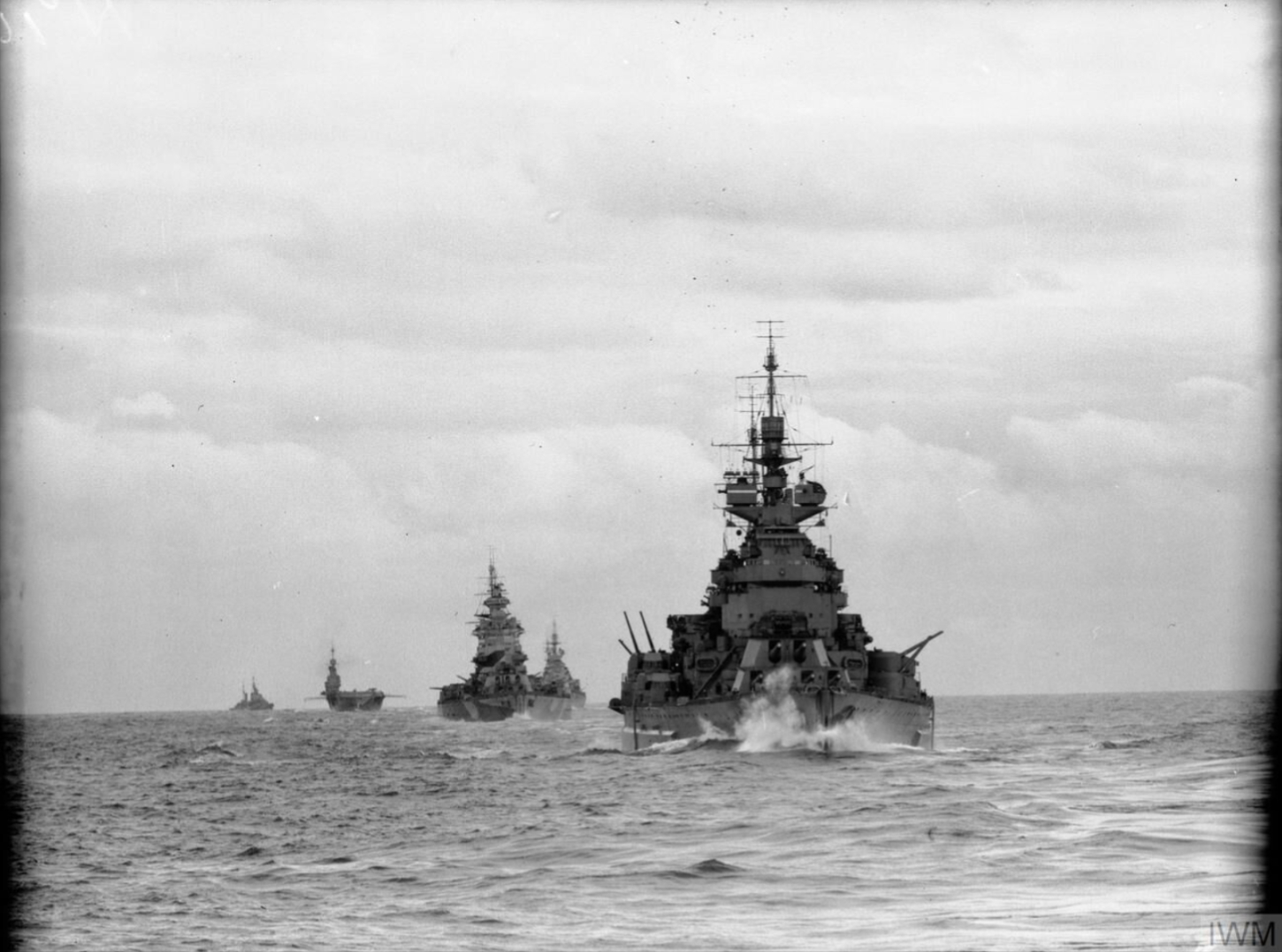
Le, pendant l'opération Torch, au sein de la Force H, derrière les, et.

Le 6 novembre, deux importants convois ont franchi le détroit de Gibraltar, rassemblant un cuirassé, cinq porte-avions et cinq croiseurs. L'Amirauté française a pensé qu'il s'agissait de convois vers Malte, les Allemands ont pensé à un débarquement en Provence, et la Supermarina y a vu l'imminence d'un débarquement en Algérie, auquel la Regia Marina était totalement incapable de s'opposer avec ses seuls moyens. Mais un troisième convoi, qui a traversé l'Atlantique, en passant au sud des Açores, sans être détecté, approchait des côtes du Maroc, avec un cuirassé moderne, deux cuirassés anciens, cinq porte-avions, trois croiseurs lourds et quatre grands croiseurs légers.
Ces forces avaient pour mission d'établir neuf têtes de pont sur près de 1 500 km de côtes.
- À l'ouest, sous le commandement du vice-amiral Henri Hewitt, l'USS Ranger et quatre porte-avions d'escorte, les USS Sangamon, Chenango, Suwannee[202], et Santee, mettent en œuvre des F4F “Wildcats”, des bombardiers SBD “Dauntless” et des bombardiers-torpilleurs TBF “Avengers”. L'aviation embarquée américaine va appuyer efficacement, devant Casablanca, le cuirassé USS Massachusetts et les croiseurs lourds de la TF.34, pour venir à bout des bâtiments français obéissant au gouvernement de Vichy, la 2e Escadre Légère et le cuirassé Jean Bart[203].
- Au centre, aux ordres du contre-amiral Sir Thomas Troubridge, le HMS Furious et les porte-avions d'escorte HMS Biter et HMS Dasher couvrent les débarquements à Oran grâce aux bombardiers-torpilleurs Fairey “Albacores” et aux chasseurs “Hurricanes”.
- À l'est, aux ordres du vice-amiral Burrough, l’HMS Argus et le porte-avions d'escorte HMS Avenger participent aux attaques sur Alger avec les chasseurs “Seafires” et “Hurricanes”.
- Enfin, au large, les HMS Victorious and Formidable sont positionnés pour faire face à une intervention de la Regia Marina, qui au demeurant n'en a pas les moyens.

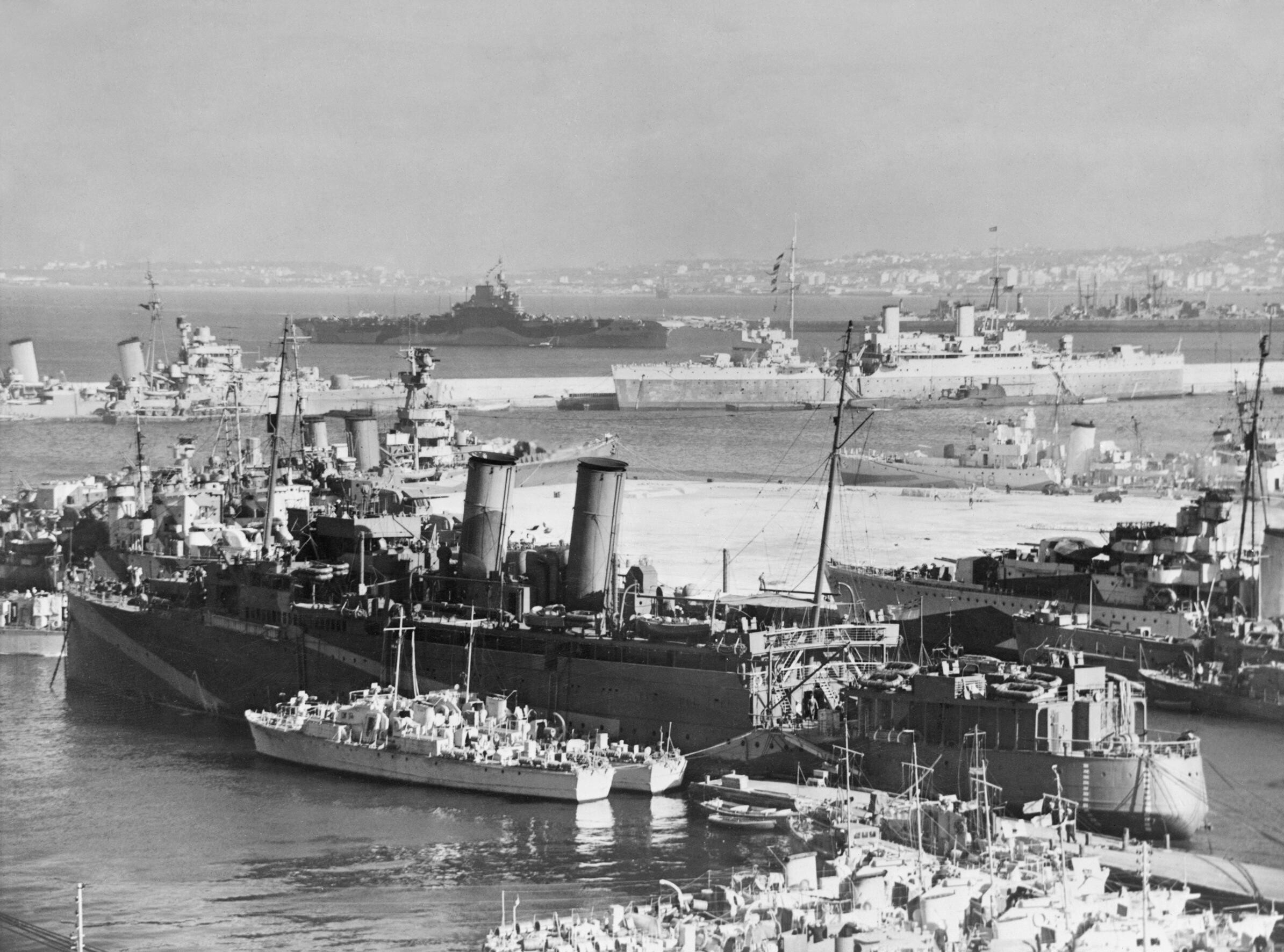
Dans le port d'Alger, encombré de navires britanniques, on distingue à l'arrière-plan, le.

Les combats contre les Français cessent au bout de trois jours. Ces opérations se sont déroulées dans un climat de grande confusion, tant sur le terrain, où l'efficacité de la Résistance a été très inégale (à Alger, l'amiral Darlan et le général Juin ont été neutralisés, alors qu'au Maroc, les initiatives du général Béthouart ont échoué), qu'au niveau des autorités politiques d'Alger et de Vichy. Au total les pertes de la Marine française, en bâtiments, ont été sensibles (un croiseur léger, 10 contre-torpilleurs et torpilleurs, 14 sous-marins), avec des pertes humaines équivalentes à celles de Mers el-Kébir), mais les Allemands ont pu occuper la région de Tunis et la base de Bizerte. Le reste des forces françaises d'Afrique du Nord rallie les Alliés, suivi dans les six mois de toutes les forces françaises outre-mer, à l'exception de l'Indochine, occupée par les Japonais.
En novembre et décembre, des convois sont parvenus sans encombre à Malte, et au début de 1943, la supériorité aérienne alliée en Méditerranée occidentale a permis d'attaquer les convois entre l'Italie et la Tunisie, où étaient acculées les forces italo-allemandes. En juillet, les débarquements en Sicile (Opération Husky), au cap Passero et à Gela, se font faits sans participation des porte-avions, non sans difficultés.
En septembre 1943, à un moment où les porte-avions américains n'ont pas encore couvert de débarquement dans le Pacifique central les porte-avions britanniques vont jouer un rôle important comme force de couverture du débarquement de Salerne, qui va permettre aux Alliés de prendre à revers les troupes allemandes qui s'opposent à la progression de la VIIIe Armée qui a été la première à reprendre pied sur le continent européen, en franchissant le détroit de Messine. Comme les avions basés en Sicile ont un rayon d'action un peu court pour intervenir au sud de Naples, c'est une force de cinq porte-avions, le HMS Unicorn, et les HMS Battler, Attacker, Hunter, et Stalker, aux ordres du vice-amiral Vian qui va assurer la couverture aérienne rapprochée, jusqu'à la mise en service d'un terrain d'aviation à Paestum.
Lors du débarquement de Provence (Opération Dragoon), en août 1944, une Task Force 88, aux ordres du contre-amiral Troubridge, a participé à la couverture de l'opération. Elle comprenait notamment neuf porte-avions d'escorte HMS Pursueur, Searcher, Attacker, Emperor, Khedive, USS Tulagi, Kasaan Bay, HMS Hunter, et Stalker.

#### Fin de la Kriegsmarine (1943-1945)
En conclusion, on observera que la dernière attaque de porte-avions de la Fleet Air Arm contre le Tirpitz (Opération Tungsten, en avril 1944), avec des bombes perforantes de 725 kg, ne fut pas concluante. Ce furent des bombardiers Avro Lancasters du Bomber Command, avec des bombes Tallboy de 5 tonnes qui l'ont fait chavirer le 12 novembre 1944. Près de trois semaines auparavant, le 24 octobre, les porte-avions rapides de la IIIe Flotte américaine avaient coulé le Musashi qui ne le cédait en rien au Tirpitz.

#### Derniers projets allemands, italiens, français, espagnols et soviétiques, pendant la guerre
Les batailles dans l'océan Atlantique et en Méditerranée ont révélé le rôle central du porte-avions.
Si la Grande-Bretagne étend et diversifie ses programmes de porte-avions pour répondre à la situation, faisant même appel aux États-Unis, les marines de l'Europe continentale, jusqu'ici attachées aux cuirassés, lancent alors de nombreux projets. La situation du moment ne permettra pas toujours de les réaliser.

##### Allemagne
L'évolution de la Kriegsmarine, sous les sollicitations contradictoires d'Hitler et les nécessités divergentes des théâtres d'opérations, est assez erratique. Après l'arrêt de la construction du Graf Zeppelin en 1940 pour cause d'effort de guerre, deux projets sont étudiés, le type A1 de 37 000 tonnes puis un croiseur porte-avions sur le modèle du Gotland suédois, sans suite.
À la suite du bombardement du Tirpitz par les avions du Victorious, l'amiral Raeder plaide en mars 1942 devant Hitler le besoin d'une aéronautique navale à même de protéger la flotte. La construction du Graf Zeppelin est relancée, cinq conversions de navires sont projetées, le paquebot Europa de 56 000 tonnes, les transports Elbe et Jude de 23 500 tonnes, les croiseurs allemands Seydlitz et français De Grasse toujours sur cale.
L'Oberkommando der Marine croit devoir faire du porte-avions le pivot de la Flotte. Il envisage une série de navires légers d'environ 20 000 tonnes, un type de navire lourd à pont blindé de 58 000 tonnes et deux types de croiseurs porte-aéronefs, l'un de 10 000 à 30 000 tonnes et l'autre de bataille. La suite de la guerre et la baisse continue des fournitures d'acier balayent ces projets.

##### Italie
Le "Porte-avions Italie" n'a pas empêché le bombardement des côtes par la flotte française en juin 1940, n'a pas protégé les bateaux italiens à Tarente en octobre 1940 ni bloqué le ravitaillement de Malte. La Regia Marina revoit ses plans pour offrir une couverture aérienne à ses navires.
Le paquebot Roma est déjà réquisitionné à la fin de 1940 pour devenir un transport d'avions, mais la défaite du Cap Matapan décide de sa transformation en porte-avions d'escadre en juillet 1941. Il devient l'Aquila de 27 000 tonnes, filant 30 nœuds, et équipé de 50 appareils et sert aux essais des avions italiens navalisés (Reggiane Re.2001, Fiat G.50 Freccia, CA 164...) ainsi que leurs alter-ego allemands (Arado Ar 96, Junkers Ju 87 Stuka...).
La dégradation continue de la situation entraîne la transformation du paquebot MS Augustus en Sparviero à partir de juillet 1942, sister-ship du Roma, mais sous une forme plus limitée faute de temps. Au même moment, le croiseur lourd Bolzano est étudié comme base de porte-aéronefs, tout comme le Foch français, sabordé à Toulon et que les autorités italiennes envisagent de renflouer.
L'invasion de l'Italie entraîne l'arrêt des travaux. Le Bolzano est coulé en juillet 1944, les Allemands bloquent l'entrée du port de Gênes avec le Sparviero et l'Aquila subit des dommages en avril 1945.

##### France

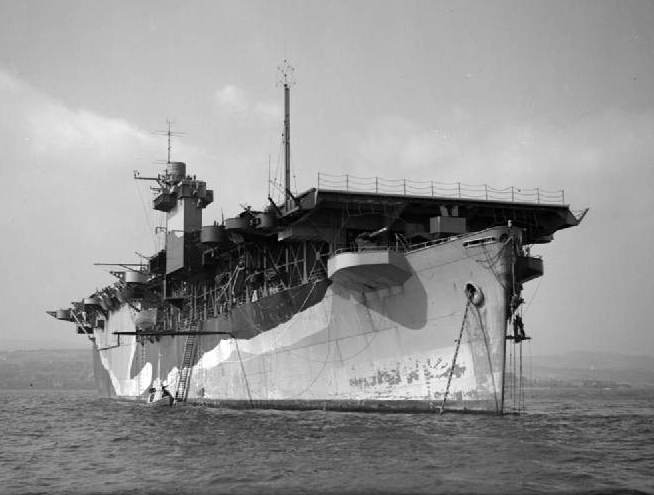
Le HMS Biter sous pavillon britannique.

La marine française a pu apprécier en juillet 1940 la puissance de l'aéronavale à Mers-el-Kébir et Dakar, la flotte britannique immobilisant pour de longs mois deux de ses meilleurs éléments, les cuirassés Dunkerque et Richelieu. De nombreux projets fleurissent pour répondre à cette nouvelle donne, mais la séparation de l'empire français en deux camps donne une situation contrastée.
- Vichy

La marine française est un des rares éléments de puissance dans la main de l'État français qui lui permette de négocier avec l'Axe. Le chef de la marine, l'amiral Darlan essaie de préserver cet outil et obtient de l'amiral Raeder l'arrêt du démantèlement du Joffre en janvier 1942. Mais ce porte-avions apparaît comme insuffisant et différents projets sont étudiés (PA 17 à 26), allant du porte-avions léger d'escorte au navire d'escadre de 80 000 tonnes, en passant par des variantes du Joffre ou de porte-aéronefs cuirassés sur la base des Dunkerque ou Richelieu. Ces travaux permettent d'entretenir le savoir-faire des bureaux d'études et assureront la reprise des travaux après-guerre.
Son seul porte-avions, le Béarn, est immobilisé aux Antilles. Le porte-hydravions Commandant Teste, miraculeusement échappé de Mers-el-Kébir, finira au fond de la rade de Toulon, sabordé avec le reste de la Flotte et les espoirs de la marine de Vichy.
- La France libre et Alger

Les forces navales françaises libres forment dès 1940 un noyau toujours actif et au contact direct des innovations alliées. Les forces de l'Afrique du Nord constituent après le sabordage de Toulon la plus grosse masse des moyens navals français et passent au côté des Alliés en 1942.
Le capitaine de frégate Pierre Barjot propose en septembre 1943 de convertir le cuirassé Jean Bart en porte-avions, qui accompagné du Richelieu donnerait un groupe tactique cohérent. L'état-major d'Alger ne donne pas suite mais fait la demande aux Alliés d'un porte-avions d'escadre et d'un auxiliaire. Cela est rejeté. Mais le transfert du porte-avions d'escorte Biter, futur Dixmude, est décidé en février 1945, en tant que transport d'aviation et la refonte du Béarn est octroyée.
Le capitaine de vaisseau Henry Nomy obtient en mars 1944 la livraison de bombardiers SBD Dauntless, d'hydravions Catalina et la formation de pilotes aux États-Unis. L'aéronavale existe à nouveau.
La constitution d'une flotte de six porte-avions est étudiée en juin 1945, avec la transformation du Commandant Teste, du Jean-Bart et des croiseurs Tourville et Duquesne. Le projet ne débouche sur rien de concret.

##### Espagne et Union soviétique
Ces deux pays, déjà engagés dans des projets de porte-avions avant-guerre, relancent leurs programmes au vu des résultats de ce type de navire.
- Espagne[211]

La marine espagnole décide en juin 1943 de la construction de quatre porte-avions. Cette volonté bute sur la faible expérience des bureaux d'études espagnols, qui ne peuvent concevoir ces navires. Des tentatives d'achat des plans du Graf Zeppelin ou du Joffre n'ont pas plus de succès.
- Union soviétique[212]

Après l'arrêt des études de porte-avions à la suite de l'invasion allemande, l'Amiral Koutznetov relance des travaux au début de 1943. Plus d'une dizaine de variantes sont proposées, les tonnages allant de 24 000 à 80 000 tonnes. Ces projets débouchent au début de l'année 1945 sur un programme de construction, qui prévoit une flotte de neuf porte-avions. Le programme n'aboutit pas après-guerre, sacrifié à d'autres priorités.

### Dans le Pacifique
La mise hors de combat, le 7 décembre 1941, de la flotte de ligne américaine lors de l'attaque de Pearl Harbor va entraîner une conduite des opérations navales très différente de celle que l'on a observée dans les eaux européennes, d'abord par l'importance que vont y prendre les porte-avions. Alors que l'Allemagne et l'Italie n'en avaient pas, le Japon en a davantage que les États-Unis, dans le Pacifique, et ses équipages ont acquis pendant la seconde guerre sino-japonaise, qui a commencé en 1937, une expérience inégalée dans la conduite des opérations aéronavales. Pour autant l'état-major de la Marine impériale japonaise a en son sein un groupe d'amiraux, la “faction des cuirassés”, qui n'est pas loin de penser, comme l'Amirauté britannique, et d'ailleurs également l'Amirauté française, que c'est la flotte de ligne qui obtiendra la décision finale dans une « bataille décisive », de sorte qu'on assistera à un emploi très précautionneux des plus puissants cuirassés japonais, et que seuls les cuirassés rapides (ex-croiseurs de bataille modernisés de la classe Kongō) accompagneront les porte-avions.
Mais la tactique d'emploi de l'aviation navale japonaise va présenter des caractéristiques très spécifiques, par rapport à l'emploi que la Royal Navy a fait de la sienne. Alors que les porte-avions britanniques sont engagés très souvent isolément, dans l'Atlantique en 1939, en Norvège, à Mers el-Kébir, à Dakar, à Tarente, à Matapan, contre le Bismarck, de sorte que les attaques sont menées par moins de vingt appareils, les Japonais, à l'instigation d'amiraux comme Jisaburō Ozawa, vont faire manœuvrer ensemble des groupes de quatre voire six porte-avions rassemblant une, voire plusieurs centaines d'appareils. De son côté, la tactique d'emploi des porte-avions de l'U.S. Navy a évolué. Au début, les Task Forces étaient centrées sur un, exceptionnellement deux porte-avions, avec une grande autonomie pour les amiraux, et à la fin du conflit, la composition de la Task Force des porte-avions rapides (Fast Carrier Task Force) a compris jusqu'à quatre Task Groups réunissant chacun quatre porte-avions rapides, soit deux porte-avions d'escadre de 27 000 tonnes et deux porte-avions légers de 11 000 tonnes.
Par ailleurs, l'organisation des services au sein des forces japonaise a toujours maintenu l'aéronautique navale au sein de la Marine, ce qui n'était pas le cas au Royaume-Uni où ce n'est qu'en 1939 que la Fleet Air Arm a été détachée de la RAF pour être rattachée à l'Amirauté. Cela a conduit à la mise en place d'une aviation navale basée à terre, dont l'unité la plus connue a été la 11e Flotte Aérienne, commandée par le vice-amiral Nishizo Tsukahara, spécialiste de l'aviation navale, qui avait le même rang que le vice-amiral Chūichi Nagumo, commandant la 1re Flotte Aérienne, c'est-à-dire la principale force de porte-avions. La 11e Flotte Aérienne, dotée d'appareils conçus spécialement pour ses missions, Mitsubishi G3M “Nell” et Mitsubishi G4M “Betty”, a eu, comme aviation d'assaut, une efficacité équivalente à celle des 10e ou 2e Corps Aériens de la Luftwaffe, en Norvège ou à Malte, sans les dissensions entre les états-majors de la marine et de l'aviation sur les modalités de son engagement. Toutefois lorsqu'en 1944, la disparition de fait de l'aviation embarquée japonaise a conduit à s'en remettre à l'aviation basée à terre pour la couverture de chasse de la flotte, le résultat a été catastrophique.
Mais l'aéronautique navale japonaise n'était pas exempte de défauts. Ses appareils, au début du conflit, étaient légers et maniables, mais ils manquaient de dispositifs de détection ou de protection, tels que les indicateurs IFF ou les réservoirs auto-obturants. Assez vite, les Américains ont acquis une supériorité tant technologique, avec le radar, par exemple, que qualitative et quantitative, qu'il s'agisse des porte-avions ou des appareils embarqués. Le matériel nippon de Défense Contre Avions rapprochée, les très nombreux affûts multitubes de mitrailleuses de 25 mm Type 96, sous licence Hotchkiss, se sont au fil du temps révélés trop légers, alors que les appareils américains devenaient plus lourds.
Mais surtout, la doctrine d'emploi du personnel volant, qui n'était pas économe de la vie des pilotes, et la lourdeur du système de formation ont été très défaillants, quand la moitié de ces personnels ont été abattus entre mai et novembre 1942. La puissance de l'industrie d'armement américaine a eu son rôle dans la défaite du Japon, mais l'entêtement japonais, « à la Guadalcanal », selon les propres mots de l'amiral Halsey a aussi sa part de responsabilité. Enfin, si la Marine impériale japonaise a eu la maîtrise de sa tactique, elle a été très dépendante, en termes de stratégie, de l'hégémonie de l'Armée. Les mots de l'amiral Yamamoto au vice-amiral Mikawa, au lendemain de la victoire de la bataille de Savo sont significatifs, dès août 1942 : « J'apprécie le courage et la ténacité de tous les hommes de votre organisation. J'attends de vous que vous prolongiez vos exploits et que vous fassiez tout ce qui est dans votre pouvoir pour soutenir les troupes au sol de l'armée impériale maintenant engagées dans une lutte désespérée »

#### Aviation navale japonaise à l'attaque (décembre 1941-avril 1942)

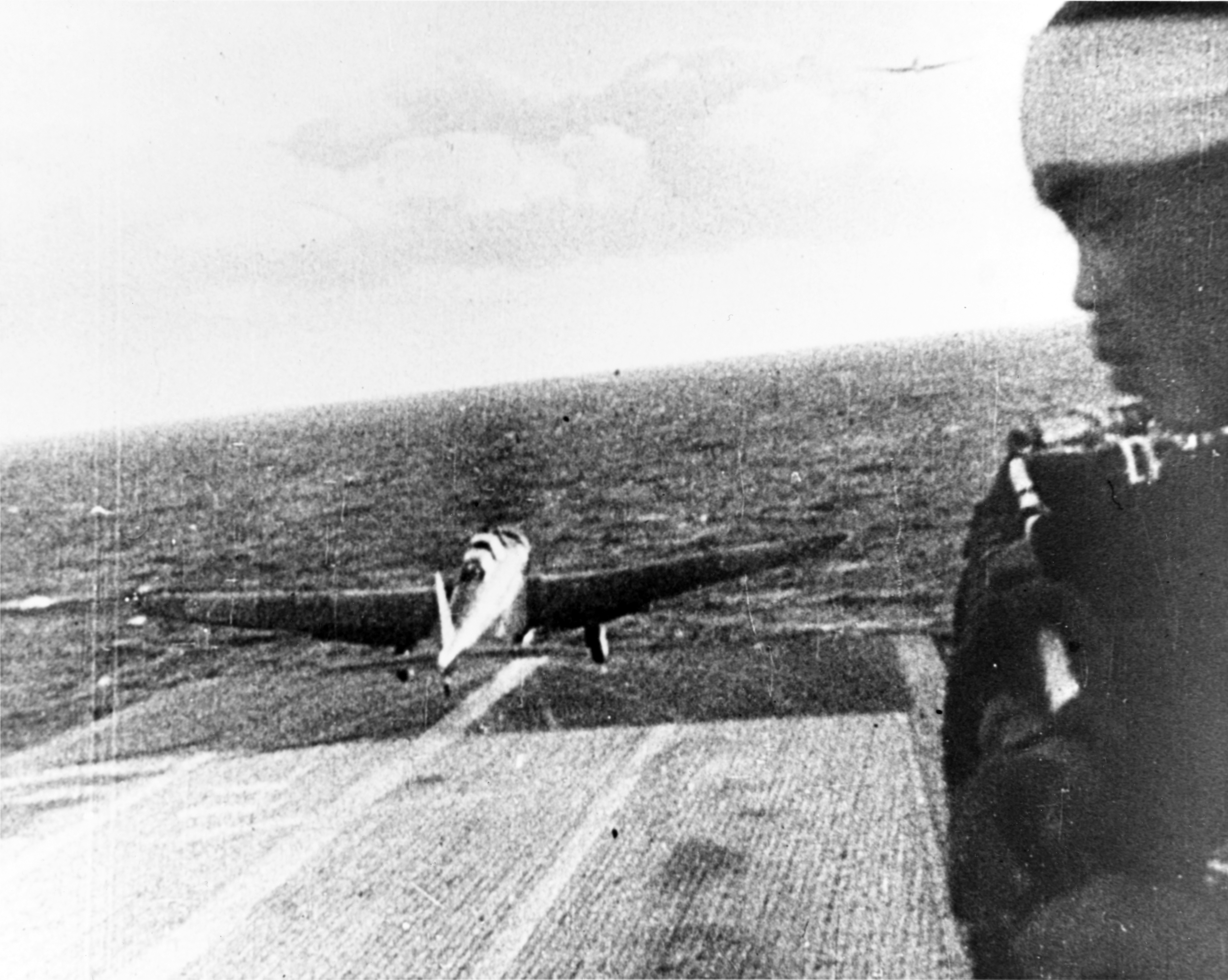
Un bombardier-torpilleur Nakajima B5N Kate décolle du Shōkaku en direction de Pearl Harbor (7 décembre 1941).

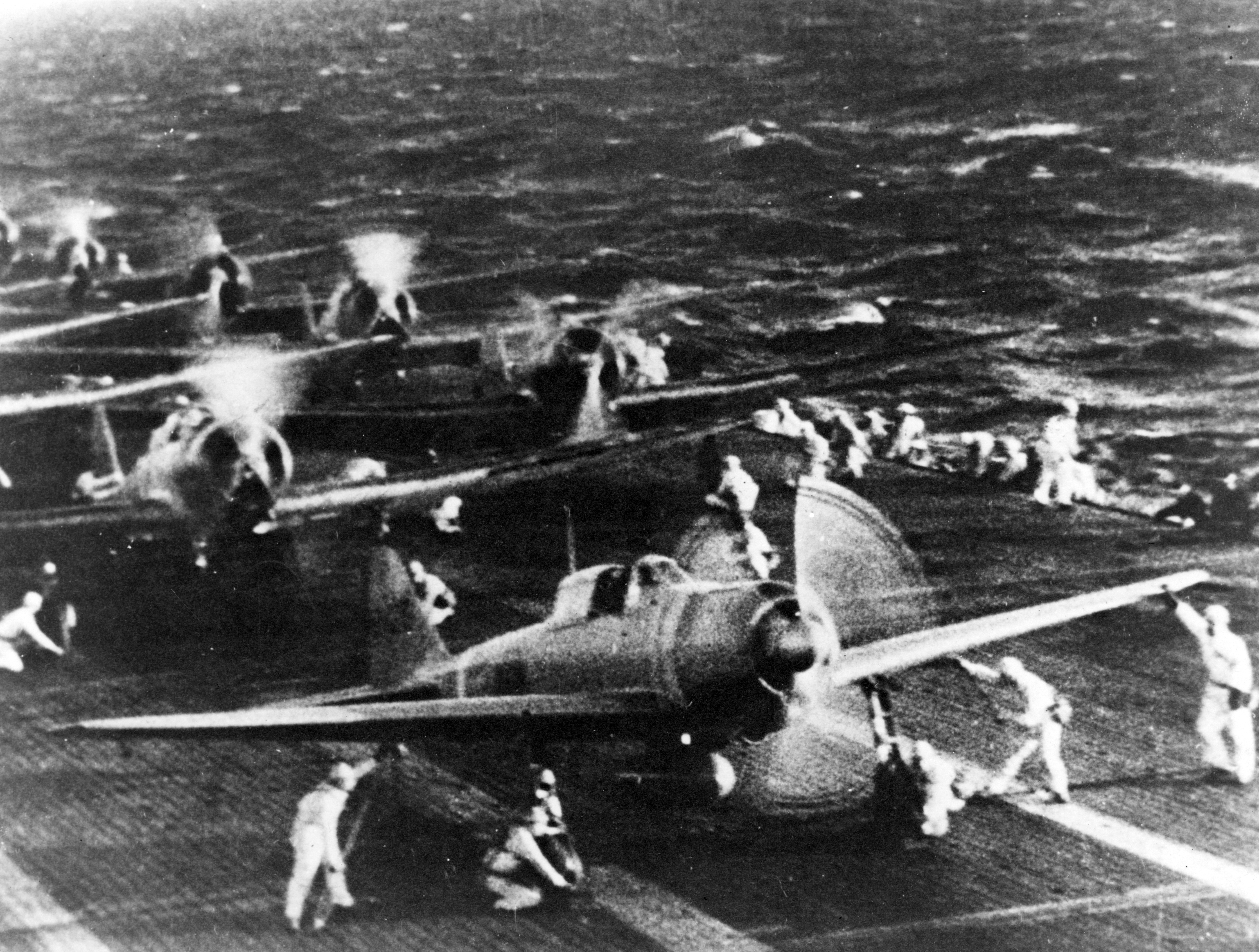
L’aviation embarquée du Shōkaku avant la 2e vague de l’attaque de Pearl Harbor. À l’avant-plan, un chasseur Mitsubishi A6M “Zero” (7 décembre 1941).

##### Aviation navale japonaise coule les cuirassés américains et britanniques
Instruit par le succès britannique à Tarente et dans le cadre de l’expansion impériale, l’amiral Isoroku Yamamoto choisit de lancer la Force Mobile (Kidō Butai), aux ordres du vice-amiral Nagumo, comprenant les six meilleurs porte-avions : le Kaga, le Akagi, le Sōryū, le Hiryū, le Shōkaku et le Zuikaku contre Pearl Harbor, principale base de la Flotte américaine du Pacifique.
Conçue par l'amiral Yamamoto, minutieusement préparée par les contre-amiraux Fukudome et Ōnishi et le commandant Genda, malgré un certain scepticisme du vice-amiral Nagumo, l'opération débute à l’aube du 7 décembre 1941. Plus de 350 chasseurs Mitsubishi A6M “Zero”, bombardiers-torpilleurs Nakajima B5N “Kate” et bombardiers en piqué Aichi D3A “Val” décollent des porte-avions japonais. Leur attaque commence à 7 heures 30 du matin. La première vague touche les bases aériennes autour de l’île d’Oahu afin de détruire la défense antiaérienne américaine. Les avions continuent sur Pearl Harbor pour attaquer les navires de ligne au mouillage. En deux heures, huit cuirassés, trois croiseurs, trois destroyers, quatre autres navires et 250 avions sont coulés ou endommagés. Les pertes américaines comprennent 2 400 morts et 1 200 blessés. La surprise est si complète que seulement 29 avions japonais sont perdus. Par chance pour les Américains, leurs porte-avions ne sont pas au port : l’USS Saratoga est sur la côte ouest pour réparations, l’USS Enterprise et l’USS Lexington  convoient des avions jusqu’aux îles Midway.
Dès la veille, la 2e flotte, aux ordres du vice-amiral Kondo opérant à partir du mouillage de la baie de Cam Ranh, sur la côte sud-est de l'Indochine française, a couvert les premiers débarquements japonais en Thaïlande et en Malaisie. Le 10 décembre 1941, dans les parages des îles Anambas, le cuirassé HMS Prince of Wales et le croiseur de bataille HMS Repulse, qui ont appareillé de Singapour pour contrer ces débarquements, sans disposer de reconnaissance aérienne ni de couverture de chasse, sont repérés par le sous-marin I-65 puis par trois hydravions. La 22e Flottille de la 11e Flotte aérienne, basée sur l'aérodrome de Tan son nhut, à proximité de Saïgon, avec 88 avions (dont 51 bombardiers Mitsubishi G3M et 34 bombardiers-torpilleurs Mitsubishi G4M), attaque et coule les deux bâtiments britanniques, au large de Kuantan, en mer de Chine méridionale.

##### Conquête de la Malaisie, des Philippines et de l'Indonésie
Rentrant de Pearl Harbor, les porte-avions Sōryū et Hiryū sont détachés, courant décembre 1941, pour aller appuyer l'attaque de Wake, où la résistance des U.S. Marines est acharnée. Du 20 au 24 janvier, quatre porte-avions, aux ordres du vice-amiral Nagumo appuient l'attaque japonaise sur les positions australiennes de Rabaul et de Kavieng, pendant que les porte-avions Sōryū et Hiryū bombardent Amboine, dans les Célèbes, le 31 janvier. Ayant rassemblé ses forces, le vice-amiral Nagumo envoie 188 avions de quatre de ses six porte-avions (Kaga, Akagi, Sōryū, et Hiryu) et 54 appareils basés à terre (27 G3M "Nell" partis d'Amboine et 27 G4M "Betty" partis de Kendari dans les Célèbes) procéder au bombardement de Port-Darwin, le 19 février, coulant huit navires, détruisant dix-huit avions et annihilant les capacités militaires de ce port.
La 2e Flotte, quant à elle, couvrait à la fin du mois de décembre les débarquements aux Philippines, bénéficiant du soutien du porte-avions léger Ryūjō, qui porte la marque du contre-amiral Kakuta, qui est allé bombarder Davao, au début de décembre 1941, puis a couvert les débarquements de Legaspi, le 11 décembre, Davao, le 19 et 20 décembre et Jolo, le 24 décembre. Ensuite, ce navire est allé bombarder Singapour, pendant la première moitié de janvier 1942, puis il a appuyé l'avance des troupes japonaises en Malaisie, avant de gagner Palaos, dans les Carolines Occidentales, pour couvrir l'attaque des Indes Orientales Néerlandaises.

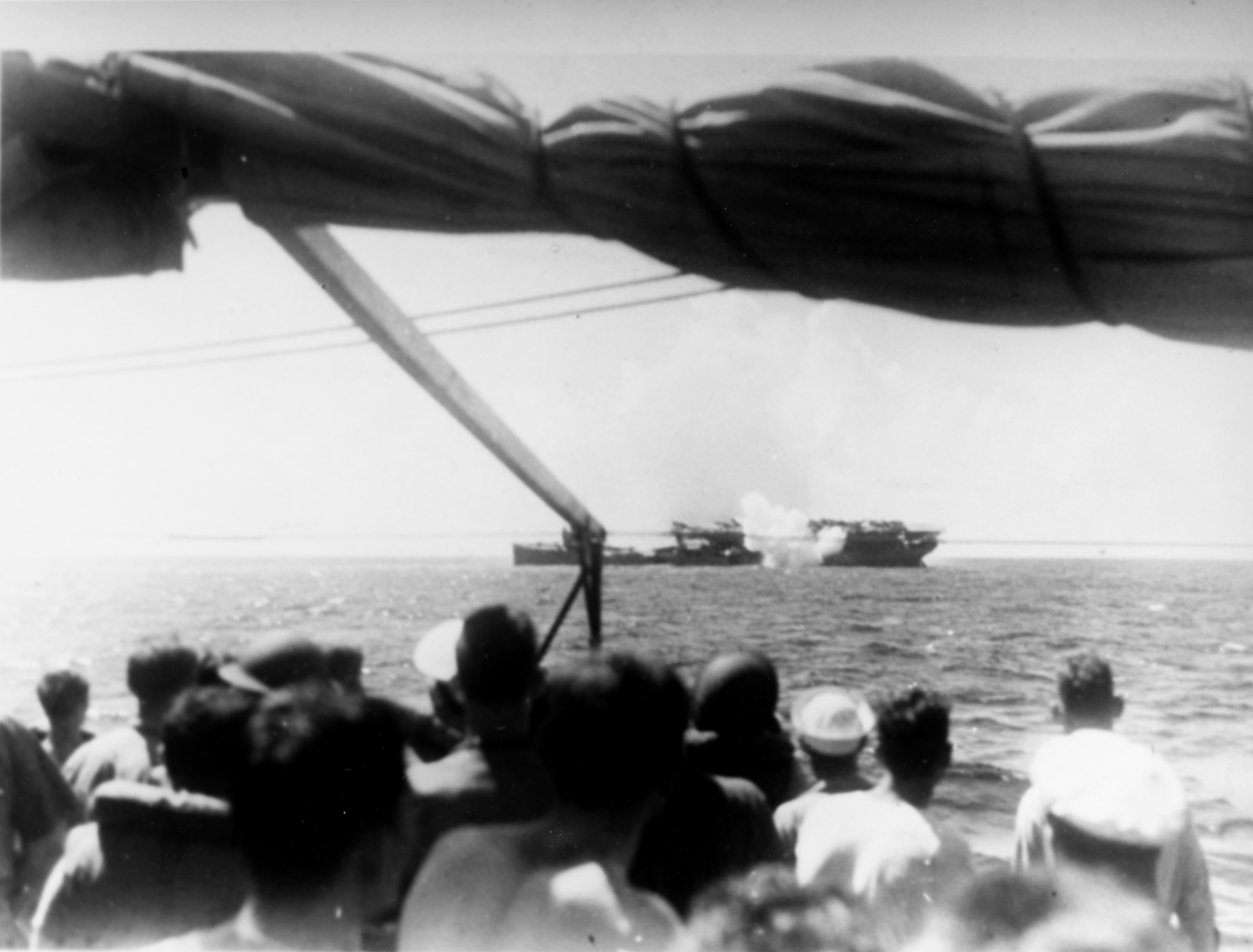
Torpillage de l’ à proximité de Java (Indes orientales néerlandaises) (27 février 1942).

Après avoir appuyé l'attaque de Palembang, dans le sud de Sumatra, le Ryūjō a attaqué le trafic allié fuyant Singapour qui a capitulé le 15 février, puis il a attaqué, du 15 au 18 février, les forces navales du Commandement Américain, Britannique, Hollandais et Australien (ABDACOM), et a alors coulé le destroyer néerlandais HNLMS Van Nes, premier navire coulé par l'aviation embarquée japonaise, depuis Pearl Harbor. Le 27 février, l'USS Langley a été coulé à 75 nautiques au sud de Java, par des appareils de la 11e Flotte Aérienne. Après la bataille de la mer de Java, c'est le vieux “quatre tuyaux” USS Pope qui a coulé sous les coups de l'aviation embarquée du Ryūjō, le 1er mars.

##### Raid sur Ceylan

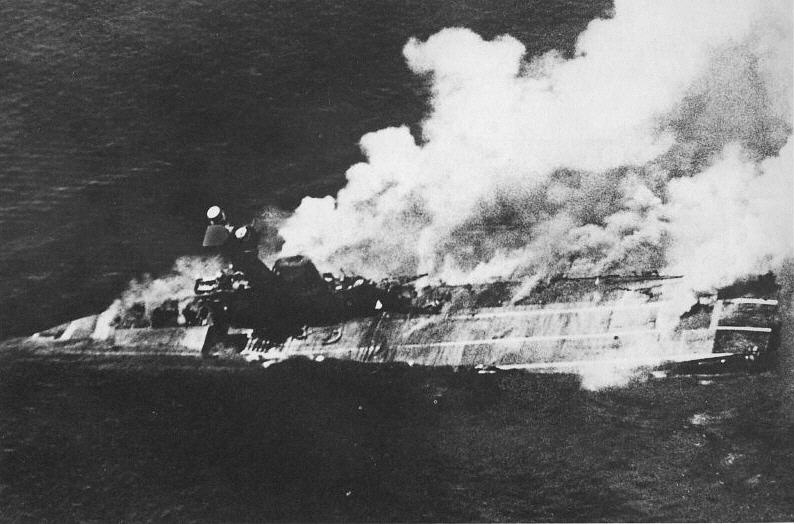
Le HMS Hermes, bombardé par l’aviation japonaise, coule au large de Batticaloa (Ceylan) (9 avril 1942).

Fin mars, les porte-avions du vice-amiral Nagumo ont appareillé des Célèbes et sont passés dans l'Océan Indien, pour un raid sur Ceylan afin d'attaquer la flotte britannique d'Orient (Eastern Fleet) qui était en train d'être renforcée. Le vice-amiral Somerville, qui en avait pris, le 24 avril, le commandement-en-chef, disposait alors du cuirassé ancien modernisé HMS Warspite, de trois cuirassés anciens de la classe Revenge, de deux porte-avions modernes, les HMS Indomitable et Formidable, mais dont les appareils embarqués étaient surclassés par les appareils japonais, du porte-avions ancien HMS Hermes et de deux croiseurs lourds de la classe County. Le vice-amiral Somerville avait envisagé une attaque de nuit mais la flotte japonaise n'avait pas été localisée. L'amiral britannique a alors envoyé ses bâtiments les plus rapides se ravitailler à l’atoll Addu (Maldives), à 800 km à l'ouest-sud-ouest de Ceylan. Les cinq porte-avions du vice-amiral Nagumo ont attaqué Colombo, le 5 avril 1942, qui était donc à peu près vide. Les croiseurs HMS Cornwall et HMS Dorsetshire, repérés en route vers les Maldives, ont été attaqués par quatre-vingt bombardiers en piqué D3A “Val” et coulés. Le 9 avril, le HMS Hermes est également repéré et coulé à proximité de Trincomalé.
Le Ryūjō était aussi passé dans l'Océan Indien, pour appuyer l'avance japonaise en Birmanie (Rangoon avait été occupée le 8 mars), et l'occupation des Îles Andaman-et-Nicobar. Il a fait, au début d'avril, partie des forces navales (principalement la 7e Division de Croiseurs et le Chokai), aux ordres du vice-amiral Ozawa, qui vont effectuer un raid contre le trafic allié dans le golfe du Bengale, coulant 23 navires en cinq jours, pendant le raid sur Ceylan du vice-amiral Nagumo.
Aussitôt après que les porte-avions japonais se furent retirés de l'océan Indien, l'Eastern Fleet est revenue à Bombay, d'où elle pouvait surveiller le débouché de la mer d'Oman. La mission principale de cette flotte était, en effet, d'assurer, à partir de Kilindini, le port de Mombasa, la sûreté du ravitaillement des forces britanniques d'Égypte, qui contournant l'Afrique, empruntait le canal du Mozambique, longeait la côte de Somalie avant d'embouquer la mer Rouge. Craignant que les autorités françaises de Vichy n'aient ni la volonté ni les moyens de s'opposer à des visées japonaises sur Madagascar, les Britanniques ont attaqué au début de mai, exactement au moment de la bataille de la mer de Corail, la base de Diego-Suarez (opération Ironclad), dont les porte-avions HMS Indomitable et Formidable ont assuré la couverture, et la Marine française y a perdu l'aviso colonial D'Entrecasteaux, un croiseur auxiliaire et trois sous-marins. Les combats terrestres à Madagascar se sont poursuivis jusqu'en novembre 1942.
Alors qu'ils sont en route pour rentrer au Japon, à la mi-avril, les porte-avions, Shōkaku et Zuikaku sont dirigés vers Truk, pour assurer la couverture éloignée, avec deux croiseurs lourds, aux ordres du vice-amiral Takagi, d'une double attaque de Guadalcanal et Tulagi, dans les îles Salomon d'abord, de Port-Moresby sur la côte sud-est de la Papouasie-Nouvelle-Guinée, ensuite, opération placée sous la responsabilité du vice-amiral Inoue, commandant-en-chef de la 4e Flotte.
Fin avril, la 4e division de porte-avions est de retour au Japon, et le 15 mai, le porte-avions Jun'yō (ex-Kashiwara Maru) la rejoint donnant naissance à une “2e Force de Frappe de Porte-avions”.

##### Premières ripostes de l'aéronavale américaine
Après l'attaque de Pearl Harbor, les premières réactions américaines avaient été le fait de porte-avions. Le 10 décembre 1941, l’USS Enterprise a coulé le sous-marin I-70, au nord des îles Hawaï. L'USS Saratoga a été envoyé sur l'île de Wake pour soutenir la résistance des U.S. Marines, qui se sont finalement rendus le 23 décembre. Au début de janvier, l'USS Yorktown passant par le canal de Panama, est arrivé dans le Pacifique et a couvert, avec l’USS Enterprise, l'acheminement de troupes aux îles Samoa. Mais le 11 janvier, l'USS Saratoga a été torpillé par le sous-marin I-6 et a dû aller se faire réparer sur la côte ouest des États-Unis, jusqu'en mai. Le 1er février 1942, les avions de l’USS Enterprise ont attaqué Kwajalein dans l'archipel des îles Marshall, coulant trois navires japonais et en endommageant d’autres. Le 21 février 1942, un avion de l’USS Lexington, au sein de la Task Force 11 (aux ordres du vice-amiral Wilson Brown), attaque devant Rabaul en (Nouvelle-Bretagne) et abat cinq bombardiers-torpilleurs Nakajima B5N Kate. D’autres raids sur Wake et l’île Marcus, l’un des points extrêmes du Japon, apprennent aux Américains que les aviateurs japonais ne sont pas en contact radio avec leur porte-avions (d’où des attaques souvent désordonnées), ainsi que l’existence de pilotes kamikaze. Certains ont considéré que ces opérations ont été des « exercices excessivement coûteux d'entraînement des pilotes ».

#### Match nul en mer de Corail (mai 1942)

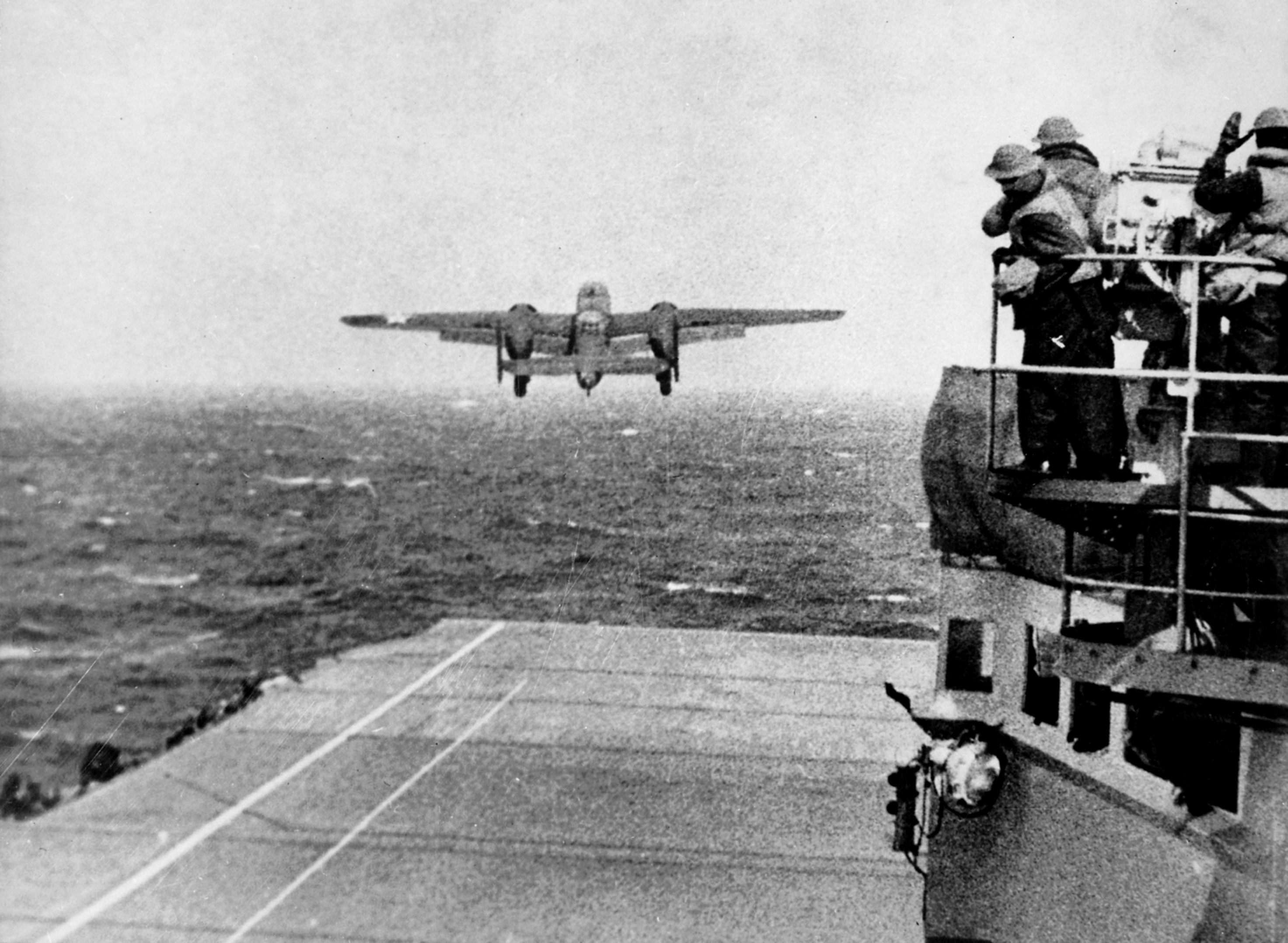
Un B-25 Mitchell de l'USAAF lancé de l’ lors du raid de Doolittle sur Tokyo (18 avril 1942).

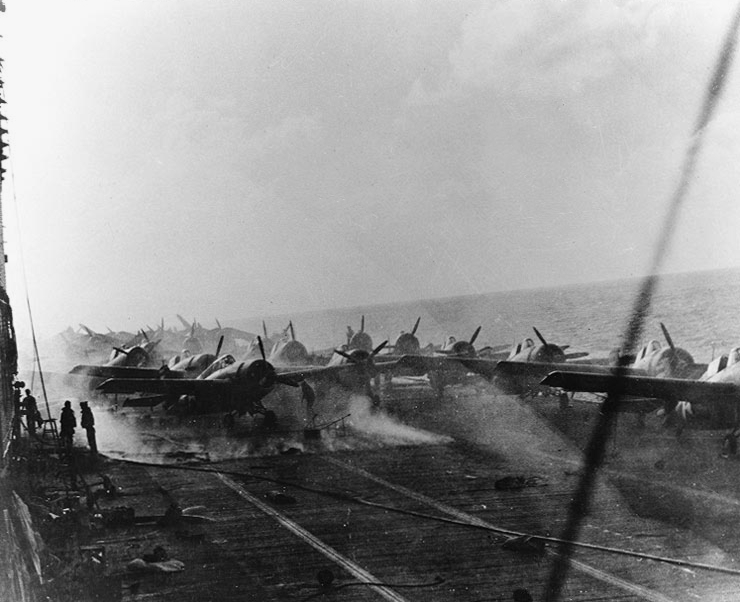
Le pont du avec des Douglas SBD Dauntless, des Grumman F4F Wildcat et des TBD Devastator alors que le hangar brûle (8 mai 1942).

Afin de redonner du moral aux troupes en portant atteinte au mythe de l’invulnérabilité de l’archipel nippon, le lieutenant-colonel des United States Army Air Forces (USAAF) James H. Doolittle conduit un raid (le « raid de Doolittle ») sur le Japon. À l’occasion de son premier tour d’opération de guerre, l'USS Hornet rejoint le 13 avril 1942, au nord d’Hawaï, la Task Force 16 (aux ordres du vice-amiral Halsey, comprenant l’Enterprise) chargée de son escorte. Le 18 avril 1942, il lance seize bombardiers B-25 “Mitchell” pour une attaque moins stratégique que symbolique, destinée à laver l’affront de Pearl Harbor et qui doit surtout avoir un effet psychologique.

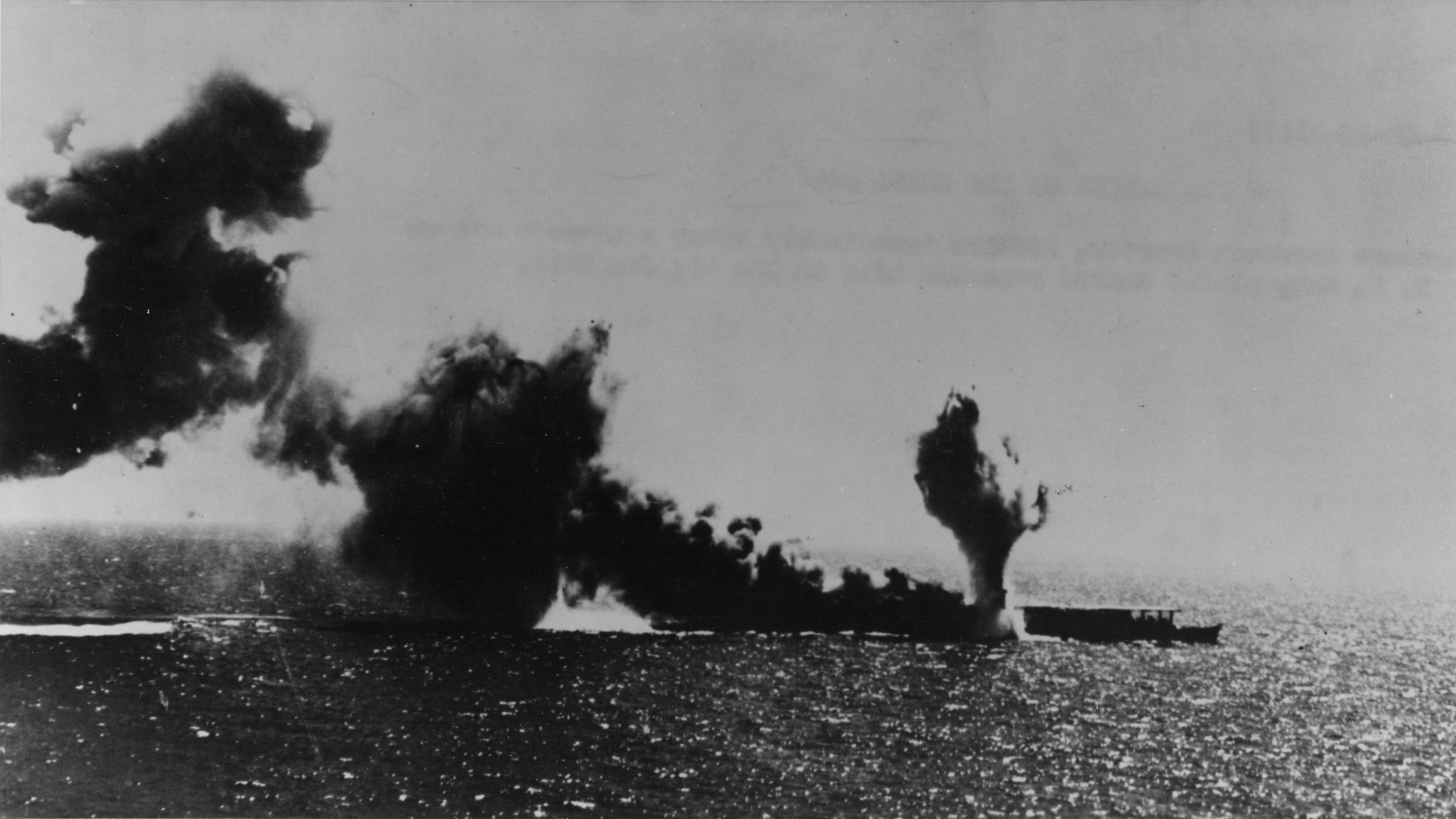
Le Shōhō touché par une torpille d’un avion de l’ (7 mai 1942).

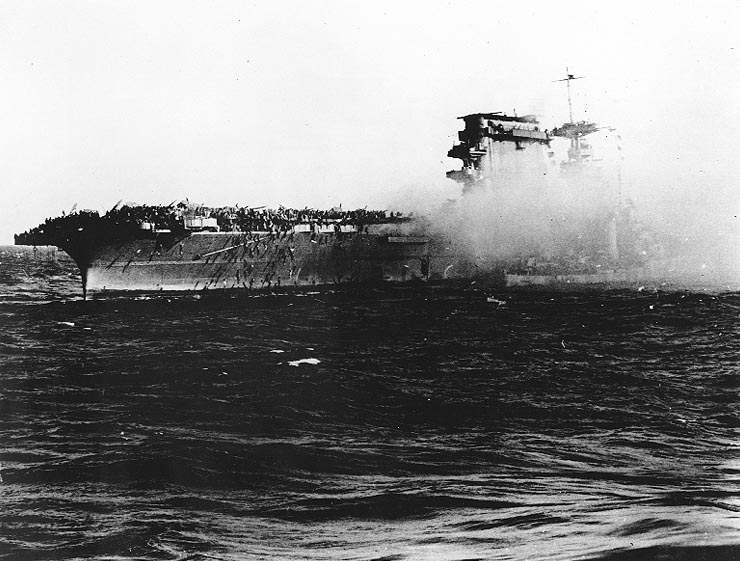
L’ est abandonné par son équipage (8 mai 1942).

Après le raid de la flotte du vice-amiral Nagumo sur Ceylan, la Marine impériale japonaise accède au souhait de l'Armée qui pousse à attaquer Port Moresby en Nouvelle-Guinée et Tulagi dans les îles Salomon. Cependant, les États-Unis ont décrypté le code JN-25 et la Flotte du Pacifique est préparée. Les porte-avions USS Lexington et Yorktown (Task-Force 17 aux ordres du contre-amiral Fletcher) appareillent avec 140 avions (42 Grumman F4F “Wildcat”, 74 SBD “Dauntless”, 25 TBD “Devastator”) pour intercepter les grands porte-avions japonais à leur entrée en mer de Corail. De son côté, la force d’invasion japonaise comprend les porte-avions Shōkaku et Zuikaku venant de Truk, avec 147 avions (54 “Zero”, 42 “Val”, 51 “Kate”). Ils sont aux ordres du contre-amiral Hara. Les accompagnent deux croiseurs lourds aux ordres du vice-amiral Takagi. Le porte-avions léger Shōhō venant de Rabaul doit couvrir l'attaque sur Tulagi où les Japonais ont débarqué, le 3 mai 1942, pour installer une base d'hydravions. Il doit ensuite rallier les croiseurs qui escortent les forces devant attaquer Port-Moresby, une semaine plus tard. Les avions de l'USS Yorktown lancent, sans succès, trois attaques contre les forces japonaises du contre-amiral Shima devant Tulagi. Mais le Shōhō est repéré par des bombardiers australiens. Les USS Lexington et Yorktown lancent une attaque de 93 avions et le coulent, de 13 bombes et 7 torpilles. Lorsqu'il l'apprend, le vice-amiral Inoue, commandant la 4e Flotte, et commandant supérieur de l'opération Mo, suspend l'invasion de Port Moresby.
Le vice-amiral Takagi et le contre-amiral Hara envoient le Shōkaku et le Zuikaku à la recherche des porte-avions, lançant 24 bombardiers-torpilleurs B5N “Kate”, 36 bombardiers en piqué “Val” et 18 chasseurs Mitsubishi A6M “Zero”. Par méprise, ils coulent le pétrolier USS Neosho, le destroyer USS Sims et, plus tard dans la journée, lancent 27 avions qui, la nuit tombée; se présentent pour apponter sur... les USS Lexington et Yorktown ! À l’aube du 8 mai, les grands porte-avions se repèrent enfin, et s'attaquent. Le Zuikaku s’échappe à la faveur du mauvais temps tandis que le Shōkaku est touché par des bombardiers-torpilleurs “Dauntless” qui endommagent fortement son pont d’envol. Les derniers avions américains décollent pour défendre leurs porte-avions, mais ils sont en trop petit nombre : seuls 17 F4F “Wildcat” sont en l'air. L'USS Yorktown évite huit torpilles mais est touché par une bombe. Quant à l'USS Lexington, une bombe fait exploser ses conduites de mazout et le stock de carburant d'aviation, embrasant le porte-avion de l’intérieur. Plutôt que de le laisser tomber en mains ennemies, il est abandonné par son équipage de 3 000 hommes et coulé par ses destroyers d’escorte. La bataille de la mer de Corail se termine, tactiquement, par un match nul avec un porte-avions coulé et un endommagé dans chaque camp. Il en sera tout autrement aux îles Midway, un mois plus tard. Mais sur le plan stratégique, deux points sont favorables aux États-Unis, d'une part, la menace sur la liaison Hawaï-Australie a été écartée, et l'Armée japonaise, qui va essayer d'attaquer Port Moresby, par la piste de Kokoda, au travers des monts de la chaîne Owen Stanley, y échouera, pendant l'été 1942, d'autre part, les deux porte-avions Shōkaku et Zuikaku vont être indisponibles pour la bataille de Midway, alors qu'ils représentent plus du tiers de force de frappe du Kidō Butai.

#### Midway: victoire américaine «décisive» (juin 1942)

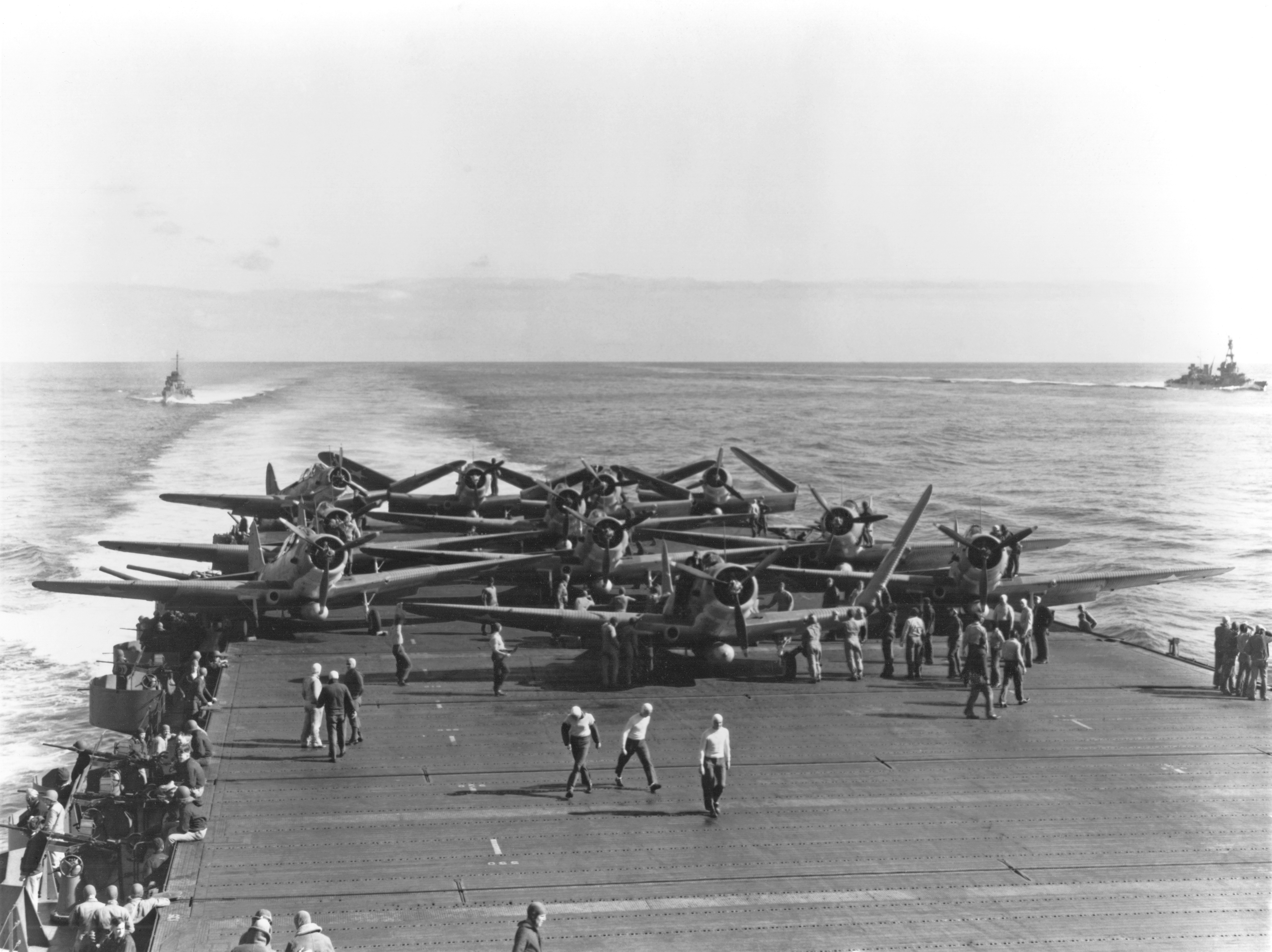
Onze TBD de la VT-6 sur le pont d’envol de l’ peu avant l’attaque. Beaucoup seront abattus (4 juin 1942).

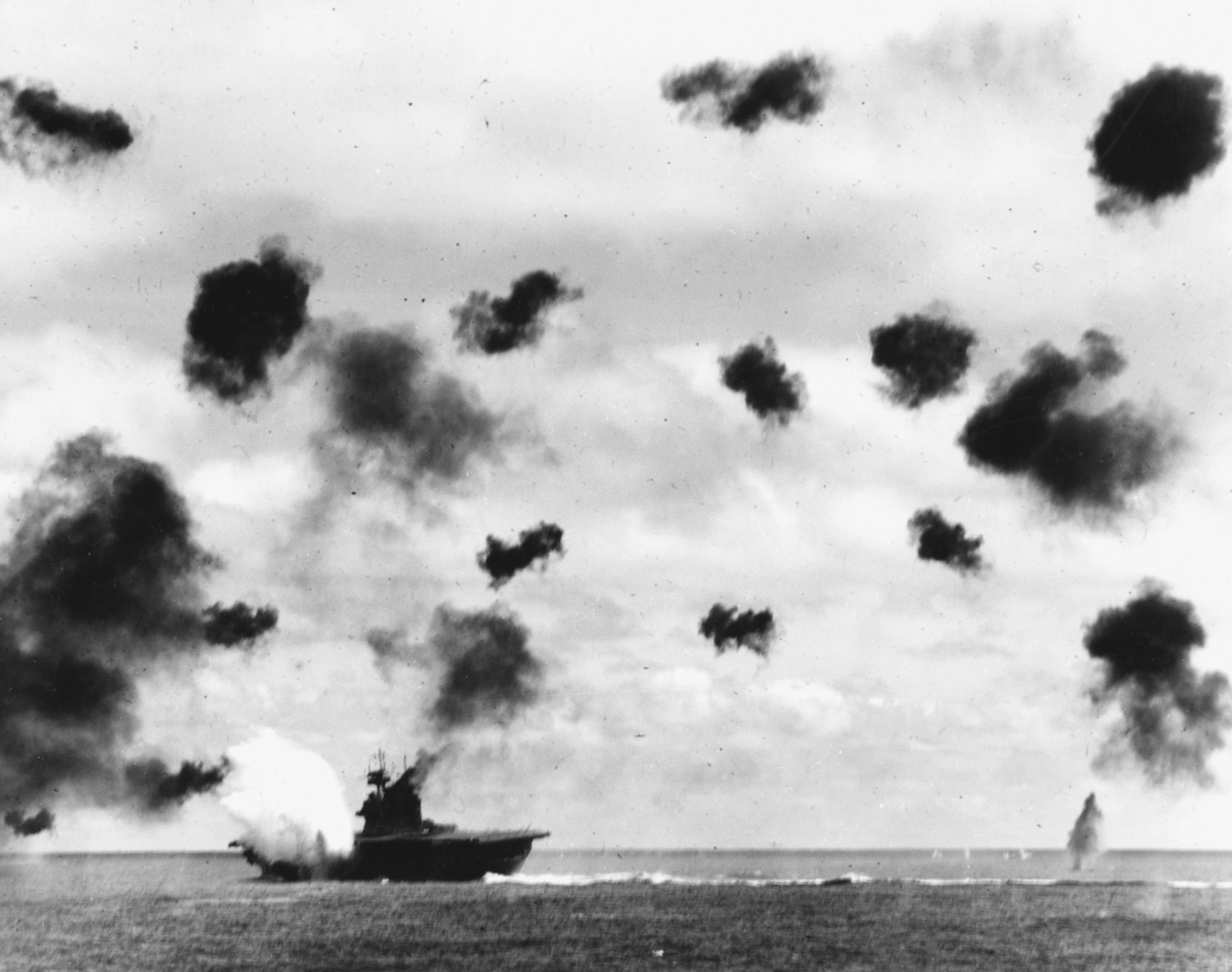
L' touché par des torpilles lancées des avions du Hiryu (4 juin 1942).

À l’origine, l’amiral Yamamoto désirait attaquer les îles Midway, au centre du Pacifique, avant Port Moresby et Tulagi, avec pour but d'amener la Flotte américaine du Pacifique à livrer une « bataille décisive ». Finalement, ce n'est qu'en juin 1942 que l'amiral Yamamoto a pu monter une opération contre les Îles Aléoutiennes, afin de protéger le flanc nord de son dispositif et d'attirer les porte-avions américains, tandis que les attendraient quatre porte-avions aux ordres du vice-amiral Nagumo (Kaga, Akagi, Sōryū et Hiryū). Pendant ce temps, les îles Midway auraient été envahies par douze transports de troupes avec deux cuirassés rapides, le porte-avions Zuihō en couverture rapprochée, et sept cuirassés sous le commandement direct du commandant-en-chef de la Flotte Combinée, en couverture éloignée. La faiblesse de ce plan résidait dans l'éparpillement des forces et l'insuffisance des reconnaissances, tant aériennes que sous-marines, pour localiser les porte-avions américains, alors qu'avait été décrypté le code JN-25.
La TF 16 (USS Enterprise et Hornet sous le commandement du contre-amiral Raymond Spruance) et la TF 17 (USS Yorktown tout juste réparé, sous le commandement du contre-amiral Frank J. Fletcher) sont allées prendre position à 500 km au nord-est des îles Midway pour attendre la flotte japonaise. Les groupes aériens totalisaient 232 avions (111 SBD “Dauntless”, 42 TBD “Devastators”, 79 F4F “Wildcats”) plus, sur l’atoll même, 119 avions de l’U.S. Navy, des U.S.A.A.F. et de l’U.S. Marine Corps, parmi lesquels les premiers bombardiers-torpilleurs TBF “Avengers”. Du côté japonais, on trouve 297 avions (120 “Zero”, 84 "Val", 93 “Kate”).

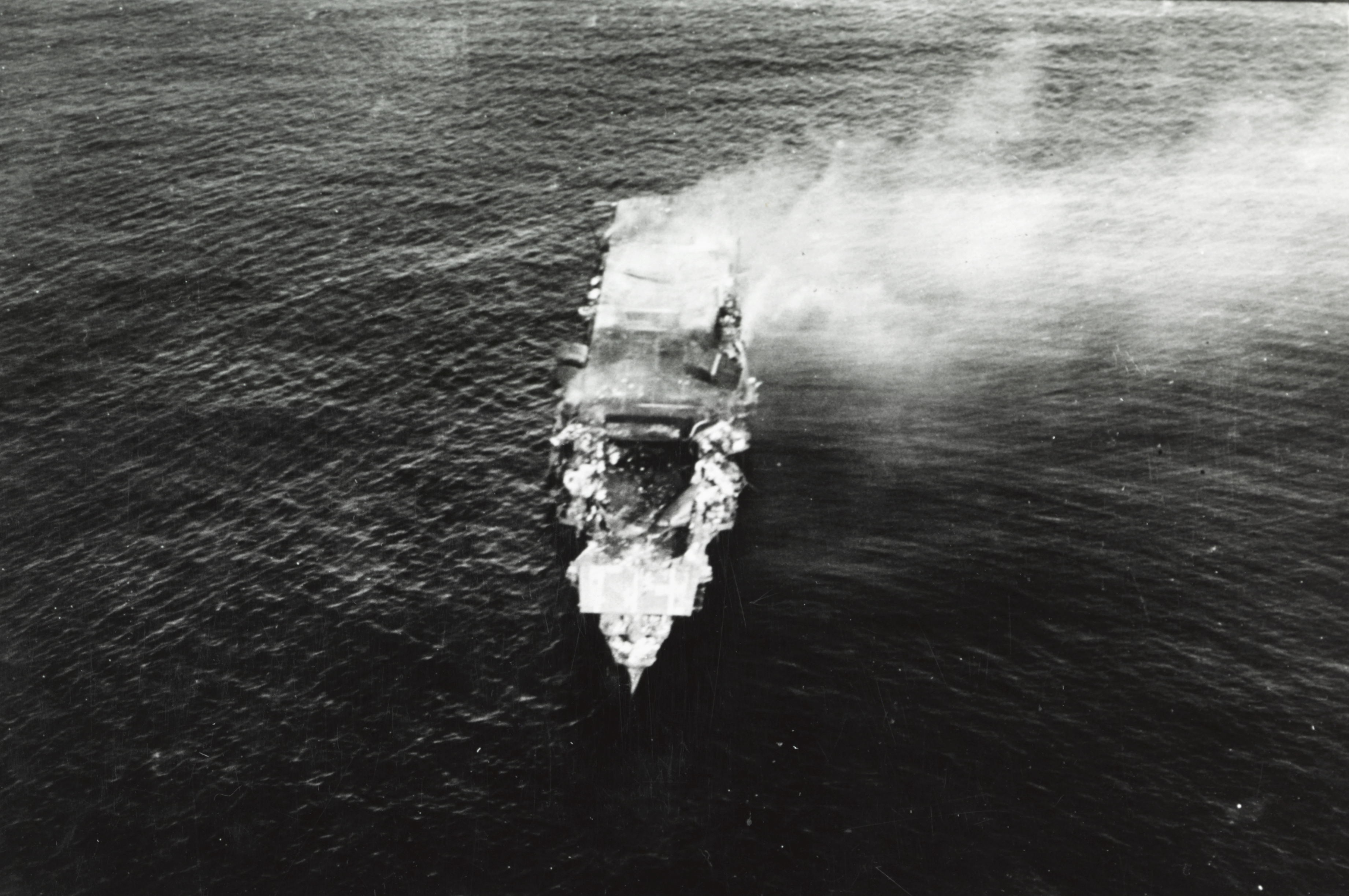
L’Hiryu en feu, avant son sabordage (5 juin 1942).

Dès le 3 juin, le contre-amiral Kakuta avec les porte-avions Jun'yō et Ryūjō, a bombardé les îles Aléoutiennes, où les îles d'Attu et de Kiska sont occupées, le 6. Mais l'affrontement principal débute le 4 juin 1942 dans la confusion au sein des groupes aériens de la TF 16, qui se trouvent séparés et incapables de localiser les navires japonais, et de la TF 17, où tous les “Devastators” de la flottille VT-8 sont abattus sans placer une seule torpille, ainsi que ceux de la VT-6 et de la VT-3, si bien que les SBD “Dauntless” arrivent sans escorte aérienne ! Le vice-amiral Chūichi Nagumo, mal informé, ordonne à deux reprises de modifier l’armement des avions qui encombrent les ponts d’envol de ses porte-avions tandis que les Zero, à court de carburant, demandent à apponter. C’est alors que surgissent les “Dauntless” qui larguent 39 bombes. Le Sōryū est touché à 3 reprises, le Kaga 4 fois et tous deux coulent dans les heures qui suivent, tandis que l’Akagi est sabordé le 5 juin à l’aube. Non repéré, l’Hiryu endommage sérieusement le Yorktown, qui est achevé par le sous-marin I-168. L’Hiryu est finalement touché de 4 bombes lancées par des “Dauntless” et doit être sabordé. Finalement, en une vingtaine d’heures, la Marine impériale japonaise a perdu quatre porte-avions, un croiseur, 253 avions et 3 057 hommes (dont de nombreux pilotes expérimentés), contre un porte-avions, un destroyer, 98 avions et 307 hommes du côté américain. Yamamoto, qui avait fait la prédiction que le Japon aurait le dessus pendant six mois à un an avant d'être débordé par l’US Navy, avait raison : six mois après l’attaque de Pearl Harbor, l'expansionnisme du Japon Showa est définitivement stoppé dans le Pacifique Sud. La bataille de Midway est une « victoire décisive »,.
Une refonte de l'ordre bataille de la Marine impériale japonaise intervient, le 14 juillet 1942. La 1re Flotte Aérienne dont les 1re et 2e Divisions de Porte-avions ont été détruites à Midway, est dissoute et remplacée par une 3e Flotte, dont le Commandement-en-Chef est confié au vice-amiral Nagumo. La 5e Division de Porte-avions (les Shōkaku et Zuikaku) est reclassée comme 1re Division de Porte-avions, et placée sous les ordres directs du vice-amiral Nagumo. Une nouvelle 2e Division de Porte-avions comprend le Hiyō et le Jun'yō, renforcés du Ryūjō. Le vice-amiral Kakuta est nommé à sa tête. Le contre-amiral Hara, qui commandait l'ancienne 5e division de porte-avions, est nommé à la tête de la 8e division de croiseurs, les deux croiseurs lourds de la classe Tone qui assurent la protection rapprochée des porte-avions du vice-amiral Nagumo. Le vice-amiral Mikawa, qui commandait la 3e division de cuirassés, les quatre cuirassés rapides qui assuraient la protection éloignée des porte-avions, reçoit le commandement-en-chef d'une nouvelle 8e Flotte, dont le quartier général sera installé à Rabaul, pour les “Mers du Sud Extérieures”, c'est-à-dire la partie située au sud de l'équateur du secteur de la 4e Flotte du vice-amiral Inoue, dont le QG demeure installé à l'atoll de Truk. La 3e Division de Cuirassés est scindée en deux, d'un côté les Kongō et Haruna, confiés au vice-amiral Kurita dont le contre-amiral Nishimura a pris la suite à la tête de la 7e division de croiseurs qui n'a plus que deux croiseurs opérationnels, de l'autre les Hiei et Kirishima qui deviennent la 11e division de cuirassés, confiée au contre-amiral Abe, qui commandait la 8e division de croiseurs. Avec la 6e division de croiseurs (des classes Furutaka et Aoba) aux ordres du contre-amiral Gotō, la 4e Division de Croiseurs (de la classe Takao), rattachée à la 2e Flotte du vice-amiral Kondō, et la 2e Division de Destroyers du contre-amiral Tanaka, ce seront les grands acteurs, du côté japonais, des six batailles navales de la campagne de Guadalcanal.

#### Six mois de bataille à Guadalcanal (août 1942-janvier 1943)

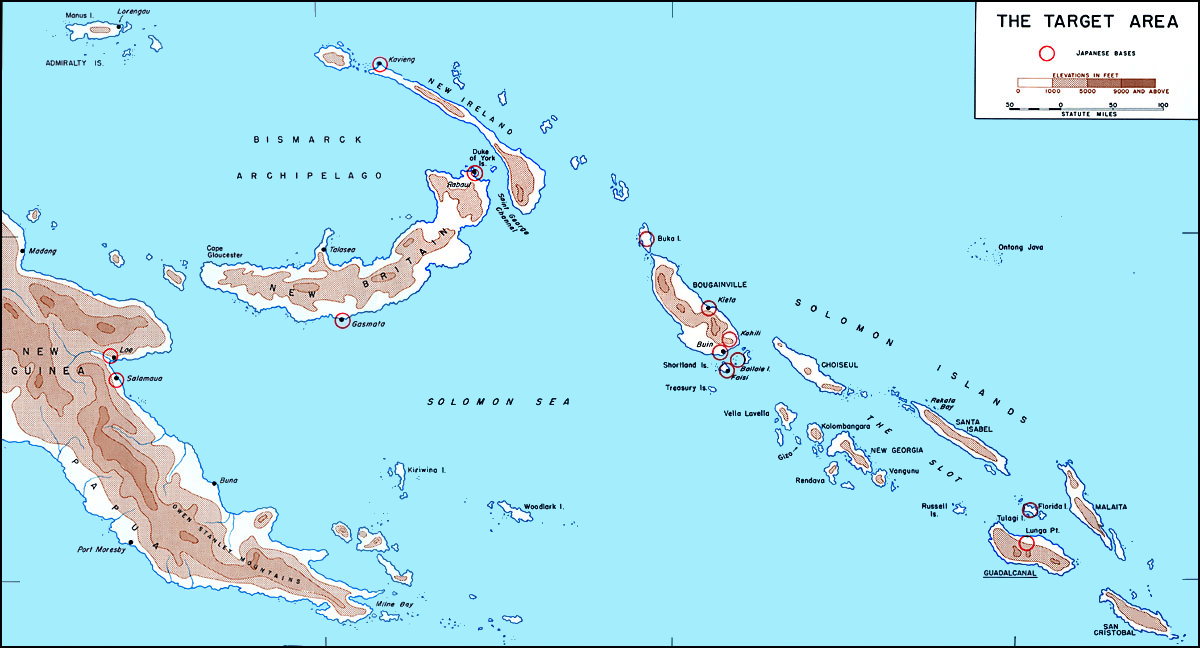
Carte de la région des îles Salomon.

Le 25 juillet, à Truk, a lieu la passation de consignes entre le vice-amiral Inoue et le vice-amiral Mikawa dont le navire amiral Chokai est, quelques jours plus tard, rejoint à Kavieng (Nouvelle-Irlande) par les croiseurs du contre-amiral Goto.

##### Henderson Field, au cœur de la tourmente

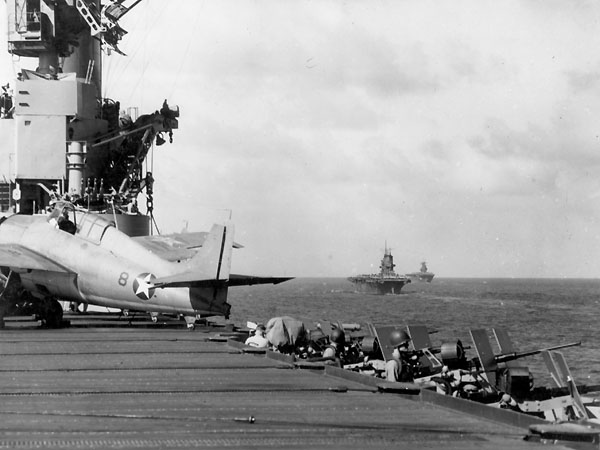
De gauche à droite, l’USS Wasp, l’ et l’ patrouillant à proximité de Guadalcanal (12 août 1942).

En entamant la construction d’un aérodrome sur Guadalcanal au début de mai 1942, la Marine impériale japonaise a l’ambition de transformer la chaîne des îles Salomon, protectorat britannique en une base stratégique visant à perturber les communications maritimes entre les États-Unis et l’Australie. L'amiral King, après la bataille de Midway obtient l'autorisation, malgré le mot d'ordre de l'époque « Germany first » de monter une contre-offensive, avec les seuls moyens de l' U.S. Navy et de l'U.S. Marine Corps, l'Opération Watchtower. Le 7 août 1942, une force de débarquement amphibie de 80 navires arrive devant Guadalcanal et Tulagi, et débarque plus de 16 000 Marines, commandés par le Major-général Vandegrift. Les combats sont durs à Tulagi et Gavutu–Tanambogo, moins difficiles à Guadalcanal.
Le 9 août, dans la nuit, trois croiseurs lourds américains et un australien sont surpris et détruits par cinq croiseurs lourds japonais, aux ordres du vice-amiral Mikawa, autour de l'île de Savo, mais, par crainte d'une riposte, le lendemain matin, des porte-avions américains, il se retire aussitôt, sans attaquer les navires de transport, qui se trouvent un peu plus loin, à l'est. Les avions de l’USS Enterprise (TF 16), de l’USS Saratoga (TF 11) et de l’USS Wasp (TF 18) assurent les jours suivants, la couverture aérienne des troupes à terre, qui ont cependant à subir des attaques aériennes quotidiennes de la 11e Flotte aérienne du vice-amiral Tsukahara, basée autour de Rabaul. Le 20 août 1942, le porte-avions d’escorte USS Long Island livre, pour commencer à y constituer ce qui sera appelée la Cactus Air Force, deux escadrilles de “Wildcat” et de SBD “Dauntless”, à Henderson Field, ainsi qu'a été rebaptisé le terrain d'aviation de la Pointe Lunga situé au nord-est de Guadalcanal.
L'implantation d'une soixantaine d'appareils, bombardiers et chasseurs, sur Henderson Field, dès la fin août, est un avantage considérable pour les Américains, alors que les Japonais doivent mener leurs attaques depuis Rabaul, avec huit heures de vol aller et retour sur 1 800 km, et au plus près, à plus de 500 kilomètres, depuis l'aérodrome de Buin, à l'extrême sud de l'île de Bougainville, où des observateurs côtiers australiens peuvent donner l'alerte lors des raids aériens japonais. La supériorité aérienne américaine de jour conduit les Japonais à utiliser, pour acheminer des renforts, soit des navires de transport assez rapides, pour n'entrer qu'à la nuit faite, dans la zone d'action des bombardiers américains, décharger leur cargaison et se trouver, avant le jour hors du rayon d'action des bombardiers basés sur Guadalcanal, soit à utiliser des navires lents pour assurer le transport jusqu'à Rabaul, ou aux îlots Shortland et transférer cargaisons et renforts sur des destroyers, qui pouvaient, de surcroît, effectuer, au retour, un bombardement nocturne des positions américaines. Ce système de renforcement nocturne des forces japonaises a été baptisé “l'Express de Tokyo” par la presse américaine et "transport de rats" par les Japonais,.

##### Bataille des Salomon orientales

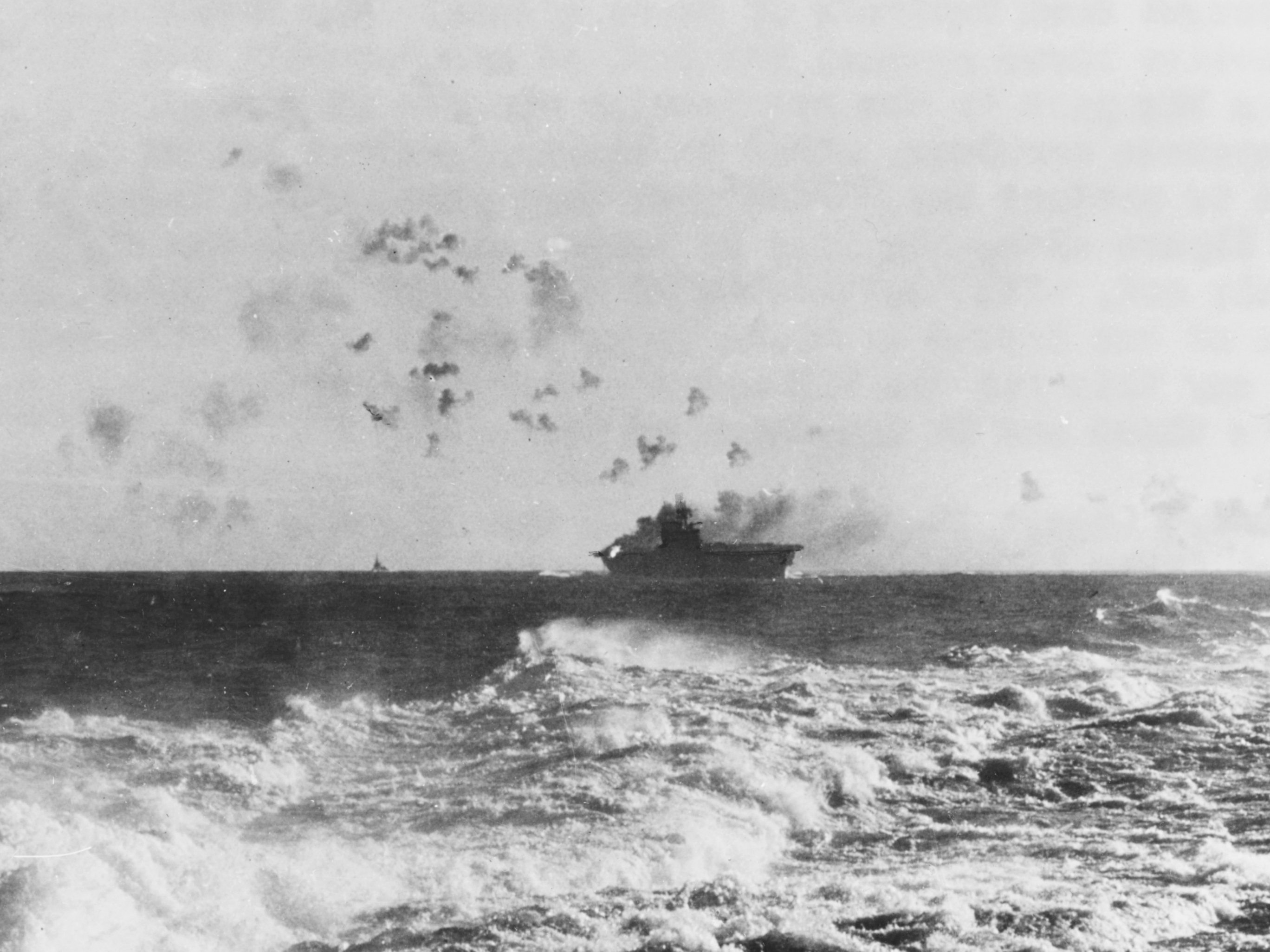
L’ en feu, touché par une bombe japonaise, durant la bataille des Salomon orientales (24 août 1942).

La bataille des Salomon orientales débute le 23 août lorsque les 2e, 3e et 8e Flottes japonaises comptant deux cuirassés et trois porte-avions, Shōkaku, Zuikaku et Ryūjō et escortant un convoi de transports de troupes, approchent l’île. Les USS Wasp, Saratoga, Enterprise et le cuirassé USS North Carolina sont en position pour les intercepter. Le 24, les Japonais commencent à attaquer Henderson Field avec des avions de la 11e Flotte aérienne et du Ryūjō, mais celui-ci, repéré, est coulé de 10 bombes et une torpille de l'aviation embarquée de l'USS Saratoga. Le Shōkaku et le Zuikaku attaquent et mettent 3 bombes sur l’USS Enterprise, tandis que les avions de l'USS Saratoga endommagent le transport d'hydravions Chitose. Le lendemain, le convoi de troupes en renfort est attaqué par l'aviation d'Henderson Field, et le contre-amiral Tanaka, qui en commande l'escorte doit le détourner vers les îlots Shortland.

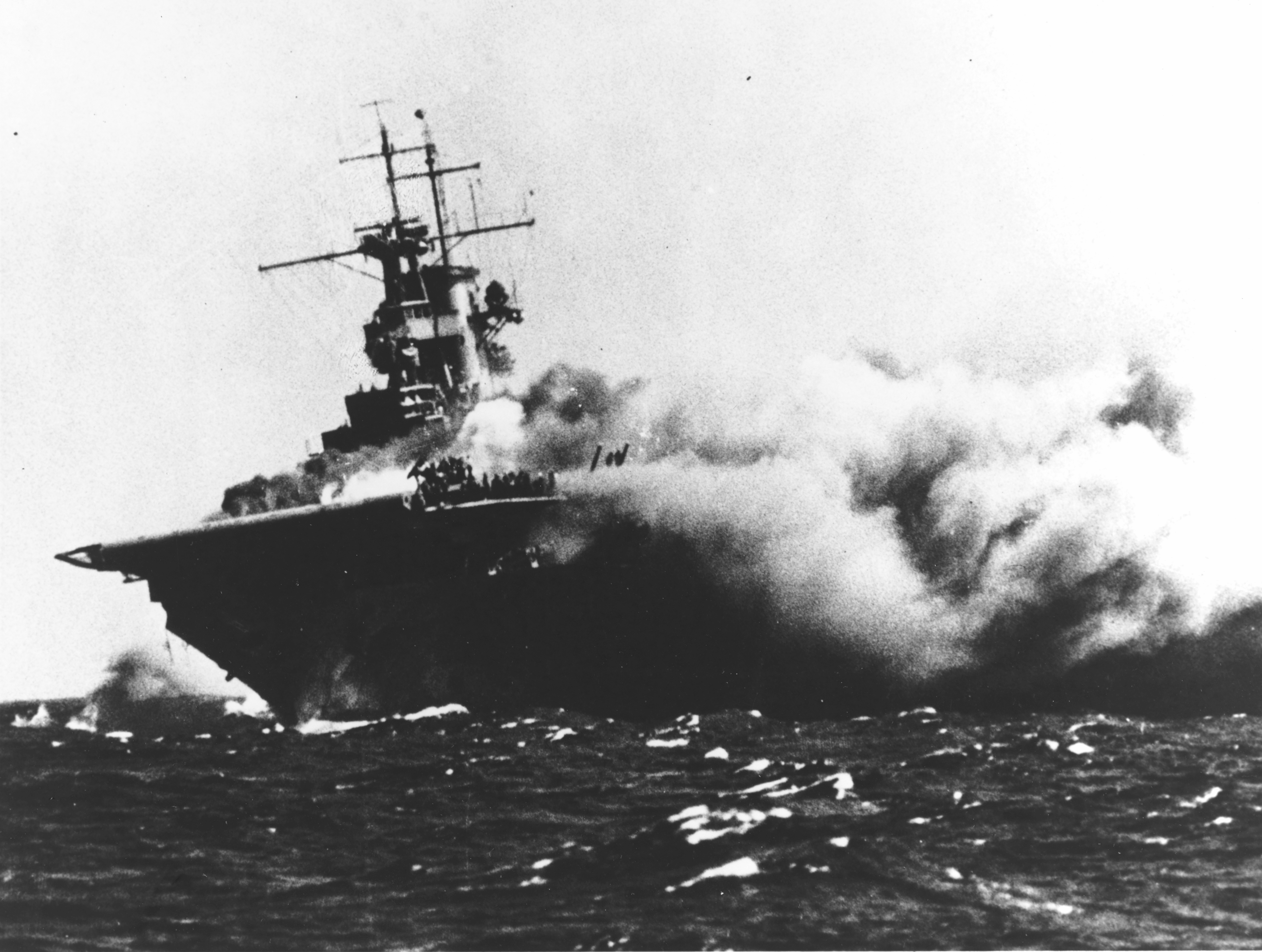
L’USS Wasp, en feu après avoir été touché par des torpilles japonaises, est abandonné (15 septembre 1942).

Mais le sous-marin japonais I-26 torpille l'USS Saratoga le 30 août, (qui va devoir rentrer à Pearl Harbor pour y être réparé jusqu'en novembre) puis le sous-marin I-19 torpille l'USS Wasp (qui doit être abandonné) le 15 septembre, laissant l'USS Hornet seul.

##### Bataille des îles Santa Cruz

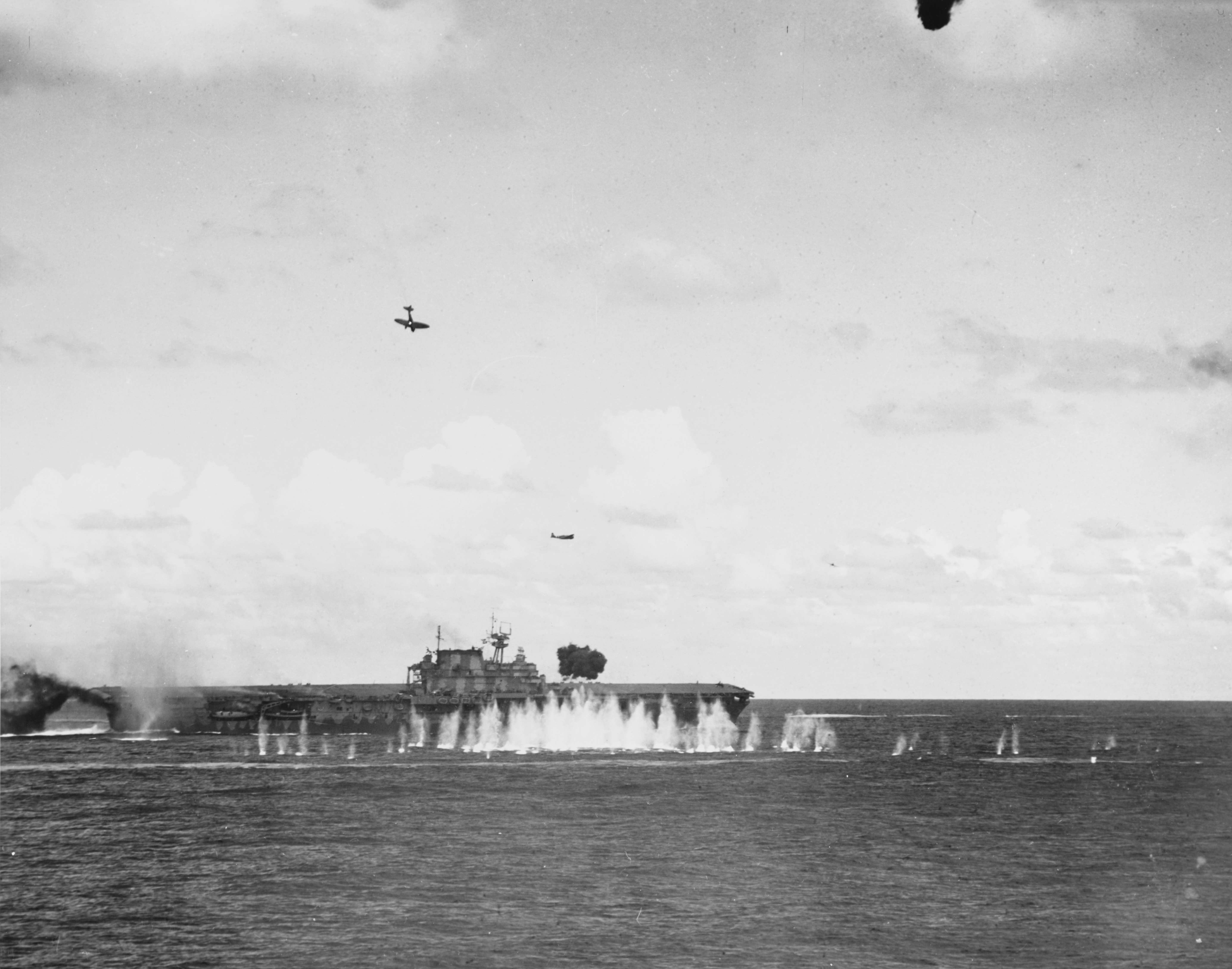
Le attaqué par un Aichi D3A Val durant la bataille des îles Santa Cruz (26 octobre 1942).

Le 1er octobre, le vice-amiral Tsukahara quitte, pour raisons de santé, le commandement de la 11e Flotte aérienne et le vice-amiral Kusaka le remplace. Après la bataille du cap Espérance, entre croiseurs protégeant des convois de renforts, les cuirassés rapides du vice-amiral Kurita, et les croiseurs du vice-amiral Mikawa bombardent Henderson Field, avec la couverture aérienne de l'aviation de chasse des porte-avions du vice-amiral Kakuta. Une nouvelle attaque massive japonaise, fin octobre 1942, va se heurter, encore une fois, aux porte-avions américains. L'amiral Halsey connu pour sa pugnacité, et qui vient de prendre le commandement de la zone du Pacifique Sud, signale, depuis son P.C. de Nouméa au contre-amiral Kinkaid, commandant supérieur à la mer : « Attaquez ! Je répète : attaquez ! ». Les porte-avions Shōkaku, Zuikaku, Zuiho et Jun'yō subissent l'assaut, au nord des îles Santa Cruz, le 26 octobre, des bombardiers-torpilleurs des USS Enterprise et Hornet sur lequel le contre-amiral Murray, aviateur confirmé, qui avait commandé l'USS Enterprise, pendant le raid sur Tokyo et la bataille de Midway, a remplacé le contre-amiral Fletcher, blessé lors du torpillage de l'USS Saratoga, le 31 août. Les porte-avions américains sont atteints par la riposte japonaise, mais ils ont mis le Shōkaku hors service pour 9 mois, endommagé le Zuihō, le croiseur lourd Chikuma et le transport d'hydravions Chitose. Le Shōkaku et le Zuihō d'un côté, l'USS Enterprise de l'autre s'étant retirés du champ de bataille, l'USS Hornet, attaqué à plusieurs reprises, a reçu plusieurs bombes et torpilles, du Jun'yō, notamment, et a dû être abandonné (il sera coulé par des destroyers japonais), si bien que l'U.S. Navy ne dispose, une nouvelle fois, que d’un seul porte-avions dans le Pacifique central. Le vice-amiral Nagumo a conscience que la bataille des îles Santa Cruz, qui est fêtée par les Japonais comme une victoire, n'est qu'un succès tactique, et est loin d'être une « victoire écrasante », d'autant que le Service aérien de la Marine impériale japonaise a perdu en quatre bataills navales la moitié de son personnel, au cours des cinq derniers mois. Le 11 novembre, le vice-amiral Nagumo, nommé à un commandement à terre, est remplacé à la tête de la 3e Flotte, par le vice-amiral Ozawa.

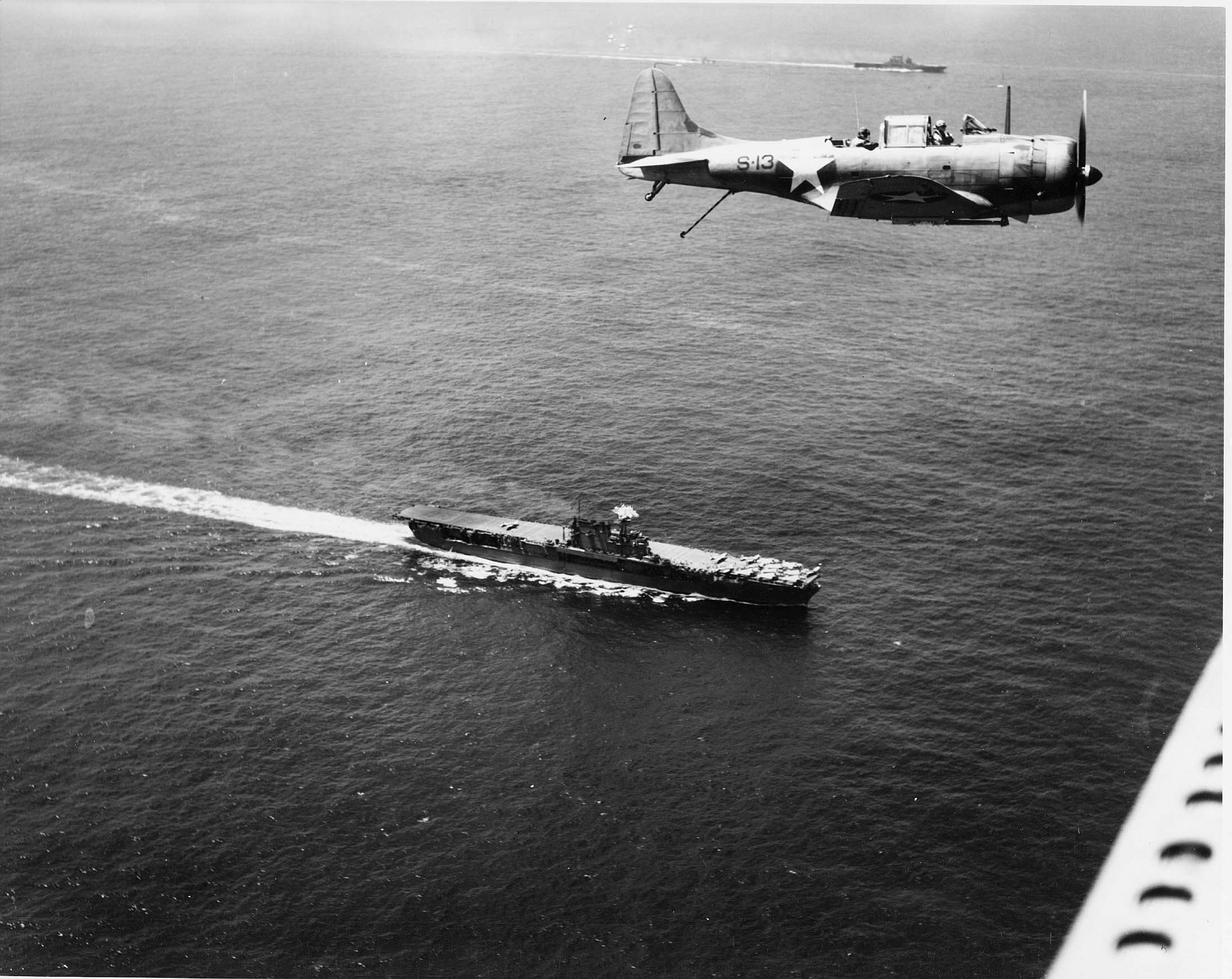
À proximité de Guadalcanal, un “Dauntless” survole l’ avec l’ en arrière-plan (19 décembre 1942).

Comme le Shōkaku, et le Zuihō sont en réparations des dégâts subis aux îles Santa Cruz, que le Hiyo doit réparer l'incendie accidentel d'un de ses générateurs, et que le Zuikaku a été envoyé à Kure, seul le Jun'yō est disponible, avec le renfort du groupe aérien du Hiyo, pour une offensive aéro-navale japonaise à la mi-novembre. Sommairement réparé à Nouméa, l'USS Enterprise a dû reprendre la mer, et son aviation embarquée va jouer tout son rôle en achevant le cuirassé rapide Hiei, très endommagé dans la nuit de 12 au 13 novembre devant Guadalcanal par les croiseurs américains, sur lesquels les amiraux Scott et Callaghan ont été tués. Le jour suivant, de concert avec l'aviation d'Henderson Field, les avions de l'USS Enterprise ont coulé six des onze transports japonais amenant des troupes, et après que le cuirassé rapide Kirishima a été coulé par le cuirassé USS Washington dans la nuit du 14 au 15 novembre, ils ont détruit les quatre transports restants qui se sont jetés sur la côte nord de Guadalcanal.
Au début de décembre, l'USS Saratoga est de retour dans le Pacifique Sud. Du côté japonais, le 24 décembre, est créée une Flotte de la Zone du Sud-Est, confiée au vice-amiral Kusaka, qui a autorité sur toutes les forces aéronavales japonaises en mer des Salomons. À la fin janvier, à la bataille de l'île de Rennell, la chasse embarquée de l'USS Enterprise s'oppose aux avions de la 11e Flotte Aérienne, qui réussissent néanmoins à couler le croiseur USS Chicago, seul rescapé des croiseurs alliés présents lors de la bataille de Savo.
Au début de 1943, les Japonais commencent à évacuer 11 000 de leurs 30 000 soldats. Le 9 février, Guadalcanal est entièrement aux mains des Marines et de l'U.S. Army. La machine industrielle américaine tourne par ailleurs à plein régime, ainsi trente et un porte-avions d'escadre et neuf porte-avions légers sont en construction ou prévus, leurs pilotes sont en formation, la Marine impériale ne se remettra jamais de sa défaite de la bataille de Midway et de la bataille d'attrition devant Guadalcanal.

#### U.S. Navyà l'offensive
Les quatre premières batailles aéronavales de l'histoire ont eu lieu en mai, juin, août, et octobre 1942, deux batailles très importantes ont eu lieu en juin et octobre 1944. En 1943, au cours de la conquête par les forces des États-Unis, des îles de l'archipel des Salomon, les actions navales opposeront le plus souvent des croiseurs et des destroyers.

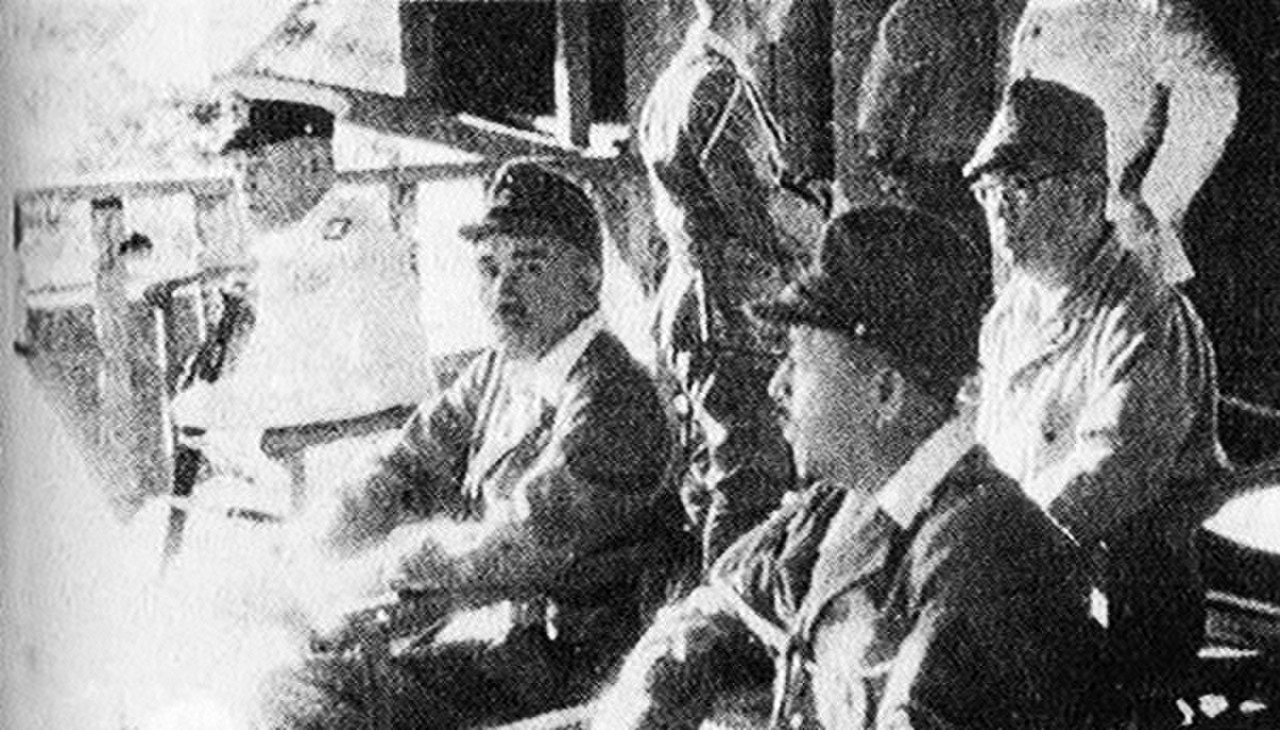
Le vice-amiral Kusaka (au centre), avec l'amiral Yamamoto (à gauche), à Rabaul lors de l'opération I-Go en avril 1943.

Peu après l'évacuation des troupes japonaises de Guadalanal, le Haut commandement japonais décide de transférer près de 100 000 hommes depuis la Chine et le Japon vers la zone du Sud-Ouest du Pacifique, pour contrarier l'offensive imminente, vers l'ouest, des forces du général MacArthur, commandant-en-chef de la Zone du Pacifique Sud-Ouest (South West Pacific Area), le long de la côte nord de la Nouvelle-Guinée. Un important convoi parti de Rabaul vers Lae subit l'attaque, dans les détroits qui séparent la mer des Salomon de la mer de Bismarck, des B-25 “Mitchell” et des A-20 “Havoc” de la Ve Air Force du major-général George Kenney, du 2 au 5 mars, et aboutit à une grave défaite japonaise. En avril, l'amiral Yamamoto, commandant en chef de la Flotte combinée, ordonne que 170 appareils des porte-avions de la 3e Flotte soient momentanément transférés à terre, pour participer, en renforcement de la 11e Flotte Aérienne, à des bombardements depuis Rabaul, Bougainville et les îles Shortland sur Guadalcanal, Port Moresby, la baie d'Oro (devant Buna) et la baie de Milne. C'est l'opération I-Go. Les résultats en sont mitigés. En allant inspecter les aérodromes d'où étaient partis les avions japonais, l'amiral Yamamoto a été tué le 18 avril, le bombardier à bord duquel il se trouvait ayant été abattu par des chasseurs P-38 partis d'Henderson Field. L'amiral Koga lui succède. En mai, au sein de la 3e Flotte, le contre-amiral Jōjima a remplacé comme commandant de la 2e Division de Porte-avions le vice-amiral Kakuta, qui est nommé, le 1er juillet, commandant-en-chef de la 1re flotte aérienne.
Du côté des Alliés, les choix stratégiques, pour la conduite de la guerre dans le Pacifique, ont fait l'objet de nombreuses discussions, en 1943, au sein des états-majors et au cours des conférences inter-alliées de Casablanca, de Québec et du Caire.
À partir de juin, a commencé la campagne de Nouvelle-Guinée qui va conduire les forces du général MacArthur à progresser vers l'ouest, vers Lae et Finschafen, sur la côte nord de la Papouasie-Nouvelle-Guinée tandis que les forces de l'amiral Halsey se lancent à l'assaut de la Nouvelle-Géorgie (bataille du golfe de Kula dans la nuit du 5 au 8 juillet et bataille de Kolombangara le 12 juillet), puis de Vella Lavella.
Au-delà, ce n'est que progressivement qu'émerge la stratégie d'une offensive de l'U.S. Navy dans le Pacifique central en direction des îles Mariannes, ce qui nécessite d'occuper préalablement les îles Marshall, et encore plus à l'est, les îles Gilbert, et en particulier l'aérodrome de Betio sur l'atoll de Tarawa.

##### Nouveaux porte-avions
Cette stratégie n'est possible que parce que l'année 1943 est marquée, en ce qui concerne l'aéronautique navale, par un renversement des forces au bénéfice des États-Unis. Au 31 décembre 1942, les États-Unis ont perdu les USS Lexington (CV-2) USS Yorktown (CV-5) USS Wasp (CV-7) USS Hornet (CV-8) ainsi que le vieil USS Langley. Il leur reste l'USS Ranger (CV-4), dans l'Atlantique et les USS Saratoga (CV-3) et USS Enterprise (CV-6). L'empire du Japon a perdu les Shōhō, Akagi, Kaga, Sōryū, Hiryu, Ryūjō, il reste à la Marine impériale les deux porte-avions de classe Shokaku, les deux porte-avions de la classe Hiyō, le Zuihō et le Ryūhō, le vieil Hōshō, et les trois porte-avions de la classe Taiyō, qui forment un ensemble assez disparate. Mais le 31 décembre 1942, est armée la première unité de la classe Essex.

###### Classes Essex et Independence
Au tournant des années 1930 et 1940, le General Board de l'U.S. Navy a souhaité que les porte-avions qui devaient prendre la suite de la classe Yorktown puissent mettre en œuvre un groupe aérien de 90 appareils, embarquer du matériel de rechange pour 50 % du groupe aérien, avoir une capacité d'emport de carburant d'aviation améliorée, être un peu mieux protégés et un peu plus armés, avoir un rayon d'action d'au moins 15 000 nautiques à 15 nœuds, et une vitesse maximale de 33 nœuds. Ceci conduisait à choisir le type CV-9.F des diverses esquisses étudiées, d'un déplacement de 26 000 tonnes. On aboutit finalement, parce que certains équipements tels que les ascenseurs ou les catapultes devaient être plus lourds, à un bâtiment déplaçant un peu plus de 27 000 tonnes, n'emportant que 80 appareils, et du matériel de rechange pour 25 % seulement du groupe aérien.

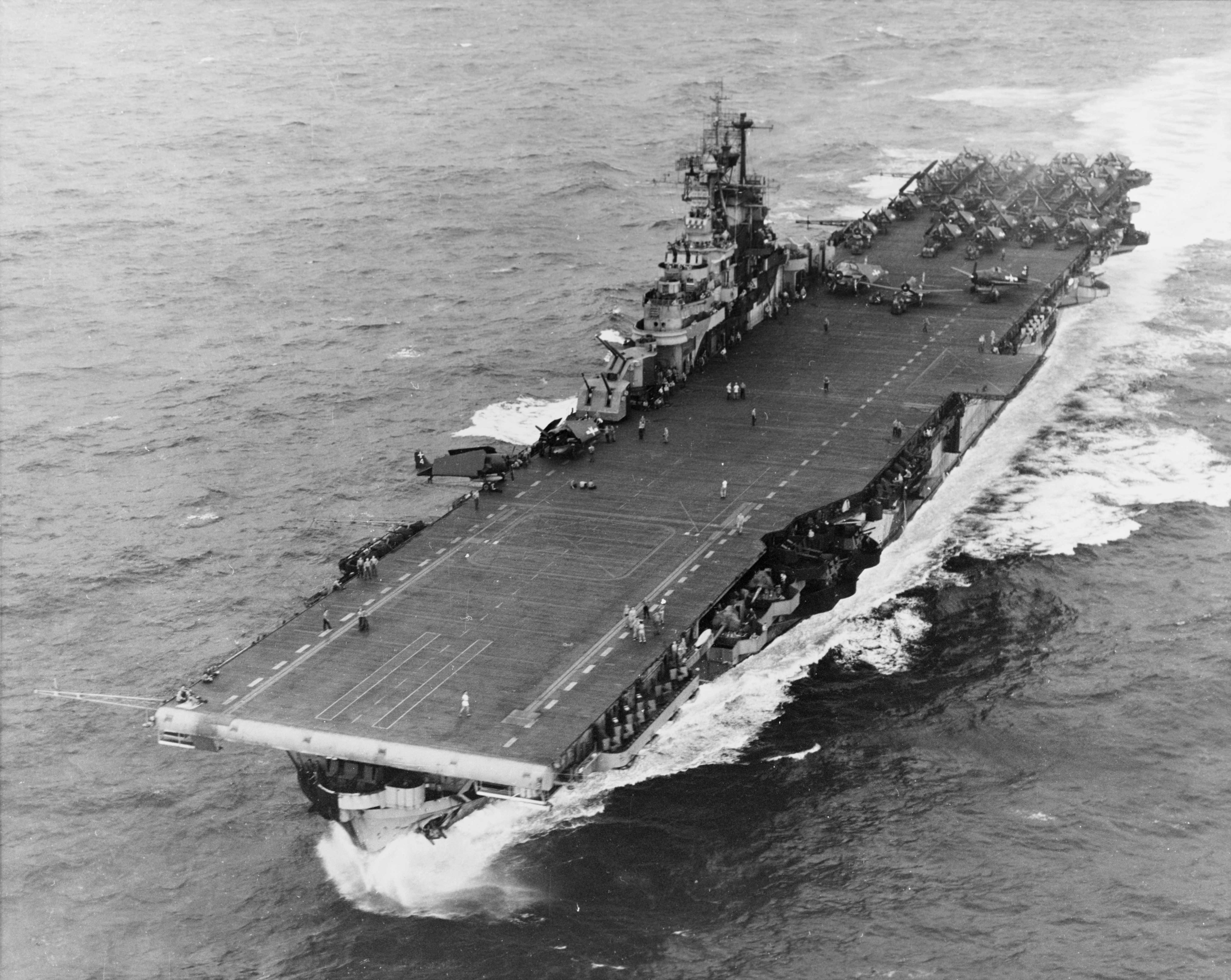
L', troisième unité de la, en mer des Philippines, en novembre 1944.

Longs de 256 m à la ligne de flottaison, larges de 28,3 m, ces porte-avions avaient un pont d'envol ayant 45 m de largeur, relié au hangar par trois ascenseurs, deux axiaux, et un disposé latéralement à bâbord, comme le monte-charge sur l'USS Wasp. Une catapulte puis deux ont été installées sur le pont d'envol, et quelques-uns ont reçu une catapulte transversale dans le hangar, de type « ouvert », c'est-à-dire construit en superstructure, sans blindage sur les parois latérales, la coque était protégée par un blindage de 2,5 pouces (64 mm) (bord bas), à 4 pouces (102 mm) (bord haut). La protection horizontale était analogue à celle des croiseurs lourds de la classe Baltimore, avec seulement 1,5 pouce (38 mm) sur le pont d'envol, sous l'îlot, 3 pouces (76 mm) sur le plancher du hangar, et 1,5 pouce (38 mm) sur le pont inférieur.
L'artillerie était renforcée de 50 % par rapport à la classe Yorktown, les quatre affûts simples ouverts de 127 mm/38 calibres à double usage, sur tribord, étant remplacés par huit canons du même type, en quatre tourelles doubles Mark 32, analogues à celles des croiseurs contemporains des classes Cleveland et Baltimore. Les tourelles étaient superposées deux à deux, à l'avant et à l'arrière de l'îlot. Mais ils ne disposaient que deux postes de direction de tir à double usage. La Défense Contre Avions rapprochée ne comportait pas de canons de 28 mm comme sur l'USS Hornet, mais, normalement, 17 affûts quadruples de 40 mm Bofors et 52 affûts simples de 20 mm Oerlikon. Tous ces porte-avions ont été équipés dès l'origine de radars de veille aérienne et de veille surface
La propulsion était assurée par 8 chaudières Babcock & Wilcox alimentant 4 groupes de turbines Westinghouse entraînant 4 hélices. Elle développait 150 000 ch et assurait une vitesse maximale de 33 nœuds. Le rayon d'action était de 20 000 nautiques à 15 nœuds.
Trois unités ont été commandées, le 3 juillet 1940 après le vote de la loi autorisant la construction de porte-avions ayant un déplacement de 27 100 tonnes (l'« 11 per cent Fleet Expansion Bill », au début de juin 1940) et huit supplémentaires, le 9 septembre après le vote du Two-Ocean Navy Act (19 juillet 1940), et deux encore, trois jours après l'attaque de Pearl Harbor. Elles ont été lancées en 1942 pour trois d'entre elles, et en 1943 pour cinq autres, les noms choisis étaient traditionnels, reprenant des noms de navires de la Marine des États-Unis qui s'étaient illustrés dans le passé. La première unité de la série, l'USS Essex, a été armée pour essais le 31 décembre 1942. Six autres unités (CV-10, 11, 12, 16, 17, 18) ont été armées en 1943. Quatre ont reçu finalement le nom des grands porte-avions américains coulés l'année précédente, Yorktown, Hornet, Lexington, Wasp.

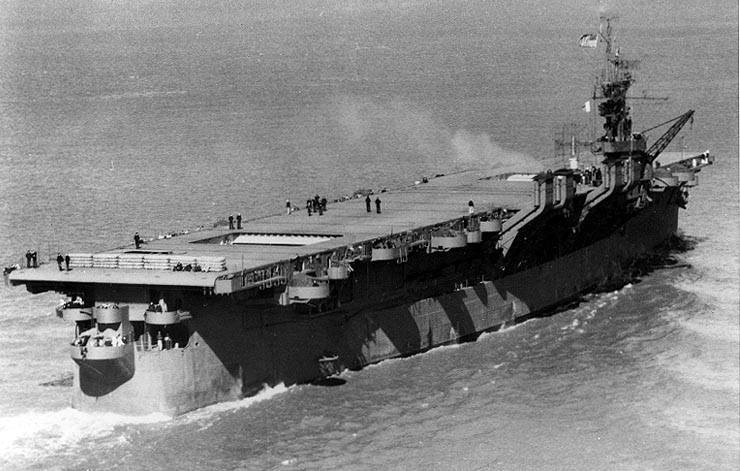
L', deuxième unité de la, en essais dans l'Atlantique en mars 1943.

Les deux unités commandées peu après l'attaque de Pearl Harbor (CV-20 et CV-21) ne pouvant être mises en service avant 1945, il a été décidé, en janvier 1942, de mettre en œuvre un plan de transformation de croiseurs en porte-avions, solution qui avait été étudiée mais n'avait pas été retenue jusqu'alors. Neuf grands croiseurs légers de la classe Cleveland, dont quatre étaient en construction au moment de l'attaque de Pearl Harbor, et cinq qui ont été mis sur cale entre décembre 1941 et octobre 1942, ont été transformés en porte-avions. Ils ont constitué la classe Independence.
Leur coque de 186 m de long, protégée par une ceinture blindée atteignant 5 pouces (127 mm), a été surmontée d'un pont d'envol large de 32,7 m, et d'un hangar de type « ouvert », doté de deux ascenseurs axiaux, et de deux catapultes. Pour accroître la stabilité, deux caissons extérieurs (bulges) ont été fixés à la coque (ce qui en a accru la largeur de 1,5 m, la portant à 21,8 m), et lestés de ciment, pour compenser l'augmentation du poids dans les hauts. Ils étaient dotés d'un petit îlot sur tribord surmonté d'un mât en treillis, avec une grue à l'avant.
Ils gardaient leurs machines de croiseur, quatre chaudières Babcock & Wilcox alimentant des turbines à engrenages Westinghouse entraînant 4 hélices. Leur puissance de 100 000 ch assurait une vitesse maximale de 33 nœuds. Ils étaient dotés de quatre petites cheminées latérales à tribord.
Une artillerie de 2 pièces simples de 127 mm/38 Mk12 installée sur les premières unités a été retirée en raison de son poids excessif dans les hauts. La DCA rapprochée, comprenant deux affûts quadruples et 9 à 10 affûts doubles de 40 mm Bofors était dirigée par neuf postes de conduite de tir équipés de radars. Elle était complétée par un nombre variable d'affûts simples ou doubles de 20 mm Oerlikon (initialement 18 affûts simples, complétés par des affûts doubles mais ce nombre a été réduit par la suite pour diminuer la charge dans les hauts des navires).
Ils pouvaient mettre en œuvre 44 appareils, et pouvaient en transporter le double en configuration de transport d'aviation. Leur parc aérien a compris initialement 24 “Wildcats” et 9 “Avengers” et 9 bombardiers en piqué Douglas SBD Dauntless. Très rapidement, les Dauntless, dont les ailes n'étaient pas repliables et qui prenaient trop de place à bord furent supprimés tandis que les chasseurs Wildcat étaient remplacés par les nouveaux Hellcat qui entraient alors en service. À partir de 1944 le groupe comprenait généralement 24 à 26 F6F Hellcat - dont quelques modèles -P pour la reconnaissance photographique - et 9 bombardiers torpilleurs Avenger. À la fin de la guerre, le groupe aérien du Cabot ne comportait que des chasseurs. l'Independence quant à lui, expérimenta le rôle de « porte-avions de nuit » entre septembre 1944 et janvier 1945 voir ci-dessous.
Leur transformation fut menée rondement de sorte que toute cette classe de porte-avions légers fut armée pour essais, et sept sur neuf admis au service actif, en 1943. Ils ont constitué 40 % des chasseurs et 36 % des bombardiers-torpilleurs de la Fast carrier Task Force (TF.58 puis TF.38) pendant les deux grandes batailles aéronavales de 1944. Il demeure que l'utilisation d'une coque de croiseur léger faisait que leur équipage s'y trouvait à l'étroit. La situation était un peu améliorée sur les deux porte-avions issus de la transformation de deux croiseurs lourds de la classe Baltimore, mais les USS Saipan et Wright n'ont été lancés qu'après la capitulation japonaise.

###### Porte-avions d'escorte américains
On a évoqué plus haut dans quelles conditions, au cours de la bataille de l'Atlantique en 1942, les Britanniques ont sollicité les Américains de lancer la construction de porte-avions d'escorte. Ce sont finalement six classes de porte-avions Avenger, Bogue, Sangamon, Ruler, Casablanca et Commencement Bay soit au total 139 bâtiments qui ont été construits dont 54 été remis au Royaume-Uni dans le cadre de la loi Prêt-Bail. On trouvera ci-dessous un tableau comparatif de leurs caractéristiques.
| Classe                  | Avenger                               | Bogue                                 | Sangamon                              | Ruler                                  | Casablanca                            | Commencement Bay                               |
| ----------------------- | ------------------------------------- | ------------------------------------- | ------------------------------------- | -------------------------------------- | ------------------------------------- | ---------------------------------------------- |
| Déplacement             | 7 886 t 8 000 t à pleine charge       | 11 000 t 15 400 t à pleine charge     | 11 400 t 24 275 t à pleine charge     | 8 333 t 16 620 t à pleine charge       | 7 800 t 10 400 t à pleine charge      | 11 373 t 24 275 t à pleine charge              |
| Longueur                | 142 m                                 | 142 m                                 | 160 m                                 | 142 m                                  | 149 m                                 | 160 m                                          |
| Largeur                 | 21,2 m                                | 21,2 m                                | 22,9 m                                | 21,2 m                                 | 20,0 m                                | 22,9 m                                         |
| Largeur du pont d'envol | 34,0 m                                | 34,0 m                                | 34,8 m                                | 34,0 m                                 | 32,9 m                                | 32,1 m                                         |
| Machines                | Diesel                                | Turbines                              | Turbines                              | Turbines                               | Machines alternatives                 | Turbines                                       |
| Puissance               | 8 500 ch                              | 8 500 ch                              | 13 500 ch                             | 8 500 ch                               | 9 000 ch                              | 16 000 ch                                      |
| Vitesse                 | 15/17 nœuds                           | 18 nœuds                              | 18 nœuds                              | 17 nœuds                               | 19 nœuds                              | 19 nœuds                                       |
| Artillerie              | (1x1) 127 mm (1x2) 76 mm (10x1) 20 mm | (2x1) 127 mm (4x2) 40 mm (12x1) 20 mm | (2x1) 127 mm (4x2) 40 mm (12x1) 20 mm | (2x1) 127 mm (10x2) 40 mm (20x1) 20 mm | (1x1) 127 mm (8x2) 40 mm (24x1) 20 mm | (2x1) 127 mm (3x4) + (12x2) 40 mm (30x1) 20 mm |
| Catapulte(s)            | 1                                     | 2                                     | 2                                     | 1                                      | 1                                     | 2                                              |
| Groupe aérien           | 21 avions                             | 28 avions                             | 30 avions                             | 28 avions                              | 28 avions                             | 34 avions                                      |
| Nombre d'unités         | 5 (dont 4 pour la R.N.)               | 21 (dont 11 pour la R.N.)             | 4                                     | 40 (dont 39 pour la R.N.)              | 50                                    | 19                                             |

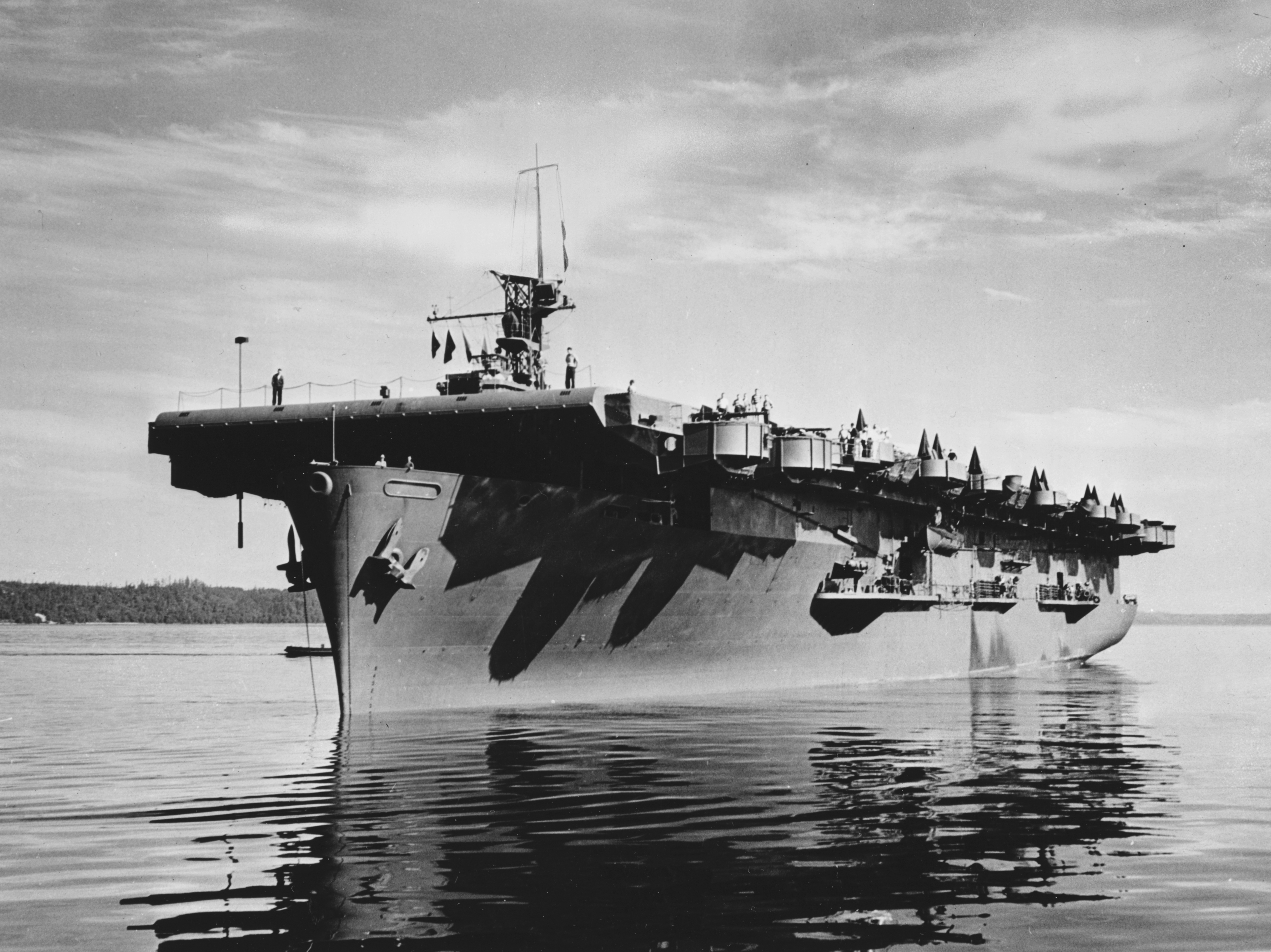
L', venant d'être armé, en juillet 1943.

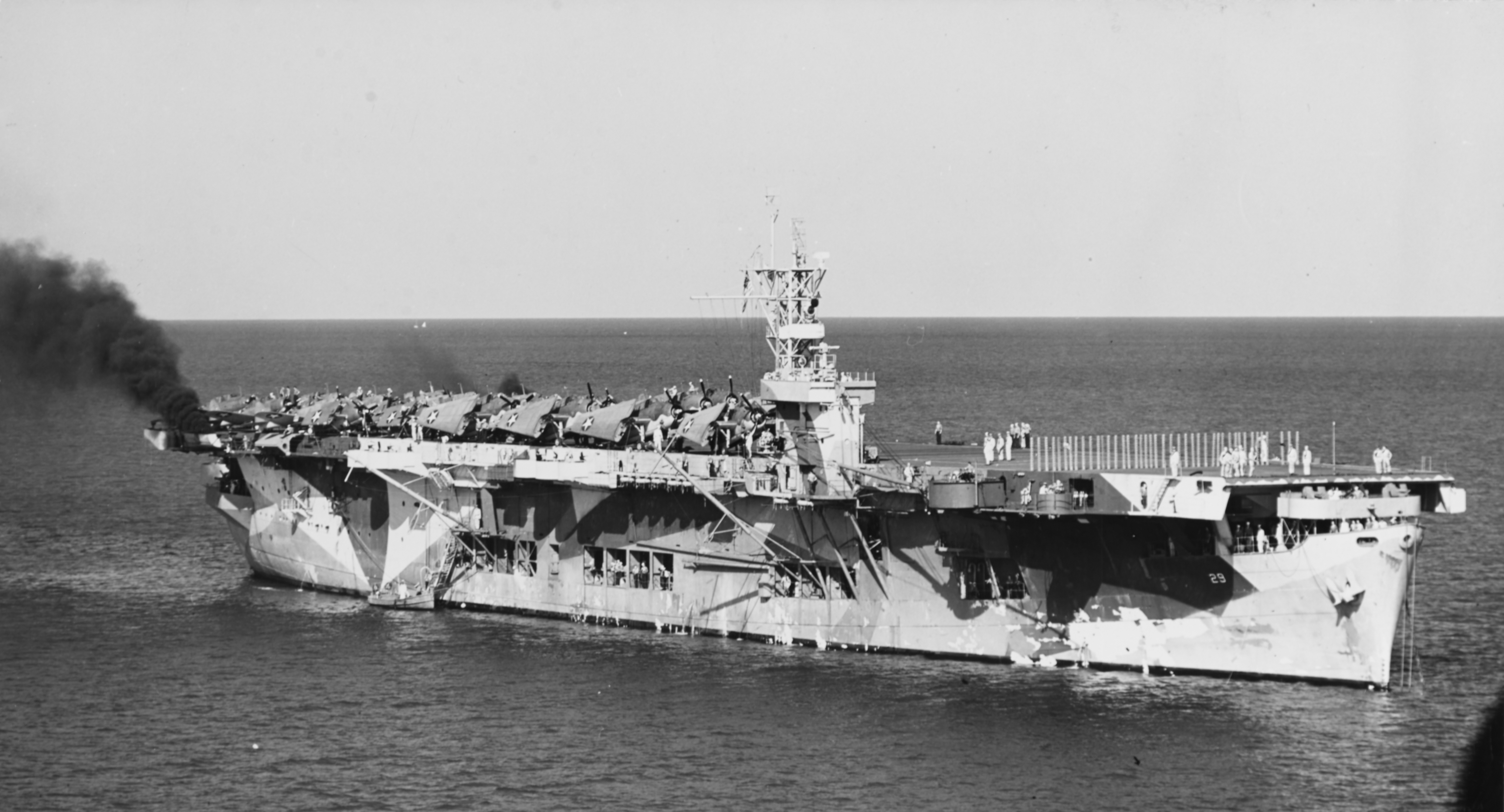
L'USS Santee, en octobre 1942. On remarquera, à gauche, l'échappement des cheminées, situées deux à deux de chaque bord à l'arrière.

On voit ainsi la grande proximité entre les classes Avenger, Bogue, Ruler (cette dernière, aussi appelée parfois classe Prince Williams ou Ameer, étant aussi considérée comme une sous-classe de la classe Bogue) et Casablanca, les différences principales tenant au type de machines (moteurs Diesel, turbines à vapeur ou machines alternatives), et à un renforcement, au fil du temps, de la Défense Contre Avions rapprochée. Les bâtiments des classes Avenger, Bogue et Ruler ont été construits à partir de coques de cargos de type C3, ceux de la classe Casablanca étant conçus comme porte-avions en tant que tels. Les quatre bâtiments de la classe Sangamon provenaient de la transformation de pétroliers de la classe Cimarron (en) dont les coques de type T3 étaient plus longues de 18 m que celles des cargos de type C3, et qui avaient leur machinerie installée à l'arrière, comme habituellement sur les pétroliers. Ces caractéristiques de coques ont été copiées pour la dernière classe construite, Commencement Bay.
Les chantiers de construction navale américains, Ingalls Shipbuilding, Western Pipe & Steel, Seattle-Tacoma Shipbuilding et Kaiser Shipyards, se sont surpassés pour tenir des délais très courts, passant de 14½ mois pour construire un navire de la classe Ruler, à 8½ mois au début de la classe Casablanca à 3½ mois à la fin.
On a évoqué la présence des porte-avions d'escorte à la bataille de l'Atlantique, aux débarquements d'Afrique du Nord, de Salerne ou de Provence, mais ils ont dans le Pacifique contribué à la couverture rapprochée des débarquements dans le Pacifique central, aux Philippines et devant Okinawa.

###### Classe Chitose,Taiho,Shinano

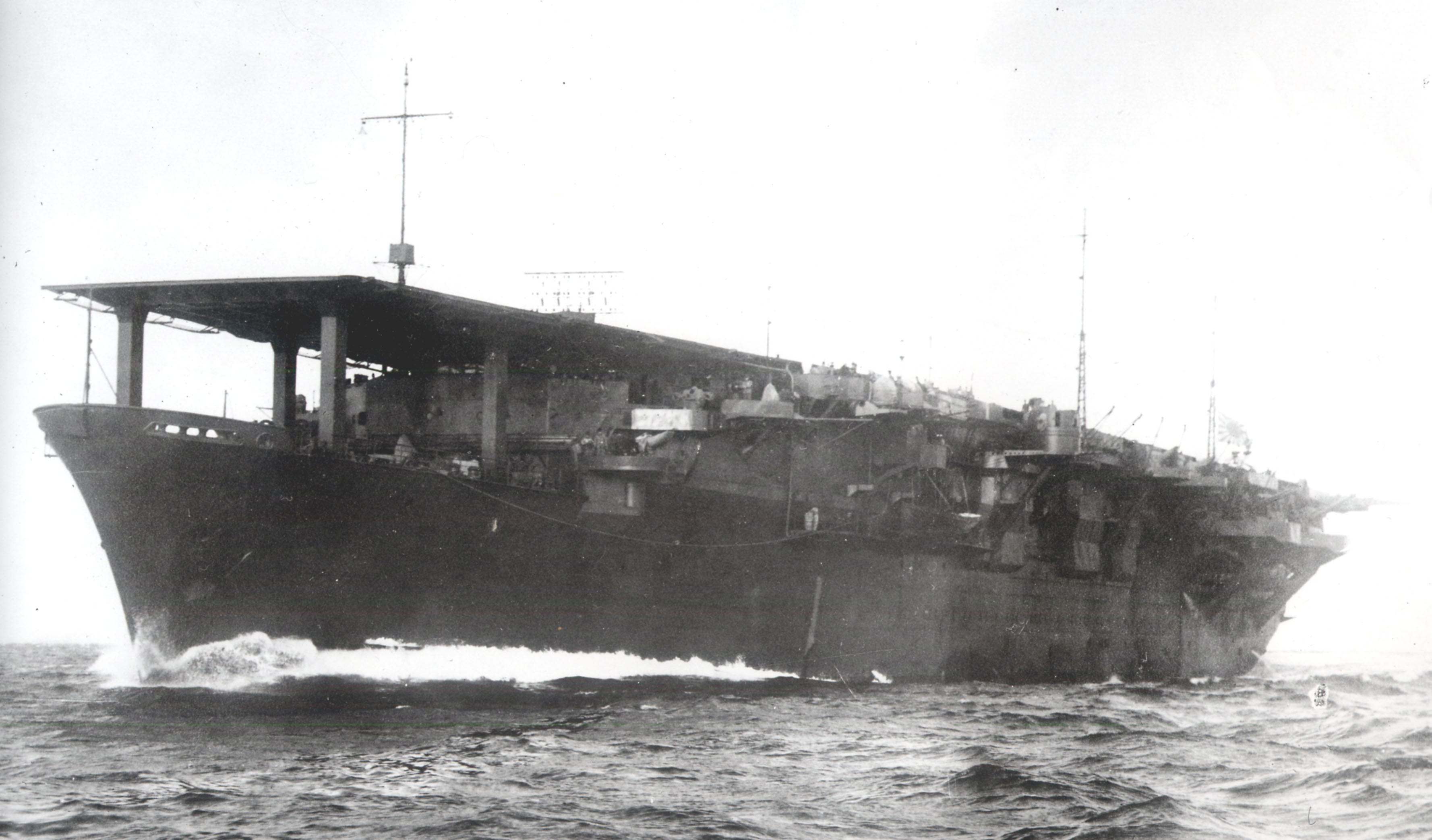
Le porte-avions d'escorte Kaiyō en mer Intérieure, en octobre 1943.

Du côté japonais, deux transformations, décidées après la bataille de Midway, doivent être évoquées en premier, car elles peuvent être rattachées à celles de la classe Taiyō, qui avaient été menées avant l'attaque de Pearl Harbor. Ce sont celles du paquebot allemand SS Scharnhorst de 18 000 tonneaux, immobilisé devant Kobe depuis 1939, et du paquebot Argentina maru de 12 750 tonneaux. Après leur rachat par la Marine impériale japonaise, respectivement en février et en novembre 1942, les transformations ont débuté en septembre et en novembre. La propulsion a été modifiée dans les deux cas, les chaudières à haute pression et haute température du paquebot allemand ont été remplacées, mais son système de transmission turbo-électrique a été conservé, et les moteurs diesel du paquebot japonais ont été remplacés par des turbines de destroyers, la vitesse qui en a résulté a été respectivement de 22 et 24 nœuds. Déplaçant 17 500 et 13 600 tonnes, ils avaient un groupe aérien de 33 et 24 avions. Ils ont été rebaptisés Shin'yō et Kaiyō, et ont été armés en décembre et en novembre 1943,.

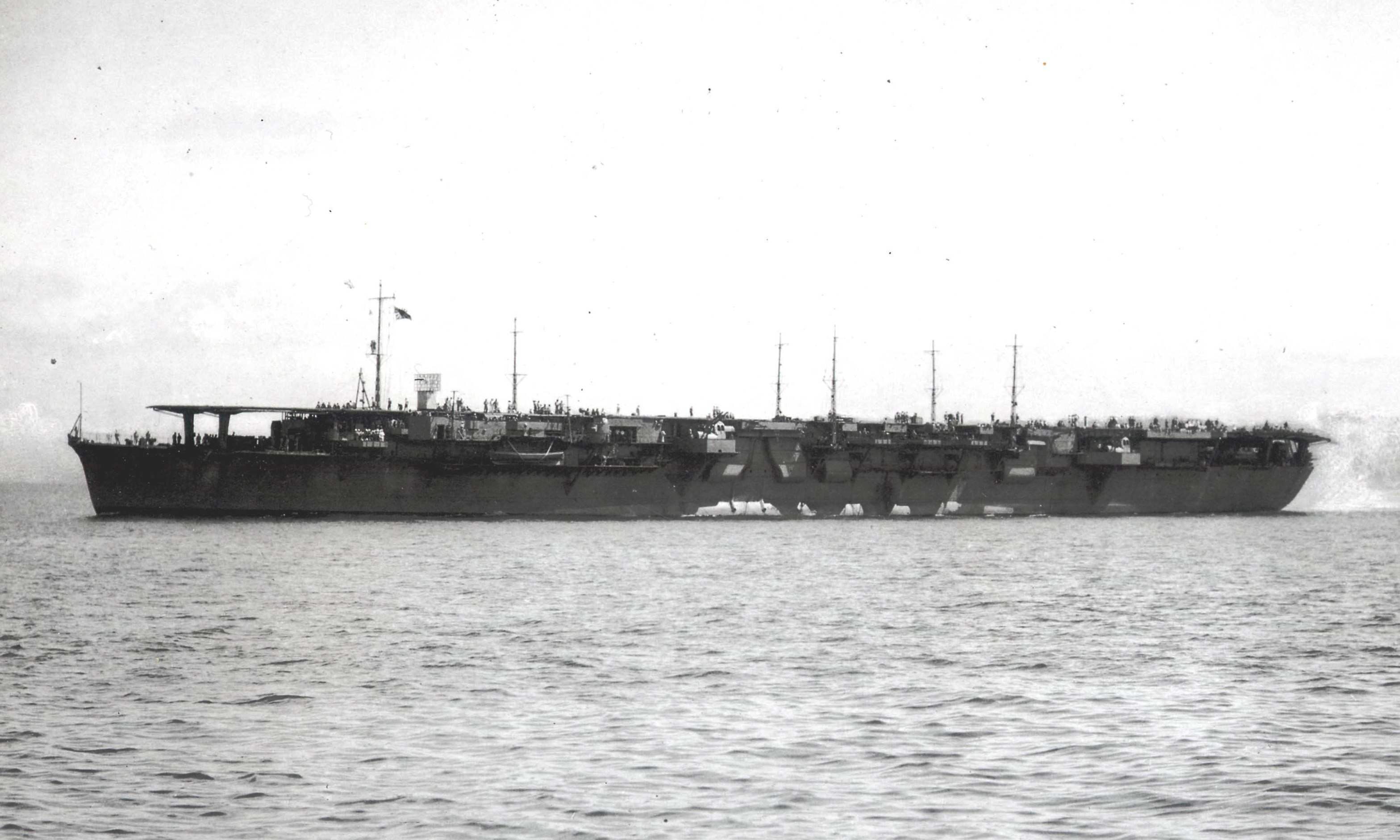
Le, après sa transformation, en janvier 1944.

Prévus dans le 2e Programme de renforcement de 1934, et conçus dès l'origine pour pouvoir être transformés en porte-avions, le Chitose et le Chiyoda, dotés d'une propulsion puissante, ont été mis en service en 1938 comme des bâtiments porte-hydravions, déplaçant 11 000 tonnes. Après la bataille de Midway, leur transformation fut décidée, et elle a commencé à la fin décembre 1942 pour le Chiyoda et en janvier 1943 pour le Chitose. Ils en sont sortis en octobre 1943 et en janvier 1944, comme des porte-avions légers assez semblables au Zuihō.
Ne déplaçant que 11 400 tonnes, ils embarquaient cependant 30 avions ; leur artillerie de 127 mm était un peu plus faible (huit pièces au lieu de douze), mais leur DCA rapprochée était la même (48 pièces de 25 mm Type 96) que celle du Zuihō. Leur propulsion plus puissante de 8 %, et leur donnait une vitesse maximale de 29 nœuds, supérieure d'un nœud.

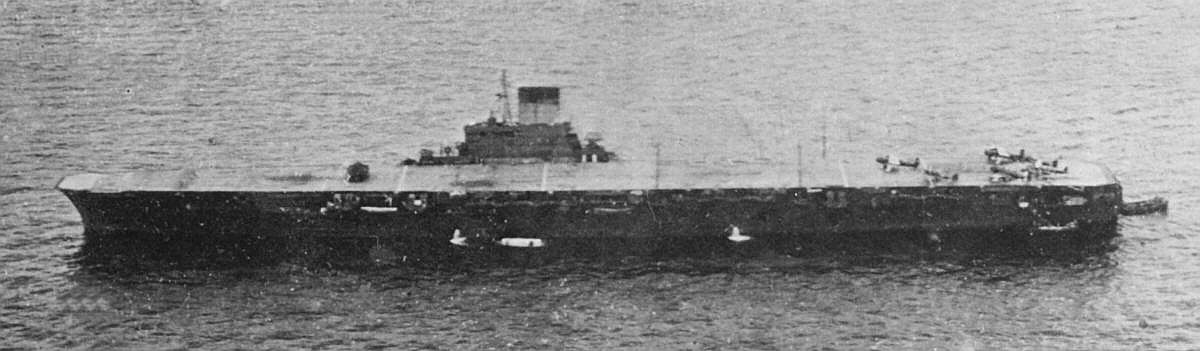
Le, au printemps 1944.

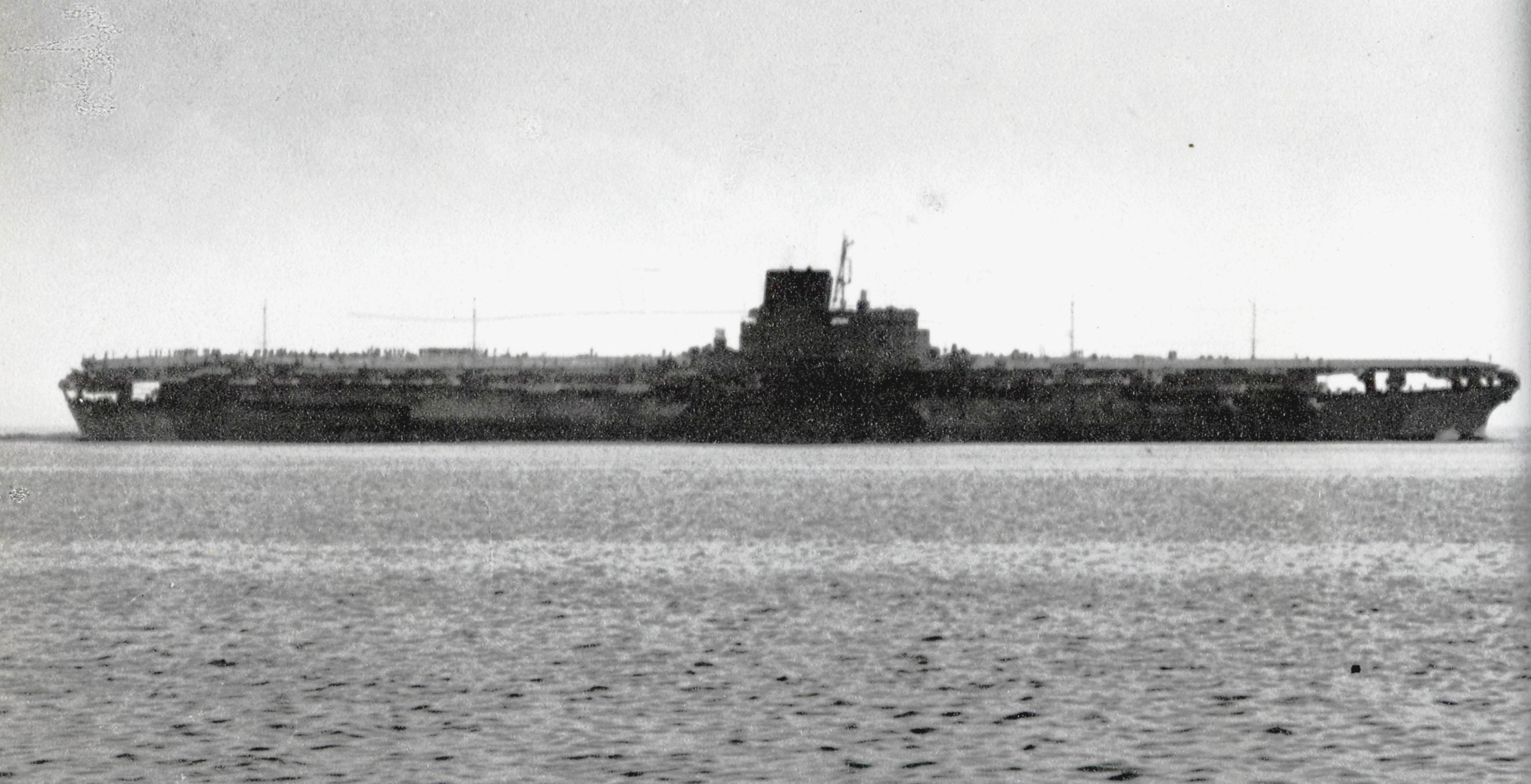
Le, en novembre 1944, pendant ses essais.

Le quatrième programme de renforcement naval de 1939 prévoyait un nouveau grand porte-avions dans la ligne des Shōkaku-Zuikaku. Mais comme le HMS Illustrious par rapport au HMS Ark Royal, il a eu un pont d'envol blindé, d'une épaisseur de 100 mm. Les mêmes causes produisant les mêmes effets, l'augmentation du poids dans les hauts qui en a résulté a conduit à n'avoir qu'un étage de hangar d'aviation, ce qui a réduit le nombre des appareils embarqués, mais des dimensions de coque un peu plus grandes ont permis de ne limiter le groupe aérien qu'à 80 % de la classe précédente, soit 53 appareils. Le pont d'envol, de 256 m sur 40, comportait deux ascenseurs axiaux. La protection verticale était de 150 mm pour les magasins et de 50 mm pour la salle des machines.
L'artillerie a été constituée de douze pièces A.A. de 100 mm/65 Type 98, un excellent matériel antiaérien, et de 17 affûts triples de 25 mm Type 96. L'îlot, à tribord, était surmonté d'une cheminée inclinée vers l'extérieur, comme sur la classe Hiyō.
Les machines similaires à celles de la classe Shokaku développaient 160 000 ch, et la vitesse maximale était de 33 nœuds. L'avant était doté d'une “proue ouragan”.
D'une longueur de 253 m à la ligne de flottaison, et d'une largeur de 27,7 m, déplaçant 29 800 tonnes (37 400 tonnes à pleine charge), ce bâtiment a été construit aux chantiers navals Kawasaki de Kobe, à partir de juillet 1941. Il a été lancé le 7 avril 1943. Baptisé Taihō, il a été achevé le 7 mai 1944,.
Le 4e programme de renforcement prévoyait aussi deux cuirassés géants de la classe Yamato, mais la construction de cuirassés n'était plus prioritaire de sorte que la construction de la première unité n'en était encore, à la mi-1942, qu'au niveau du pont principal. Aussi, après la bataille de Midway, et devant le besoin criant de combler les pertes de grands porte-avions, fut-il décidé d'achever ce bâtiment en porte-avions. Deux possibilités s'offraient, soit d'en faire un bâtiment de première ligne de la Flotte, soit d'en faire un bâtiment de maintenance et de soutien de l'aviation embarquée, c'est-à-dire une sorte de base flottante où les groupes aériens des autres porte-avions pourraient être entretenus et, au besoin, réparés. Le choix fut fait de transiger, c'est-à-dire que l'on opta pour un bâtiment de maintenance et de soutien de l'aviation navale, ce qui permettait de s'accommoder des machines prévues pour la configuration de cuirassé, développant 150 000 ch pour une vitesse maximale de 27 nœuds, tout en le dotant d'un groupe aérien d'une quarantaine de chasseurs pour sa protection.
De dimensions colossales, déplaçant 65 000 tonnes, long de 266 m, large de 36,6 m ce porte-avions avait un pont d'envol de 256 m x 40 m, blindé, comme sur le Taihō, d'une épaisseur de 100 mm. La protection de la coque avait 203 mm d'épaisseur et la protection des magasins et des machines 7 pouces (178 mm). Le hangar d'aviation était du type « ouvert ». L'artillerie a consisté en huit affûts doubles de 127 mm/40 type 89 sous pseudo-tourelles, 35 affûts triples et 140 affûts simples de 25 mm type 96. Un îlot à tribord était inspiré du modèle de la classe Hiyō. Le Shinano a été achevé le 19 novembre 1944. Le concept en était intéressant, et correspondait à celui du HMS Unicorn, par exemple, mais il arrivait trop tard. En novembre 1944, l'aviation embarquée japonaise avait cessé d'exister.

###### Classes Unryu, Ise et l'Ibuki

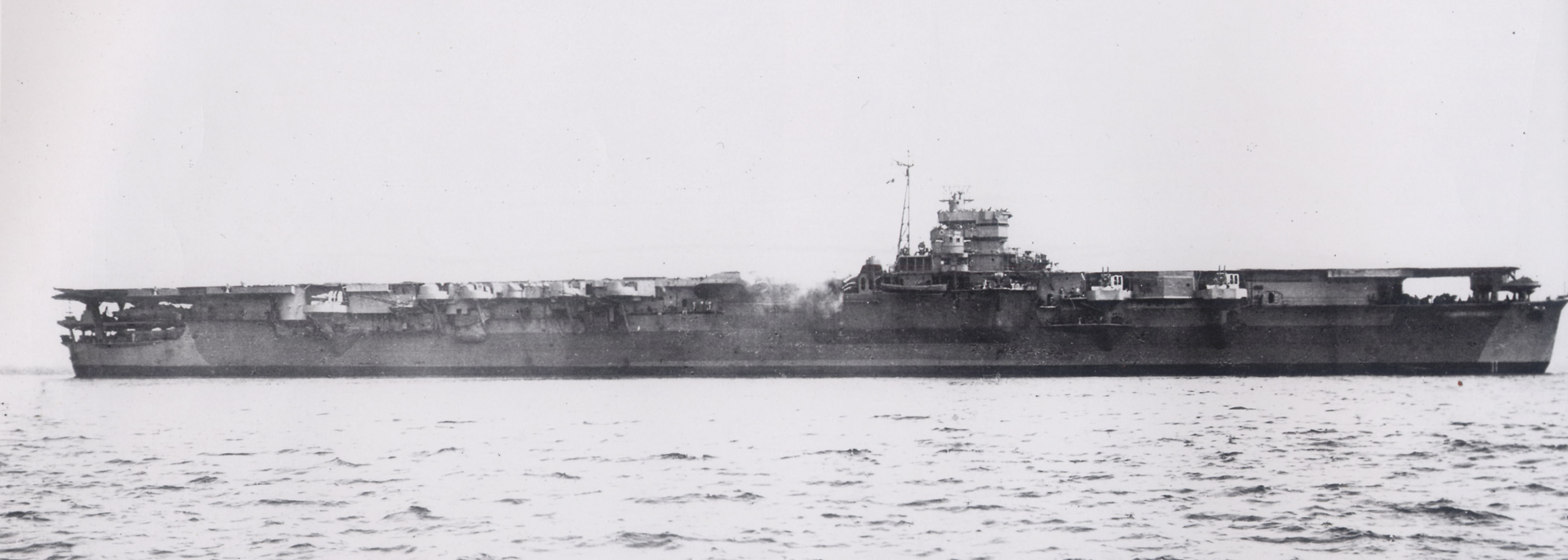
L'Unryū, le 16 juillet 1944.

Le vote du Two-Ocean Navy Act par le Congrès des États-Unis le 19 juillet 1940, sur la base duquel le nombre des commandes de porte-avions de la classe Essex est passé de trois à onze, a conduit le Japon à inscrire, dans le Programme de construction de guerre de 1941 et dans le 5e Programme révisé de renforcement de 1942, plusieurs porte-avions inspirés du Hiryū. D'un déplacement équivalent de 17 000 tonnes, ils avaient des dimensions de coque très proches, mais leur îlot était situé sur tribord, et ils n'avaient que deux ascenseurs axiaux au lieu de trois. Ils embarquaient le même nombre d'appareils, avaient la même artillerie de 127 mm/40 Type 89, une DCA rapprochée plus puissante (17 affûts triples de 26 mm Type 96, au lieu de 14 doubles et 3 triples). Pour la propulsion, les deux premières unités avaient la même machinerie que le Hiryū, développant la même puissance et assurant la même vitesse maximale de 34 nœuds.Pour les deux unités suivantes, qui avaient reçu des ensembles de turbines de torpilleurs, la puissance n"était que de 104 000 ch et la vitesse maximale de 32 nœuds.

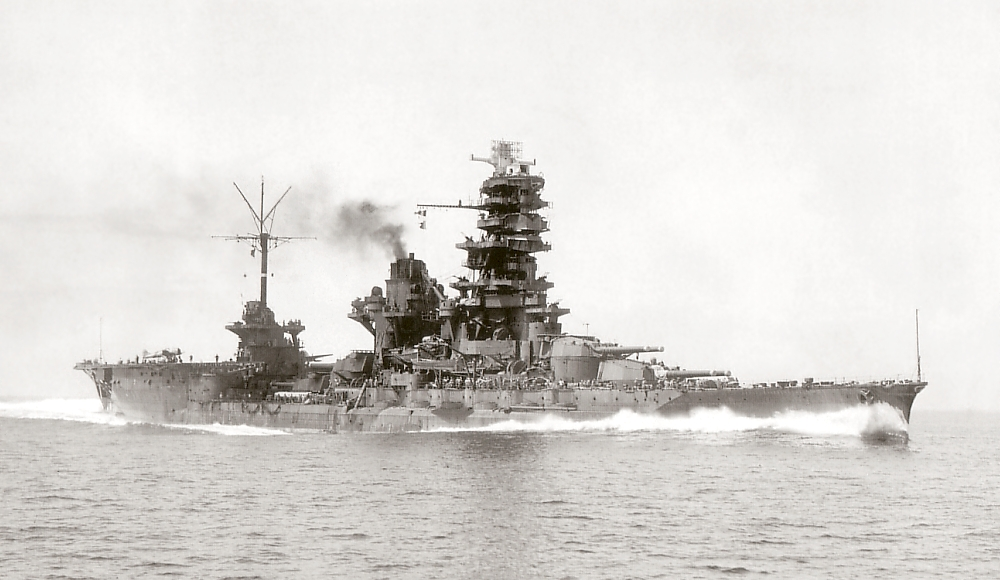
Le cuirassé Ise, après sa transformation en hybride de porte-avions, en essais de vitesse, fin août 1943.

Mises sur cale en 1942-1943, six unités ont été lancées entre septembre 1943 et octobre 1944, mais seuls les bâtiments Unryū, Amagi, et Katsuragi ont été achevés. Le Kasagi n'était construit qu'à 80 % à la capitulation du Japon. Sur les Amo et Ikoma les travaux ont été arrêtés en avril 1945.
En 1943, il a été décidé de transformer les cuirassés les plus anciens en cuirassés hybrides de porte-avions. Finalement n'ont été concernés que les cuirassés de la classe Ise, dont on a supprimé les deux tourelles doubles arrières de 14 pouces (356 mm), et on a construit sur la plage arrière un hangar d'aviation et un pont d'envol. Il était prévu qu'ils embarquent quatorze bombardiers-torpilleurs et huit hydravions qui auraient été catapultés. La transformation eut lieu de mars à octobre 1943, pour l'Ise, et de mai à novembre 1943 pour le Hyūga.
En avril 1943, a été mis sur cale un cinquième croiseur de la classe Mogami, qui a été lancé en mai 1943. Après qu'il eut été envisagé d'en faire un pétrolier rapide, la décision a été prise d'achever l'Ibuki en porte-avions léger de 12 500 tonnes, embarquant 27 avions et marchant à 29 nœuds. Il ne fut jamais terminé, les travaux ayant été arrêtés en mars 1945.

##### Nouveaux avions, nouveaux pilotes

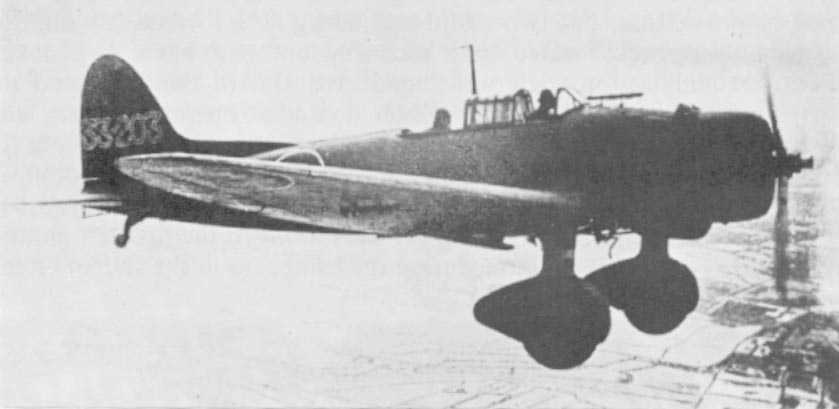
Un Aichi D3A1 en vol, avec son train fixe.

Pendant la première année de la guerre du Pacifique, les groupes aériens des porte-avions japonais étaient composés de bombardiers en piqué Aichi D3A “Val”, de bombardiers-torpilleurs Nakajima B5N “Kate” et de chasseurs Mitsubishi A6M “Zero”.

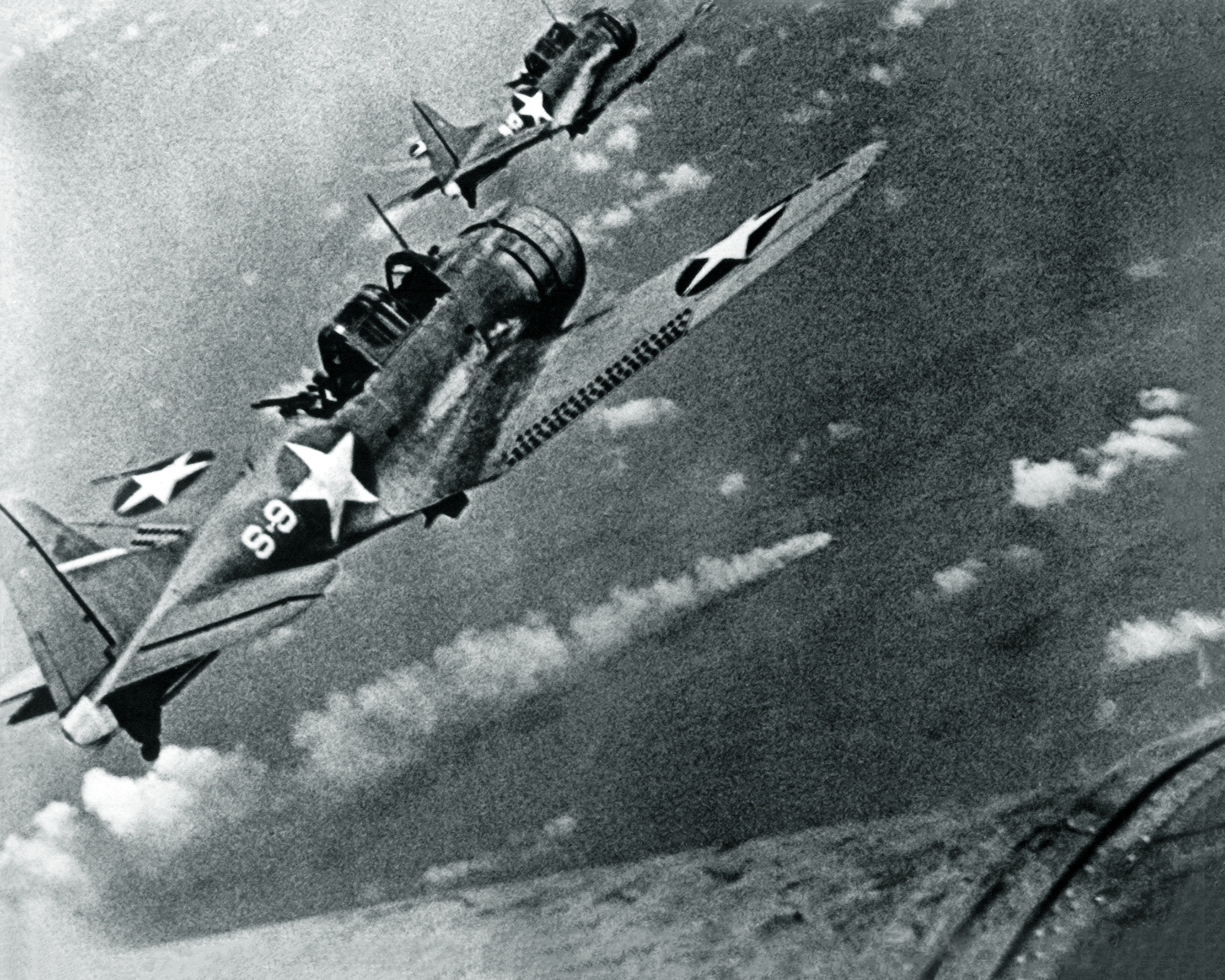
Des SBD “Dauntless” pendant la bataille de Midway.

L'Aichi D3A “Val”, conçu à la fin des années 1930, avait été mis en service en 1940. Pesant un peu plus de 4 tonnes, tracté par un moteur de 1 000 ch, il avait une vitesse de 430 km/h. Afin d'en simplifier la construction, son train d'atterrissage n'était pas escamotable. Il emportait une bombe de 250 kg sous le fuselage et 2 bombes de 60 kg sous les ailes. Il était très maniable. Le Aichi D3A “Val” a fait des ravages particulièrement à Pearl Harbor et pendant le raid sur Ceylan.
Ses équivalents américains étaient le Vought SB2U “Vindicator”, qui équipait les porte-avions de la classe Lexington, et les USS Ranger et Wasp,, et le SBD “Dauntless” qui a servi comme bombardier en piqué sur les porte-avions de la classe Yorktown dès 1941. Pesant 4 250 kg, équipés d'un moteur de 1 200 ch, les SBD “Dauntless” avaient une vitesse de 410 km/h, et emportaient 1 020 kg de bombes. Ils ont été des acteurs essentiels de la bataille de Midway, par la destruction des quatre grands porte-avions japonais présents. Ils ont aussi pris leur part dans la destruction du cuirassé rapide Hiei le lendemain de la première bataille navale de Guadalcanal.

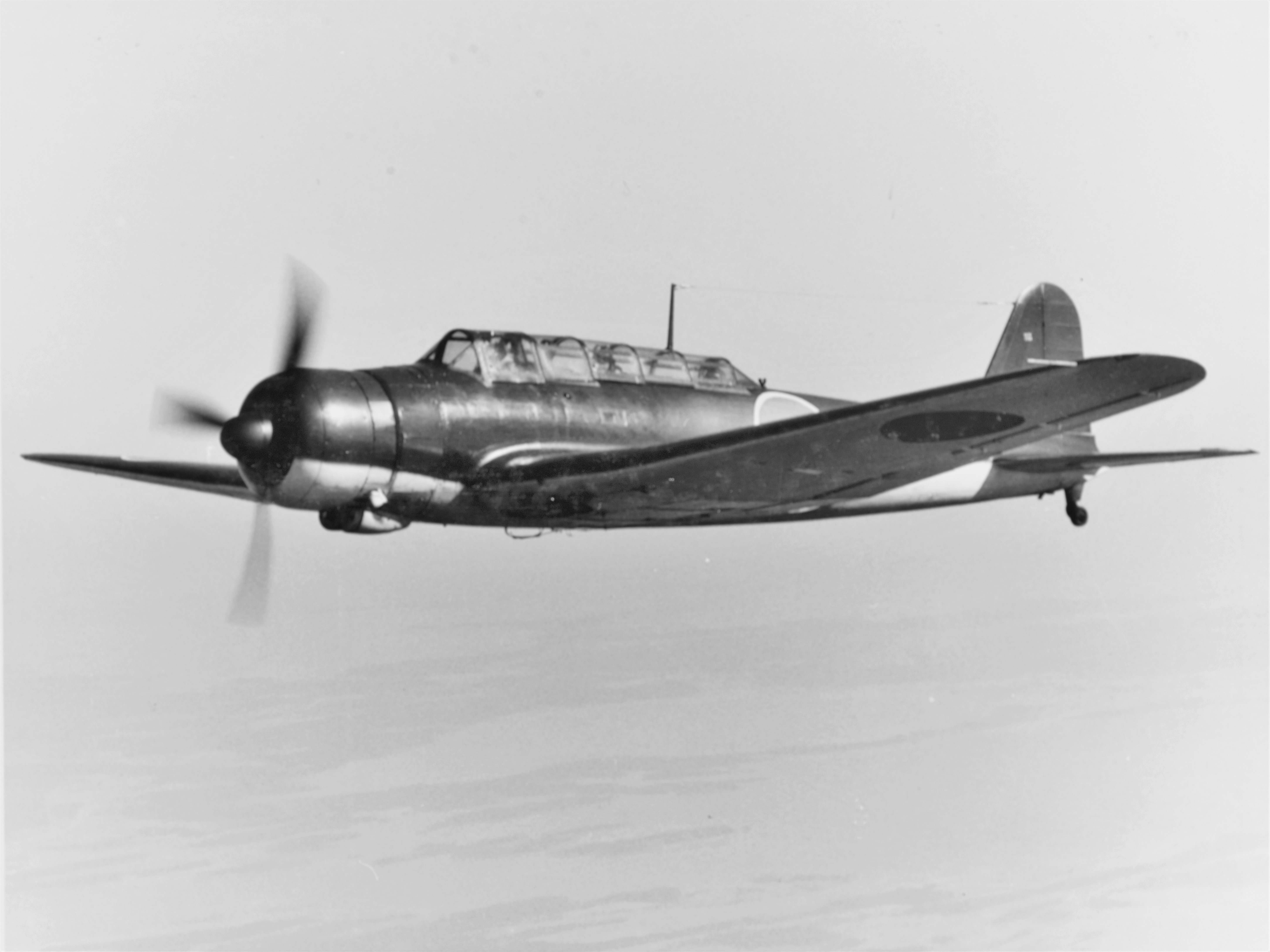
Un Nakajima B5N “Kate”, en vol.

Le bombardier-torpilleur Nakajima B5N “Kate”, capable d'emporter une torpille de 800 kg ou le même poids de bombes à 378 km/h, surclassait nettement le bombardier-torpilleur américain TBD “Devastator” dont la vitesse de 320 km/h était insuffisante,. Les B5N “Kate” ont à leur actif la destruction du cuirassé USS Arizona à Pearl Harbor et des USS Lexington, Yorktown et Hornet à la mer de Corail, à Midway, et aux Îles Santa Cruz.

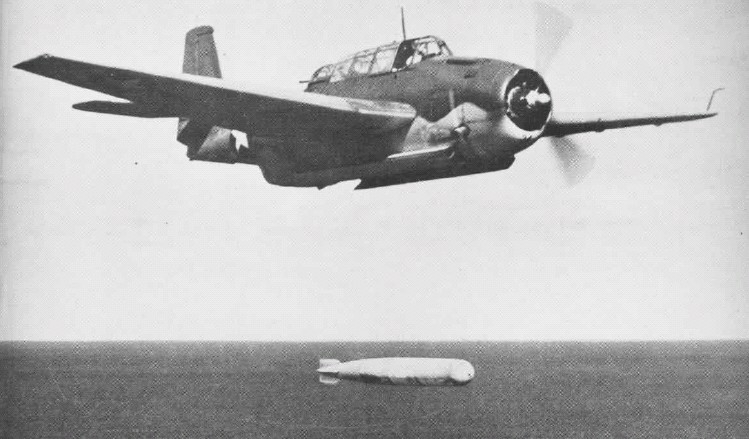
Un TBF “Avenger” larguant sa torpille.

La situation s'est améliorée pour l'U.S. Navy avec les bombardiers-torpilleurs TBF “Avengers” qui ont été mis en service à l'été 1942. Volant à 440 km/h, tractés par un moteur de 1 900 ch, embarquant une torpille de 900 kg, ou le même poids de bombes, ils avaient une vitesse maximale et une vitesse ascensionnelle supérieure à celle des B5N “Kate”. Ce furent les premiers appareils américains à avoir des ailes repliables. Ils ont aussi été les premiers appareils équipés de radars. Ils ont contribué à la destruction du Ryūjō, en août 1942, et du Hiei, en novembre, pendant les batailles de Guadalcanal.

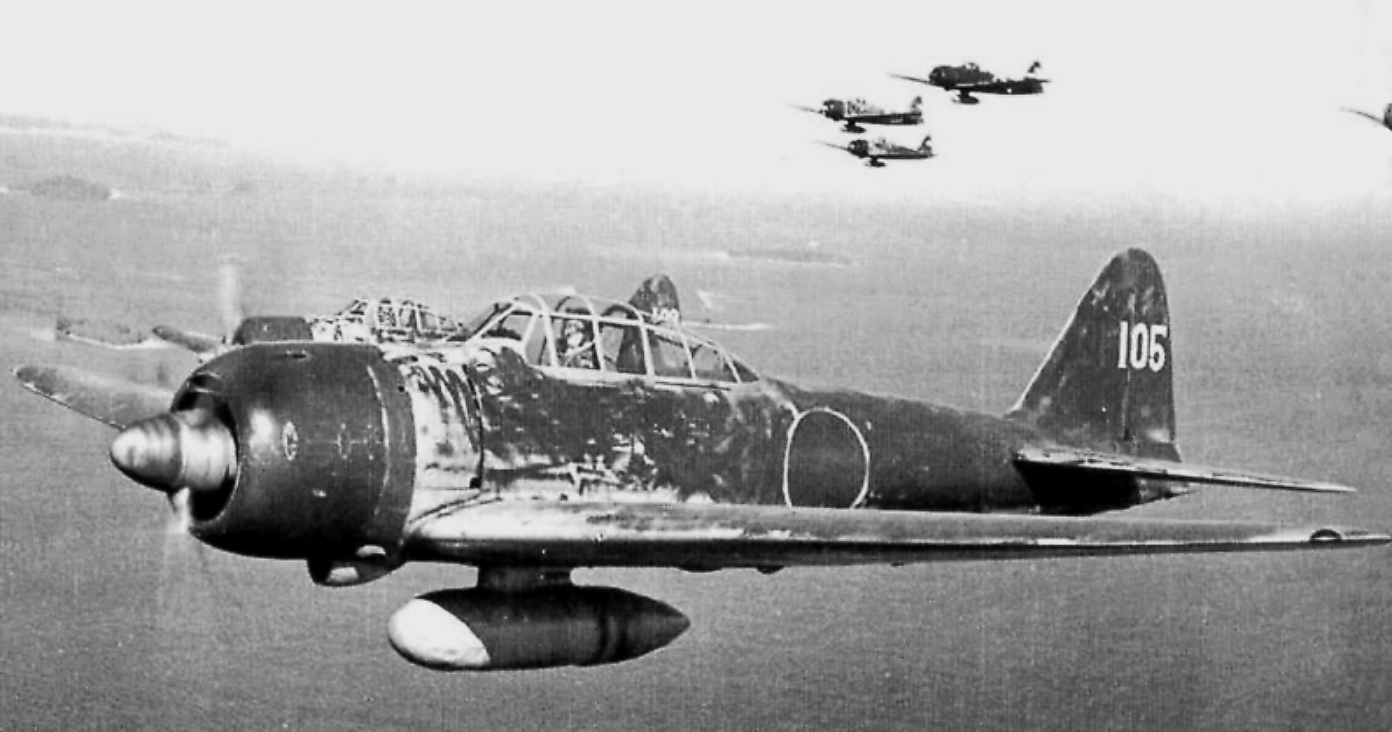
Le Mitsubishi A6M “Zero” Type 22 de l'as japonais Nishizawa (87 victoires), dans les Salomon en 1943.

Le chasseur Mitsubishi A6M “Zero” a été un des atouts emblématiques de l'aviation embarquée japonaise.
Léger (il pesait 2,5 t à pleine charge), maniable et rapide, volant à 525 km/h, il surclassait nettement en combat tournoyant le Grumman F4F “Wildcat”, ce qui rendait les patrouilles aériennes de combat japonaises redoutablement efficaces. Mais la légèreté avait ses inconvénients. Les appareils américains, en contrepartie, étaient généralement plus robustes, plus sûrs, dotés de réservoirs auto-obturants, ou plus avancés sur le plan technologique, équipés de dispositifs IFF par exemple.

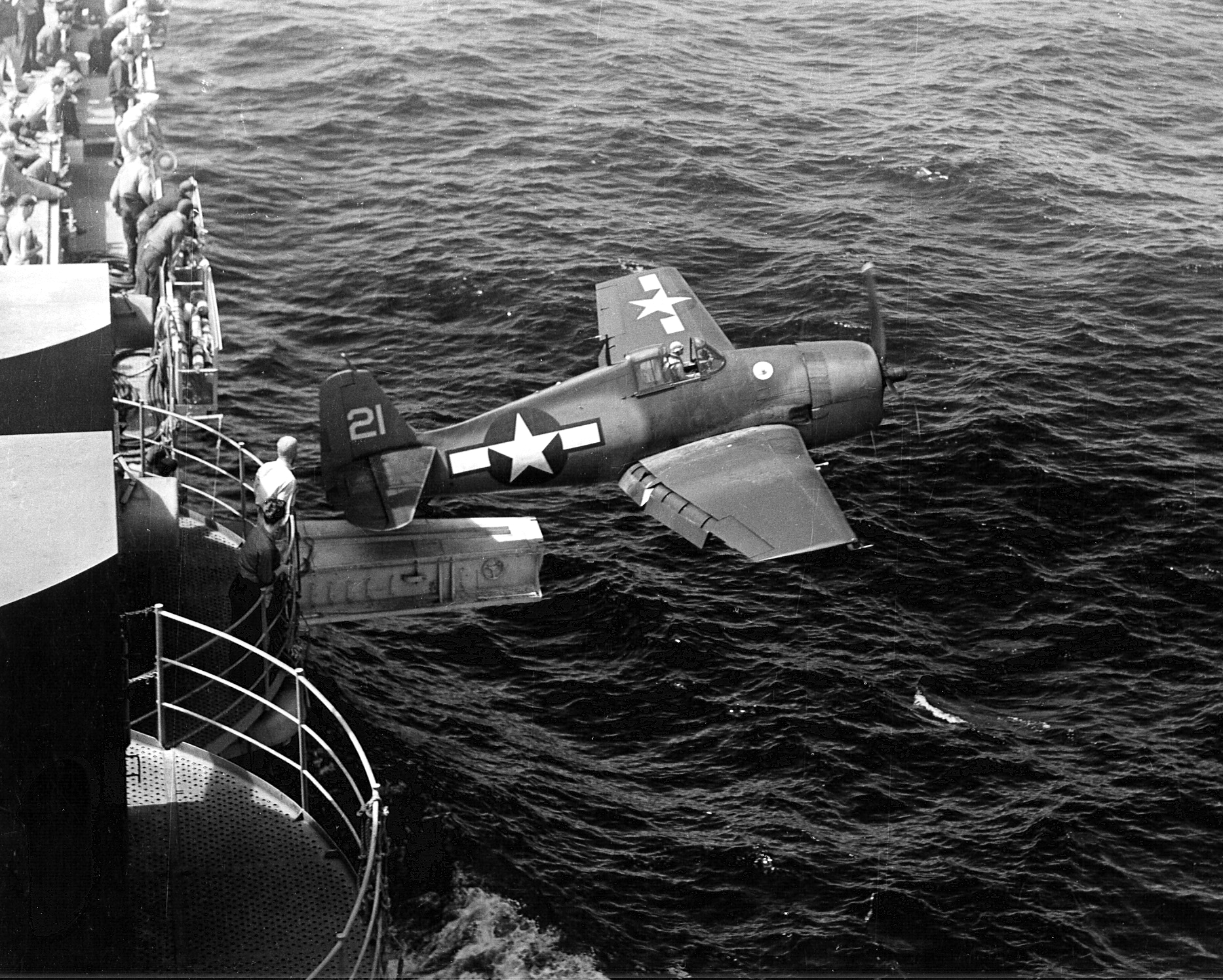
Catapultage d'un F6F “Hellcat”.

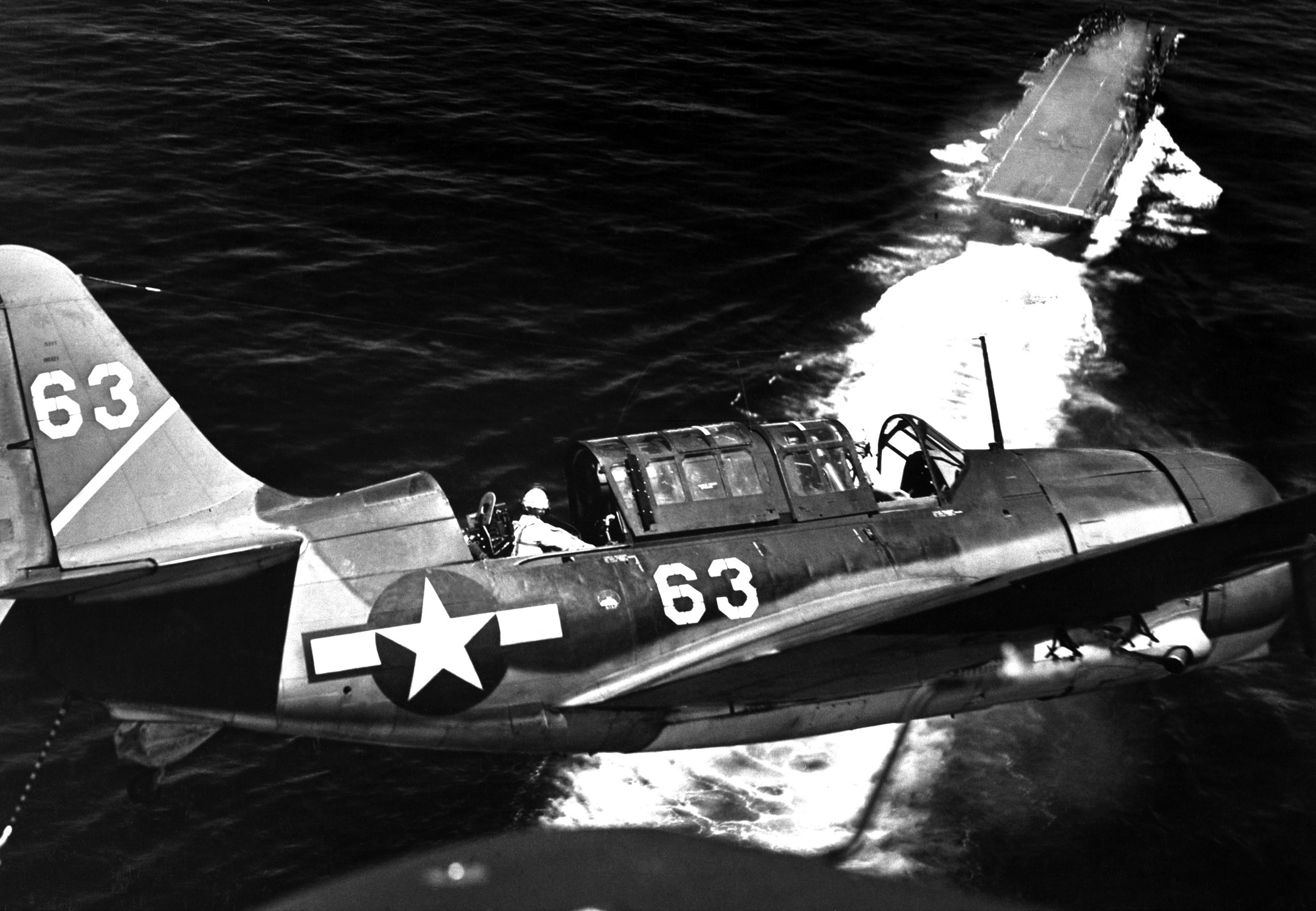
Un SB2C “Helldiver”.

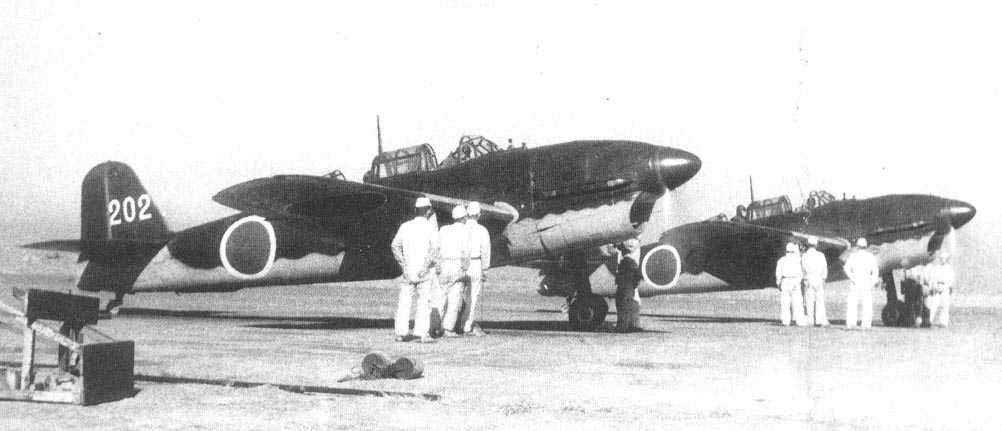
D4Y2 “Judy” prêts à décoller.

L'entrée en service des chasseurs F6F “Hellcats”, dont les premiers furent embarqués en janvier 1943 sur l'USS Essex, alors en essais, et des avions d'assaut SB2C “Helldivers”, dont les premiers ont rejoint l'USS Bunker Hill au début de novembre 1943, a définitivement fait pencher la balance de la guerre aéronavale côté américain. Sur près de 6 500 victoires attribuées aux F6F “Hellcats”, plus de 4 500 l'ont été par des chasseurs embarqués. Fortement protégés, lourdement armés, mais puissamment motorisés, avec des moteurs développant respectivement 2 000 ch et 1 900 ch, les “Hellcats” avaient une vitesse de 610 km/h et les “Helldivers” de 470 km/h, surclassant nettement leurs adversaires japonais.
Le bombardier en piqué D4Y “Judy”, le bombardier-torpilleur B6N “Jill”, et le chasseur “Zero” Type 52, dont les performances étaient tout à fait honorables, ont été mis en service trop tard, dans le courant de 1944, et en trop petit nombre. À partir de la fin octobre 1944, ces appareils ont donc été souvent utilisés pour des attaques-suicides.
L'effort de construction navale et de production de nouveaux appareils va de pair avec une intense formation de nouveaux pilotes. À la fin de 1942 et au début de 1943, la responsabilité en incombe principalement au commandant-en-chef du district naval de Yokosuka, poste auquel a été nommé, le 10 novembre 1942, l'amiral Koga, qui a succédé en avril 1943 à l'amiral Yamamoto comme Commandant-en-Chef de la Flotte Combinée.
En ce qui concerne la formation des pilotes, la Marine impériale japonaise, qui disposait au début de la guerre du Pacifique de pilotes aguerris par la seconde guerre sino-japonaise, mettait en œuvre une formation longue et rigoureuse. Mais après quatre batailles aéronavales où elle avait perdu environ cent pilotes par bataille, elle se retrouvait avec un effectif réduit de plus de la moitié en six mois (entre mai et octobre 1942), et son système de formation ne lui permettait de le reconstituer rapidement. La décision de raccourcir la durée de la formation entraîna alors une augmentation du taux de pertes par accidents, ce qui a conduit à rétablir l'ancien système de formation, si insuffisant qu'il fût, de sorte que les efforts industriels de reconstitution de la flotte de porte-avions et d'appareils embarqués se sont heurtés à une insuffisance criante des effectifs de personnels volants confirmés.
La situation était différente dans l'U.S. Navy, d'abord parce que le nombre de pertes était plus faible, car une attention particulière était portée à ce que les sous-marins et les bâtiments d'escorte récupèrent les pilotes qui avaient survécu après avoir été abattus en mer. Ensuite, le nombre d'écoles de formation a été porté de une à trois. Pour l'apprentissage de l'appontage, et la formation du personnel de pont, deux vapeurs d'excursion à roues à aubes sur les Grands Lacs, rebaptisés USS Wolverine et Sable, ont reçu un pont d'envol, sans hangar ni armement, pour servir de “porte-avions-écoles” à partir de l'été 1942. Enfin, les pilotes les plus chevronnés étaient retirés d'opérations, pour servir d'instructeurs.

##### Porte-avions de nuit américains
La Seconde Guerre mondiale voit l'essor de la guerre aérienne de nuit grâce surtout au perfectionnement du radar qui - au sol ou embarqué sur les navires - permet le guidage des chasseurs vers les bombardiers ennemis. Bientôt apparaissent des radars embarqués à bord des avions eux-mêmes, qui permettent aux chasseurs guidés dans un premier temps depuis le sol d'assurer eux-mêmes la dernière phase d'une interception ou aux bombardiers de repérer leur objectif puis de l'attaquer.

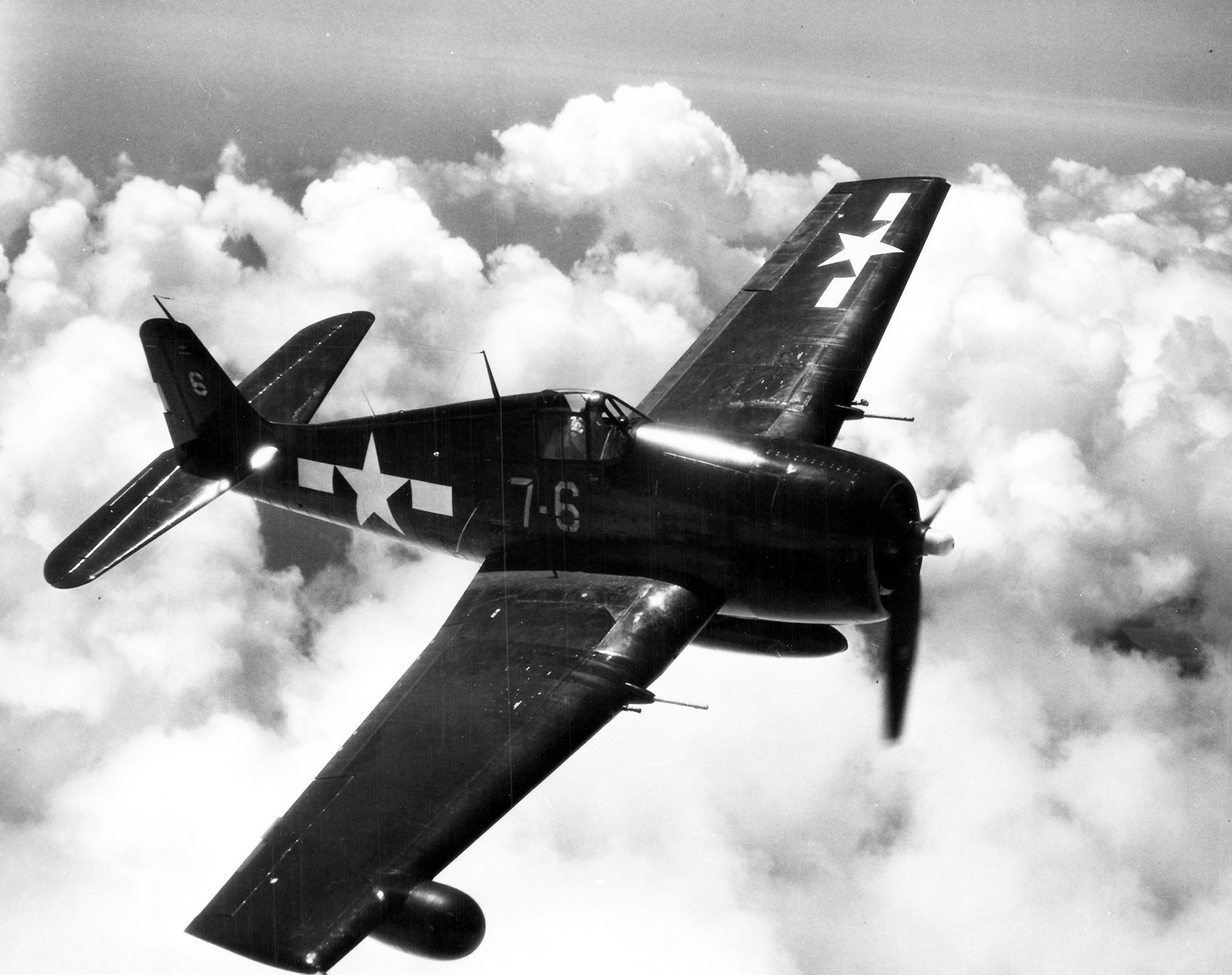
Chasseur de nuit F6F-5N.

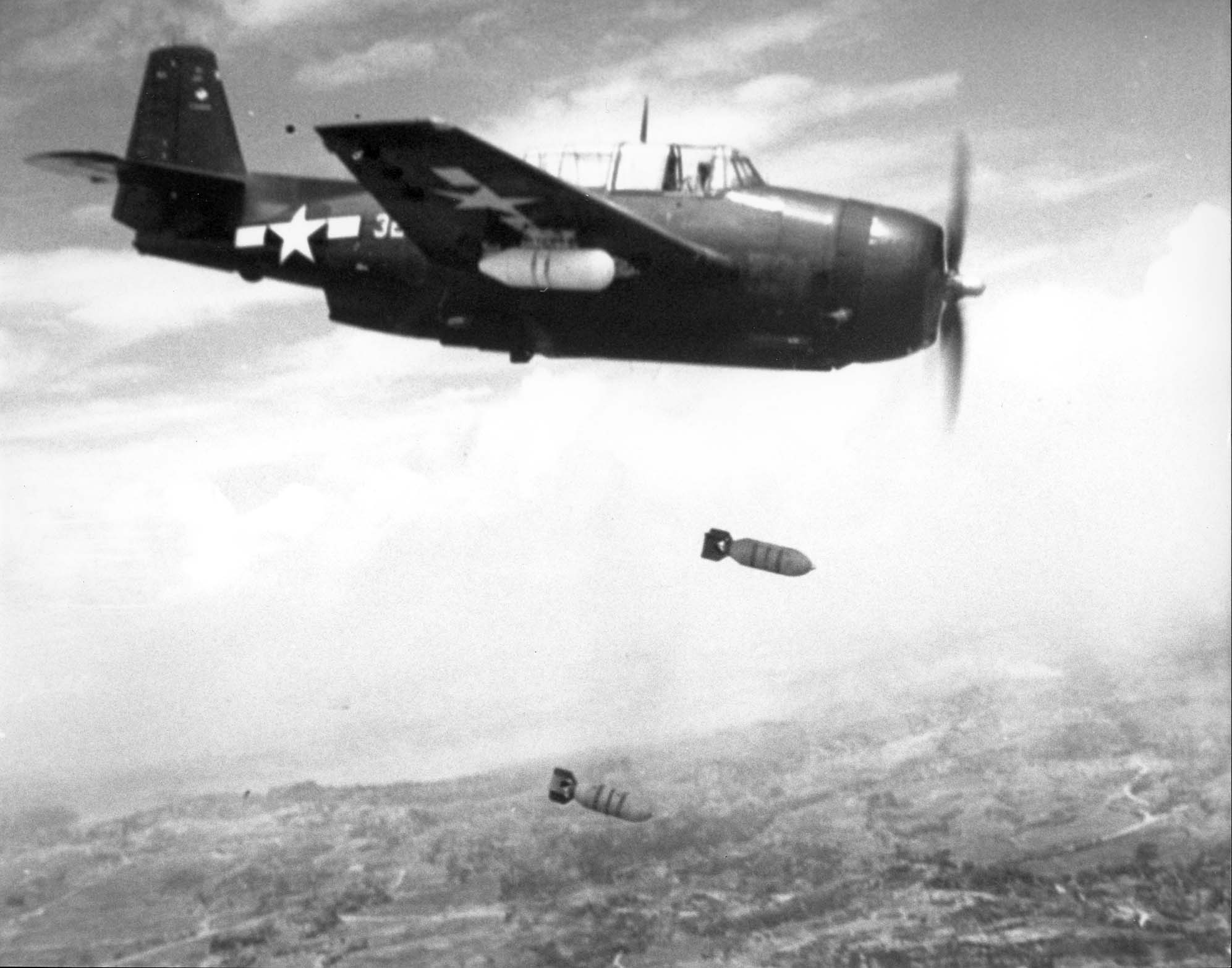
TBM Avenger avec nacelle radar sous l'aile droite.

La marine américaine se dote dès la fin de 1943 de ses premiers chasseurs de nuit embarqués, des F4U-2 Corsair équipés d'un radar logé dans une nacelle implantée sur l'aile droite de l'avion. Quelques mois après, une première version de chasse de nuit du Grumman F6F Hellcat est mise en service, le F6F-3E équipé d'un radar AN/APS-4, suivi du F6F-3N, qui reçoit la version améliorée -6. Quelques flottilles sont basées à terre dans les îles Salomon dès 1943 puis, début 1944, les premiers porte-avions reçoivent chacun un détachement comptant quatre chasseurs. Les pilotes ont reçu un entraînement supplémentaire de 29 semaines et des procédures sont mis au point pour faciliter l'approche et l'appontage de nuit. Cependant, sur un porte-avions de cette époque, pour qu'un seul avion puisse apponter en fin de mission, il faut déplacer vers l'avant du navire tous les appareils qui étaient restés sur l'arrière du pont pendant les décollages ou catapultages. Ce respotting mobilise l'ensemble des équipes et ne rend pas les chasseurs de nuit très populaires à bord. L'invention de la piste oblique quelques années après la fin de la guerre aidera considérablement à résoudre le problème car il devient alors possible d'assurer simultanément des catapultages et des appontages sans déplacer la totalité des appareils mais, pendant la guerre, cette solution n'existe pas encore et il est quasiment impossible de mener des opérations aériennes de jour puis de les poursuivre la nuit sans épuiser rapidement les équipages.
La solution consiste, dès qu'un nombre suffisant de porte-avions est disponible, à spécialiser certains d'entre eux dans les opérations de nuit en les dotant d'un groupe aérien dont tous les appareils (chasseurs et bombardiers) sont équipés de radars. L'Independence, qui sort de réparations après avoir reçu une torpille lors de la campagne de Tarawa, est le premier navire choisi pour cette mission, de préférence à un porte-avions d'escorte, dont le pont est un peu plus large mais qui est trop lent et pas assez protégé pour évoluer avec la flotte.
Le groupe aérien choisi est constitué autour de le flottille VF(N)-79 qui est dissoute pour donner naissance au CVLG(N)-41 sous le commandement du capitaine de frégate Turner F. Caldwell, un vétéran de la campagne de Guadalcanal trois fois décoré de la Navy Cross. C'est le premier groupe aérien spécialisé dans les opérations de nuit et il est composé lui-même de la flottille de chasse VF(N)-41 équipée de chasseurs F6F-3E, F6F-3N puis F6F-5N et de la flottille de bombardement VT(N)-41, sur bombardiers-torpilleurs TBM-1C et -1D. Dans un premier temps, l'Independence n'effectue que peu de missions de nuit et son groupe aérien est fréquemment modifié par transfert de pilotes et d'avions avec les autres porte-avions de la Task-Force mais à partir de l'invasion des Philippines, le groupe est à nouveau constitué exclusivement d'appareils spécialisés dans les missions nocturnes.
Pour faire décoller ou apponter ses avions, un porte-avions doit impérativement adopter une « route aviation » face au vent, qui ne correspond pas nécessairement à la route suivie par le reste du Task-Group auquel il appartient et donc, à la survenue du crépuscule, le porte-avions de nuit et ses escorteurs constituent une Task-Unit temporaire qui opère à proximité mais indépendamment de son Task-Group d'origine avant d'être dissoute à l'aube.
Pendant la compagne des Philippines, les avions du groupe jouent un rôle important en localisant la task force japonaise puis en protégeant la flotte américaine lors d'interceptions au cours desquelles 46 appareils japonais sont détruits dont la majorité de nuit. L'as des pilotes de nuit de la Navy pour le conflit est le commandant en second de la VF(N)-41, le lieutenant de vaisseau (lieutenant) William E. Henry, qui atteint un score de 6 1/2 victoires de nuit, auxquelles s'ajoutent 4 victoires de jour. Il est suivi par le lieutenant Jack Berkheimer mais ce dernier disparaît lors d'une interception nocturne. Son score de 7 victoires 1/2 dont 5 1/2 de nuit, fait de lui le second as de l'aviation de chasse de nuit de la Navy pour la guerre.
La compagne se termine en janvier 1945 pour l'Independence qui, après son retour à Pearl Harbor, échange le CVLG(N)-41 contre un groupe de jour, le CVLG-46. En effet, après avoir d'abord commencé à entraîner un deuxième porte-avion léger, le Bataan, comme porte-avions de nuit, la marine décide de ne plus confier cette mission qu'aux grands porte-avions et elle est attribuée d'abord à l'Enterprise (CV-6/CVG(N)-90) et au Satatoga (CV-3/CVG(N)-53), puis au Bon Homme Richard (CV-31/CVG(N)-91). Toutefois, des détachements de six chasseurs de nuit restent à bord de la plupart des grands porte-avions jusqu'à la fin de la guerre.

#### Des îles Gilbert aux îles Mariannes
Au début de 1943, les forces aéronavales américaines étaient centrées sur les porte-avions USS Saratoga au sein de la Task Force 11, aux ordres du contre-amiral Sherman, et USS Enterprise au sein de la TF.16, aux ordres du contre-amiral Ramsey à laquelle ont été momentanément rattachés les porte-avions de la classe Sangamon, USS Suwanee et Chenango, arrivés dans le Pacifique en janvier 1943, et constituant la TF.18, aux ordres du contre-amiral Giffen.

##### Bombardement de Rabaul et attaque des îles Gilbert

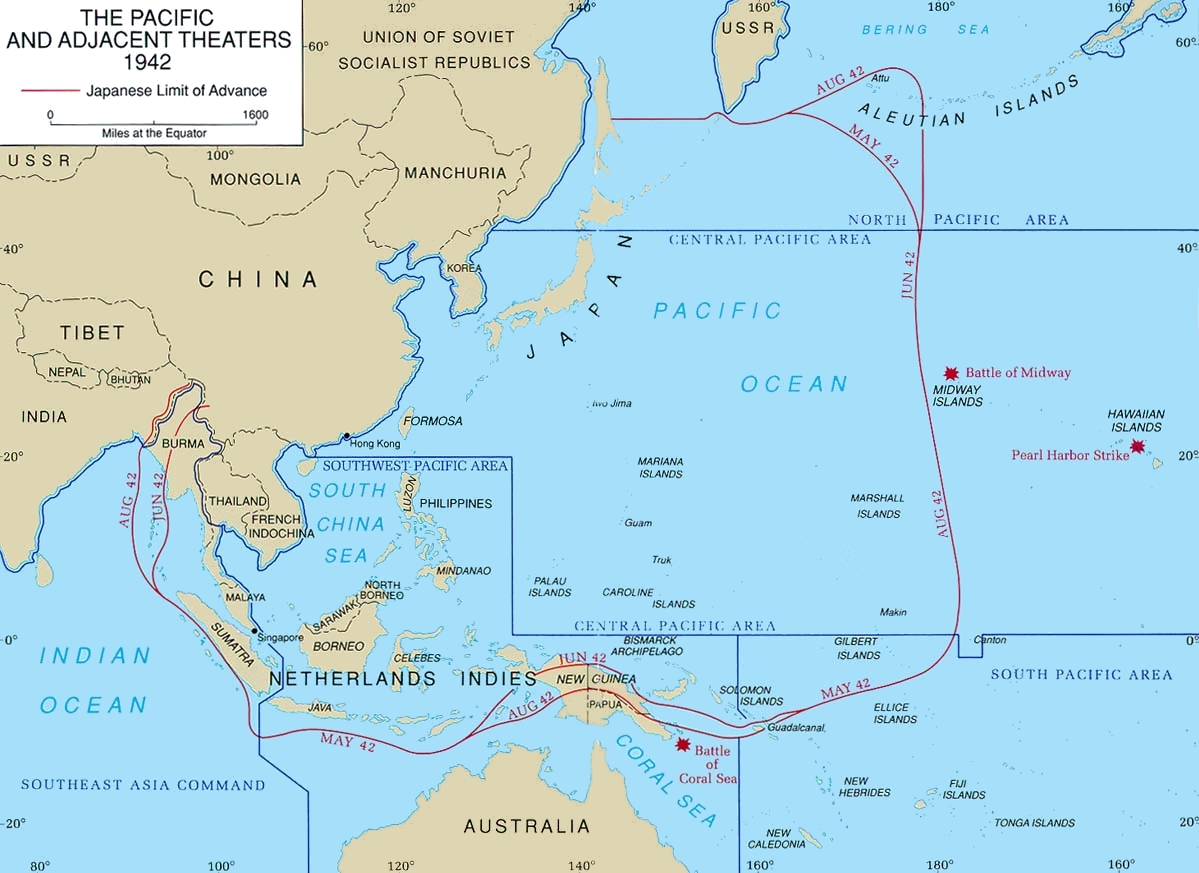
Carte des commandements alliés dans la guerre du Pacifique.

Structure des commandements américains dans le Pacifique.

En juillet, l'amiral King commande à l'amiral Nimitz de commencer à préparer l'offensive dans le Pacifique central. En août, le vice-amiral Spruance qui, après la bataille de Midway, avait été nommé chef d'état-major du commandant-en-chef de la Flotte du Pacifique, est nommé à la tête de la Force du Pacifique Central, c'est-à-dire des forces navales opérant dans la zone du Pacifique dont l'amiral Nimitz n'a pas délégué le commandement-en-chef.
De nouveaux porte-avions rapides ont rallié la flotte américaine du Pacifique à partir de la mi-1943, l'USS Essex en mai, les USS Independence et Yorktown en juillet, et constitués en TF.15, aux ordres du contre-amiral Pownall, ils ont effectué, avec le cuirassé USS Indiana, un raid sur l'île Marcus, le 31 août. Avec l'USS Lexington, et les USS Princeton et Belleau Wood, une nouvelle TF.50, toujours aux ordres du contre-amiral Pownall, a effectué le 18 septembre, un raid sur Makin et Tarawa au nord des îles Gilbert, premier objectif de l'offensive de l'U.S. Navy, aux ordres directs de l'amiral Nimitz dans le secteur du Pacifique central. Aussitôt le vice-amiral Ozawa avec les porte-avions Shōkaku, Zuikaku et Zuihō de la 3e Flotte japonaise, les cuirassés Yamato et Nagato et quatre croiseurs lourds, a vainement essayé d'intercepter les porte-avions américains.

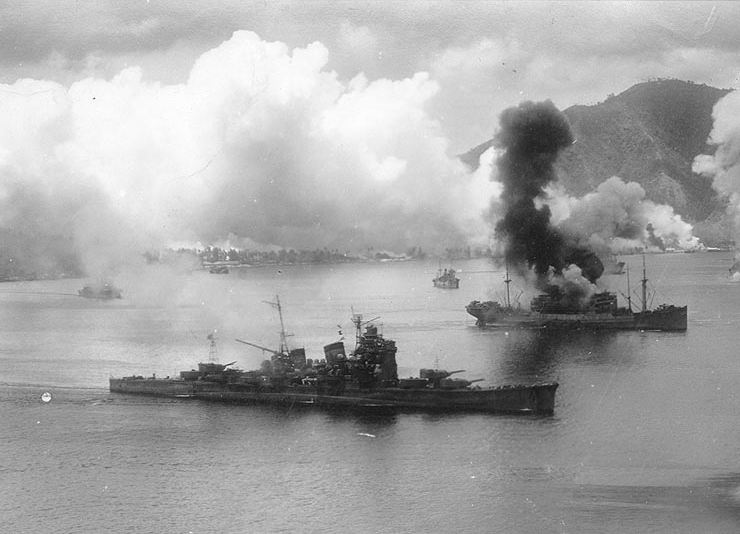
Le croiseur lourd japonais sous les bombes de l'aviation américaine basée à terre, le 2 novembre 1943, à Rabaul.

Dans le secteur du Pacifique sud-ouest, dans le cadre de la campagne de Nouvelle-Guinée, l'aviation australienne et la Ve Air Force (l'aviation du général MacArthur) avaient entrepris de bombarder Rabaul, tandis que dans le secteur du Pacifique sud, aux ordres de l'amiral Halsey, s'achevait la campagne des îles Salomon, avec une attaque prévisible de l'île de Bougainville. Aussi l'amiral Koga a-t-il décidé de lancer une opération de renforcement de Rabaul (opération Ro) et dans ce but, les groupes aériens des porte-avions de la 3e Flotte à Truk ont été débarqués et envoyés à Rabaul, pour renforcer la 11e Flotte aérienne, dans les derniers jours d'octobre 1943. Au même moment, une TF.38, aux ordres du contre-amiral Sherman, constituée autour des USS Saratoga et Princeton a assuré la couverture éloignée du débarquement sur Bougainville à proximité du cap Torokina, le 1er novembre. Après qu'une contre-attaque de croiseurs japonais basés à Rabaul eût été repoussée dès la nuit suivante, par les croiseurs de la TF.39 du contre-amiral Merrill, chargés de la couverture rapprochée, à la bataille de la baie de l'Impératrice Augusta, sept croiseurs lourds basés à Truk furent envoyés à Rabaul, par l'amiral Koga. La TF.38, qui bombardait les aérodromes de l'aviation navale japonaise basée à terre sur les îles Shortland et Buka alla attaquer Rabaul, où les croiseurs refaisaient leurs pleins. Malgré les redoutables défenses antiaériennes de cette base, le Maya a été avarié, et les croiseurs Atago, Takao et Mogami endommagés, le 5 novembre. Les Task Groups 50.2 et 50.3 étaient en route vers les îles Gilbert et avaient atteint Espiritu Santo, dans les Nouvelles Hébrides. Le TG 50.2 (avec les USS Enterprise, Belleau Wood et Monterey) alla bombarder Tarawa, le 11 novembre, tandis que le TG 50.3 (avec les USS Essex, Bunker Hill et Independence) alla prêter main-forte à la TF 38, devenue le TG 50.4, pour bombarder Rabaul. Mais déjà, la Marine impériale japonaise avait replié ses grandes unités sur Truk, dans les îles Carolines, et ni Rabaul, ni Kavieng n'eurent ensuite de valeur opérationnelle en tant que bases navales.
Une semaine plus tard, le 19 novembre, les six porte-avions d'escadre et cinq porte-avions légers de la Task Force 50 ont bombardé les aérodromes des îles Gilbert, des îles Marshall et de Nauru et le lendemain, les cuirassés anciens et les croiseurs lourds des Task Groups d'Appui Feu 52.2 et 53.4, ont effectué le bombardement préparatoire au débarquement sur Makin au nord et Tarawa au sud, la couverture aérienne rapprochée étant assurée par les Task Groups d'Appui Aérien 52.3 (la Car Div 24, 24e division de Porte-avions, USS Liscome Bay, USS Coral Sea, USS Corregidor) et 53.6 (la Car Div 22, 22e division de Porte-avions, USS Sangamon, USS Suwanee, USS Chenango).
Le bombardement préparatoire de l'artillerie navale avait été plus impressionnant qu'efficace. Les Japonais, alertés par un raid des marines un an auparavant, avaient fortifié les abords des plages et s'étaient renforcés ; ils se battirent avec acharnement. La prise de l'aérodrome de Betio a été particulièrement sanglante. Les pertes de l'infanterie américaine en trois jours (près de 1 000 tués) ont atteint 75 % de celles subies en six mois (1 600 tués) à Guadalcanal. Devant Makin, le 24 novembre, l'USS Liscome Bay, torpillé par le sous-marin I-175, coula avec 650 tués sur un équipage d'un peu plus de 900 hommes.

##### Attaque des îles Marshall et bombardement de Truk
Le Haut Commandement japonais, prenant en compte l'affaiblissement de l'aviation embarquée, a arrêté à l'automne 1943 une nouvelle stratégie, dite de la Zone de Défense Nationale Absolue, selon laquelle les îles Kouriles, les îles Bonin (dont fait partie Iwo-Jima), les îles Mariannes, les îles Carolines, l'île de Biak au large de l'extrémité nord-ouest de la Nouvelle-Guinée, les îles de la Sonde et la Birmanie constituaient autant de porte-avions insubmersibles. On aura remarqué que cette zone n'incluait pas les îles Salomon, la côte nord-est de la Papouasie-Nouvelle-Guinée, ni les îles Gilbert et les îles Marshall, qui ont été au centre des combats de 1943 et du début de 1944. Son instrument principal devait être la 1re Flotte Aérienne du vice-amiral Kakuta dont les pilotes, basés à terre, pouvaient avoir une formation moins achevée que celle des pilotes de l'aviation embarquée.
Du côté américain, le contre-amiral Pownall, à qui il était reproché d'avoir manqué d'agressivité pendant l'attaque des îles Gilbert, est remplacé par le contre-amiral Mitscher à la tête de la Task Force 50, qui est rebaptisée Task Force 58, le 6 janvier 1944. Cette formation constitue dès lors la Force Opérationnelle des Porte-avions Rapides (Fast Carrier Task Force), qui va avoir en charge la couverture éloignée de tous les débarquements de vive force sur des îles du Pacifique central, en 1944 et 1945. Elle est composée de quatre Task Groups, comprenant chacun trois (et ultérieurement quatre) porte-avions rapides, c'est-à-dire, outre les deux survivants du Pacifique, les USS Saratoga et Enterprise, un ou deux porte-avions d'escadre de la classe Essex, et un ou deux porte-avions légers de la classe Independence. Elle comprenait également, répartis dans les différents Task Groups, les cuirassés modernes des classes North Carolina, South Dakota, Iowa. Cette Task Force faisait partie de la Force du Pacifique central, à la tête de laquelle avait été nommé, en août 1943, le vice-amiral Spruance.

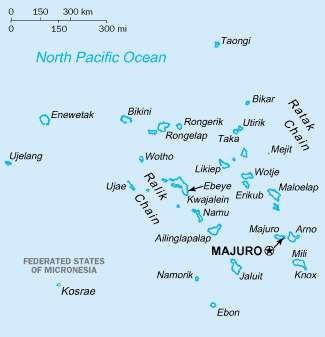
Carte des îles Marshall.

Lorsque le contre-amiral Mitscher prend son commandement, la conviction de tous les états-majors était que les forces aéronavales pouvaient mener des raids victorieux (l'attaque de Pearl Harbor en était la preuve), mais qu'elles ne pouvaient venir à bout d'une puissante aviation basée à terre, ce qui s'était encore vérifié en Méditerranée orientale en 1941, ou dans l'Arctique en 1942. C'est cette conviction qui était à la base de la stratégie de la Zone de Défense Nationale Absolue, évoquée plus haut. Et la réussite de l'attaque des îles Gilbert pouvait s'expliquer par la supériorité des forces engagées par les Américains, dix fois supérieures à celles des Japonais.
Tous les territoires reconquis par les Alliés en 1942 et 1943 étaient avant-guerre des territoires sous mandat de la Société des Nations administrés par l'Australie, comme la Papouasie Nouvelle-Guinée, ou des protectorats britanniques comme celui des îles Salomon ou des îles Gilbert. L'objectif suivant, les îles Marshall, était une ancienne colonie allemande, dont après la Première guerre mondiale l'administration avait été confiée, sous mandat de la Société des Nations, à l'empire du Japon qui y voyait un élément de sa première ligne de défense, et les avait fortifiées en secret, mais la topographie des îles ne se prêtait qu'à des fortifications aux abords des côtes.
Dès le mois de décembre 1943, les positions japonaises des îles Marshall sont bombardées par l'aviation embarquée, par les bombardiers des  US Army Air Forces  partis des aérodromes des îles Gilbert et de l'aérodrome construit sur l'île Baker. Le pilonnage s'est accentué à la fin janvier 1944,de sorte que l'aviation japonaise des îles Marshall a été annihilée, et les pertes américaines lors de l'attaque, le 2 février 1944 de Roi-Namur, et de Kwajalein où les cuirassés USS Iowa et New Jersey ont reçu le baptême du feu, ont été inférieures à 400 tués.
Le 16 février, le vice -amiral Spruance a été promu amiral.
Les Task Groups de la TF 58 vont intervenir dans les jours et les semaines qui suivent pour tantôt couvrir des débarquements (Opération Catchpole du TG 58.4 à Eniwetok à l'ouest des Îles Marshall, du 12 au 17 février), tantôt effectuer des missions de bombardement sur Truk, la grande base japonaise des îles Carolines surnommée le « Gibraltar du Pacifique » (opération Hailstone des TG 58.1, 58.2, et 58.3, les 17 et 18 février).
Le commandant-en-chef de la Flotte combinée, l'amiral Koga, inquiet de la possibilité de l'attaque de Truk, au cœur de la nouvelle “Zone de Défense Nationale Absolue”, avait replié ses grands bâtiments sur les Palaos, mais à Truk, 200 000 tonnes de navires japonais ont été détruites, ainsi que 275 avions, au prix de la perte de quatre “Hellcats” et neuf “Avengers”, et de dégâts sur un porte-avions de la classe  Essex. Ceci démontrait que la Force 58 du contre-amiral Mitscher était capable d'affronter les positions aéronavales les plus fortes de la Marine impériale japonaise. La Task Force 58 a poursuivi ses raids sur les Îles Mariannes (Saipan, Tinian et Guam) à la fin de l'opération Catchpole, du 21 au 23 février, ou sur Palaos, Yap et Ulithi (opération Desecrate I, du 28 mars au 1er avril). En mars, le contre-amiral Mitscher a été promu vice-amiral.
Truk et Palau sont à nouveau l'objectif des bombardements de l'aviation embarquée de la Task Force 58, le 29 et le 30 avril, tandis que les cuirassés bombardent Ponape, le 1er mai, au retour des opérations Reckless et Persecution, en appui de l'avance des troupes du général MacArthur, débarquant à Hollandia, sur la côte nord de la Nouvelle-Guinée.
Le 29 avril, la Force du Pacifique Central de l'amiral Spruance a pris le nom de Ve Flotte.

##### Attaque des îles Mariannes
Une réorganisation des forces navales japonaises est intervenue également le 1er mars 1944, la Flotte Combinée étant remplacée, comme unité opérationnelle, par la 1re Force Mobile dont le vice-amiral Ozawa a reçu le commandement. Un Commandement-en-Chef d'une Zone du Pacifique Central et une 14e Flotte Aérienne sont créés, avec QG à Saipan, qui sont confiés au vice-amiral Nagumo, le 3 mars. Peu après, a été armé le grand porte-avions Taihō,. qui a rejoint la 1re division de porte-avions, le 5 avril. Le vice-amiral Ozawa y a alors transféré sa marque.
La 1re Flotte Mobile était organisée en trois Forces, assez semblables aux Task Forces américaines, rassemblant porte-avions et grands navires porte-canons.
- Une Force “A”, commandée par le vice-amiral Ozawa personnellement, comprenait la 1re Division de Porte-avions (Taihō, Shōkaku et Zuikaku), deux croiseurs lourds, un croiseur léger et six destroyers. Les grands porte-avions Shōkaku et Zuikaku étant passés en cale sèche au Japon, au début de 1944, ils n'ont rejoint Singapour, et le mouillage des îles Lingga, que vers le 20 mars.
- Une Force “B”, commandée par le contre-amiral Jōjima, comprenait la 2e division de porte-avions (Hiyo, Jun'yō et Ryūhō), le cuirassé Nagato et le croiseur lourd Mogami et dix destroyers. Les Hiyo et Jun'yō ont dû d'abord reconstituer et entraîner leurs groupes aériens (le 652e kōkūtai), à proximité du Japon. Ils rallièrent le mouillage de Tawi-Tawi, en mer de Sulu au sud des Philippines, où les porte-avions aux ordres du vice-amiral Ozawa étaient arrivés le 15 mai.
- Une Force “C”, commandée par le vice-amiral Kurita, comprenait la 3e Division de Porte-avions (Zuihō, Chitose et Chiyoda), les 1re et 11e Divisions de Cuirassés (Yamato et Musashi, Kongō et Haruna), huit croiseurs lourds, (quatre de la classe Takao, deux de la classe Mogami et les deux de la classe Tone), un croiseur léger et sept destroyers. Elle s'est concentrée également à Tawi-Tawi à la mi-mai.

La 1re Flotte Mobile y a poursuivi son entraînement. Mais le 22 mai, le porte-avions Chitose reçut d'un sous-marin américain deux torpilles qui n'explosèrent pas : le vice-amiral Ozawa interdit alors les sorties à la mer pour l'entraînement des pilotes de porte-avions.
Le 31 mars 1944, l'amiral Koga avait été porté disparu avec son hydravion, aux Philippines. Ce n'est qu'au début de mai qu'a été désigné son successeur, l'amiral Toyoda. Tant que l'aviation américaine avait bombardé principalement les îles Carolines, que l'état-major japonais pensait être le prochain objectif américain, les grands bâtiments japonais n'ont pas quitté leur base.

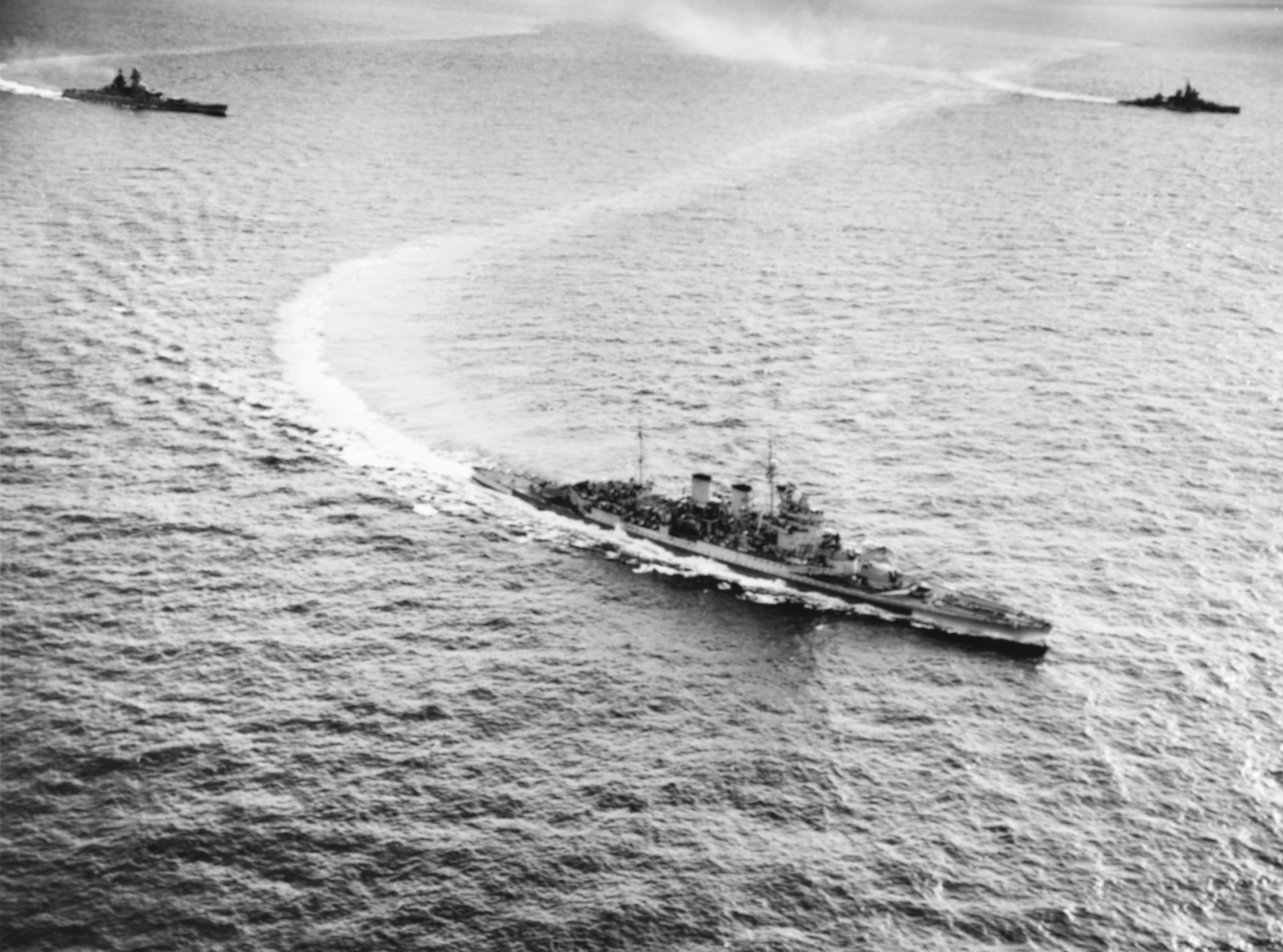
Les cuirassés de l'Eastern Fleet, le 12 mai 1944, au premier plan le, à droite le, à gauche le.

Au printemps de 1944, les Alliés sont passés à l'offensive dans l'océan Indien, car la Flotte britannique d'Orient (Eastern Fleet) avait été ralliée, au début de 1944, par le porte-avions d'escadre HMS Illustrious, par les cuirassés HMS Queen Elizabeth et Valiant, et le cuirassé français Richelieu. L'objectif stratégique était multiple : détourner les Japonais aussi bien de l'offensive de l'U.S.Navy dans le Pacifique central que de l'avance des troupes du général MacArthur en mer de Bismarck et aider l'aviation embarquée de la Royal Navy à bénéficier de l'expérience acquise par les Américains. Aussi l'USS Saratoga a été momentanément placé sous le commandement du vice-amiral Somerville.
Sur le plan tactique, il s'agissait d'appuyer une offensive britannique en Birmanie en perturbant l'approvisionnement des Japonais en carburant. L'aviation embarquée a donc bombardé le 19 avril les installations portuaires et pétrolières de Sabang à l'ouest de Sumatra, (opération Cockpit). Une seconde opération (opération Transom), eut lieu, le 17 mai, contre Sourabaya à l'ouest de Java. Le lendemain, l'USS Saratoga est parti rejoindre la flotte américaine du Pacifique.
Mais le 27 mai, les forces du général MacArthur ont commencé à débarquer sur l'île de Biak, qui faisait partie de la Zone de Défense Nationale Absolue. L'amiral Toyoda a alors décidé d'y envoyer la 1re Division de cuirassés (les deux cuirassés géants de la classe Yamato), aux ordres du vice-amiral Ugaki (Opération Kon). Elle a appareillé le 10 juin, et a relâché à Batjan, dans les Moluques du nord, le 12.
Or, dès le 11 juin, l'aviation embarquée américaine a commencé un bombardement intensif des îles Mariannes. Les porte-avions rapides étaient alors répartis comme suit au sein de la TF 58:
- les USS Hornet, Yorktown, Belleau Wood, et Bataan, dans le TG 58.1
- les USS Bunker Hill, Wasp, Monterey, et Cabot, dans le TG 58.2
- les USS Lexington, Enterprise, San Jacinto, et Princeton, dans le TG 58.3
- les USS Essex, Cowpens, Langley, dans le TG 58.4.

Mouvements des forces américaines et japonaises en mer des Philippines, à la mi-juin 1944.

Ces quatre Task Groups ont bombardé le 11 et le 12 juin les aérodromes de Rota, Saipan, Tinian et Guam dont 60 % des 250 avions sont détruits. Le 13 juin, les cuirassés rapides de la classe North Carolina et les USS Iowa, New Jersey, Alabama, Indiana et South Dakota ont bombardé Saipan et Tinian. L'amiral Toyoda a donc décidé la mise en œuvre du Plan A-Go de défense des îles Mariannes : la 1re Flotte mobile, aux ordres du vice-amiral Ozawa a appareillé de Tawi-Tawi, le 13 juin, pour se porter à la rencontre de la flotte américaine devant Saipan, et le vice-amiral Ugaki a quitté Batjan et mis cap au nord pour la rallier. Le 14 juin, les TG 58.1 et 58.4 sont allés bombarder les aérodromes d'Iwo Jima et de Chichi Jima, dans l'archipel des îles Bonin, et le 15 juin, deux divisions d'U.S. Marines et une division d'infanterie ont débarqué à Saipan, bénéficiant de la couverture rapprochée des Task Groups d'Appui Aérien TG 52.11 et TG 52.14 rassemblant huit porte-avions d'escorte de la classe Casablanca (USS Fanshaw Bay, Midway, White Plains, Kalinin Bay, Kitkun Bay, Gambier Bay, Corregidor, Coral Sea).
Le 16, les TG 58.1 et 58.4 sont rentrés de leur raid sur les îles Bonin. De son côté, la 1re Flotte Mobile a franchi le détroit de San-Bernardino et débouché en mer des Philippines, où elle a été rejointe par la force du vice-amiral Ugaki. Des sous-marins ont repéré les forces japonaises et l'amiral Nimitz a signalé le 18 au soir à la Ve Flotte que la flotte japonaise se trouvait à 560 km à l'ouest-sud ouest de Saipan. L'amiral Spruance n'a pas accédé au désir du vice-amiral Mitscher d'aller l'attaquer avec la TF 58, ne voulant pas prendre le risque qu'il se fasse tourner, manœuvre qui eût fait courir le plus grand risque aux forces amphibies débarquant à Saipan,. Il lui a en revanche ordonné de déployer en écran anti-aérien les cuirassés rapides du TG 58.7.
L'idée de manœuvre japonaise était de rechercher une « bataille décisive », avec les forces américaines assurant la couverture éloignée d'un débarquement sur les îles Mariannes et en particulier sur Saipan, après que l'aviation japonaise basée à terre les aura affaiblies. La Marine Impériale japonaise est alors capable d'aligner neuf porte-avions dans une même formation opérationnelle, plus qu'elle n'en avait jamais aligné auparavant, et ils sont dotés de près de 500 appareils, certains améliorés tels que le "Zero" modèle A6M5, d'autres récents, comme le bombardier en piqué D4Y "Judy" ou le bombardier-torpilleur B6N "Jill", cependant certains bâtiments, notamment les porte-avions légers, étaient trop lents pour mettre en œuvre les "Judy". Le vice-amiral Ozawa avait bien l'intention de profiter du rayon d'action plus important de son aviation, et de l'avantage donné par les alizés soufflant de l'ouest, et il a lancé, le 18 juin, en avant-garde à 150 km vers l'est, la Force “C” du vice-amiral Kurita. Mais ce faisant, il accordait une confiance exagérée aux informations excessivement optimistes reçues du vice-amiral Kakuta, commandant la 1re Flotte Aérienne, c'est-à-dire l'aviation navale basée à terre, dont les forces durement frappées par les premières attaques de l'aviation embarquée américaine n'avait aucunement affaibli la Ve Flotte américaine.

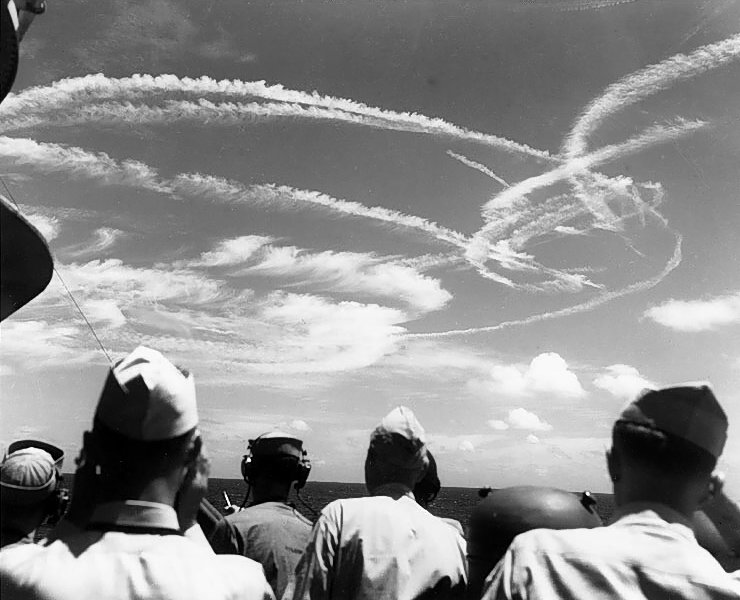
La chasse embarquée américaine a constitué un écran très protecteur contre les attaques japonaises, pendant la bataille de la mer des Philippines.

Le 19 juin au matin, une première vague d'attaque est lancée par la 3e division de porte-avions, sans coordination avec les autres forces, n'infligeant que des dégâts minimes à l'USS South Dakota, au prix d'une quarantaine d'appareils abattus par la DCA et la chasse embarquée américaines sur les quelque soixante-dix appareils qui y participent. Une seconde vague est lancée peu après par le gros des forces japonaises. Elle compte presque deux fois plus d'appareils, elle n'aura pas plus de résultats, mais, sur presque 130 avions engagés, près de cent seront abattus.
Deux coups très durs vont alors être portés à la Flotte Mobile par deux sous-marins de la classe Gato, l'USS Albacore et l'USS Cavalla, qui vont successivement torpiller, pour le premier, le navire amiral Taihō, contraignant le vice-amiral Ozawa à transférer sa marque sur le croiseur Haguro, et pour le second, le porte-avions Shōkaku. Les deux porte-avions vont couler dans l'après-midi du 19 juin, malgré les efforts des équipes de sécurité, efforts contrariés par la volatilité du carburant d'aviation de mauvaise qualité que la Marine Impériale japonaise en était réduite à utiliser. Deux autres vagues d'attaque aériennes vont cependant être encore lancées, toujours sans plus de résultats, toujours avec des pertes considérables, 90 % d'avions abattus pour les quelque 80 avions de la quatrième vague. En fin d'après-midi, la Flotte Mobile japonaise mit le cap au nord-ouest pour rejoindre ses pétroliers ravitailleurs, et la flotte américaine ne se lança pas à sa poursuite.

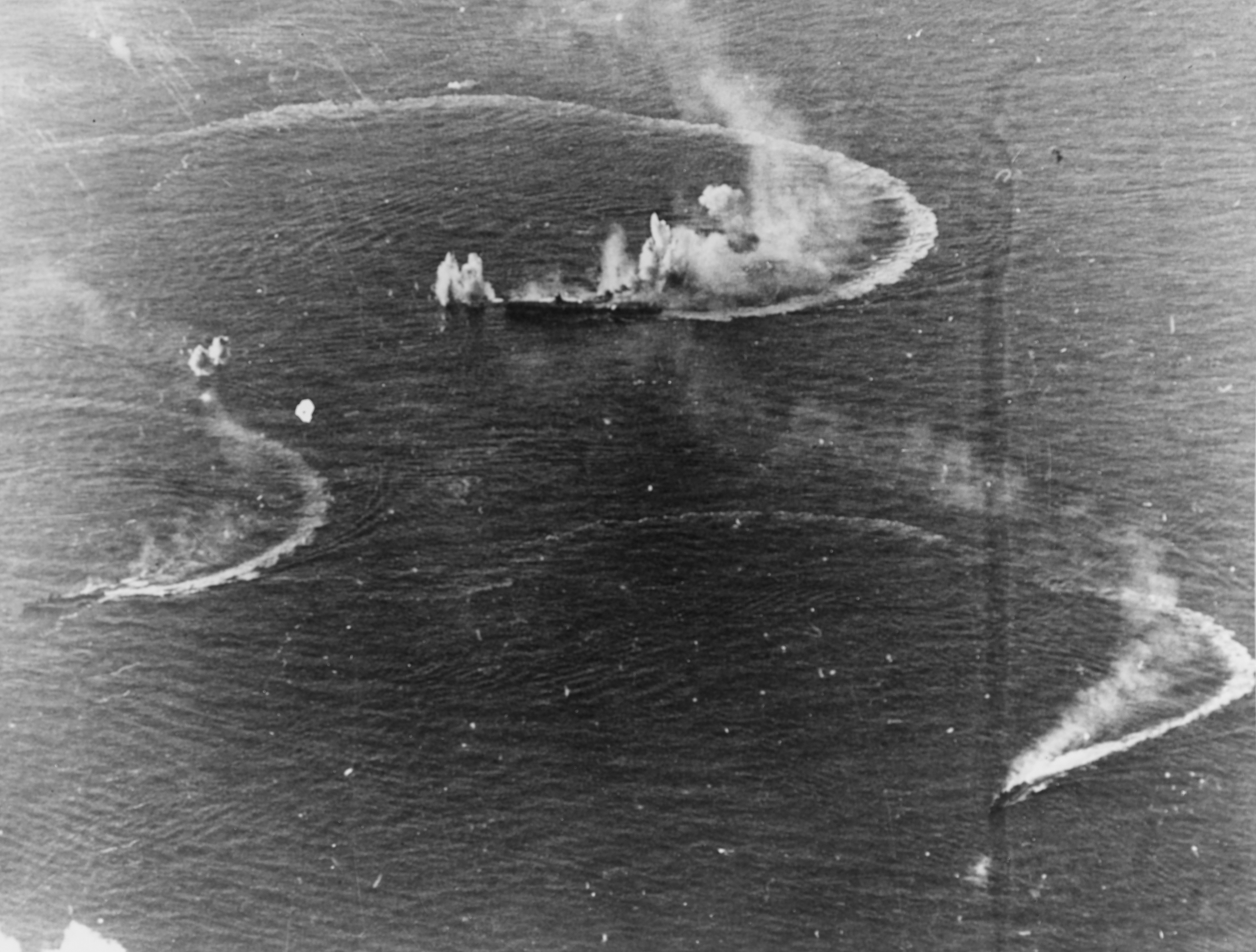
Le porte-avions japonais Zuikaku (au centre) et deux destroyers manœuvrent alors qu'ils sont attaqués par les avions de la TF 58, le 20 juin 1944.

Le 20 juin, bien qu'un tiers seulement des 326 avions lancés à l'attaque soit revenu sur ses porte-avions, le vice-amiral Ozawa, qui avait transféré sa marque sur son dernier grand porte-avions, le Zuikaku, voulait croire les rapports excessivement optimistes de ses aviateurs sur les dégâts infligés aux porte-avions américains et pensait qu'un certain nombre de ses appareils avaient réussi à gagner Guam. Lorsqu'il eut connaissance d'un message intercepté indiquant que la flotte américaine ignorait où se trouvait la flotte japonaise, il crut devoir préparer le lancement d'une nouvelle vague d'attaque, mais vers 15 h 40, la flotte japonaise avait été repérée par des reconnaissances américaines à 220 nautiques dans le nord-ouest. À 16 h 20, le vice-amiral Mitscher décidait, malgré la distance à parcourir et l'heure avancée de l'après-midi, de lancer à l'attaque environ 180 avions, qui ont décollé un quart d'heure plus tard. Vers 18 h 15, le porte avions Hiyō et deux pétroliers étaient torpillés, le Hiyō a coulé deux heures plus tard, tandis que les porte-avions Zuikaku et Chiyoda étaient endommagés, et 40 avions abattus. Le vice-amiral Ozawa mit alors définitivement le cap sur Okinawa et le Japon, tandis qu'à la nuit faite, le retour des avions américains sur leurs porte-avions se fit dans une grande confusion et avec de nombreuses pertes matérielles,.
Le 6 juillet, l'amiral Nagumo, commandant de la Zone du Pacifique central, qui avait son QG à Saipan, s'est suicidé pour ne pas avoir à se rendre. et le 8 juillet, c'est le vice-amiral Takagi qui est tué. Le 9 juillet, les combats ont cessé à Saipan. Le 21 juillet, les Américains ont débarqué sur Guam, et le 24 juillet, sur Tinian. Le vice-amiral Kakuta y disparait vers le 31 juillet et les combats ont cessé à Tinian le 1er août, et à Guam le 10 août.
USS Princeton (CVL-23), USS Intrepid (CV-11), USS Lexington (CV-16), USS Franklin (CV-13), USS Bunker Hill (CV-17)

#### À l'attaque des Philippines, la bataille du golfe de Leyte
Le 26 août 1944, l'amiral Spruance a été remplacé par l'amiral Halsey à la tête de la Ve Flotte, qui a été rebaptisée IIIe Flotte. Pour ce qui concernait le cœur du corps de bataille, la Task Force 58 a donc pris le nom de Task Force 38, restant aux ordres du vice-amiral Mitscher avec toujours quatre Task Groups comprenant chacun des porte-avions d'escadre de la classe Essex (et l'USS Enterprise) et des porte-avions légers de la classe Independence, TG 38.1 du vice-amiral McCain, TG 38.2 du contre-amiral Bogan, TG 38.3 du contre-amiral Sherman, TG 38.4 du contre amiral Davison.
Les deux cuirassés rapides de la classe Iowa (BatDiv3) étaient intégrés au TG 38.2, et les cuirassés modernes de la classe South Dakota (BatDiv8 et BatDiv9) et l'USS Washington au TG 38.3, les croiseurs lourds et les grands croiseurs légers étant répartis à peu près comme dans la TF 58.
À la mi septembre, la IIIe Flotte a porté son effort dans ce secteur des Palaos, débarquant à Peleliu (Opération Stalemate), le 15, où, malgré un bombardement massif du Groupe d'Appui Feu du contre amiral Oldendorf (TG 32.5), avec cinq cuirassés anciens, cinq croiseurs lourds et trois grands croiseurs légers, les Marines eurent beaucoup de pertes, en raison d'une nouvelle défense en profondeur, et de la fortification du centre de l'île, ce que les Japonais reprendront ultérieurement, à Okinawa notamment. Quelques jours plus tard, le 21, l'atoll d'Ulithi, dans les Mariannes occidentales, était occupé sans coup férir. Il deviendra une gigantesque base de soutien avancé de l'U.S. Navy.
Pour la suite des opérations, l'amiral Nimitz aurait préféré débarquer directement sur Formose, tandis que le général Douglas MacArthur, soucieux de tenir sa promesse (« I shall return ») faite en 1942, était partisan d'entreprendre la reconquête des Philippines, en passant de Nouvelle-Guinée à Mindanao. Les deux options avaient des inconvénients, le nombre d'une douzaine de divisions, nécessaire pour l'attaque de Formose dépassait les possibilités américaines, tant que l'Allemagne n'aurait pas été vaincue alors que le débarquement aux Philippines devait se faire à plus de 800 kilomètres de l'aérodrome le plus proche, donc sous la seule protection de la chasse embarquée, et conduisait à affronter une très importante aviation basée à terre, sur des aérodromes pouvant être renforcés par l'aviation de Formose. Finalement, un accord se fit, sous l'égide du président des États-Unis en personne, pour un débarquement aux Philippines, aux ordres du général MacArthur, sous la protection de la Flotte du Pacifique, aux ordres de l'amiral Nimitz, vers le 15 novembre sur Mindanao et le 20 décembre sur Leyte.
La suite des opérations prévoyait alors un débarquement sur Yap, dans les Carolines Occidentales par la IIIe Flotte pour le 26 septembre. La TF 38 entreprit donc le bombardement préalable des aérodromes des Philippines. Mais la faible réaction de l'aviation japonaise basée à terre a conduit l'amiral Halsey à proposer, le 13 septembre, de faire l'impasse sur les prochains débarquements à venir, à commencer par celui de Yap, et à passer sans délai au débarquement sur Leyte. Relayée par les supérieurs de l'amiral Halsey, les amiraux Nimitz et King, cette proposition fut acceptée par la conférence interalliée qui se tenait alors à Québec. Très vite, le débarquement à Leyte de la VIe Armée américaine fut prévu pour le 20 octobre (opération King Two).
Dès lors, tout ce qui avait trait aux Forces Amphibies et à leur couverture rapprochée dans la IIIe Flotte a été intégré dans la « Marine de MacArthur », c'est-à-dire dans la VIIe Flotte récemment constituée, aux ordres du vice-amiral Kinkaid. Outre les moyens de transport et les moyens amphibies de débarquement, on aura trouvé au sein de la Task Force 77 notamment, les cuirassés anciens, c'est-à-dire le Groupe Appui Feu aux ordres du contre-amiral Oldendorf (TG 77.2), ainsi que les porte-avions d'escorte de la classe Sangamon ou de la classe Casablanca du Groupe de Support des Porte-avions (TG 77.4).
Du côté japonais, les forces opérationnelles disponibles étaient censées constituer une « Force de Frappe », aux ordres du vice-amiral Ozawa, qui se répartissaient comme suit:
- au nord, le « Corps principal », mouillé en Mer Intérieure du Japon, était constitué, d'une part de la Force "A", c'est-à-dire ce qui restait de la 3e Flotte qui avait combattu en juin à la bataille de la mer des Philippines, soit le grand porte-avions Zuikaku, dernier rescapé de Pearl Harbor, et trois porte-avions légers, dont on s'efforçait de reconstituer la dotation d'avions, et de former les équipages, avec le Mogami, d'autre part de la Force d'Attaque de Diversion no 2, aux ordres du vice-amiral Shima, commandant la 5e Flotte constituée de deux croiseurs lourds de la classe Myōkō et leur escorte, et la 4e Division de Porte-Avions, c'est-à-dire les cuirassés hybrides de porte-avions de la classe Ise.
- au sud, c'est-à-dire repliée au mouillage des îles Lingga, au sud de Singapour, au large des côtes de Sumatra, la Force d'Attaque de Diversion no 1, aux ordres du vice-amiral Kurita, qui était constituée de la 2e Flotte, c'est-à-dire les deux cuirassés de la classe Yamato, et du Nagato, les deux cuirassés restant de la classe Kongō, avec dix croiseurs lourds, et aux ordres du vice-amiral Nishimura, les deux cuirassés de la classe Fuso, ainsi que le croiseur lourd Aoba[322].

À l'été 1944, le principe du Plan Sho-go (Victoire) a été établi, c'est-à-dire une réaction massive de la Flotte, en cas d'attaque américaine, qui était attendue pour le début novembre au plus tôt, avec des variantes selon que l'offensive américaine aurait lieu contre les Îles Ryūkyū, Hokkaidō, Honshū ou les Philippines. Il s'agissait d'aller attaquer les forces de surface qui assureraient la protection des débarquements, de les détruire, puis de s'attaquer aux navires se trouvant devant les plages. Le Haut Commandement japonais avait exclu du périmètre de la zone à défendre les Iles Palaos et les Carolines occidentales. L'amiral Toyoda était convaincu que la perte par le Japon de Formose ou des Philippines serait catastrophique pour la Marine Impériale, dont les unités en Mer Intérieure perdraient l'accès à leur carburant, et celles mouillées en mer de Chine méridionale n'auraient plus de possibilités de réapprovisionnement en munitions ni de moyens suffisants de réparations lourdes, ce qui signifiait la fin de la guerre navale à très court terme.
Les bombardements massifs opérés par la Task Force 38 sur les aérodromes de Formose et de Luçon, après le 10 octobre, laissaient peu de doute sur l'imminence de l'offensive américaine, même s'ils ont donné lieu à une intense opération de propagande japonaise, faisant état de plus de cinquante navires américains coulés, de « victoire à Formose plus importante que Pearl-Harbor », et de « coups portés plus terribles que ceux reçus par les Tsaristes, en mer du Japon » (c'est-à-dire à Tsou Shima). Mais, sachant qu'il n'aurait pas achevé à temps la formation de ses nouveaux pilotes et qu'il n'aurait pas la capacité d'assurer la protection aérienne des cuirassés du vice-amiral Kurita, le vice-amiral Ozawa, quant à lui, a proposé à l'amiral Toyoda que les deux escadres opérassent séparément, ce qui fut accepté. Le vice-amiral Ozawa a également reçu l'ordre de transférer à Formose environ la moitié de ses pilotes qui, sans avoir encore la capacité d'opérer sur porte-avions, avaient déjà celle d'opérer depuis des bases terrestres, et c'est ainsi que l'escadre des porte-avions japonais se vit assigner le rôle de leurre pour entraîner à sa poursuite les grands porte-avions américains et permettre à l'escadre de cuirassés d'atteindre plus facilement les plages de débarquement. D'ultimes ajustements en résultèrent : les deux cuirassés hybrides de la classe Ise, mais sur lesquels il n'y eut aucun avion embarqué, ont finalement été rattachés à l'escadre du vice-amiral Ozawa, le vice-amiral Shima recevant l'ordre d'opérer en coordination avec le vice-amiral Kurita, mais en passant par l'entrée sud du Golfe de Leyte, le détroit de Surigao. Mais pour autant, il n'a pas pu se coordonner avec les forces que le vice-amiral Kurita devait engager également dans le détroit de Surigao, aux ordres du vice-amiral Nishimura, les dernières dispositions ayant été fixées après que les deux escadres eurent quitté leurs bases respectives.

##### Bataille de la mer de Sibuyan
Les bombardements préparatoires effectués par la TF 38 ne se firent pas sans réaction de l'aviation japonaise basée à terre. Ainsi, au sein du TG 38.1, le 13 octobre, à 80 nautiques de Formose, le croiseur USS Canberra a reçu une torpille d'aviation, ainsi que l'USS Houston, également torpillé le lendemain. Leurs réparations n'auront pas été achevées au moment de la capitulation japonaise.

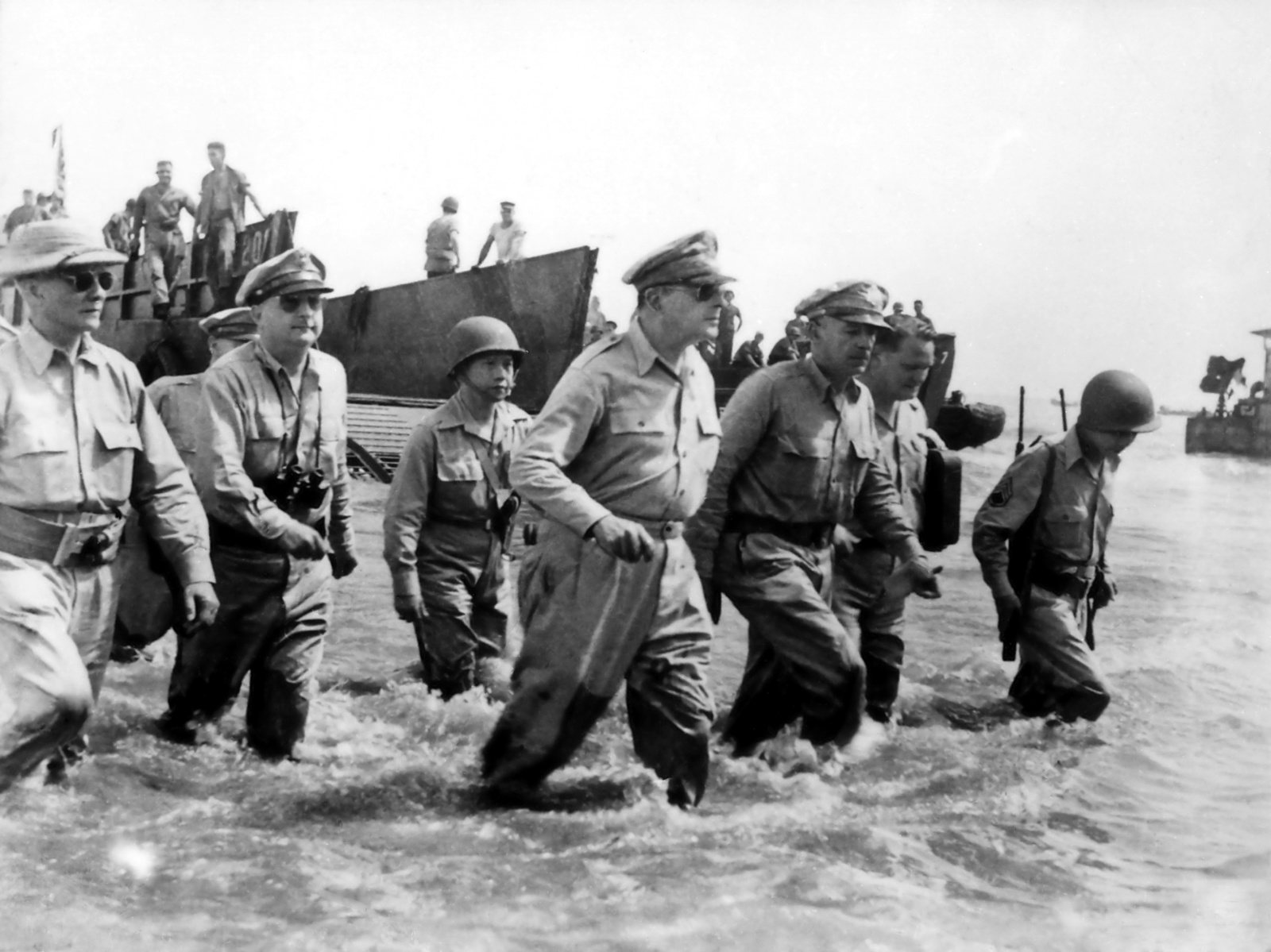
Le 20 octobre 1944, le général MacArthur débarque à Palo dans le golfe de Leyte.

Le débarquement, après les habituels bombardements d'artillerie et aériens s'effectuèrent, le 20 octobre, par très mauvais temps, sur les plages de la côte est du golfe de Leyte, autour de Palo, Dulga, et San Jose, sans grandes difficultés. Toutefois, le grand croiseur léger USS Honolulu a reçu une torpille d'avion, et le HMAS Australia a subi la toute première attaque d'avion-suicide. Dès le 21, Tacloban, la principale ville de l'île de Leyte était reconquise. Cependant, la disponibilité d'aérodromes à proximité des plages de débarquement, prévue pour le 25 octobre, a pris du retard, de sorte que la couverture aérienne du débarquement reposait sur le Task Group 77.4 (le Groupe d'Appui des Porte-avions de la VIIe Flotte) du contre-amiral Thomas Sprague.

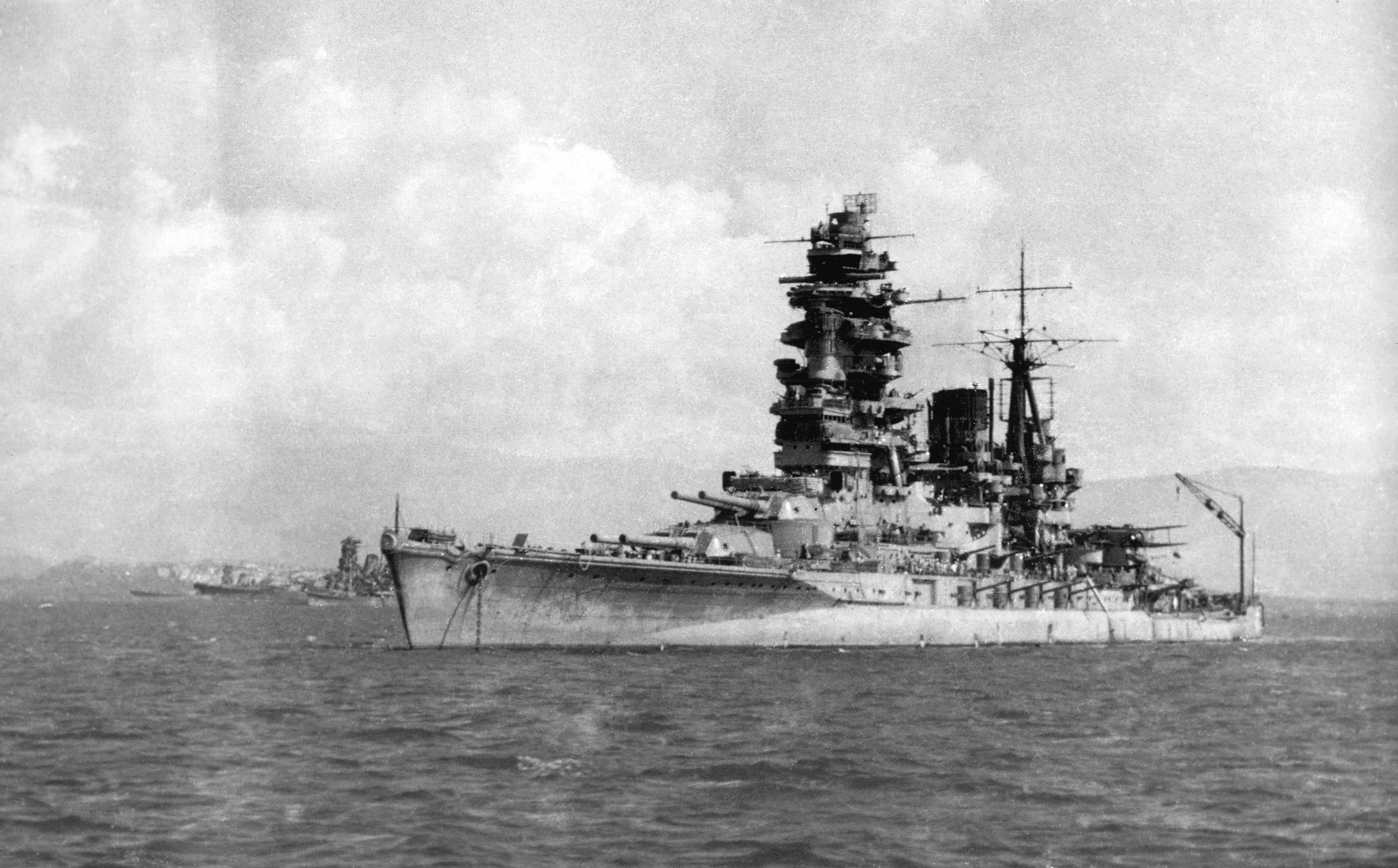
Le cuirassé Nagato, au mouillage en baie de Brunei, le 21 octobre 1944, en route pour le golfe de Leyte. On distingue à l'arrière-plan à gauche, le Musashi et le Mogami.

Dans le même temps, les différentes escadres japonaises avaient quitté leurs bases.
Au sud, la Force d'Attaque de Diversion no 1 du vice-amiral Kurita, que les Américains désigneront comme la Force Centrale, s'était mise en route sur ordre de l'amiral Toyoda, dès le 18 dans la nuit. Partie des îles Lingga, elle était arrivée en baie de Brunei, à Borneo, le 20, pour y refaire le plein de carburant. Le vice-amiral Kurita y explicita, en présence du vice-amiral Nishimura, ses intentions de manœuvre. Le vice-amiral Kurita est reparti le 22, avec la plus grande partie de la Force de Diversion no 1, pour longer la côte occidentale de l'île de Palawan, vers la mer de Sibuyan et le détroit de San-Bernardino, au nord de l'île de Samar, pendant que la Force “C” du vice-amiral Nishimura faisait route séparément, par le détroit de Balabac et la mer de Sulu vers le détroit de Surigao.
Au nord, la Force "A" du vice-amiral Ozawa a quitté la mer Intérieure, vers midi le 20, et s'est dirigée vers le nord-est de Luçon. La Force de Diversion no 2 du vice-amiral Shima a gagné Bako, dans les Îles Pescadores, à l'ouest de Formose, puis a refait le plein de ses destroyers en baie de Coron, dans les Îles Calamian au nord de Palawan, dans la nuit du 23, avant de faire route au sud-est, en mer de Sulu, vers le détroit de Surigao.
Repérée par deux sous-marins américains, dans la nuit du 22 au 23 octobre, au large de Palawan, la Force Centrale du vice amiral Kurita a été attaquée et a eu deux croiseurs lourds coulés, dont l'Atago, navire amiral du vice-amiral Kurita, et un troisième croiseur si gravement endommagé qu'il a dû retourner à Singapour,. Des sous-marins américains ont encore signalé la Force Centrale du vice amiral Kurita, au nord de Palawan.
Au matin du 24 octobre, trois des quatre Task Groups de la TF 38 étaient déployés sur une ligne nord-ouest/sud-est au large des côtes orientales de l'archipel philippin,
- au nord, le TG 38.2 (USS Intrepid, Cabot et Independence) au large de Luçon,
- au centre le TG 38.3 (USS Lexington, Essex, Langley et Princeton) au large de Samar
- au sud le TG 38.04 (USS Enterprise, Franklin, San Jacinto, Belleau Wood) à la hauteur du détroit de Surigao.

Le TG.38.1 (USS Wasp, Hornet, Hancock, Cowpens et Monterey) était, à 600 nautiques à l'est, en route vers la base d'Ulithi, pour se réapprovisionner en munitions et en carburant.
Les reconnaissances aériennes lancées pour retrouver les forces japonaises attaquées la veille par des sous-marins, ont rapidement porté leurs fruits : la Force Centrale du vice-amiral Kurita a été repérée vers 7 h 45 au sud de l'Île de Mindoro, c'était la première fois que les cuirassés de la classe Yamato étaient vus en opération par les forces américaines. Vers 8 h 20, ce fut la Force “C” du vice-amiral Nishimura, qui a été repérée au large de l'Île de Negros, et attaquée presque aussitôt par l'aviation embarquée du Task Group 38.4. C'était la découverte de la manœuvre d'attaque japonaise, par le nord mais aussi par le sud du Golfe de Leyte. Enfin l'escadre du vice-amiral Shima a été repérée en fin de matinée.

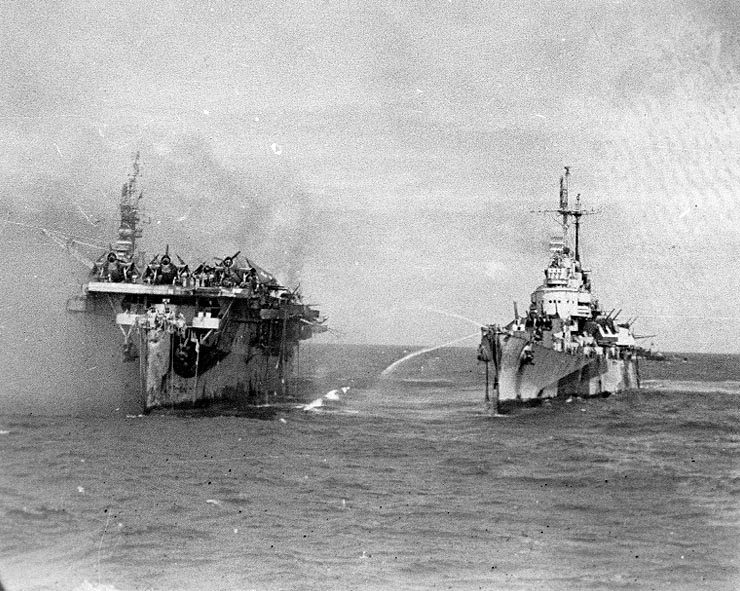
En s'efforçant de porter secours à l'USS Princeton, le croiseur aura près de 230 marins tués et plus de 400 blessés, plus qu'on en comptera sur le porte-avions.

L'amiral Halsey, laissant à la VIIe Flotte le soin d'arrêter les forces attaquant au sud, a lancé l'aviation embarquée des trois Task Groups de la Task Force 38 se trouvant sur zone, contre les cuirassés de la Force Centrale, qui ont dû livrer bataille sans couverture aérienne. Certes, le Plan Sho-go supposait que l'aviation japonaise basée à terre, aux ordres du Maréchal Terauchi à Saigon, se substituerait à l'aviation embarquée, qui avait été détruite, ce qui aurait dû entraîner une coordination avec le Commandant-en-Chef de la Flotte Combinée, l'amiral Toyoda, à Tokyo, mais il n'en a rien été. Ainsi, les chasseurs japonais basés à terre ont surtout été utilisés pour escorter les bombardiers lancés contre les porte-avions de l'amiral Halsey, plutôt qu'à assurer la couverture aérienne des cuirassés et croiseurs du vice-amiral Kurita.
Mais à l'attaque des porte-avions américains, peu de résultats ont été obtenus, en raison de la puissance de la DCA des navires américains et de la supériorité de la chasse embarquée. Cependant, le matin du 24 octobre, un bombardier-torpilleur “Judy” a gravement endommagé le porte-avions léger USS Princeton. Son équipage et ceux des croiseurs et destroyers de son escorte ont pendant plusieurs heures tenté de contrôler les incendies,.
Du côté américain, ce furent les porte-avions du TG 38.2, USS Intrepid et Cabot, qui ont mené les premières attaques contre les bâtiments japonais entrant en mer de Sibuyan, dans la matinée du 24 octobre, affrontant une Défense Contre Avions terrifiante. Les USS Lexington et Essex du TG 38.3 sont intervenus à la mi-journée. Les rapports des pilotes ont fait état de coups portés à des cuirassés de classe Yamato, Nagato et Kongō, ce qui aurait diminué leur vitesse. Mais l'amiral Halsey demeurait préoccupé de ce qu'aucun porte-avions japonais n'eût encore été localisé. Le vice-amiral Ozawa, qui se trouvait au nord-est de Luçon et devait attirer les grands porte-avions américains, n'y était pas parvenu malgré ses efforts, il n'avait pas hésité à rompre le silence radio, et avait envoyé la quasi totalité de son aviation, contre le Task Group du contre-amiral Sherman, sans résultats. Aussi le contre-amiral Sherman reçut l'ordre de lancer vers le nord une reconnaissance aérienne, dont le départ dût être différé par des attaques aériennes japonaises, et qu'il fallut se résoudre à lancer vers 14 h sans couverture de chasse.
Alors que les incendies sur l'USS Princeton semblaient enfin presque sous contrôle, de terribles explosions, peu avant 15 h 25 ont causé de très lourdes pertes, en particulier au grand croiseur léger USS Birmingham. Entre 16 h 40 et 16 h 45, deux groupes de bâtiments ont été repérés, l'un à 130 nautiques au nord de Luçon, comportant quatre cuirassés, dont un portait un pont d'envol à l'arrière, route au sud-sud ouest, à 15 nœuds, l'autre 25 km plus au nord et 95 km plus à l'est, comptant deux grands porte-avions et un porte-avions léger, cap à l'ouest à 15 nœuds, dans les deux cas accompagnés de croiseurs et de destroyers; la composition de cette escadre était surestimée. Ordre fut alors donné au contre-amiral Sherman de se préparer à mettre cap au nord, et donc de sacrifier l'USS Princeton.

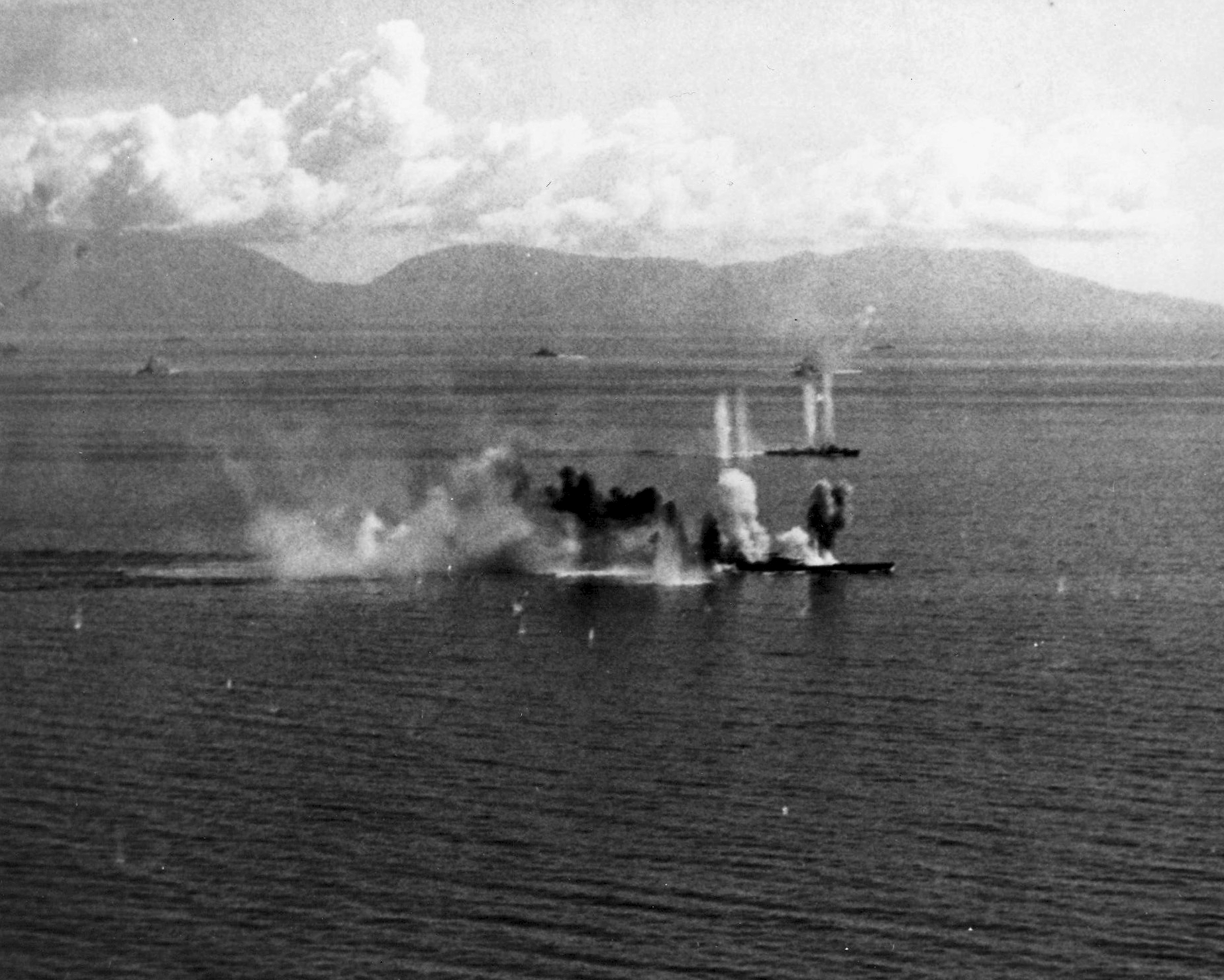
Le Musashi, en mer de Sibuyan, sous les bombes de l'aviation embarquée de la Task Force 38, qui va parvenir à le couler, le 24 octobre 1944.

Plusieurs attaques ont encore été menées en mer de Sibuyan, par l'aviation embarquée des USS Franklin et Enterprise du TG 38.4, remontant du sud, et encore une fois par les USS Intrepid et Cabot du TG 38.2. Les comptes rendus des pilotes ont signalé qu'un cuirassé de type Yamato semblait immobilisé, et qu'un groupe de deux cuirassés se trouvait à une soixantaine de kilomètres à l'ouest de sa position antérieure, cap à l'ouest, soit sur une route de retraite.
L'amiral Halsey, ayant acquis la conviction que l'escadre principale qui menaçait le flanc nord du débarquement dans le golfe de Leyte était très affaiblie, qu'un de ses deux grands cuirassés avait été coulé, et qu'elle rebroussait chemin, décida de faire face à ce qui lui paraissait « une nouvelle et puissante menace », avec l'ensemble de la Task Force 38. L'amiral Halsey signala aussi, au vice-amiral Kinkaid, et à l'amiral Nimitz, son intention de constituer une Task Force 34, avec quatre cuirassés rapides, trois croiseurs lourds et deux croiseurs légers, dont le vice-amiral Kinkaid a cru comprendre qu'elle resterait garder le détroit de San Bernardino, alors que l'amiral Halsey considérait qu'il ne devait pas diviser ses forces.
Le vice-amiral Kurita avait bien rebroussé chemin, vers 16 h 30, dans l'attente du résultat des attaques des avions japonais basés à terre, contre les porte-avions américains, s'était-il justifié auprès de l'amiral Toyoda. Le Musashi avait finalement coulé, vers 19 h 35. Onze attaques à la torpille auront été menées avec succès sur ce cuirassé, une seule contre les sept croiseurs lourds restants pour accompagner les cuirassés, ce qui aura forcé cependant le croiseur lourd Myōkō à rebrousser chemin vers Singapour, où il n'aura jamais été remis en état de prendre la mer.
Mais, à 19 h 30, l'amiral Toyoda avait signalé : « Confiante dans l'aide de Dieu, la force entière attaquera », ce qui dans l'esprit de l'amiral signifiait que la flotte devait avancer, même si elle devait être totalement perdue, et le vice-amiral Kurita l'avait bien compris. Aussi la Force Centrale avait remis le cap à l'est, vers le détroit de San-Bernardino, qu'elle atteignit dans la nuit. Ce mouvement n'avait pas échappé aux reconnaissances américaines menées par l'USS Independence, et avait été signalé plusieurs fois à l'amiral Halsey, qui, avec la totalité de la TF 38, n'en continua pas moins à filer, cap au nord, vers l'escadre du vice-amiral Ozawa. Averti du premier demi-tour du vice-amiral Kurita, le vice -amiral Ozawa en avait conclu que la manœuvre japonaise avait échoué, mais du message de l'amiral Toyoda, il avait conclu que son devoir était d'aller au contact des Américains et il avait mis le cap au sud-est. Jusque-là, le Plan Sho-Go de l'amiral Toyoda se déroulait, vaille que vaille.

##### Bataille au large de Samar et bataille du cap Engaño
Dans la nuit du 24 au 25 octobre, le vice-amiral Nishimura, avec les deux cuirassés de la classe Fusō a tenté de franchir le détroit de Surigao, pour entrer dans le golfe de Leyte, sans attendre, de façon assez incompréhensible, le vice-amiral Shima qui le suivait de quelques dizaines de nautiques avec deux croiseurs lourds. Face aux forces qu'avaient disposées le contre-amiral Oldendorf, notamment six cuirassés anciens dont cinq avaient été présents à l'attaque de Pearl Harbor, les forces du vice-amiral Nishimura ont été annihilées, à l'exception du destroyer Shigure, et le vice-amiral Shima n'a pu que se replier, après que son navire amiral, le Nachi est entré en collision avec le Mogami, désemparé. Les porte-avions américains n'ont eu aucun rôle dans les combats de la nuit. Des porte-avions d'escorte du TG 77.4 de la VIIe Flotte ont seulement contribué à achever quelques éclopés, notamment le Mogami, dans les premières heures du 25 octobre.
Mais dix minutes après avoir signalé « Well done ! » au contre-amiral Oldendorf, le vice-amiral Kinkaid, commandant de la VIIe Flotte a lancé un message d'alerte, le groupe nord des porte-avions d'escorte de la VIIe Flotte était pris sous le feu de cuirassés et de croiseurs lourds japonais, au nord de l'île de Samar. Se sont alors déroulées simultanément, dans la journée du 25 octobre, deux batailles, l'une au large de l'île de Samar, opposant des porte-avions d'escorte de la VIIe Flotte américaine à des cuirassés et des croiseurs lourds japonais, l'autre au nord-est du cap Engaño (en), entre les porte-avions japonais et la Task Force 38.

###### Porte-avions américains sous le feu de cuirassés et croiseurs japonais, au large de Samar
Le Task Group d'Appui de Porte-Avions (TG 77.4) de la VIIe Flotte, lors du débarquement sur l'île de Leyte (Opération King Two), était commandé par le contre-amiral Thomas L. Sprague, et comprenait trois unités,
- Taffy 1 (TU 77.4.1), commandée directement par le contre-amiral Thomas L. Sprague, constituée des quatre porte-avions d'escorte de la classe Sangamon et des USS Saginaw Bay et Petrof Bay,
- Taffy 2 (TU 77.4.2), commandée par le contre-amiral Stump (en), constituée de six porte-avions d'escorte de la classe Casablanca (Natoma Bay, Manila Bay, Marcus Island, Kadashan Bay, Savo Island, et Ommaney Bay),
- Taffy 3 (TU 77.4.3), commandée par le contre-amiral Clifton Sprague, constituée de six porte-avions d'escorte de la classe Casablanca (Fanshaw Bay, St. Lo, White Plains, Kalinin Bay, Kitkun Bay, Gambier Bay).

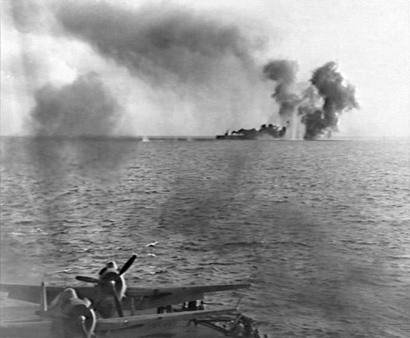
Le porte avions d'escorte encadré par les tirs japonais, vu depuis l'USS Kitkun Bay.

Vers 6 h 45, les patrouilles anti sous-marines lancées au lever du jour par les porte-avions d'escorte de la Taffy 3, qui se trouvait être la plus au nord, ont repéré de grands bâtiments japonais approchant cap au sud sud-est, et les marins japonais ont aperçu des porte-avions qu'ils n'ont pas réussi à identifier, route à l'ouest à 14 nœuds, et certains ont même cru d'abord qu'ils étaient japonais. Dès 6 h 58, cependant le Yamato a ouvert le feu, et d'énormes gerbes colorées sont tombées dangereusement près des navires du contre-amiral Clifton Sprague. Celui-ci a aussitôt ordonné de mettre cap à l'est, à 16 nœuds, et de s'apprêter à lancer tous leurs avions. Pour les marins américains, la surprise était totale, ils ne s'attendaient pas, stratégiquement, à se trouver face à des cuirassés et des croiseurs lourds dont ils se croyaient protégés par les cuirassés rapides de la IIIe Flotte, et tactiquement, leur mission était d'appuyer des troupes à terre et ils n'avaient pas les bombes leur permettant d'attaquer des navires cuirassés, qui pouvaient filer jusqu'à dix nœuds de plus qu'eux. Face aux navires japonais qui ont pris une route légèrement convergente, un peu au sud de l'est, et marchaient à 25 nœuds, les porte-avions d'escorte américains n'avaient aucune chance de s'échapper, alors même que les trois destroyers de la classe Fletcher et les quatre petits destroyers d'escorte qui constituaient leur écran de navires d'escorte, aux ordres du commander William D. Thomas, avaient aussitôt entrepris de tendre des rideaux de fumée pour les masquer.
Vers 7 h 20, un fort grain de pluie dans lequel ils se sont réfugiés a opportunément permis aux porte-avions de mettre cap au sud, à leur vitesse maximale de 17 nœuds, pour se rapprocher des autres porte-avions du Task Group 77.4, et des cuirassés et croiseurs du contre-amiral Oldendorf, alors occupés, bien plus au sud, à achever les éclopés japonais de la bataille nocturne du détroit de Surigao. Sans en attendre l'ordre, les destroyers sont partis, dès 7 h 30, attaquer à la torpille et au canon les grands navires japonais, l'USS Johnston a engagé et torpillé le Kumano et l'USS Hoel a manqué de peu le Kongō.
Mais les Japonais eurent vite fait de reprendre la poursuite, lançant sur le flanc gauche les croiseurs lourds, sur le flanc droit les destroyers tandis que les cuirassés talonnaient les porte-avions. Aussi, à 7 h 40, le contre-amiral Clifton Sprague ordonna au commander Thomas de passer à l'attaque avec tous les bâtiments de son écran de destroyers. Jouant de leur maniabilité et de la grande vitesse de tir de leur excellente artillerie de 127 mm, malgré les impacts des obus de 203 mm, qui les ont endommagés gravement, ceux-ci ont zigzagué, lancé leurs torpilles et criblé d'obus, pendant deux heures, les superstructures des croiseurs lourds et des cuirassés, ce qui a désorganisé la formation japonaise. Mais à 9 h 30, le petit destroyer d'escorte USS Samuel B. Roberts qui avait réussi à s'approcher à 2 500 mètres du Chōkai pour lui loger une torpille dans la poupe, a dû être abandonné. Les USS Hoel et Johnston ont aussi finalement succombé sous les obus des cuirassés et des croiseurs lourds japonais.

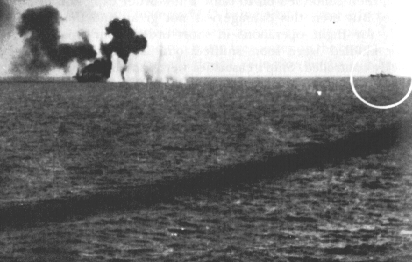
L'USS Gambier Bay sous le feu de bâtiments japonais, dont un est visible à l'horizon à droite.

Les porte-avions, quant à eux, ont encaissé nombre d'obus de gros calibre, mais les cuirassés japonais tiraient des obus de pénétration qui ont parfois perforé les tôles minces des porte-avions d'escorte, sans exploser, leur causant moins de dégâts que les obus semi-perforants des croiseurs. Le porte-avions USS Gambier Bay, accablé sous les coups du Chikuma, a finalement coulé vers 8 h 45, et tous les autres ont été plus ou moins gravement endommagés. Mais l'aviation embarquée sur ces porte-avions “à tout faire” (jeep carriers) ne va pas cesser, malgré ses bombes inadéquates, d'attaquer les navires japonais, dans des conditions parfois acrobatiques, certains porte-avions ont ainsi recueilli des appareils de quatre autres porte-avions trop endommagés pour les récupérer, tandis que certains pilotes sont allés se ravitailler et se réarmer sur les pistes situées à proximité des plages de débarquement, pour revenir ensuite à l'attaque. Les croiseurs lourds Kumano, Chōkai, Suzuya et Chikuma ont été sérieusement endommagés par ces attaques, et les trois derniers n'y auront finalement pas survécu.
Mais les quatre cuirassés du vice-amiral Kurita et deux croiseurs lourds (Haguro et Tone) avaient gardé toute leur puissance de feu, et les navires américains, qu'il s'agisse des porte-avions du contre-amiral Clifton Sprague, mais aussi des autres porte-avions de la VIIe Flotte, aux ordres du contre-amiral Thomas Sprague, paraissaient bien près de succomber, quand vers 9 h 30, les navires japonais ont fait demi-tour, au moment même où les croiseurs japonais se trouvaient à moins de 5 nautiques. Le vice-amiral Kinkaid ne s'en est pas trouvé rassuré : les cuirassés anciens du Groupe Appui Feu du contre-amiral Oldendorf n'étaient pas capables d'affronter les cuirassés du vice-amiral Kurita, alors que leur dotation en munitions était très entamée par les bombardements préparatoires au débarquement de Leyte et qu'ils ne pouvaient filer que cinq, voire sept ou dix nœuds de moins que leurs adversaires éventuels. Aussi le vice-amiral Kinkaid a continué à envoyer message sur message réclamant l'intervention des cuirassés rapides et des grands porte-avions de la IIIe Flotte.

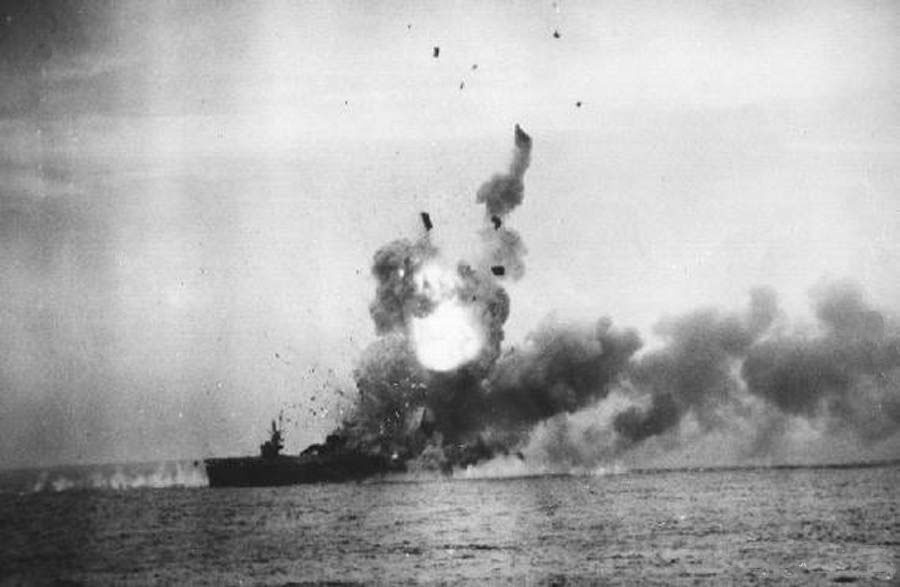
L'USS St.Lo a été le premier bâtiment de l'US Navy coulé par une attaque d'avion-suicide.

Bien que les motivations du vice amiral Kurita n'aient jamais été complètement éclaircies, il semble qu'il ait d'abord voulu réorganiser sa formation, très dispersée par près de trois heures de combats. Son intention de manœuvre initiale était de contourner par le nord et l'est l'île de Samar, pour entrer dans le golfe de Leyte, au lever du jour, de façon coordonnée avec l'escadre de l'amiral Nishimura, et d'y canonner les navires de débarquement américains, jusque vers Tacloban, et repartir par le détroit de Surigao. Mais il avait plusieurs heures de retard, et à la suite de la bataille au large de Samar, il était sans nouvelles du vice amiral Nishimura ; entrer dans le golfe de Leyte avec six heures de retard lui est alors apparu comme « tomber dans un piège de l'ennemi », le mettant à la merci d'attaques de la IIIe Flotte dont il ignorait la position.
Dans le même temps, sans que le vice amiral Kurita en fût prévenu, les amiraux Ōnishi et Fukodome, commandants les 1re et 2e Flottes Aériennes japonaises, basées aux Philippines, sachant la mission de sacrifice de la Flotte, ont pensé qu'il leur fallait agir avec autant de détermination et d'esprit de sacrifice et ils ont décidé d'engager la Force Spéciale d'Attaque, plus connue sous l'appellation de Kamikaze. Les porte-avions d'escorte des Taffy 1 et Taffy 2, qui n'étaient pas sous le feu des navires de surface japonais, en particulier l'USS Santee, ont été les première cibles, dès le matin. Mais à 10 h 49, les porte-avions d'escorte du contre-amiral Clifton Sprague ont été attaqués à leur tour, et dès 11 h, l'USS St. Lo était si endommagé qu'il fallut l'abandonner. Il a coulé à 11 h 25,.

###### Fin des porte-avions japonais au large du cap Engaño
Dans la nuit, averti que la Force du vice-amiral Kurita avait été repérée entrant dans le détroit de San-Bernardino, l'amiral Halsey ne s'en inquiéta pas. Convaincu que ce n'était qu'une nouvelle manifestation de l'obstination japonaise à exécuter les ordres « à la Guadalcanal », et persuadé que cette force avait été amoindrie et ne représentait plus réellement une menace, il concentra sur son avant ses six cuirassés rapides, trois croiseurs lourds et cinq grands croiseurs légers, pour achever, le moment venu, les porte-avions du vice-amiral Ozawa. De son côté, le vice-amiral Ozawa qui, la veille, avait détaché vers le sud les deux cuirassés de la classe Ise aux ordres du contre-amiral Matsuda, avait reconcentré ses forces au petit matin du 25 octobre, et remis cap au nord, pour attirer les forces américaines toujours plus loin.

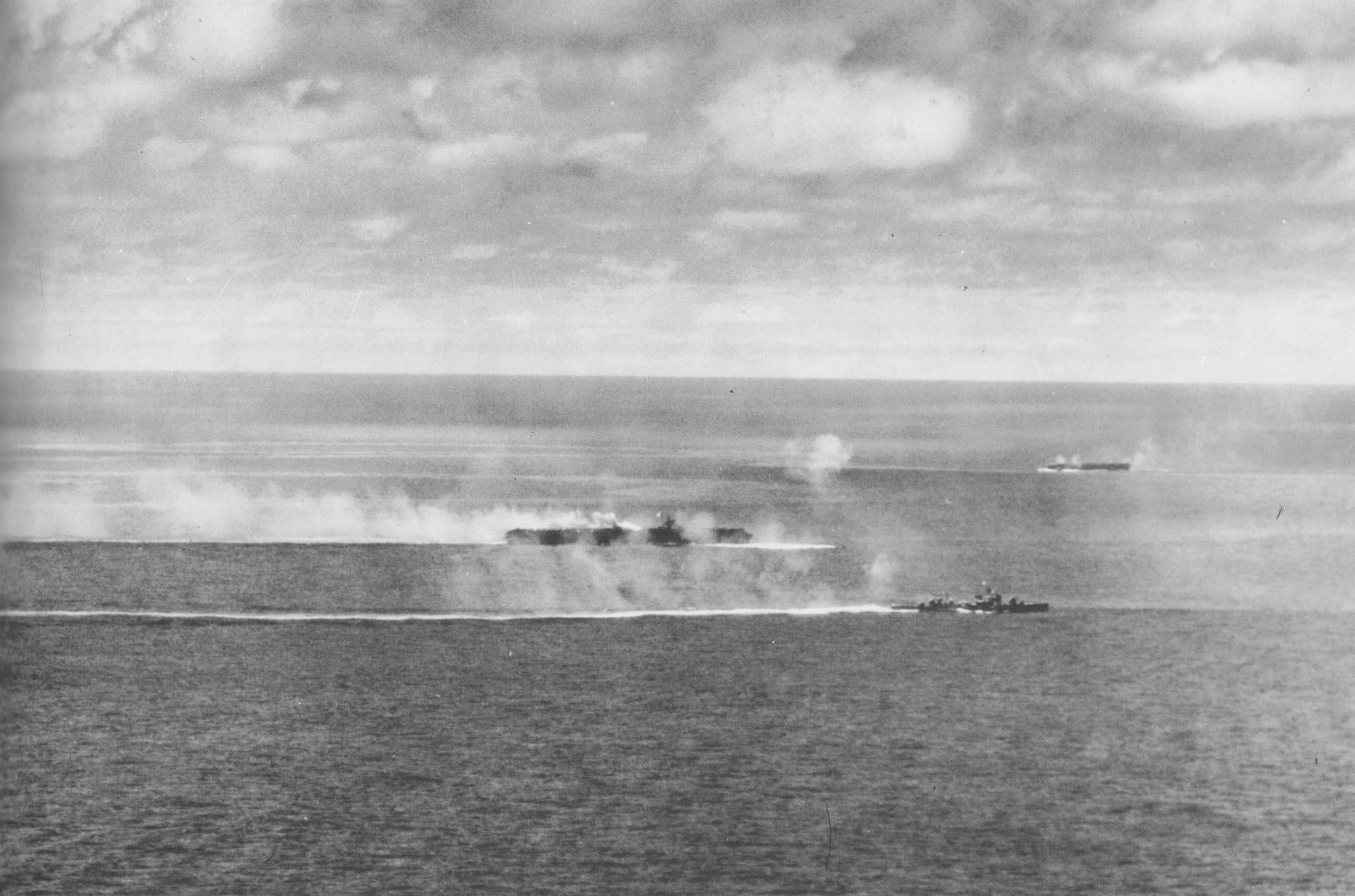
Le porte-avions Zuikaku, navire-amiral du vice-amiral Ozawa, le 25 octobre 1944, à la bataille du cap Engaño.

Dès 6 h 30, le vice-amiral Mitscher avait mis en l'air une première vague de 180 appareils qui ont dû attendre en vol, pendant une heure et demie, que la flotte japonaise fût précisément localisée. Les officiers de renseignement américains estimaient qu'elle était dans le nord des porte-avions de la Task Force 38, entre 45 et 85 nautiques, or elle était au nord-est à 140 nautiques. L'attaque n'eut donc lieu que vers 8 h 40. Les aviateurs américains eurent la surprise de trouver les porte-avions japonais sans avions sur les ponts d'envol, et pratiquement sans couverture de chasse. Cependant la Défense Contre-Avions fut précise et intense, utilisant notamment des shrapnels incendiaires tirés par l'artillerie principale des cuirassés hybrides. À la suite de cette attaque, les deux porte-avions de la classe Chitose se retrouvèrent désemparés, et le Chitose a coulé vers 9 h 30, le Chiyoda restant immobilisé. Le Zuikaku, quant à lui, reçut des dommages qui n'étaient pas irrémédiables, mais les dégâts infligés au système de transmission du navire amiral n'ont pas permis au vice-amiral Ozawa de faire savoir, tant au vice-amiral Kurita qu'à l'amiral Toyoda, que la mission assignée à l'escadre des porte-avions par le Plan Sho-Go avait été remplie, la Task Force 38 étant au contact des porte-avions japonais et se trouvant au nord de Luçon, donc à 200 nautiques du détroit de San-Bernardino. Cette faiblesse de ses transmissions a conduit le vice-amiral Ozawa, vers 9 h 30, à transférer son pavillon sur le croiseur Ōyodo qui disposait précisément d'installations de radio puissantes conçues pour répondre aux besoins d'un état-major d'amiral commandant une flotte,.
Vers 8 h 30, lorsqu'il avait eu connaissance des résultats de cette première attaque, l'amiral Halsey avait ordonné au vice-amiral "Ching" Lee, commandant les cuirassés rapides, de se diriger à 25 nœuds vers les navires japonais avariés, pour les achever au canon. Mais le commandant de la IIIe Flotte commençait à recevoir des messages très alarmistes du vice-amiral Kinkaid, commandant la VIIe Flotte, au sujet du combat qui se déroulait au large de Samar entre les cuirassés et les croiseurs lourds du vice-amiral Kurita et des porte-avions d'escorte de la VIIe Flotte. Il a donc demandé au vice-amiral McCain qui commandait son quatrième et plus puissant Task Group, le TG 38.1, mais avait été envoyé vers l'atoll d'Ulithi pour se réapprovisionner en armes et en carburant, de lancer, aussitôt que possible, une attaque contre la Force du vice-amiral Kurita. Mais il a continué d'avancer vers le nord, avec son navire amiral, l'USS New Jersey, les cuirassés modernes et les grands croiseurs, constitués en Task Force 34, aux ordres du vice-amiral Lee. Vers 10 h, peu avant que le vice-amiral Mitscher ait lancé une deuxième attaque, l'amiral Halsey, qui avait déjà reçu cinq appels désespérés du vice-amiral Kinkaid, reçut cette fois un message de l'amiral Nimitz qui demandait, de Pearl Harbour, « Où est la Task Force 34 ? », ce qu'il ressentit comme une critique. Et à 11 h 15, alors que les navires japonais immobilisés n'étaient plus qu'à 40 nautiques, il a ordonné aux cuirassés rapides de mettre cap au sud, pour tenter d'intercepter le vice-amiral Kurita. Pendant ce temps, le vice-amiral Ozawa continuait, cap au nord, avec ses navires les moins endommagés.

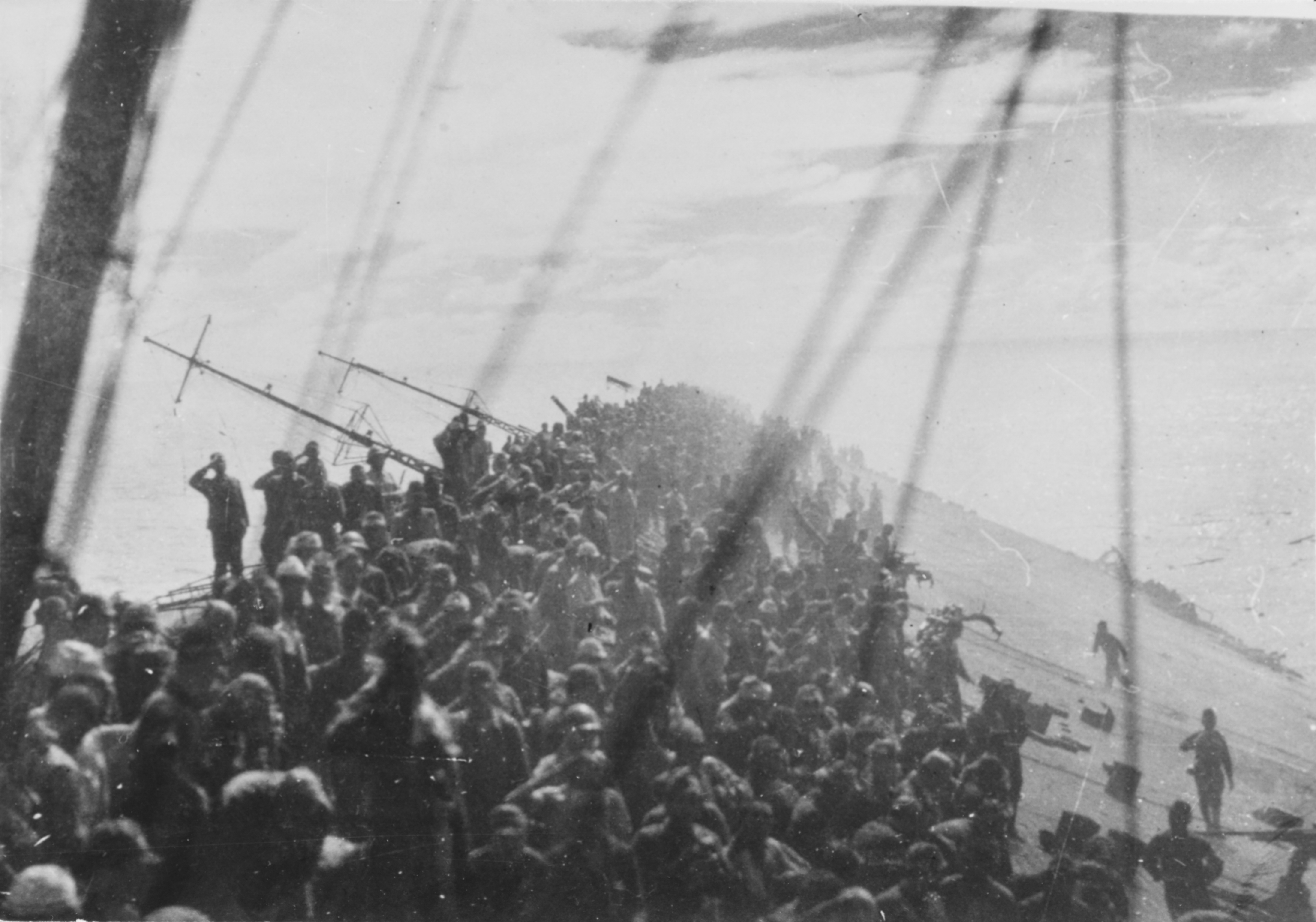
L'équipage du Zuikaku salue le pavillon avant d'abandonner le porte-avions dans l'après midi du 25 octobre.

L'amiral Halsey partit vers le sud avec les cuirassés rapides, trois grands croiseurs légers et le Task Group 38.2. La mission d'en finir avec le vice-amiral Ozawa incombait au vice-amiral Mitscher, avec les deux Task Groups qui lui restaient. Il a donc dans l'après-midi lancé deux nouvelles attaques. La première, vers 13 h 30, est venue à bout du Zuikaku, touché par des bombes perforantes d'une demi-tonne de douze bombardiers de l'USS Lexington et de neuf “Helldivers” de l'USS Essex. Dernier porte-avions japonais ayant participé à l'attaque de Pearl Harbor, le Zuikaku a coulé vers 14 h 30. Vers 15 h, le Zuihō qui, bien qu'avarié, était resté manœuvrant, a été coulé à son tour,.
Restait le Chiyoda, immobilisé depuis le matin, mais flottant toujours. Le commandant de la Task Force 38 va alors constituer un Task Group 30.3 dont il confie le commandement au contre-amiral DuBose, avec deux croiseurs lourds et deux grands croiseurs légers qui avaient été mis à sa disposition par l'amiral Halsey, car ils faisaient partie des TG 38.3 et TG 38.4. Sa mission aura été la même que celle de la Task Force 34, précédemment, à cette différence près que le vice-amiral Ozawa disposait encore de deux cuirassés armés chacun de huit canons de 14 pouces (356 mm), alors que le vice-amiral Mitscher ne disposait plus d'aucun cuirassé. Averti qu'il n'y avait aucun cuirassé aux alentours du Chiyoda, le Task Group 30.3 est allé le canonner. Son équipage qui ne l'avait pas abandonné a riposté. Le porte-avions léger japonais, en flammes, a coulé vers 16 h 30. Une dernière attaque aérienne, après 17 h, contre les Ise et Hyuga, ne leur a infligé que de légers dommages. Les croiseurs américains ont ensuite attaqué plusieurs petits bâtiments japonais avariés. Vers 19 h 30, pensant avoir en face de lui deux cuirassés, le vice-amiral Ozawa a décidé de faire demi-tour, et a marché avec ses deux cuirassés à la rencontre des bâtiments américains. Mais la nuit étant tombée, et ses destroyers commençant à être à court de mazout, le contre-amiral DuBose a fait demi-tour vers 21 h 50. Ne rencontrant personne, l'amiral japonais a remis cap au nord, vers le Japon.

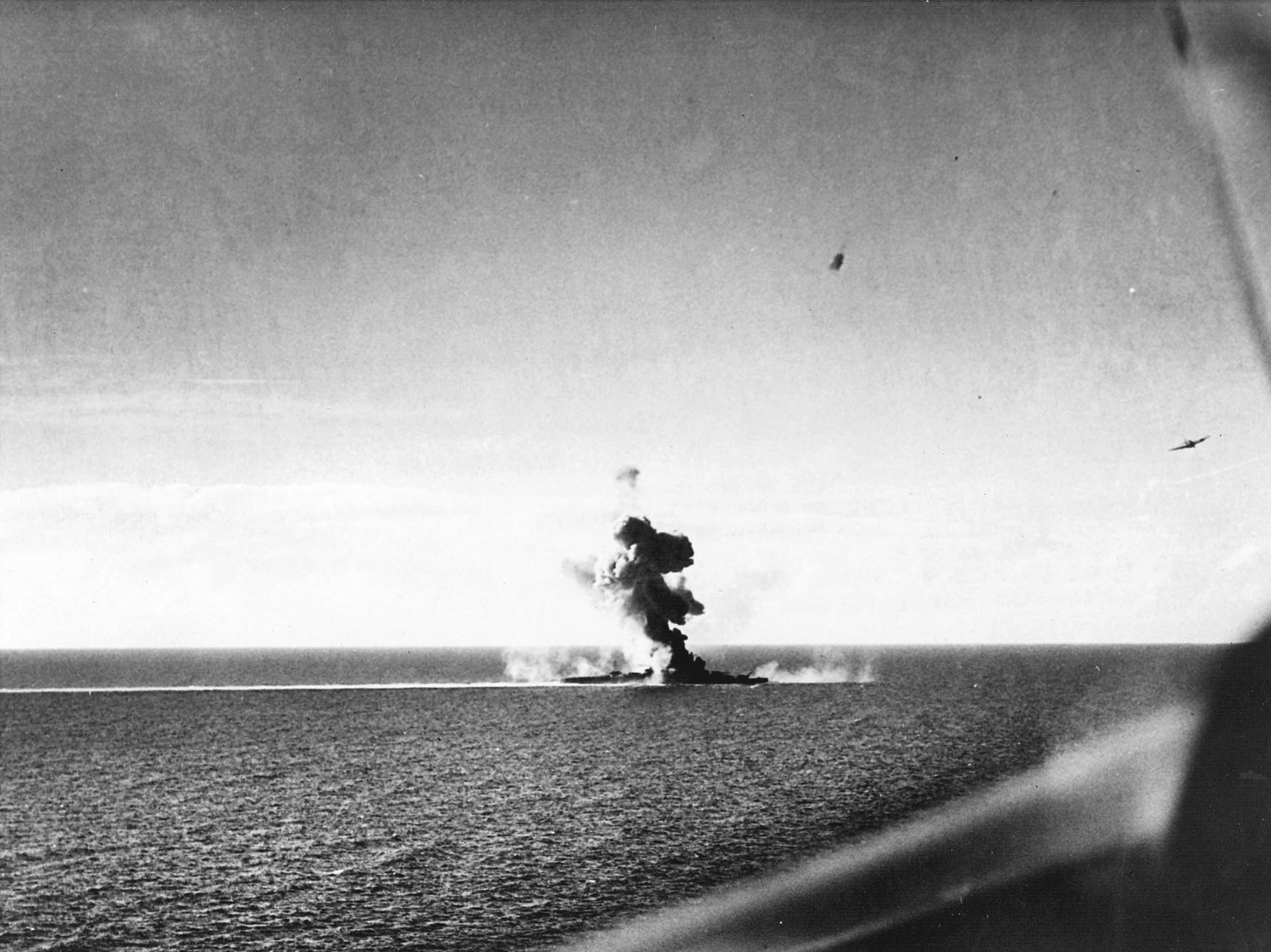
Le Kumano attaqué par l'aviation embarquée de l', le 26 octobre, en mer de Sibuyan.

Ne voulant pas se lancer vers le sud avec les cuirassés rapides, sans une escorte de destroyers, l'amiral Halsey a dû attendre que ses petits bâtiments aient refait leurs pleins, qui ont été achevés vers 16 h. Pendant ce temps, le vice-amiral Kurita a longuement délibéré avec son état-major sur la conduite à tenir, essayant de rassembler le maximum d'informations sur ce qu'il était advenu des forces du vice-amiral Nishimura et du vice-amiral Ozawa. Il semble que le destroyer Shigure, seul rescapé de la force du vice-amiral Nishimura, n'ait pas émis de rapport avant midi, et on a vu les problèmes de radio-transmission rencontrés par le vice-amiral Ozawa. Le vice-amiral Kurita a donc tergiversé, ce qui a beaucoup inquiété le vice-amiral Kinkaid, avant de se résoudre en début d'après-midi à ne pas continuer vers le golfe de Leyte, et à mettre cap au nord, à la recherche de la IIIe Flotte américaine qui était beaucoup plus au nord qu'il ne le croyait. Vers 13 h, l'attaque aérienne lancée à la limite de leur rayon d'action par 98 appareils du TG 38.1 du vice-amiral Mac Cain, n'a pas eu grands résultats, pas plus que celle lancée plus tard par 46 appareils de la Taffy 2 du contre-amiral Stump. Ces attaques ont été renouvelées dans l'après-midi, sans plus de résultats. Vers 17 h 30, soucieux de ne plus être, le lendemain, à portée des appareils de la IIIe Flotte, le vice-amiral Kurita a fait mettre le cap sur le détroit de San-Bernardino, et marchant à 24 nœuds, il l'a franchi sans encombre vers 22 h. Les éléments les plus avancés de l'amiral Halsey en étaient encore à une quarantaine de nautiques, soit à deux heures de mer. Vers 0 h 25, l'amiral américain a arrêté la poursuite, mais ses grands croiseurs ont attaqué et coulé dans la nuit de petites unités japonaises qui n'avaient pas encore atteint le détroit, s'étant attardées pour recueillir des naufragés.
Les porte-avions de la IIIe Flotte ont harcelé, dans la journée du 26 octobre, les navires japonais en retraite dans la mer de Sibuyan, et ont réussi à endommager le Kumano. Les attaques de Kamikaze se sont poursuivies sur les porte-avions d'escorte de la VIIe Flotte, qui ont harcelé un important convoi japonais de transport de troupes, amenant des renforts en baie d'Ormoc sur la côte occidentale de l'île de Leyte, où les Américains ont débarqué début décembre lors de la bataille de la baie d'Ormoc.
Après la bataille du golfe de Leyte, les grands bâtiments japonais n'ont pratiquement plus eu d'activité offensive contre les bâtiments alliés. L'aviation embarquée américaine a continué ses bombardements contre les Philippines, coulant les croiseurs lourds Nachi, le 5 novembre, en baie de Manille, et Kumano, le 25 novembre, à Santa Cruz, au nord-ouest de Luçon. Les bâtiments avariés qui se sont réfugiés à Singapour (Myōkō et Takao) n'ont pas pu y être réparés. les porte-avions, cuirassés et croiseurs qui ont réussi à gagner le Japon (Aoba, Tone et Ōyodo) n'ont jamais repris la mer en raison de la pénurie de carburant.

#### Devant Iwo Jima et Okinawa
L'essentiel des forces de la Marine impériale japonaise a alors reposé sur l'aviation navale basée à terre, dont on a vu le rôle pendant la bataille du golfe de Leyte, avec les premières attaques du corps spécial de Kamikaze des 1re et 2e Flottes Aériennes, aux ordres des amiraux Onishi et Fukodome.
Ces forces ont eu un rôle considérable dans les batailles d'Iwo Jima et d'Okinawa. L'aviation japonaise a ainsi réussi, devant Iwo Jima, à endommager très gravement l'USS Saratoga, et à couler l'USS Bismarck Sea. Pendant les bombardements de l'aviation embarquée américaine sur les bases de Kyūshū, ce sont les USS Enterprise, Yorktown, Wasp qui ont été endommagés par les bombardiers japonais, et surtout l'USS Franklin, qui n'a jamais retrouvé le service actif. Pour la défense d'Okinawa, l'aviation japonaise basée à terre a eu recours aux kamikaze, qui avec 1 400 attaques ont représenté 50 % des attaques aériennes menées d'avril à juin. En furent notamment victimes les deux navires amiraux successifs de l'amiral Spruance, le croiseur USS Indianapolis, le 30 mars et le cuirassé ancien USS New Mexico, mais ce furent surtout les destroyers piquets radar qui eurent à en souffrir comme l'USS Laffey, le 15 avril, à 30 nautiques d'Okinawa,. Les pertes humaines à bord des porte-avions américains durant ce conflit (hors celles des avions perdus en vol) ont été de 4 636 morts et 4 068 blessés.

## Changement de rôle

### Porte-avions d'après-guerre

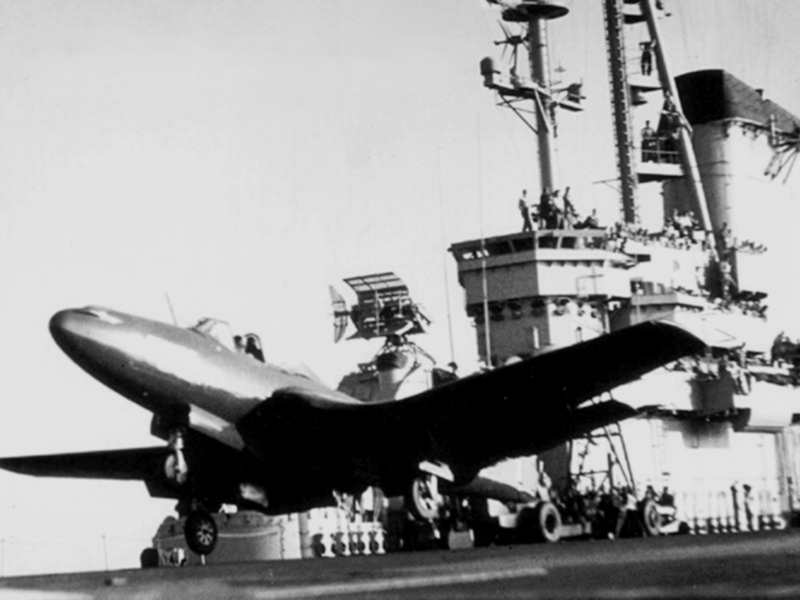
Essais à bord de l’USS Franklin D. Roosevelt du FH-1 Phantom, le 1er avion à réaction embarqué (21 juillet 1946).

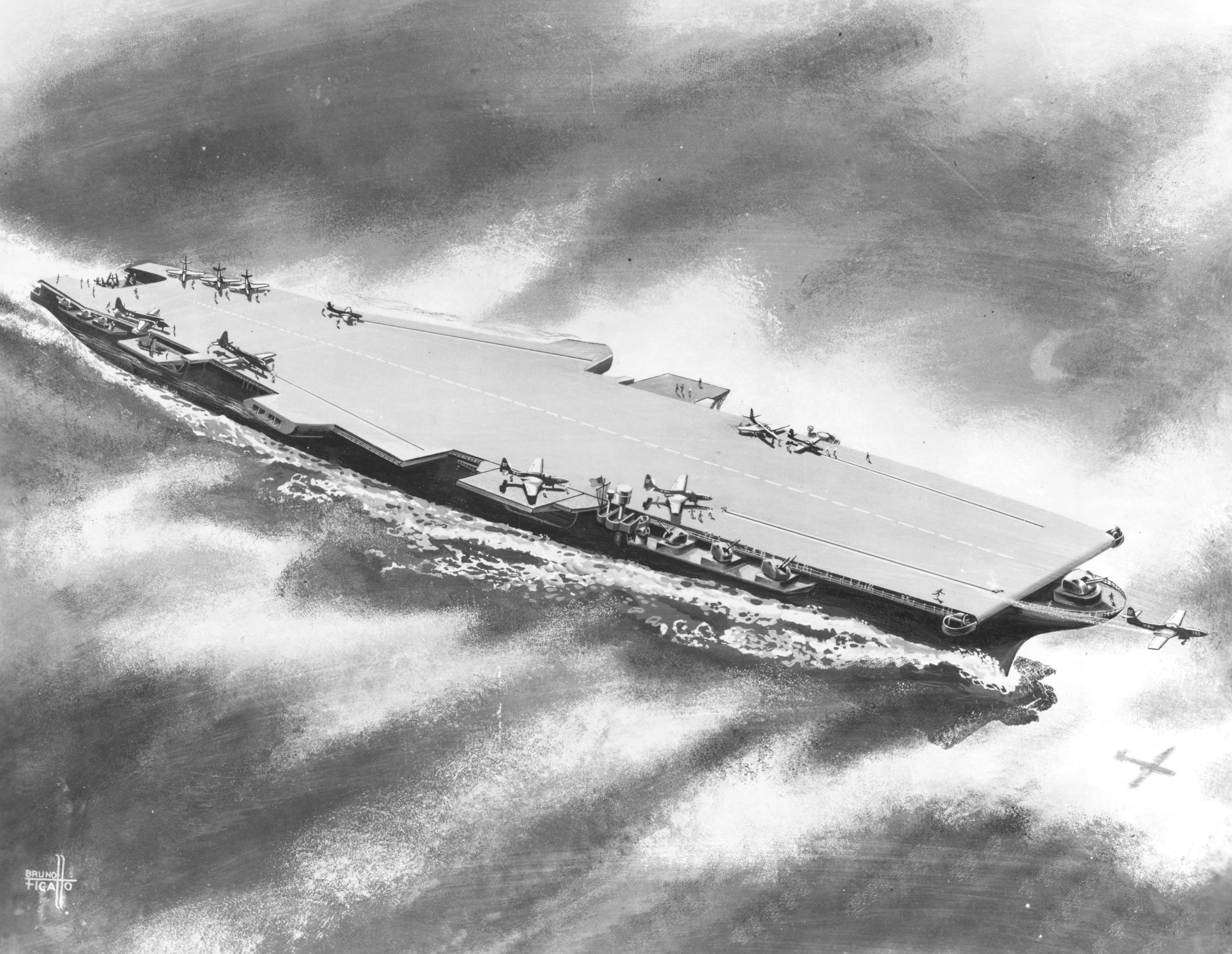
Vue d’artiste de l’USS United States avec des FH-1 Phantom et des P2V-3C Neptune sur le pont. Ce « super porte-avions » est abandonné en 1949.

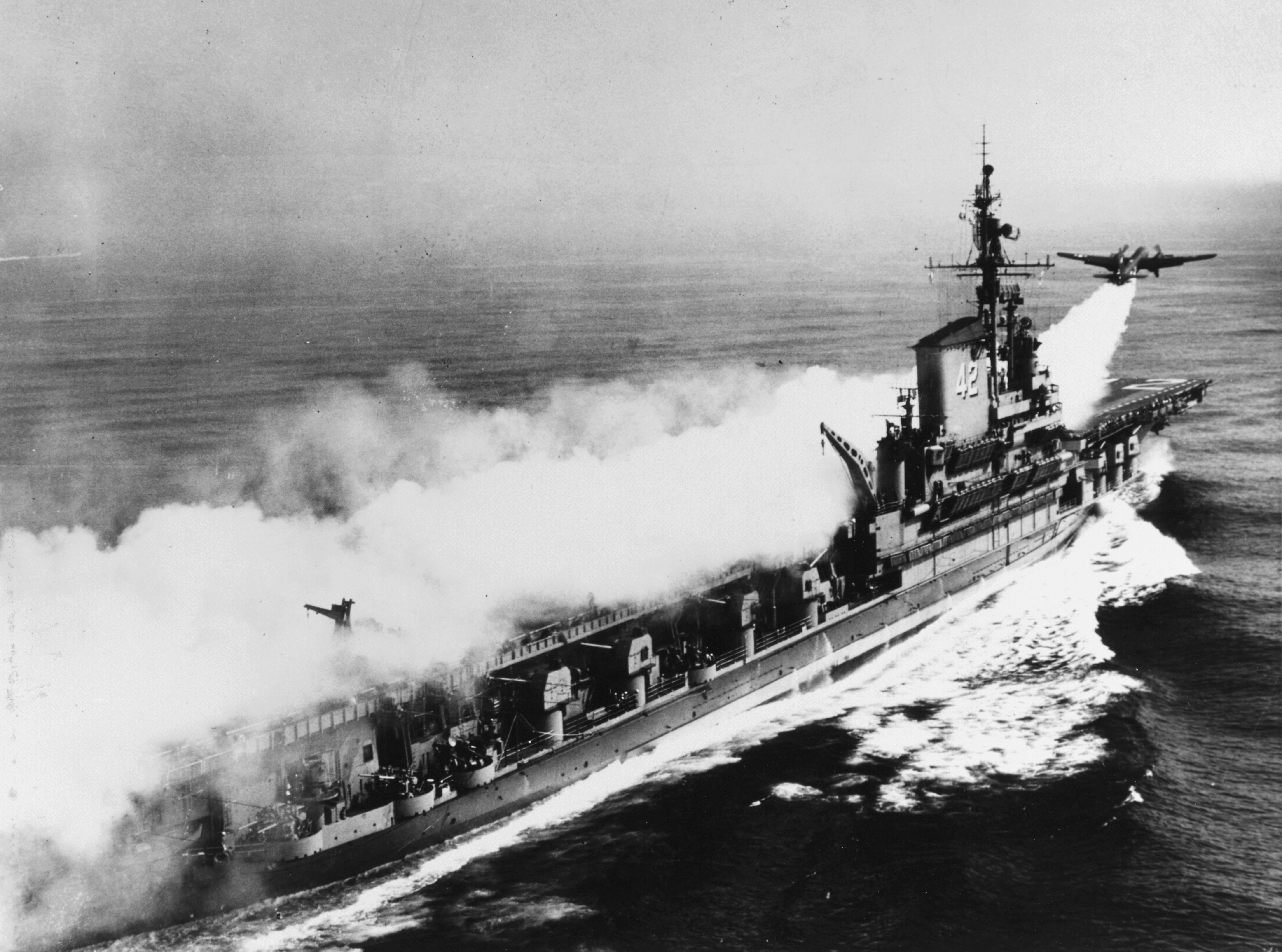
Pour concurrencer l'US Air Force et démontrer ses propres capacités stratégiques, la Navy fait décoller à plusieurs reprises un P2V-3C Neptune d'un porte-avions, ici du USS Franklin D. Roosevelt (2 juillet 1951).

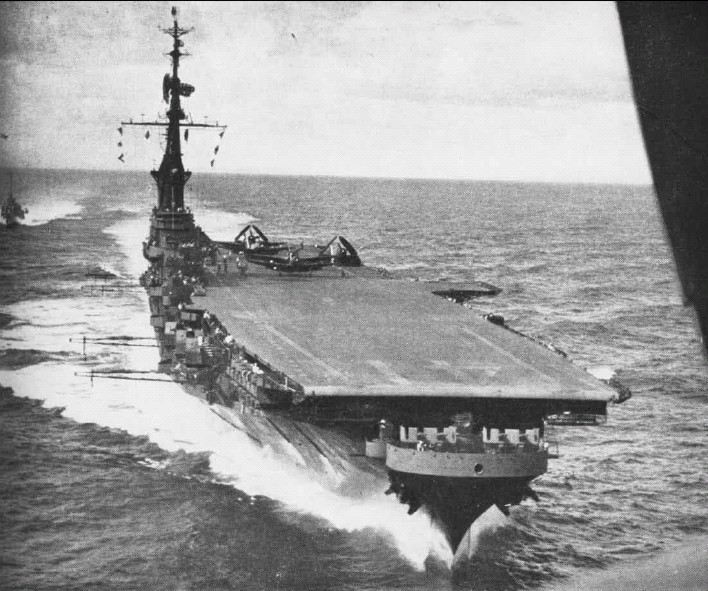
L’USS Midway lors de sa croisière inaugurale dans les Caraïbes (janvier 1946).

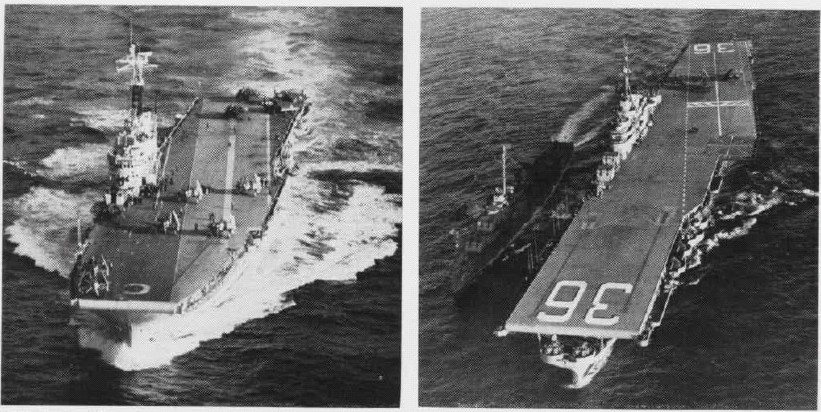
Innovation technologique majeure, le pont d'envol oblique, ici à 5.5 ° sur l' et à 10.5 ° sur l'USS Antietam (autour de 1955).

#### US Navy
Le 2 septembre 1945, lors de la signature des Actes de capitulation du Japon, l’US Navy, avec ses 98 porte-avions et ses 40 000 avions, constitue 70 % du tonnage mondial des marines de guerre. En l’espace d’un an, le nombre de porte-avions est réduit à 23 et celui des avions à 14 637. L’aviation embarquée est guettée par une obsolescence rapide, tandis que l'USAAF entrait dans l’ère de l’aviation à réaction et du bombardement stratégique nucléaire… lequel prétendait ne faire qu’une bouchée des porte-avions, ces mastodontes démodés. L’administration Truman partage ce point de vue et fait voter le National Security Act en 1947. L’année suivante, le premier secrétaire à la Défense, James Forrestal bataille ferme pour imposer la construction de 4 « super porte-avions », dont le premier devait être l’USS United States (CVA-58) de 65 000 tonnes, cependant que le nombre de bâtiments en ligne passait de 1 194 à 267 et celui des porte-avions de 98 à 15. L’opposition de l’US Air Force, qui met en avant son bombardier intercontinental B-36 Peacemaker, met fin à la construction (commencée 4 jours plus tôt !) de l’United States le 23 avril 1949. Par contre, 3 porte-avions de 45 000 tonnes de la classe Midway, mis en chantier en 1943-44, sont achevés : le Midway, le Franklin D. Roosevelt et le Coral Sea. Les principales améliorations par rapport à la classe Essex sont un pont d’envol renforcé faisant partie intégrante de la superstructure et l’embarquement des premiers jets, comme le FH-1 Phantom, opérationnel en 1947. À partir de décembre 1952, sont généralisées trois autres innovations technologiques empruntées à la Royal Navy : le pont d'envol oblique (ou angled flight deck), qui permet des décollages et des appontages simultanés (« catapo »), la catapulte à vapeur et le miroir d'appontage. Après avoir testé la piste oblique sur l'USS Antietam, 14 bâtiments de la classe Essex comme les 3 nouveaux bâtiments de la classe Midway sont refondus en conséquence.

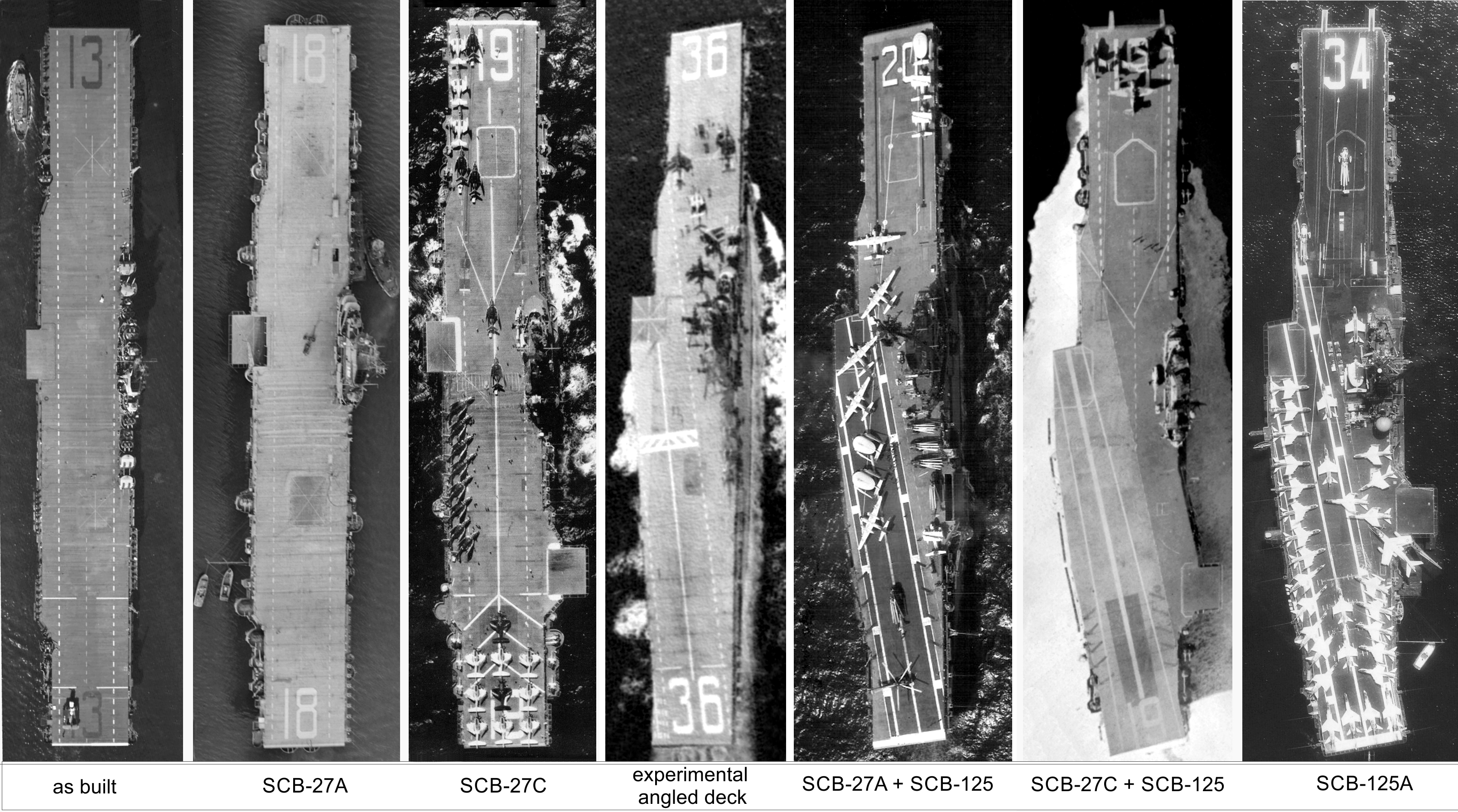
Modernisations de la classe Essex de 1944 à 1960

Le 1er octobre 1955 est mis en service le Forrestal, premier « super porte-avions » conçu spécialement pour les jets et bénéficiant de tous les derniers perfectionnements. Il est deux fois plus lourd que les porte-avions refondus de la classe Essex.

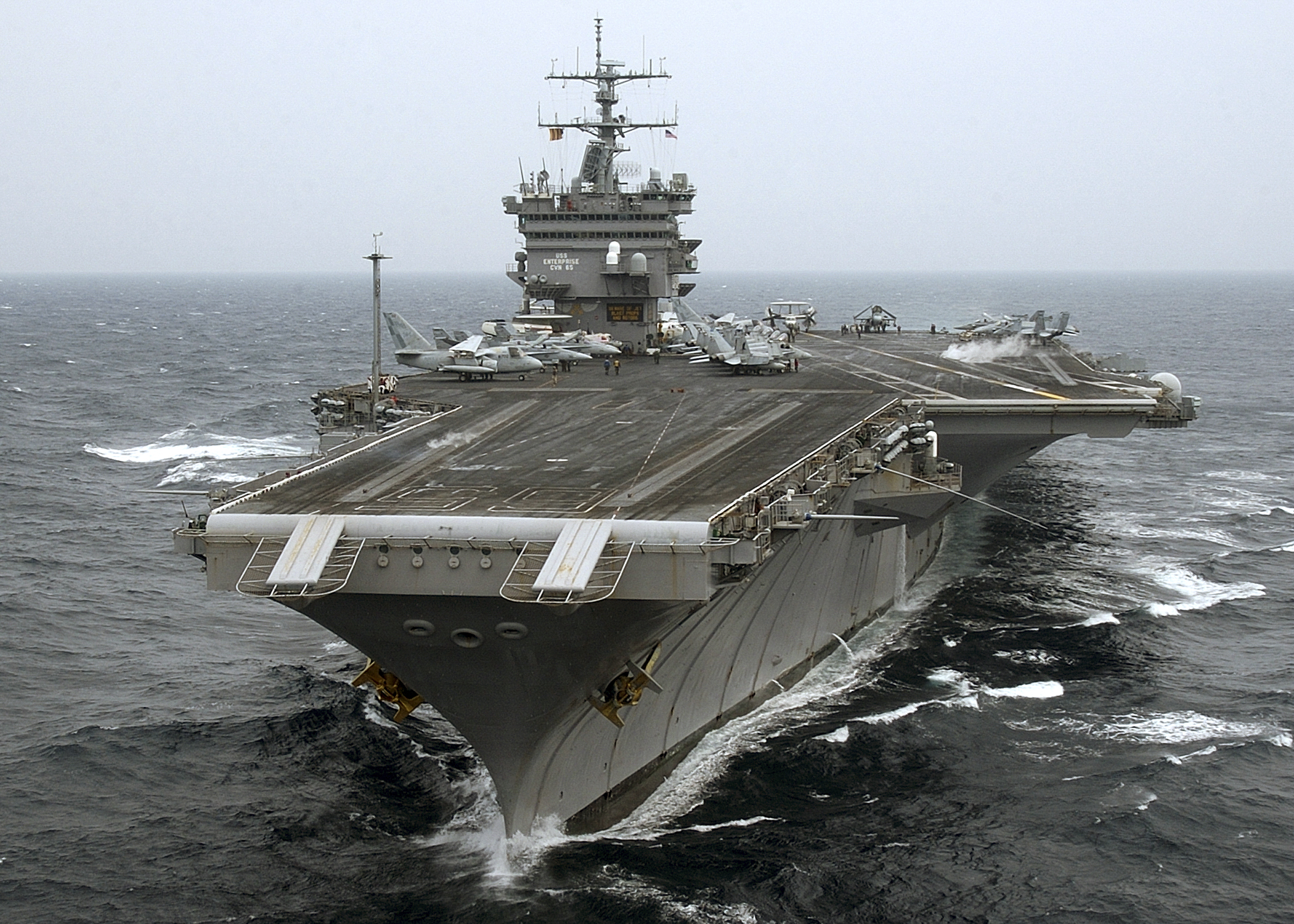
USS Enterprise (CVN 65), premier porte-avions à propulsion nucléaire

Deuxième navire de surface conçu avec une propulsion nucléaire après le USS Long Beach (CGN-9), le porte-avions USS Enterprise est mis sur cale le 4 février 1958, il est lancé le 24 septembre 1960 et entre en service le 25 novembre 1961. Il demeure le plus long porte-avions du monde, quoiqu'il sera surpassé en tonnage par les porte-avions de classe Nimitz et ceux de classe Gerald R. Ford.

#### Royal Navy

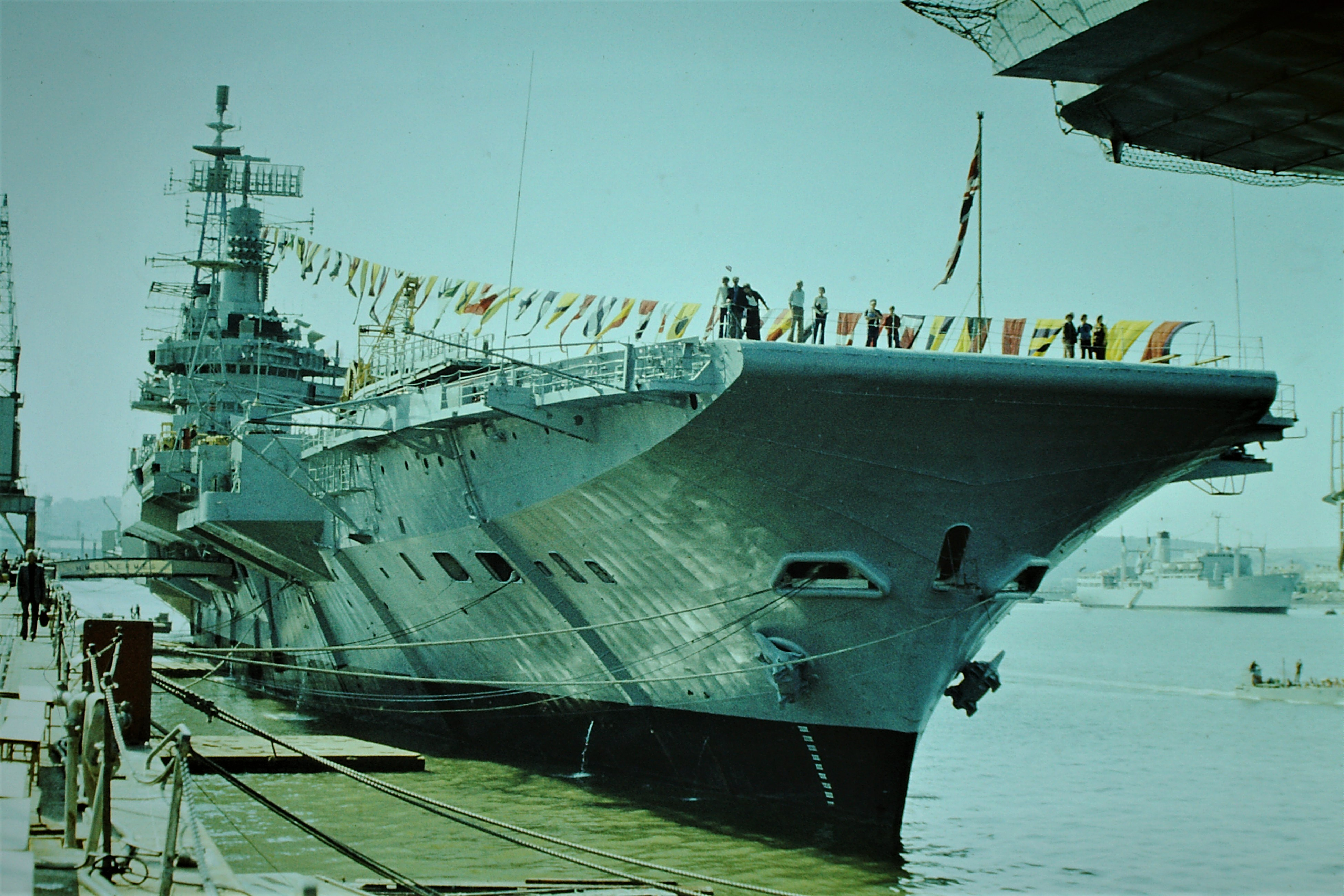
HMS Hermes (R12)

La Royal Navy quant à elle, conserve dans un premier temps ses porte-avions de combat légers des classes Colossus et Majestic construits en 1944-1945. À la fin des années 1950, nombre d’entre eux sont vendus ou cédés à des marines alliées, comme le HMS Colossus (à la France); les HMS Terrible, HMS Vengeance et HMS Majestic (à l’Australie) ; les HMS Magnificent et HMS Powerful (au Canada) ; le HMS Venerable (aux Pays-Bas); le HMS Hercules (à l’Inde) et le HMS Warrior (à l’Argentine). Durant les années 1950, la Royal Navy achève plusieurs porte-avions lourds, entrepris au cours de la Seconde Guerre mondiale et qui resteront en service jusqu’à la fin des années 1970 et le début des années 1980. Parmi eux : les HMS Eagle (ex-Audacious) et HMS Ark Royal de la Classe Audacious et le HMS Hermes de la Classe Centaur.

#### Marine nationale

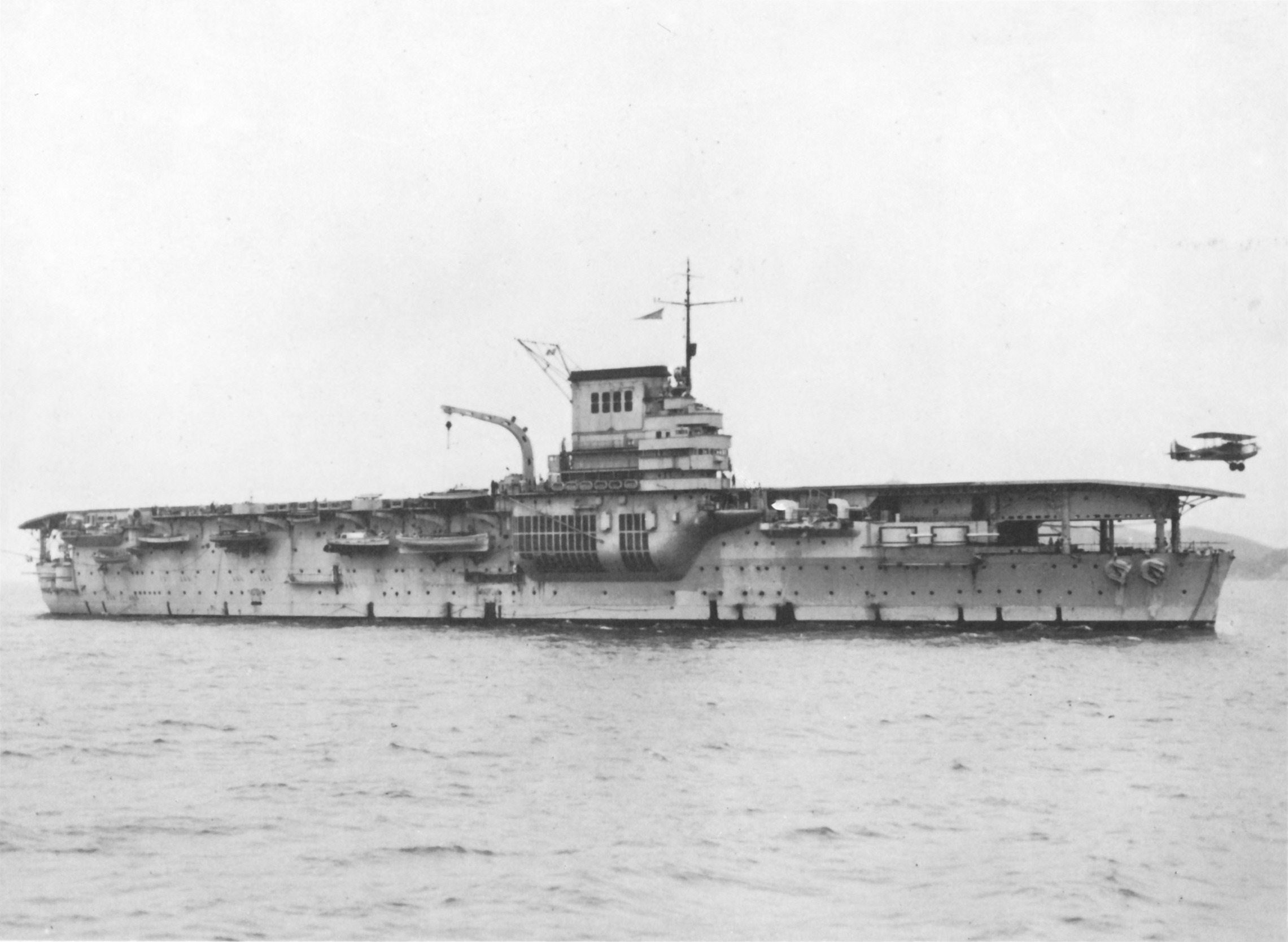
Le porte-avions Bearn (1927).

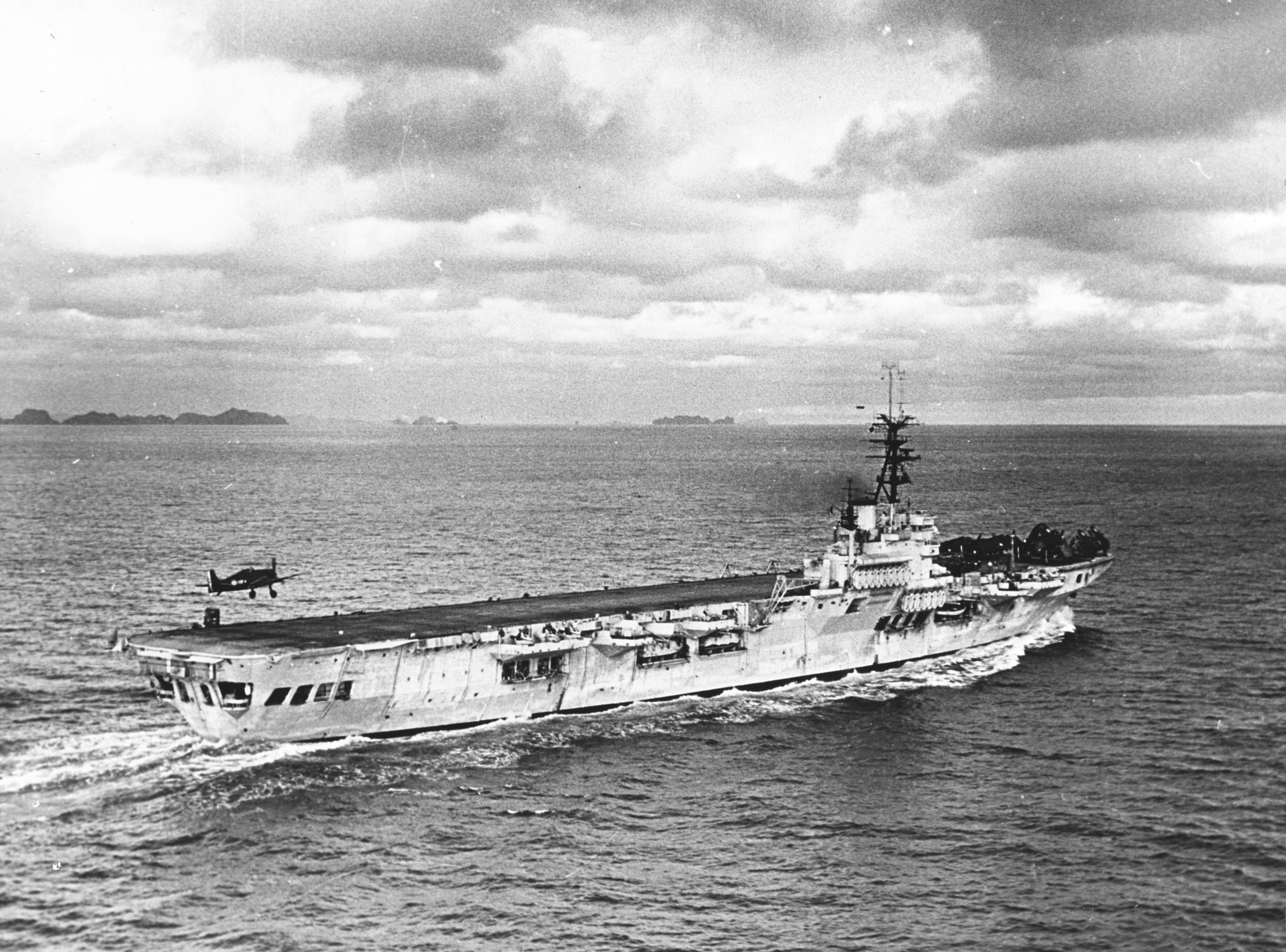
LArromanches (R95) avec un Grumman F6F Hellcat à l'appontage en 1953.

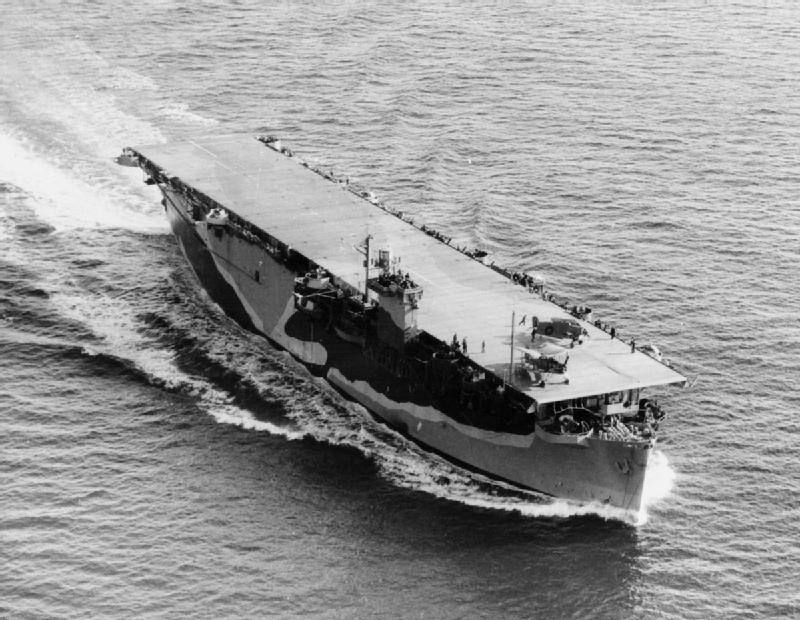
Le HMS Biter futur Dixmude pendant la Seconde Guerre mondiale.

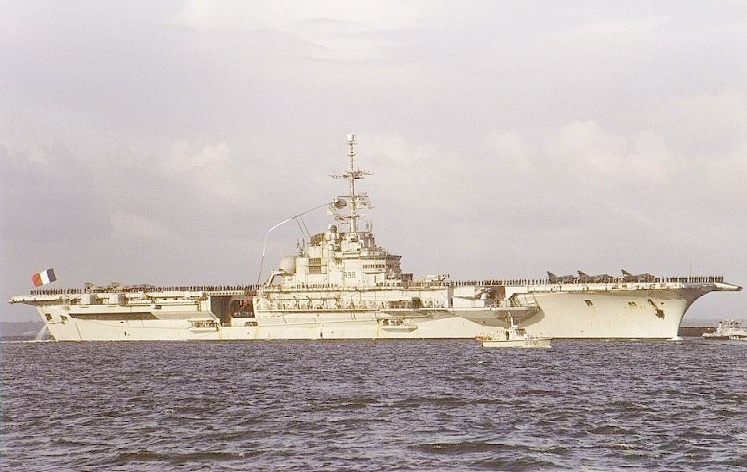
Le Clemenceau (R98).

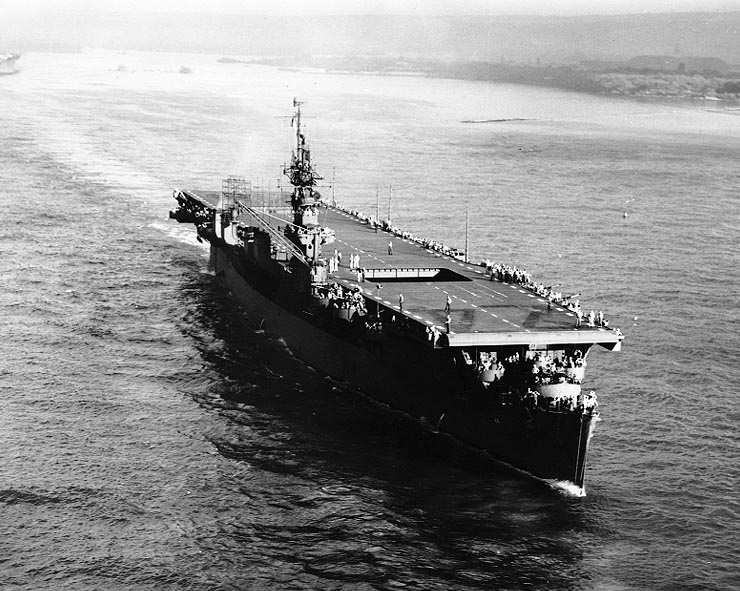
LUSS Belleau Wood (CVL-24) le 22 décembre 1943.

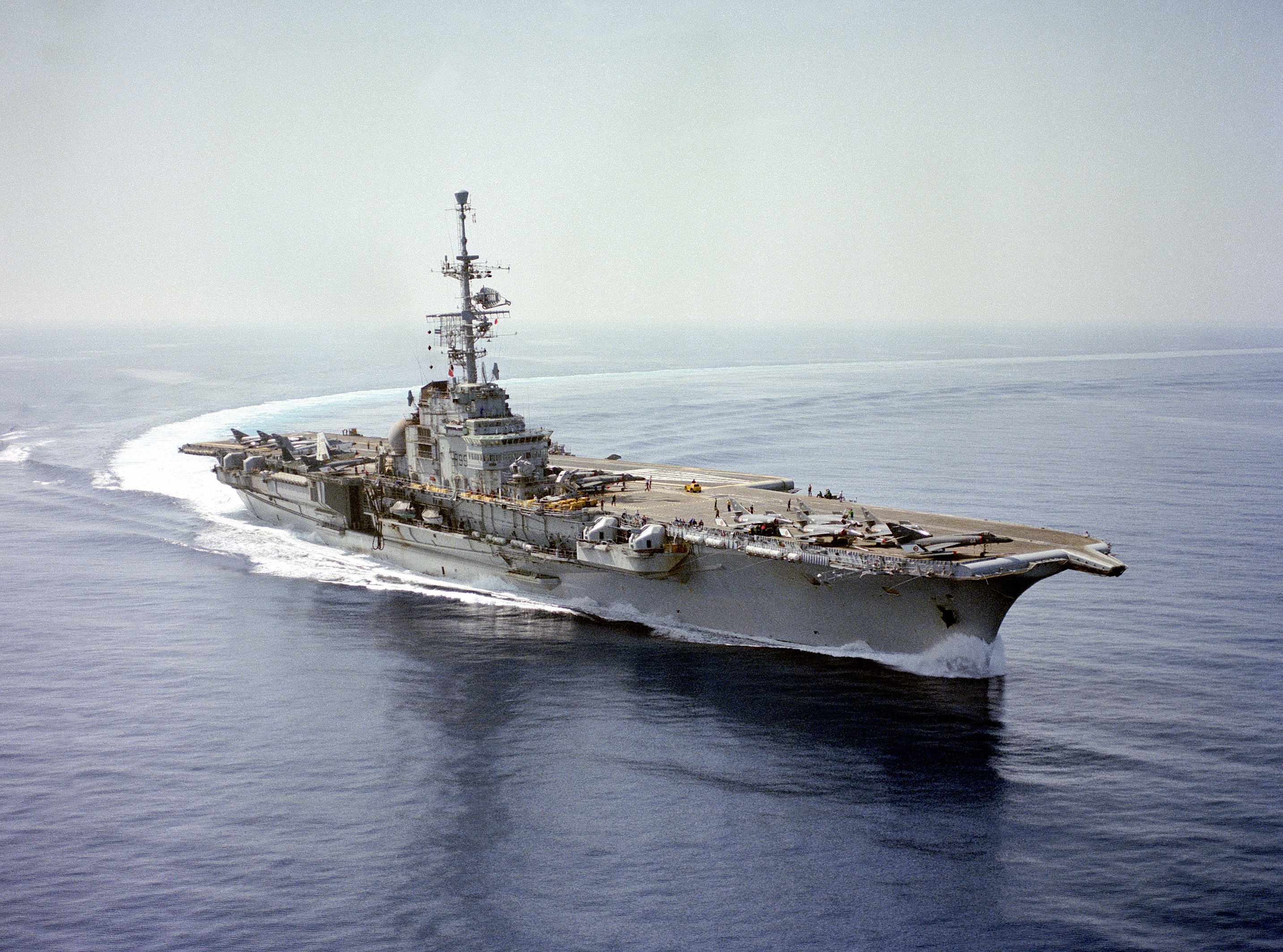
Le Foch (R99).

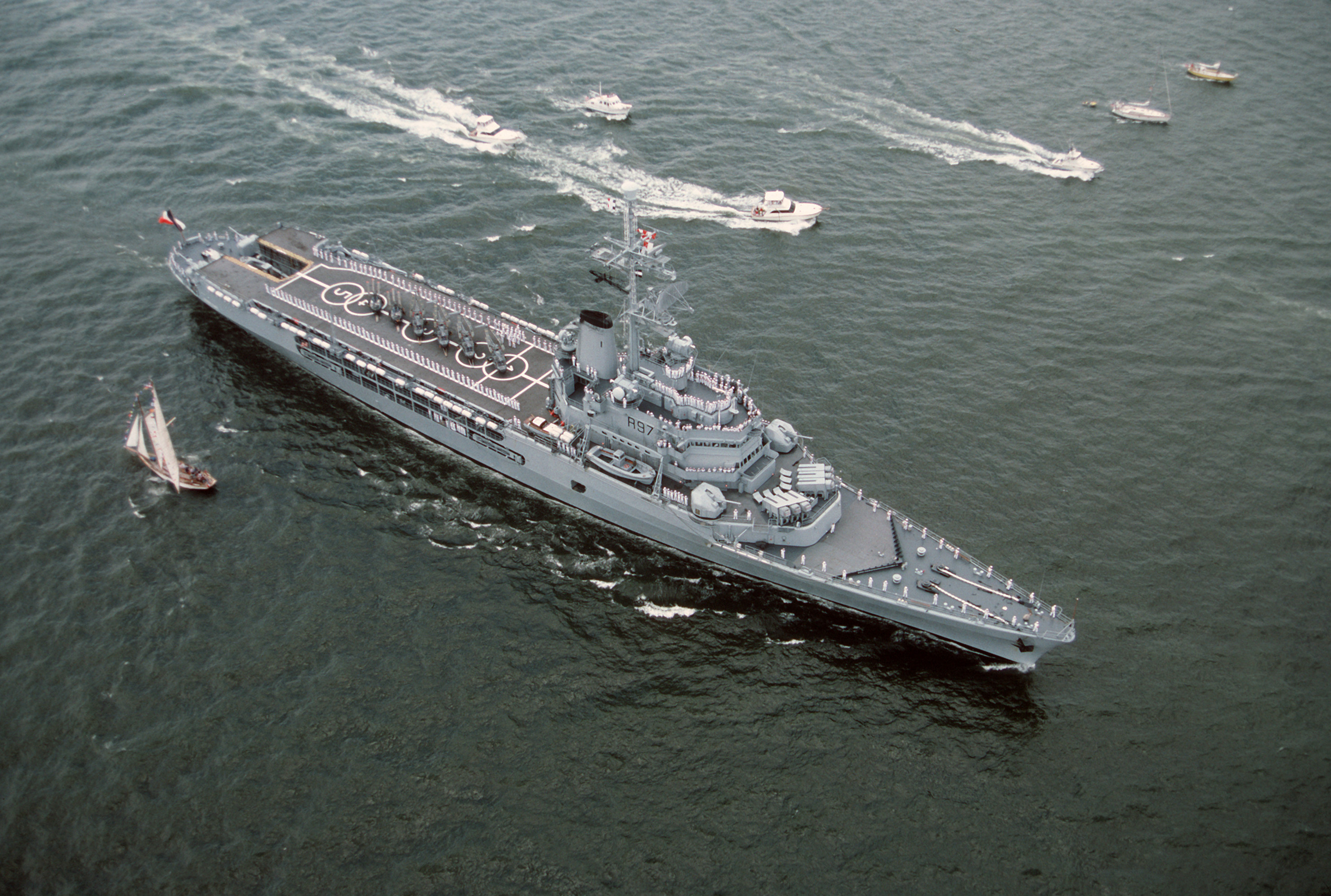
Le Jeanne d'Arc (R97), croiseur porte-hélicoptères.

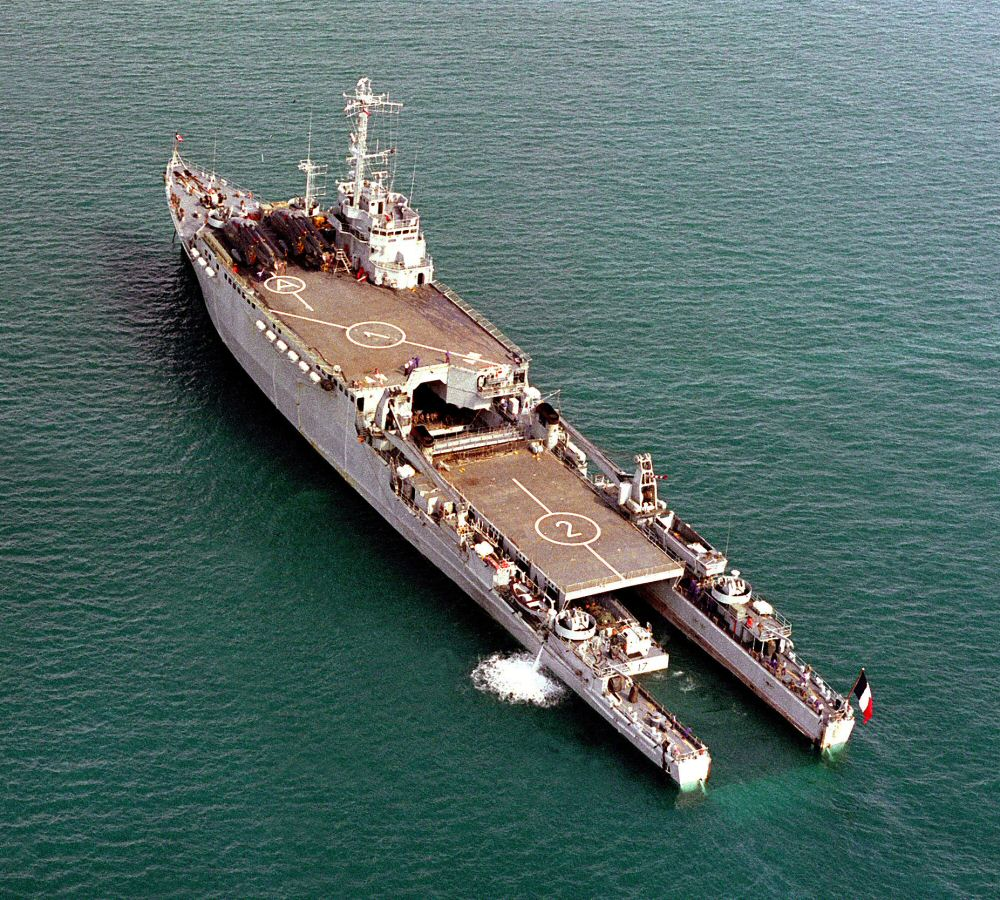
LOuragan, transport de chalands de débarquement.

La Marine française est riche de projets mais sans matériel opérationnel au sortir de la guerre.
Le Béarn est vétuste, le Commandant Teste est à peine renfloué et la construction de nouveaux navires nécessite la remise en état des arsenaux. Le capitaine de vaisseau Henri Nomy s'adresse alors aux alliés pour reconstituer rapidement une force aéronavale.
Le porte-avions d'escorte HMS Biter est cédé en 1946 par les États-Unis et renommé Dixmude. Un navire plus performant est recherché. Le HMS Colossus est loué à la Royal Navy en 1946 pour une durée de cinq ans et baptisé Arromanches. Il est acheté à l'issue de sa location en 1951.
Le Béarn continue d'exercer une activité comme transport d'aviation, un rôle que le Dixmude reprend à partir de 1947, après l'arrivée de l'Arromanches.
Un premier modèle de porte-avions de construction française (depuis la fin de la Seconde Guerre mondiale), le PA 28 Clemenceau, est projeté, puis commandé en 1947. Il constitue le prototype d'une classe de quatre, destinée à compléter à six le nombre d'unités considéré comme indispensable, et dont le déplacement à pleine charge aurait été de 20 110 tonnes. Face aux difficultés financières, il est annulé en 1949.
Au début des années 1950, la France obtient des États-Unis le prêt des porte-avions légers USS Langley et USS Belleau Wood. Respectivement rebaptisés La Fayette et Bois Belleau, le premier servira de support aérien aux troupes engagées à terre en Indochine. En principe exclusivement dédié à la contribution aéronavale française à l'OTAN, le second sera, par dérogation à ce principe, également utilisé en Indochine. 
La période courant de 1954 à 1962 voit la commande de quatre types de porte-aéronefs, qui marquent la modernisation de la flotte française.
Un second porte-avions Clemenceau, homonyme du PA 28, est commandé en 1954 et rejoint la flotte en 1961. Commandé en 1955, son sister-ship, le Foch, le rejoint en 1963. Ces bâtiments déplaçant 32 800 t à pleine charge disposent de toutes les innovations techniques apparues et adoptées à cette période : piste oblique, catapultes à vapeur et miroirs d'appontage. Ces équipements les rendent capables de mettre en œuvre des avions à réaction. Avec l'arrivée de la classe Clemenceau, l'Arromanches est aménagé en porte-avions ASM, en porte-avions école et en porte-hélicoptère ASM et d'assaut (en 1962) ; et les Bois Belleau et La Fayette sont restitués aux États-Unis, en septembre 1960 et mars 1963.
Un projet de porte-avions plus lourd est lancé en 1958, le Verdun, capable de recevoir des avions plus grands que ceux de la classe Clemenceau. Sur une base agrandie de la classe Clemenceau, le "PA 58" a un déplacement de 45 000 tonnes à pleine charge et est doté de bombardiers à capacité de frappe atomique. Se heurtant aux sévères restrictions budgétaires du moment, cette première tentative échoue dès 1958. Il en sera de même du projet suivant, un peu moins ambitieux, le PA 59 (de 1959) qui est définitivement abandonné en 1961. 
La Marine nationale développe parallèlement des navires porte-hélicoptères.
Le croiseur porte-hélicoptères Jeanne d'Arc est construit à partir de 1959 et armé en 1964. Ce navire de 13 270 tonnes à pleine charge peut mener avec ses hélicoptères des actions de lutte anti-sous-marine, ou pratiquer des posers d'assaut amphibie. Il servira principalement de navire-école.
Dans le cadre de l'assaut amphibie, la construction de la classe Ouragan est lancée en 1962 avec l'Ouragan, suivi de l'Orage en 1966.
Ces deux bâtiments de transport de chalands de débarquement déplacent 8 500 tonnes à pleine charge, et ont un port en lourd de 3 000 tonnes. Ils présentent un îlot déporté à tribord, deux plateformes d'appontage (dont une amovible) et sont aptes à soutenir des hélicoptères d'assaut dans des opérations de débarquement.

#### Espagne
La marine espagnole multiplie les projets de conversion, d'un pétrolier, du croiseur Canarias ou de l'ancien croiseur italien Trieste racheté. L'achat d'un porte-avions d'escorte britannique est aussi envisagé, mais tous ces projets échouent.
Enfin, elle reçoit en prêt le porte-avions léger USS Cabot en 1967 de l'US Navy, baptisé Dédalo et acheté en 1973.

### Opérations aéronavales

#### Opération Crossroads (1946)

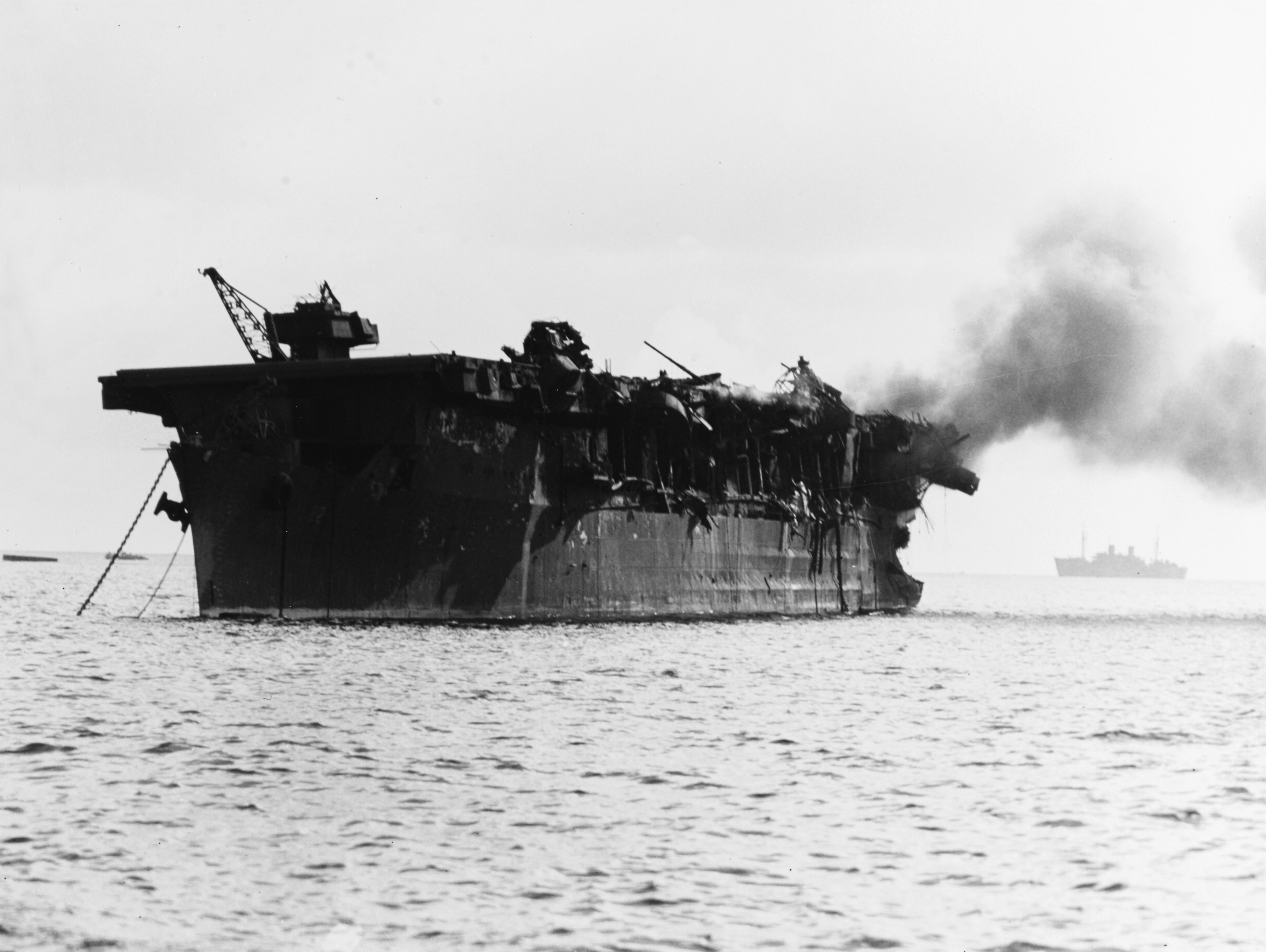
Incendie à bord de l’USS Independence peu de temps après l’essai nucléaire « Able » de l'opération Crossroads dans l'atoll de Bikini (1 juillet 1946).

L’explosion « Baker » de l'opération Crossroads dans l'atoll de Bikini avec l'onde de choc concentrique qui recouvre les navires (25 juillet 1946).

L'opération Crossroads est le 4e et 5e essai nucléaire de l’histoire après le test de Trinity, puis les largages de « Little Boy » sur Hiroshima et de « Fat Man » sur Nagasaki. Les 2 explosions (« Able » et « Baker ») de l'été 1946 ont pour but de valider la puissance de la Bombe A sur des navires et des sous-marins situés aux alentours de l'atoll de Bikini. L’USS Saratoga (qui est en surplus avec l’arrivée des bâtiments de classe Essex) et l’USS Independence participent à l’opération. Le 1er juillet 1946, « Able », d'une puissance de 21 kilotonnes est larguée par un bombardier B-29 baptisé « Dave's Dream » et explose à 158 mètres d'altitude. Elle manque sa cible d'environ un demi-kilomètre, détruit 5 des 40 navires présents dans l’atoll (les transports de troupes USS Gilliam (en) et USS Carlisle (en), les destroyers USS Anderson et USS Lamson et le croiseur japonais Sakawa) et en endommage gravement 9, tandis que l’Independence s’en sort sans trop de dommages, mis à part un incendie maîtrisé. Les 2 porte-avions participent au 2e essai, « Baker », le 25 juillet. Cette fois-ci, l’explosion de la bombe de 23 kilotonnes, placée à 27 mètres sous le niveau de la mer, provoque des tsunamis de plus de 30 mètres qui engloutissent plusieurs bâtiments (le cuirassé japonais Nagato, le cuirassé USS Arkansas, le sous-marin USS Apogon (en) et 3 navires auxiliaires), dont le Saratoga. Durant plus de 24 heures, la zone proche de l'explosion est mortellement radioactive : l'accès à l'île de Bikini (à 9 kilomètres) n’est autorisé qu'après une semaine.

#### Guerre d'Indochine (1946-1956)

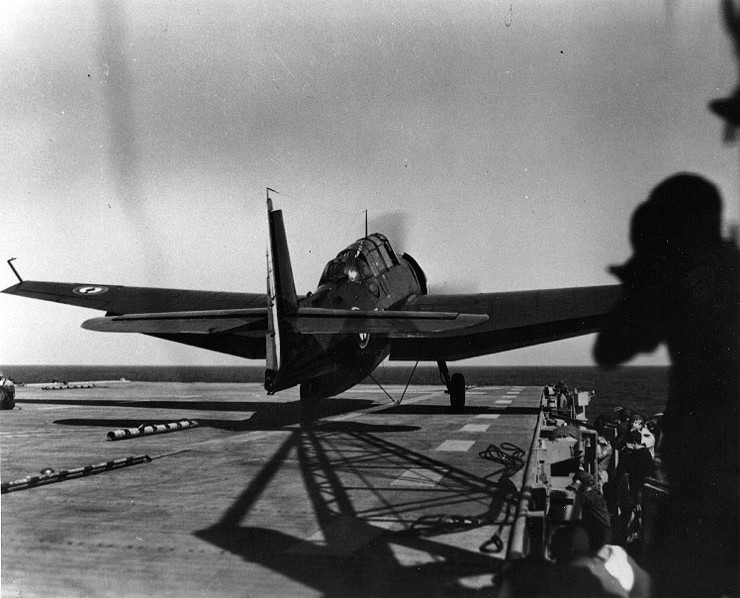
Un TBM-3E Avenger prêt à être catapulté du.

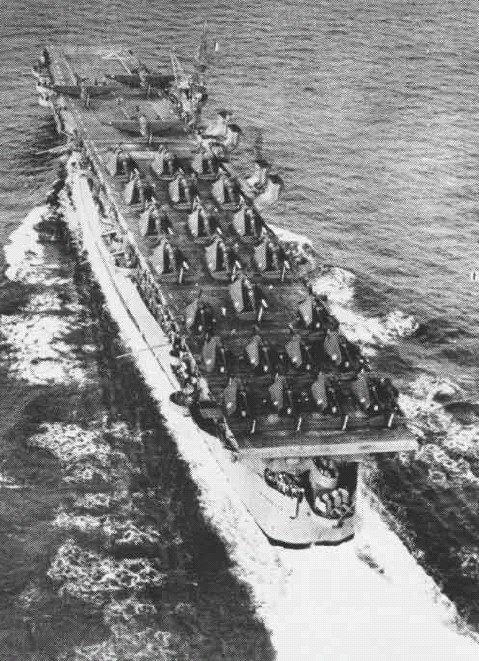
Le avec à son bord 20 F6F Hellcat et 12 TBF Avenger.

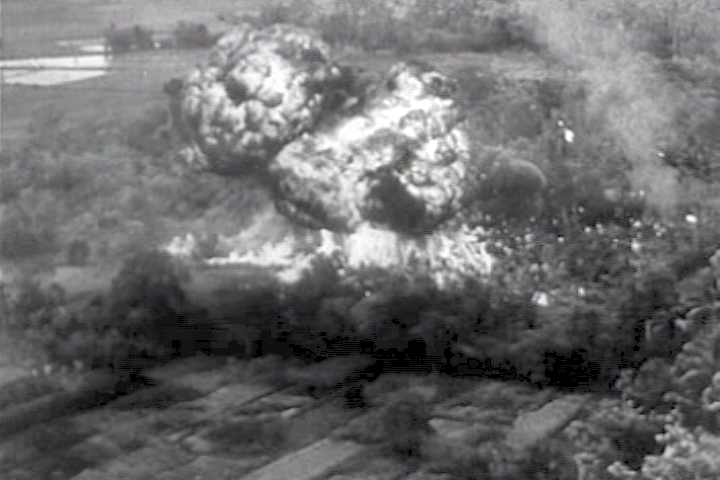
Les Grumman F6F Hellcat de l'Aéronavale larguent du napalm sur la division 320 du Viet Minh pendant l’opération Mouette (novembre 1953).

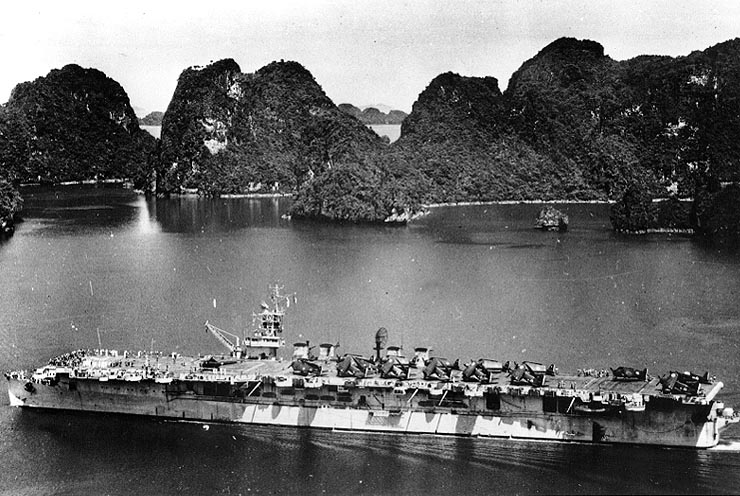
Le La Fayette dans les eaux d'Indochine française (1953).

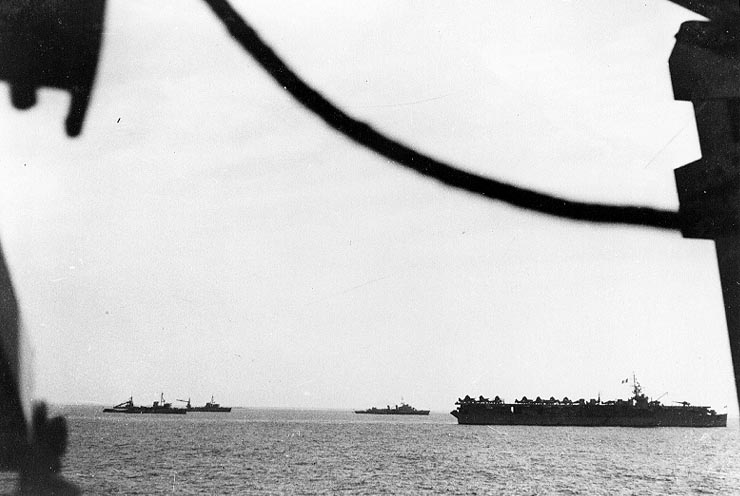
Le La Fayette au large de Nha Trang (Indochine) (mi-juin 1953).

La guerre d’Indochine oppose depuis 1946 le Corps expéditionnaire français en Extrême-Orient (CEFEO), soutenu par les États-Unis, aux forces du Viêt Minh (Front de l'indépendance du Viêt Nam) nationaliste et communiste, soutenu par la Chine et l'Union soviétique. Le 28 janvier 1947, le porte-avions Dixmude, remis à niveau, appareille de Toulon avec 9 bombardiers-torpilleurs Douglas SBD Dauntless, lesquels attaquent en mars des objectifs sur la cote d'Annam puis effectuent des missions d’appui aérien rapproché (close air support) à partir du golfe du Tonkin au profit de troupes au nord de l'Indochine. À la suite de problèmes de catapulte, le Dixmude rentre en France en avril. En raison de sa grande lenteur et de son seul ascenseur, le Dixmude est relégué au rôle de transport : il appareille de nouveau en septembre 1947, convoyant des SBD, des Ju-52 et des Spitfire qui opèrent au sol depuis Saigon, puis Hanoï, avant de revenir à Toulon en mai 1948. L’Arromanches prend le relais durant la période octobre 1948-janvier 1949, entrecoupée d’exercices de mise au point d’hunter killer groups et de 6 semaines de combats (152 sorties) au cours desquels ses 10 SBD et ses 2 Spitfire mènent des frappes au sol en Cochinchine, dans le centre d'Annam et au Tonkin. Aucun porte-avions n’est déployé en 1949-1950, à la suite d'une pénurie d’avions que vient combler le 26 janvier 1951 le déchargement à Saigon par l’USS Windham Bay (en) de plusieurs F8F Bearcat. Lors de sa 2e campagne, de septembre 1951 au 17 mai 1952, l’Arromanches embarque des chasseurs F6F Hellcat et des bombardiers en piqué SB2C Helldiver. Leurs missions comprennent le close air support (CAS) et l’attaque de pistes, de ponts et de voix de chemins de fer, en Annam (du 28 septembre au 13 octobre), au Tonkin (14-21 octobre), en Annam (du 6-11 novembre), au Tonkin (14 novembre-9 janvier). Après un séjour en cale sèche à Singapour du 16 janvier au 20 février 1952, l’Arromanches reprend ses missions en Cochinchine, en Annam et au Tonkin du 23 février au 18 mai. Après un retour à Toulon, l’Arromanches assure une 3e campagne entre septembre 1952 et mars 1953 avec le même type d’appareils et les mêmes objectifs (opérations de CAS et destruction des voies de communication entre le Viêt Nam du nord et la Chine). Le La Fayette effectue une 1re campagne de mars à juin 1953, ralliant le Tonkin avant que le porte-avions ne récupère les flottilles de l’Arromanches en juin 1953. Sa 4e campagne se déroule de septembre 1953 au 19 septembre 1954 avec à bord des SB2C Helldiver et des F6F Hellcat, qui sont engagés lors de la bataille de Diên Biên Phu du 13 mars au 7 mai 1954, de concert avec l’aviation embarquée du Bois-Belleau. Malgré la défaite, l'Aéronavale mène des opérations sur la zone jusqu'à l'armistice du 21 juillet à Genève. D’avril à juin 1955, le La Fayette, embarquant une vingtaine de Corsair, 4 SB2C Helldiver et 2 hélicoptères, couvre les opérations d’évacuation du Tonkin avant de repartir pour la France le 11 juin. Le Bois-Belleau effectue des exercices du 5 juin au 14 novembre. Enfin, de janvier à juin 1956, sous les ordres des FNEO (Forces navales en Extrême-Orient) jusqu’à la dissolution de celles-ci le 26 avril, le La Fayette participe à divers exercices avec les forces britanniques. De retour à Toulon le 3 juin, il clôt la présence française en Indochine.

#### Guerre de Corée (1950-1953)

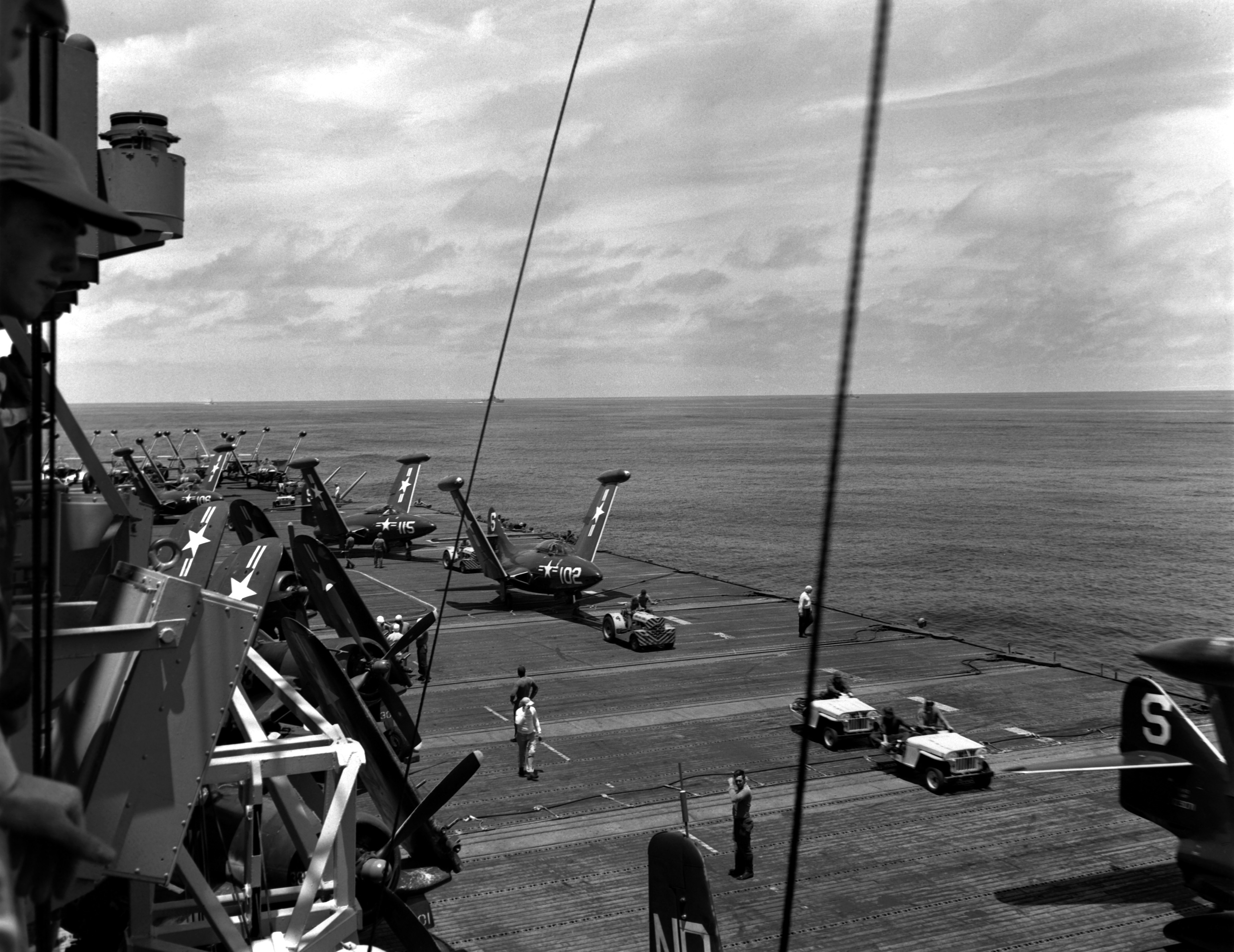
De l'avant à l'arrière-plan, des F9F Panther et des Corsair sur le pont de l'USS Valley Forge (1950).

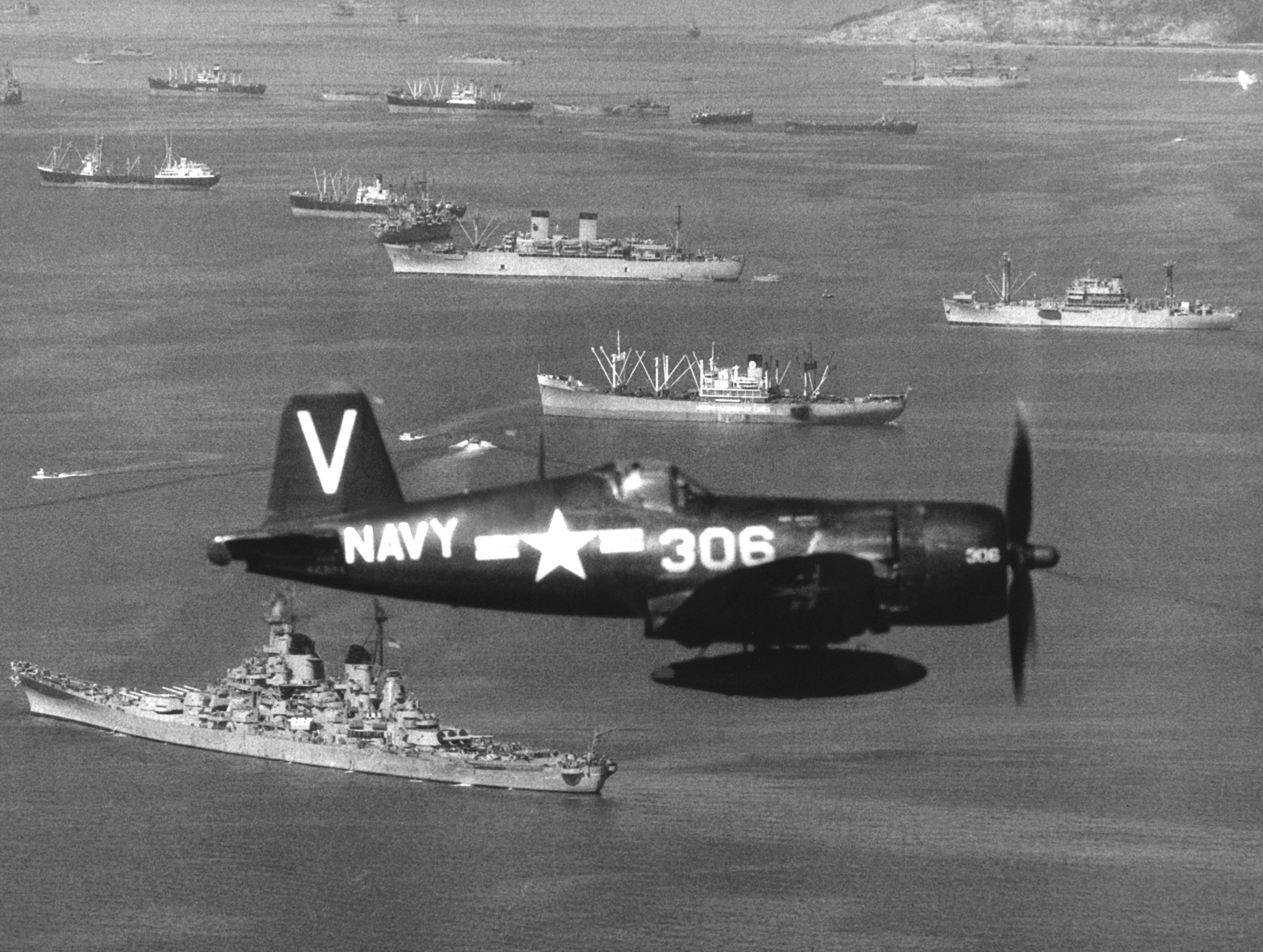
Un Corsair du USS Philippine Sea survolant le cuirassé USS Missouri au large d'Incheon (15 septembre 1950).

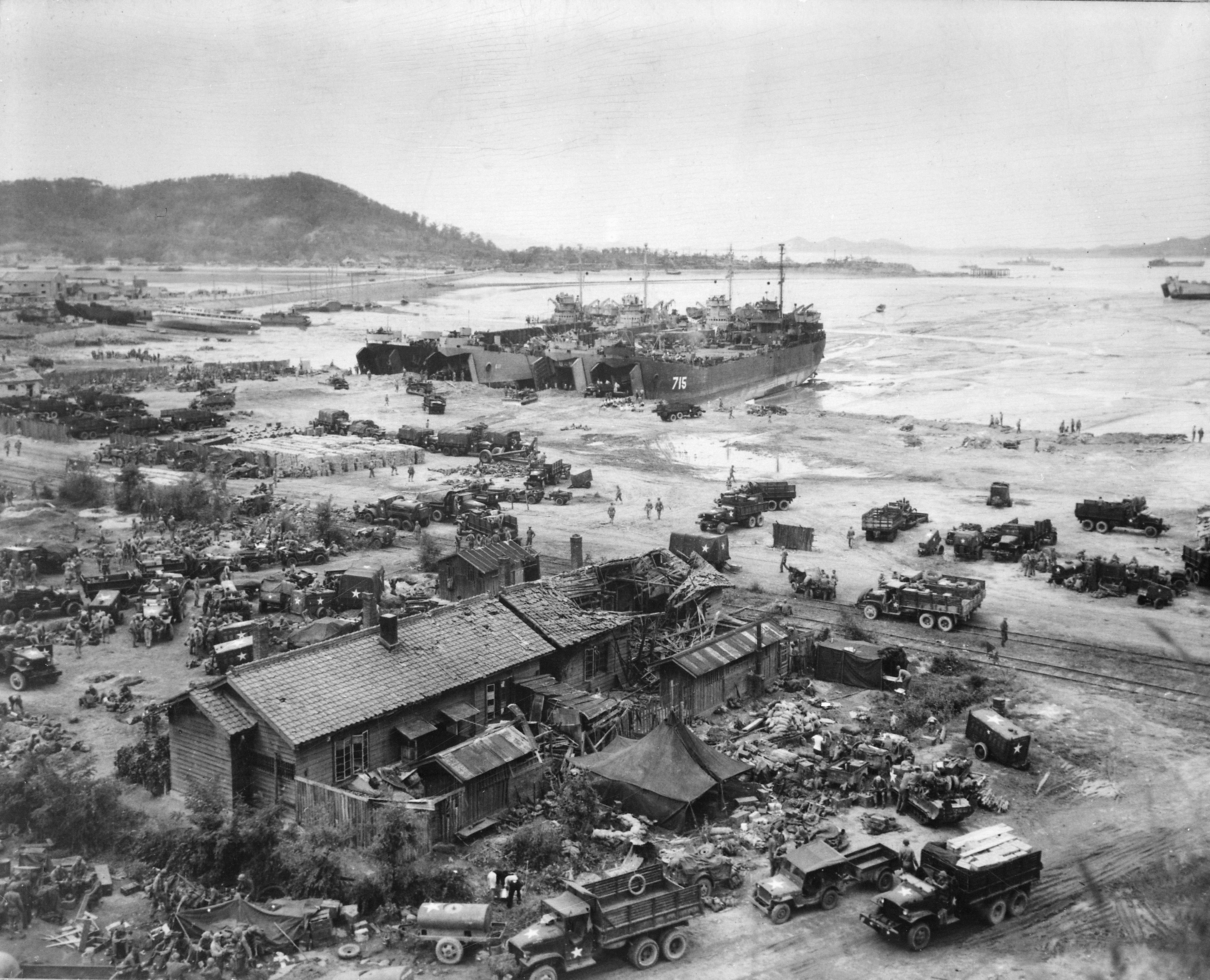
Débarquement allié à Incheon (15 septembre 1950).

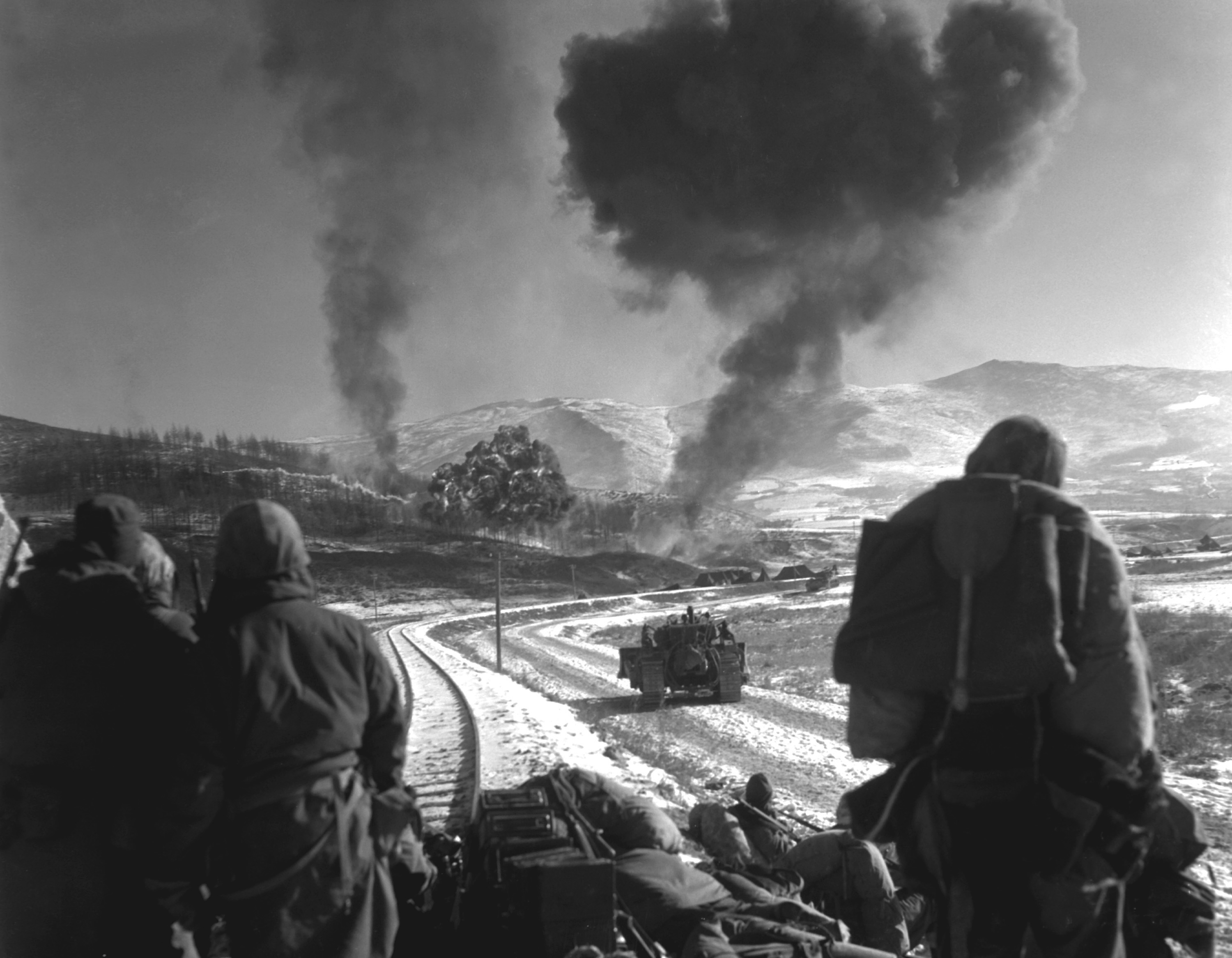
En Corée, l'appui aérien rapproché de l'aviation embarquée rend de nombreux services à une US Army peu mobile.

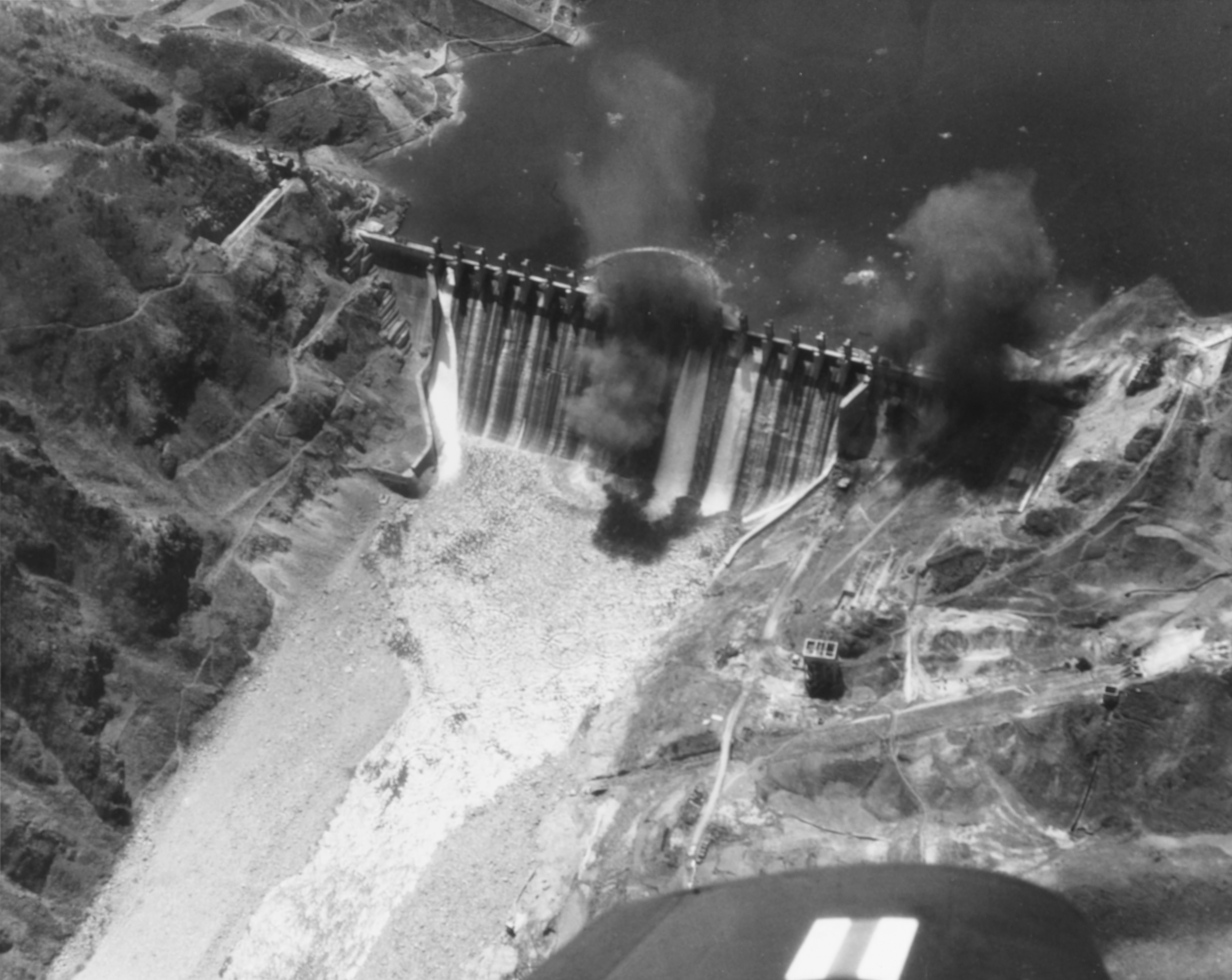
L'interdiction aérienne comprend le torpillage du barrage d'Hwachon par huit AD Skyraider du USS Princeton (1 mai 1951).

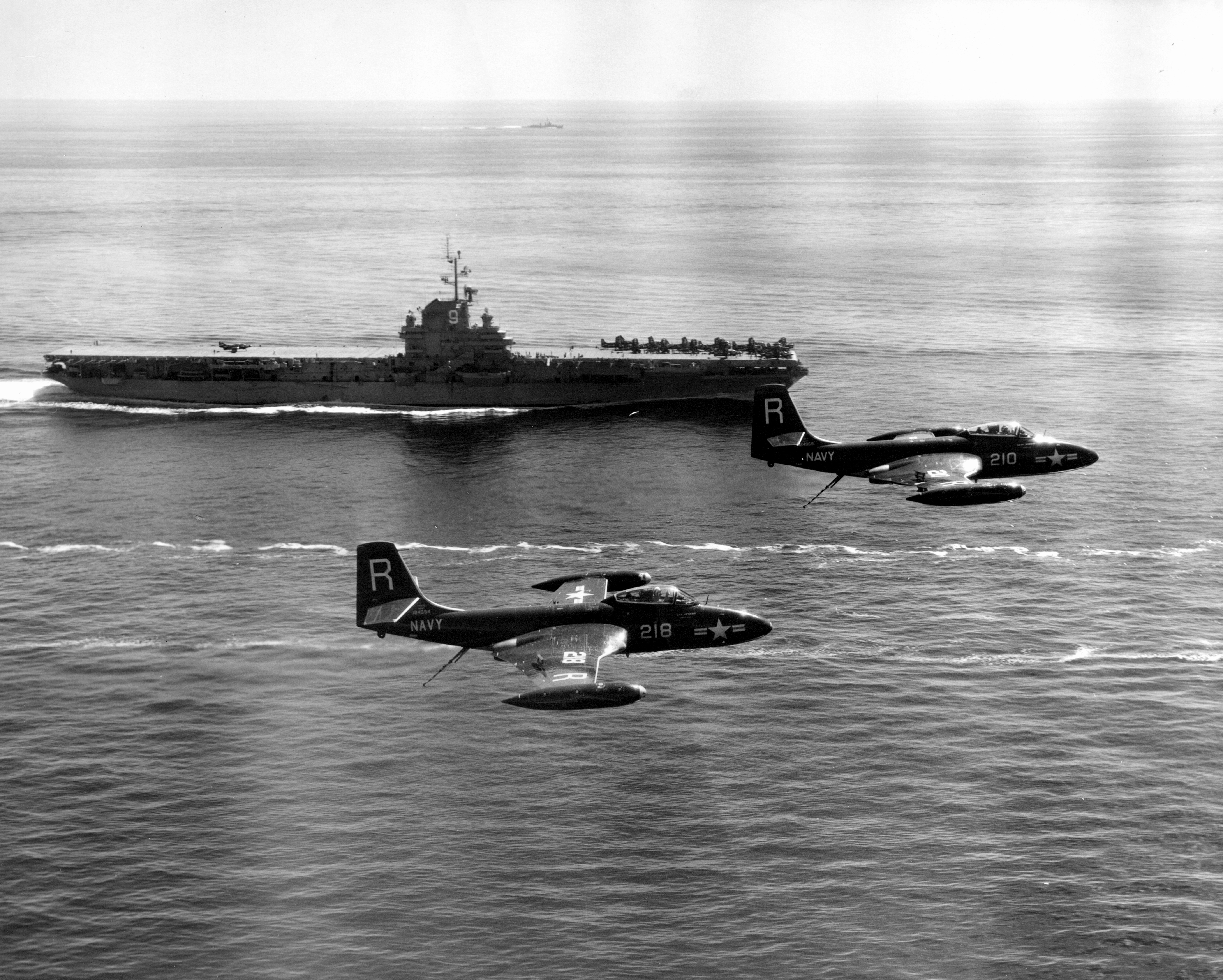
Deux F2H Banshee au-dessus de l'USS Essex (1951-1952).

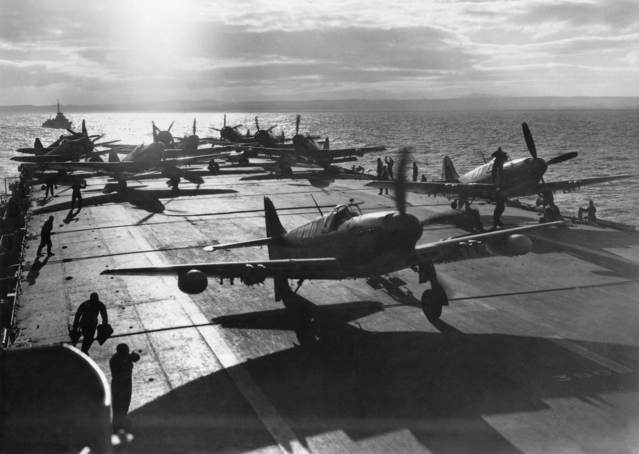
Des Fairey Firefly sur le pont du HMAS Sydney au large de la Corée.

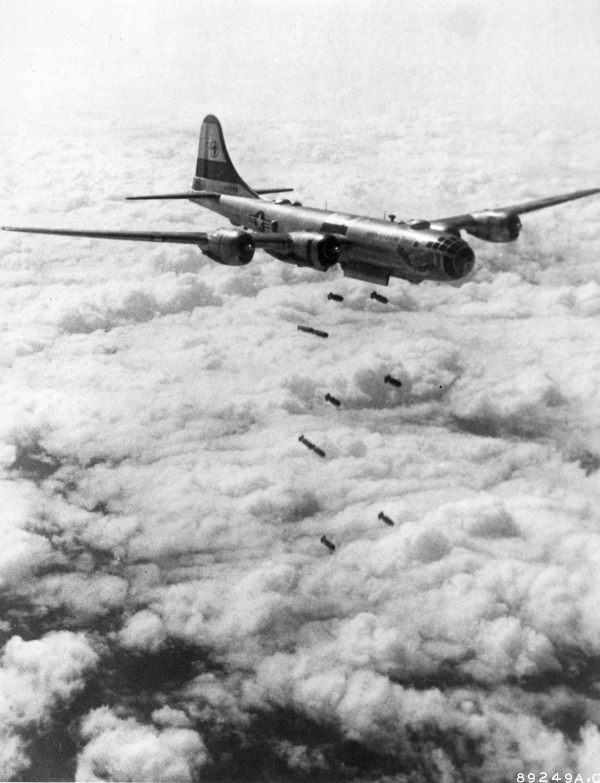
Un B-29 larguant ses bombes au-dessus de la Corée du Nord (août 1951).

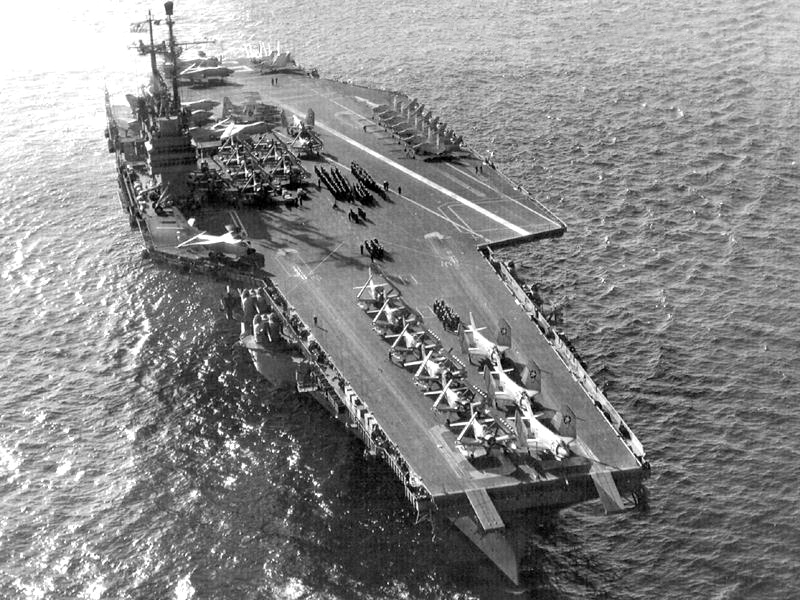
À la suite de l’expérience de Corée, l’, premier « super porte-avions » conçu spécialement pour les jets est mis en service en 1955.

L'offensive de la Corée du Nord communiste sur la Corée du Sud qui débute le 25 juin 1950 est une surprise pour les gouvernements occidentaux et la réaction initiale des États-Unis, qui avaient démobilisé leur gigantesque appareil militaire après 1945, est assez désordonnée et brouillonne, envoyant les maigres unités disponibles qui occupaient alors le Japon sous l'autorité de Douglas MacArthur. En ne donnant lieu à aucune grande bataille aéronavale comme celles de la Seconde Guerre mondiale, la guerre de Corée offre aux porte-avions un nouveau rôle, qui préfigure les conflits ultérieurs. En Corée, ces derniers servent essentiellement de bases aériennes navigantes, hors de portée des forces ennemies. L’aviation embarquée sert, non à attaquer la flotte ennemie, mais, venant en aide aux troupes au sol, à détruire des cibles terrestres. Deux porte-avions, l'USS Valley Forge de classe Essex et le britannique HMS Triumph sont envoyés en urgence sur les côtes ouest de Corée, en mer Jaune, pour tenter de soutenir la maigre armée sud-coréenne écrasée par les blindés de l'armée populaire de Corée. Le 3 juillet 1950 le Valley Forge lance le premier raid aérien de ce conflit depuis un porte-avions (36 avions (dont 8 jets F9F Panther) sur Pyongyang), suivi par un raid de 21 avions du Triumph sur un aérodrome de Haeju. Le jour suivant, des attaques aériennes sont lancées contre des ponts situés dans la même zone. Les deux porte-avions, groupés au sein de la TF 77, se déplacent sur la côte est, en mer du Japon, et soutiennent le 18 juillet le débarquement de troupes à Pohang tout en détruisant une raffinerie de pétrole à Wonsan. Le 22 juillet, leur aviation embarquée commence de nombreuses opérations d’appui aérien rapproché (close air support). En août 1950, le Triumph joint la TF 91 britannique, tandis que USS Philippine Sea vient renforcer la TF 77. Au même moment est créée le Task Group 96.8, composé des porte-avions d'escorte USS Sicily et USS Badoeng Strait, embarquant des chasseurs et des bombardiers des Marines, tandis que la situation se dégrade : l'armée populaire de Corée occupe 75 % du territoire et les forces alliées sont confinées dans le périmètre de Pusan. Les pilotes de l’US Navy et des Marines effectuent 8 800 sorties aériennes (dont 6 500 par des Corsair, 1 600 par des AD Skyraider et 700 par des F9F Panther) pour défendre les troupes alliées retranchées à Pusan. Du 6 au 21 septembre, l’US Navy et la Royal Navy appuient, avec les porte-avions USS Bandoeng Strait, Boxer (remplacé le mois suivant par le Leyte), Valley Forge, Sicily et Philippine Sea, la victoire décisive à Incheon, sur la côte ouest de la Corée du Sud en effectuant 3 200 sorties aériennes puis en octobre, avec le cuirassé Missouri et le porte-avions HMS Theseus (en) (remplaçant le Triumph) les forces de l'ONU engagées au-delà du fleuve Yalou en collaboration avec l'USAF et les unités de chasse du Commonwealth. Du 9 au 21 novembre, les avions du Valley Forge et du Philippine Sea détruisent des ponts sur la rive nord-coréenne du Yalou et leurs F9F Panther abattent 3 MiG-15. Durant la période janvier-mai 1951, les appareils des porte-avions passent graduellement du rôle de close air support à celui d’interdiction aérienne contre des objectifs dans la profondeur autour du 38e parallèle nord (essentiellement des ponts et des voies de chemin de fer). Plus de 33 000 sorties sont effectuées, qui entraînent la perte de 69 Corsair, 8 AD Skyraider, 4 F9F Panther et 2 F7F Tigercat. Plusieurs de ces missions sont restées célèbres. À partir du 23 mars 1951, le Princeton lance une série d’attaques par AD Skyraider afin de détruire des ponts entre Kilchu et Songjin, qui durent un mois sous le commandement du capitaine de corvette Harold Carlson et seront connues en tant que Battle of Carlson's Canyon. Le 30 avril 1951, 6 AD Skyraider et 5 Corsair du Princeton bombardent le barrage d’Hwachon sans dommage mais, le jour suivant, 8 AD Skyraider et 12 Corsair sont plus chanceux en utilisant d’anciennes torpilles de la Seconde Guerre mondiale, empêchant les forces chinoises d’utiliser le barrage pour inonder des zones stratégiques de Corée du Sud.
Au début de 1951, ce conflit était encore secondaire pour la politique étrangère des États-Unis focalisée sur la menace soviétique en Europe. L'US Navy n'y déployait encore sur zone que trois porte-avions de classe Essex dotés d'appareils d'attaque à moteurs à piston, vétérans de la guerre du Pacifique alors que la Sixième flotte américaine en Méditerranée disposait des trois porte-avions de 45 000 tonnes, les USS Midway, Coral Sea et Franklin D. Roosevelt, embarquant des bombardiers AJ-1 Savage dotés d'armes nucléaires. Alors que la guerre progresse, les porte-avions américains et alliés effectuent des rotations dans la zone des combats, comme l’USS Bataan, l’USS Bon Homme Richard, l'HMS Glory et l'HMAS Sydney. La Royal Australian Navy engage le HMAS Sydney du 30 septembre 1951 au 5 mai 1952 avec 38 avions. Le bâtiment s’acquitte de sept patrouilles durant 64 jours de mer, dont plusieurs au combat. Notamment, la seconde, du 18 au 26 octobre 1951, qui totalise 389 sorties, 96 280 tirs de munitions et 1 472 de roquettes, et le largage de 43 tonnes de bombes,. C’est à ce moment que les avions à pistons de la Seconde Guerre mondiale (Corsair et le AD Skyraider), qui représentaient un tiers des sorties au début de la guerre de Corée, cohabitent avec des jets, qui représenteront la moitié des sorties à la fin du conflit. Lorsque l’USS Essex entame son tour au sein de la TF 77 en août 1951, il embarque le tout nouveau F2H Banshee, emportant plus de bombes que le F9F Panther. Le 25 août 1951, pour la 1re fois, 12 F2H Banshee et 11 F9F Panther de l’US Navy embarqués sur l’Essex escortent 35 bombardiers B-29 de l’US Air Force pour un raid sur Rashin, à seulement 27 km de la frontière de l'Union soviétique. De même, le 8 octobre 1951, des F2H Banshee de l’USS Kearsarge escortent à nouveau des B-29 pour un raid sur Kowan, aidés par des avions du Princeton et de l’Essex. Le 30, 20 avions de l’Essex et 20 autres de l’Antietam attaquent simultanément Kapsan, où se tient une réunion du Parti communiste nord-coréen, tuant 500 membres. Plus tard au cours de la guerre, les officiels américains se rendent compte que des frappes aériennes plus agressives sont nécessaires. Ils commencent à approuver des raids sur les infrastructures industrielles et militaires en Corée du Nord, tel celui du 23 juin 1952, mené conjointement par les avions embarqués de la TF 77, des Marines et de l’US Air Force contre 4 centrales électriques à Suiho, Chosin, Fusen et Kyocen, privant le pays de 90 % de sa capacité énergétique. Concernant les infrastructures militaires, des attaques aériennes massives sont menées de juillet à août 1952 contre des garnisons à Pyongyang (plus de 1 200 sorties des avions de l’US Navy, des Marines, de l’US Air Force et de l’aviation britannique et canadienne le 11 juillet et 1 400 autres le 29 août), si bien que la capitale nord-coréenne perd tout intérêt militaire pour les Communistes. D’autres bombardements menés par les avions embarqués de la TF 77 ont lieu à Sindok (27 juillet), à Kilchu (28 juillet), à Changp'yong-ni (20 août) et à Aoji (1er septembre). Enfin, les attaques ciblées sur le champ de bataille débutent en octobre (13 000 sorties) empêchent quasiment l'armée populaire de Corée de mener des offensives majeures. Durant les derniers 6 mois du conflit, le nombre des missions de close air support augmente à nouveau, jusqu’à l’armistice du 27 juillet 1953. Au total, 36 porte-avions participent à cette première guerre chaude de la guerre froide. Parmi eux, la Royal Navy envoie quatre porte-avions léger de Classe Colossus se relever l'un après l'autre dans ce conflit jusqu'en 1952. Seulement 4 des 15 porte-avions américains déployés lors du conflit sont engagés simultanément. Cependant, ils totalisent 275 000 sorties (soit seulement 10 000 de moins que durant toute la Seconde Guerre mondiale !) avec la perte de 564 avions, dont 8 abattus par des MiG-15. Par ailleurs, 684 autres avions sont perdus durant les opérations embarquées, dont les accidents de catapultage et d’appontage. Sans l’important appui aérien rapproché apporté par l’aviation embarquée, il est peu probable que les Alliés eussent été en mesure de repousser les forces chinoises et nord-coréennes sur le 38e parallèle nord. L’un des effets de l’expérience coréenne est qu’une marine forte est à nouveau appréciée dans les hautes sphères : à la fin de la guerre, le nombre de bâtiments en ligne dans la marine américaine est passé de 267 à plus de 1 000, avec notamment la remise en service de porte-avions de la Seconde Guerre mondiale.

#### Crise de Suez (1956)

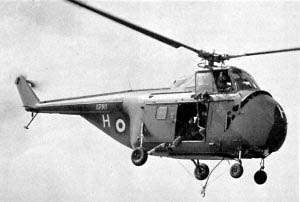
Un Whirlwind utilisé à Suez pour l'un des premiers débarquements héliportés de l'histoire.

La nationalisation unilatérale du canal de Suez proclamée en juillet 1956 par le colonel égyptien Gamal Abdel Nasser, va emmener la France, le Royaume-Uni et Israël à intervenir militairement. La FNI (Force navale d’intervention) française, créée le 25 août 1956, comprend 47 navires de combat et d'assaut, 10 navires auxiliaires et 53 bâtiments de commerce, dont les porte-avions Arromanches (avec 10 Avenger et 14 Corsair) et La Fayette (avec 26 Corsair). De son côté, le Royaume-Uni mobilise 33 navires de combat, dont les porte-avions HMS Eagle, HMS Albion (en) et HMS Bulwark, plus les HMS Ocean et HMS Theseus (en) gréés en porte-hélicoptères.
Le 30 octobre, le Royaume-Uni et la France adressent un ultimatum à l’Égypte. Ils lancent l’opération Mousquetaire le 31 octobre avec une campagne de bombardement. Les deux porte-avions français sont chargés dès le premier jour (1er novembre 1956) de l'attaque de la flotte égyptienne. Cependant, les 16 sorties de Corsair sont gênées par la présence ce jour-là, dans le port d'Alexandrie, de navires de la Sixième flotte américaine. L'attaque des aérodromes de Doukeila près d'Alexandrie, et celui d'Almanza au Caire (occupés par des avions à réaction MiG-15 et Il-28) commence le 3 novembre avec les SeaVenom britanniques et des F-84 Thunderjet français basés à Chypre, les Sea-Hawk embarqués sur des porte-avions anglais, puis, le lendemain, avec 49 sorties de Corsair français embarqués. Nasser riposte en ordonnant de couler 40 navires présents dans le canal, le fermant à la circulation jusqu’au début de 1957. Tard le 5 novembre, le 3e bataillon du Parachute Regiment britannique saute sur l’aérodrome d’El Gamil (en), nettoyant la zone et établissant un poste avancé pour les futurs atterrissages. Les 1ers sauts de 500 parachutistes du 2e régiment de parachutistes coloniaux par Noratlas en vue de la prise de ponts à al-Raswa sont sécurisés par 31 “Corsair” en mission close air support, détruisant plusieurs chars T-34. Les F-84 “Thunderjet” font exploser également plusieurs dépôts de pétrole. Dans l’après-midi, 522 autres parachutistes du 1er régiment étranger de parachutistes sont largués près de Port-Fouad, toujours appuyés par les “Corsair” du La Fayette, qui, malgré des problèmes de catapulte, lance 40 avions. À l’aube du 6 novembre, les commandos des Royal Marines débarquent par chalands sur les plages tandis qu’au large, l’artillerie détruit les batteries égyptiennes à Port-Saïd. Au même moment, 500 Royal Marines stationnés sur les Ocean et Theseus sont débarqués par 8 hélicoptères Whirlwind, renforcés par 6 Whirlwind et 6 Bristol Sycamore.
Victoire militaire, la campagne de Suez est l’un des premiers exemples de l’intérêt de l’utilisation des porte-avions comme réponse rapide à un conflit local, ainsi que des opérations héliportées dans les opérations amphibies. Toutefois, l’opération est stoppée net lorsque l'armée israélienne s'empare de la presqu'île du Sinaï et atteint le canal : l'Union soviétique menace les belligérants de riposte et les États-Unis exigent le retrait des forces occidentales, une alliance de circonstance étonnante destinée à montrer qui sont désormais les nouveaux protecteurs du Proche-Orient.

#### Au large de l'Indonésie (1957-1965)
Après la reconnaissance de son indépendance en décembre 1949, la république des États unis d'Indonésie devient l'objet de manœuvres aéronavales à partir de 1957.
Les États-Unis déploient entre décembre 1957 et juin 1958 des porte-avions près de Sumatra, pour appuyer le président Soekarno menacé par des troubles internes.
À partir de 1960, les gouvernements néerlandais, britanniques et américains dépêchent leurs porte-avions pour contenir les actions de l'état indonésien en Nouvelle-Guinée néerlandaise et en Malaisie, proches d'obtenir l'indépendance.
- Autour de la Nouvelle-Guinée occidentale, 1960-1962[425]

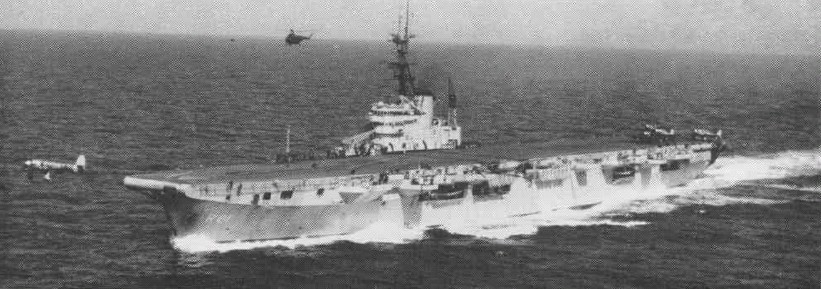
Le Karel Doorman (R81) lançant un Hawker Sea Fury en 1956.

L'Indonésie revendique la souveraineté sur la Nouvelle-Guinée occidentale en 1960. L'armée néerlandaise déploie ses troupes et le porte-avions HNLMS Karel Doorman vient croiser à Sumatra entre 1960 et 1961.
La république d'Indonésie décide alors de rompre avec La Haye et bénéficie du soutien de l'URSS. Celle-ci lui vend un croiseur, douze sous-marins de Classe Whiskey
et vingt-quatre bombardiers Tupolev Tu-16, dont douze sont armés de missiles KS-1 Komet.

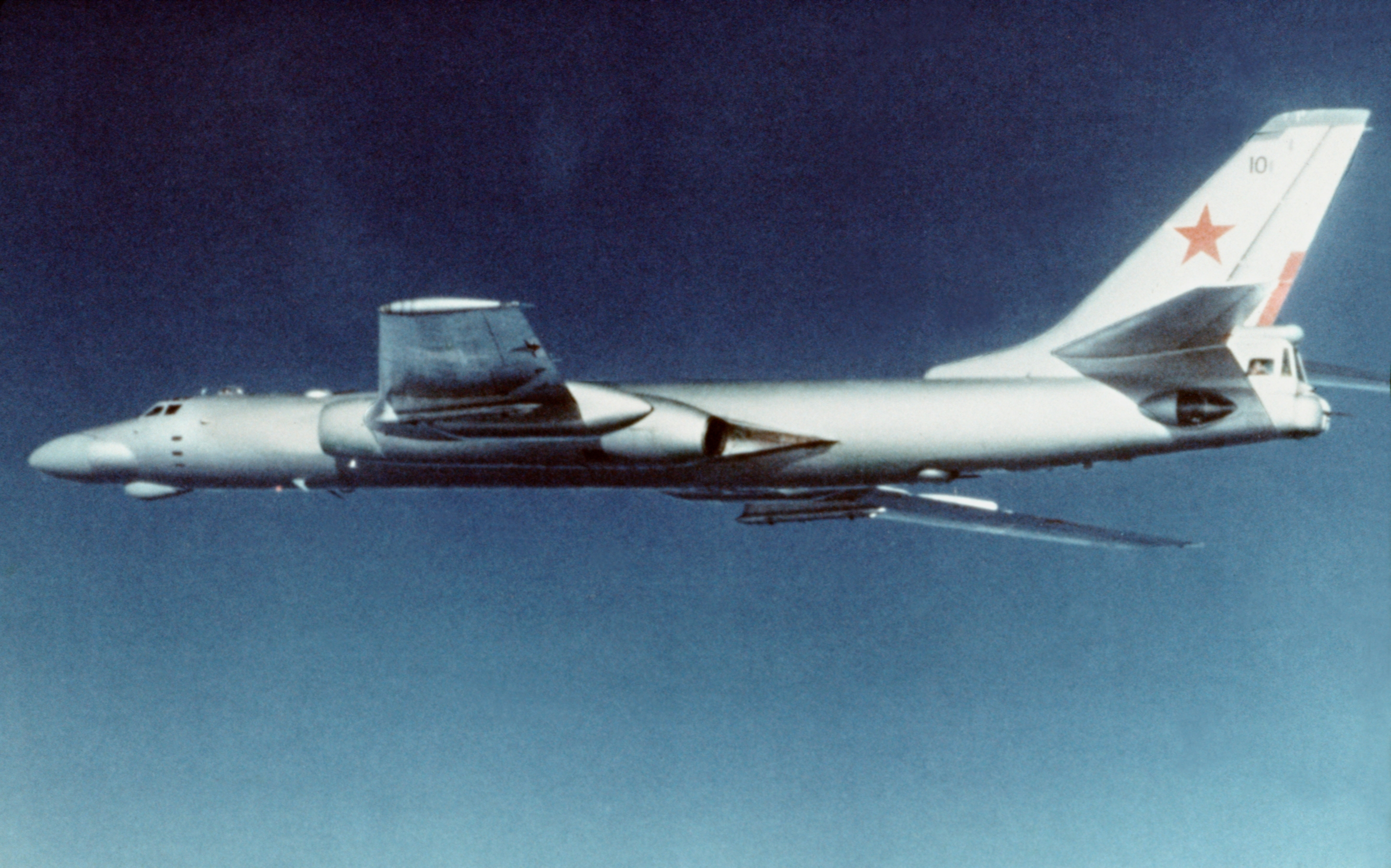
Un Tu-16K-10-26.

La guerre est proche entre La Haye et Djakarta, les missiles Komet visant particulièrement le Karel Doorman. Le conflit débute en janvier 1962, quand la marine royale néerlandaise coule à la bataille de la mer d'Arafura une flottille de la marine indonésienne tentant d'accoster en Nouvelle-Guinée. Les sous-marins soviétiques officiellement sous pavillon indonésien sont près d'entrer en guerre au côté de l'Indonésie. Une médiation de John Fitzgerald Kennedy et de l'ONU empêchent les violences de s'étendre et la marine indonésienne d'utiliser ses missiles contre l'aéronavale néerlandaise.
- La Confrontation indonésio-malaisienne, 1963-1965[427]Le HMS Victorious en 1959 avec des avions de l’U.S. Navy stationnés sur le pont d'envol.

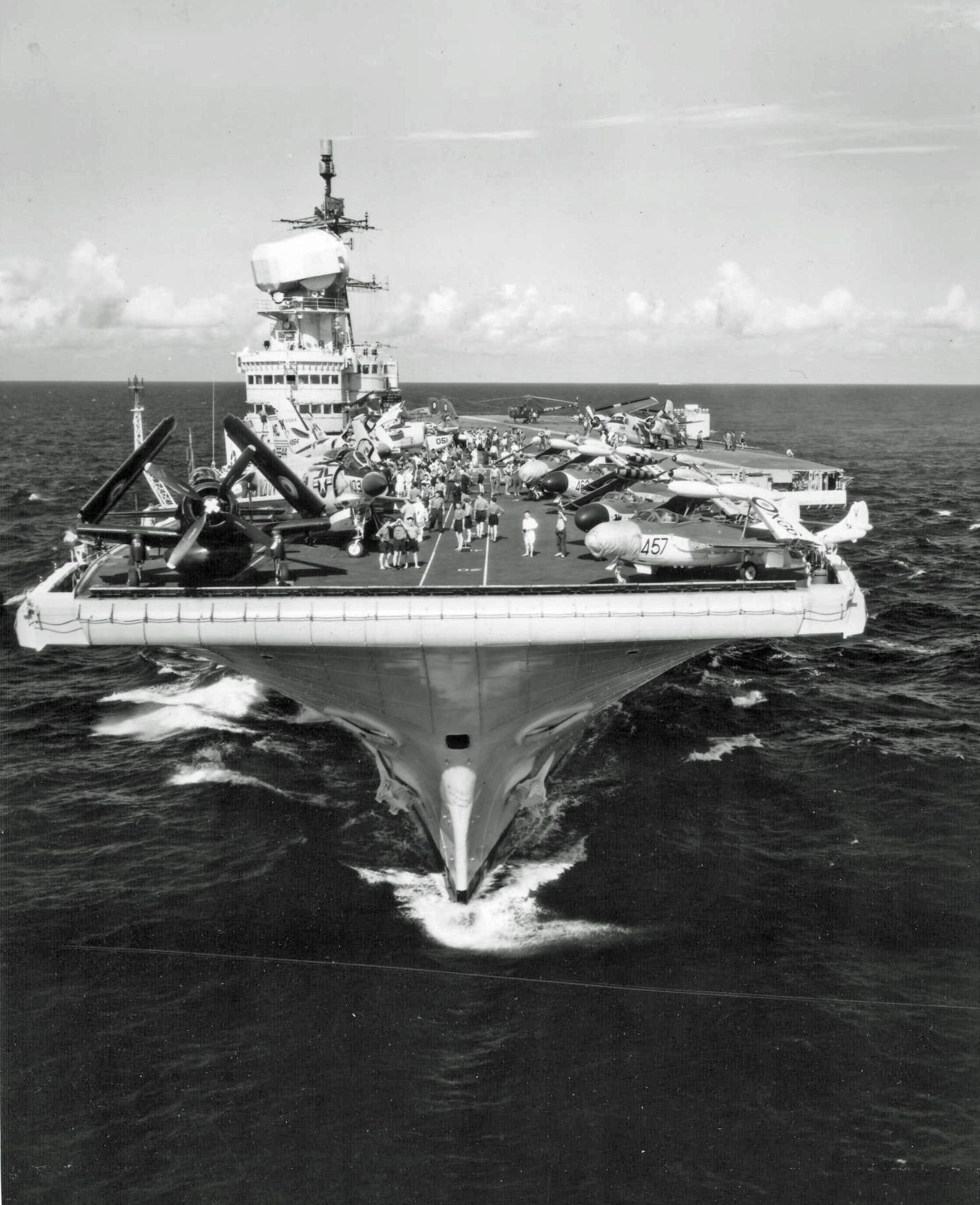
Le HMS Victorious en 1959 avec des avions de l’U.S. Navy stationnés sur le pont d'envol.

Sukarno s'oppose en 1963 à l'indépendance de la Malaisie, au cours du Konfrontasi. Le pouvoir indonésien tente des infiltrations armées en Malaisie et à Bornéo, ce qui pousse la Grande-Bretagne et les États-Unis à intervenir fermement. Les Américains déploient le transport d'hydravions Salisbury Sound à Singapour entre novembre et décembre 1963 et en août 1964, la marine britannique fait naviguer entre Java et Sumatra une escadre constituée du porte-avions HMS Victorious, du HMS Centaur et du HMS Bulwark. Les avions de ce groupe aéronaval contraignent les Mig 21 et Tu-16 indonésiens à la prudence et soutiennent les opérations à terre. Des assauts héliportés sont effectués du HMS Bulwark sur les troupes parachutistes indonésiennes infiltrées en Malaisie et des vols de reconnaissance ont lieu le long des côtes et des fleuves.
Le succès de l'opération sape le prestige de Soekarno et favorise la prise de pouvoir du général Soeharto entre 1965 et 1966. Ce dernier abandonne la politique de confrontation en Malaisie. Les États-Unis obtiennent de l'Indonésie en 1970 qu'elle retire du service ses bombardiers lance-missiles Tu-16.

#### Porte-avions américains et conquête spatiale (1961-1975)

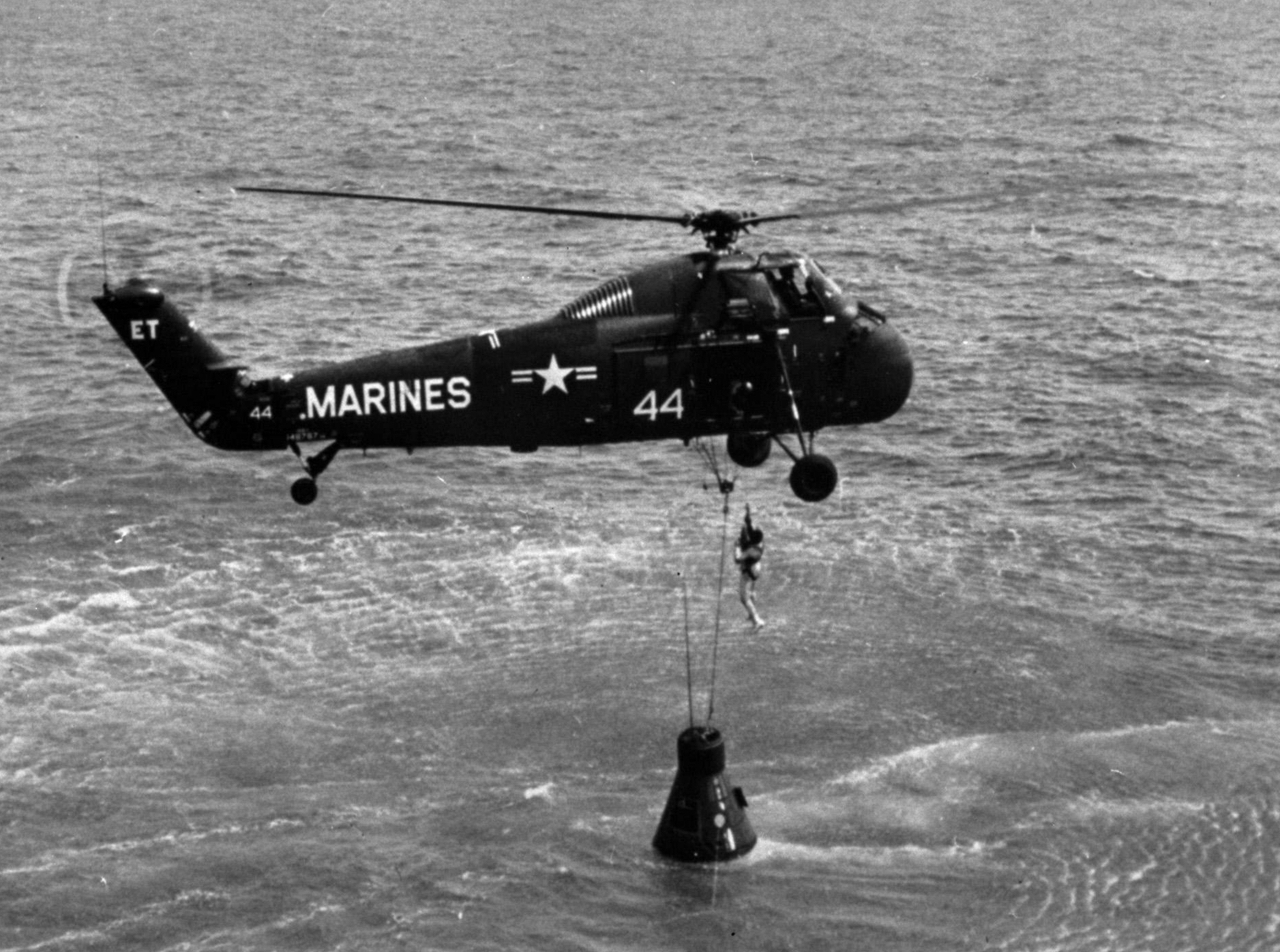
Un hélicoptère HUS-1 de l’USS Lake Champlain récupère la capsule Freedom 7 (5 mai 1961).

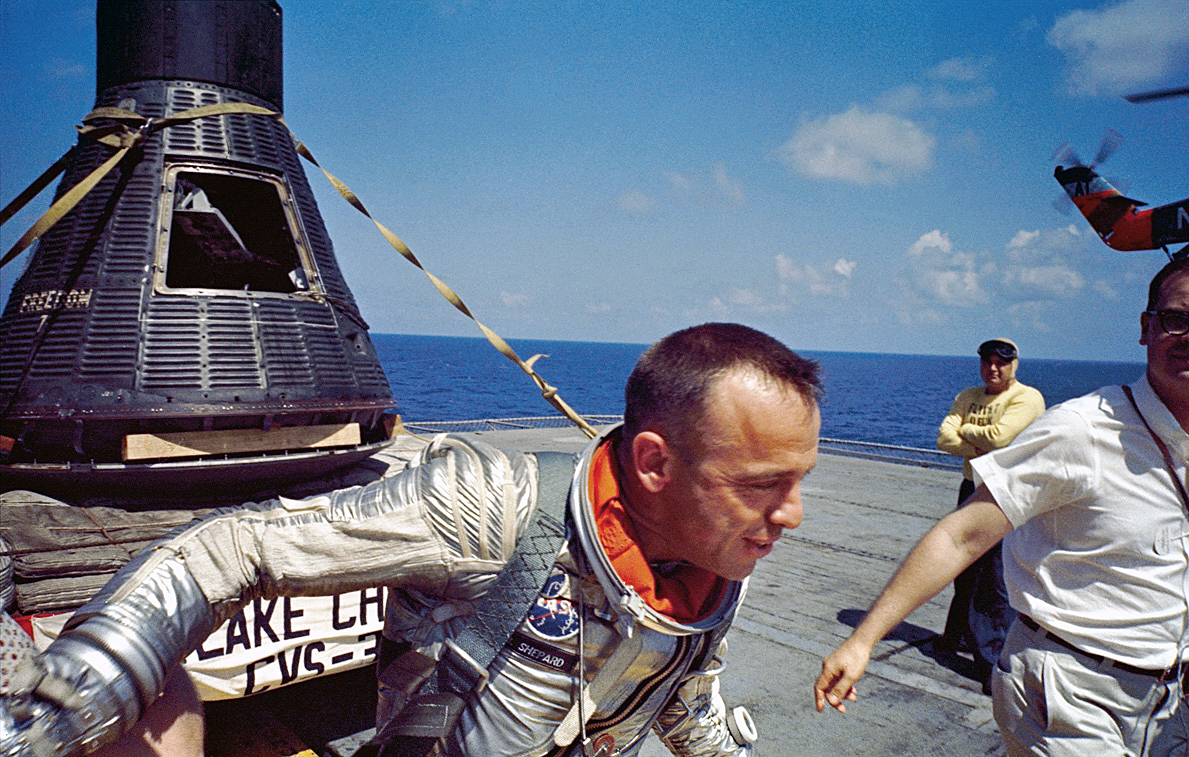
La capsule Freedom 7 et Alan Shepard sur le pont de l’USS Lake Champlain (5 mai 1961).

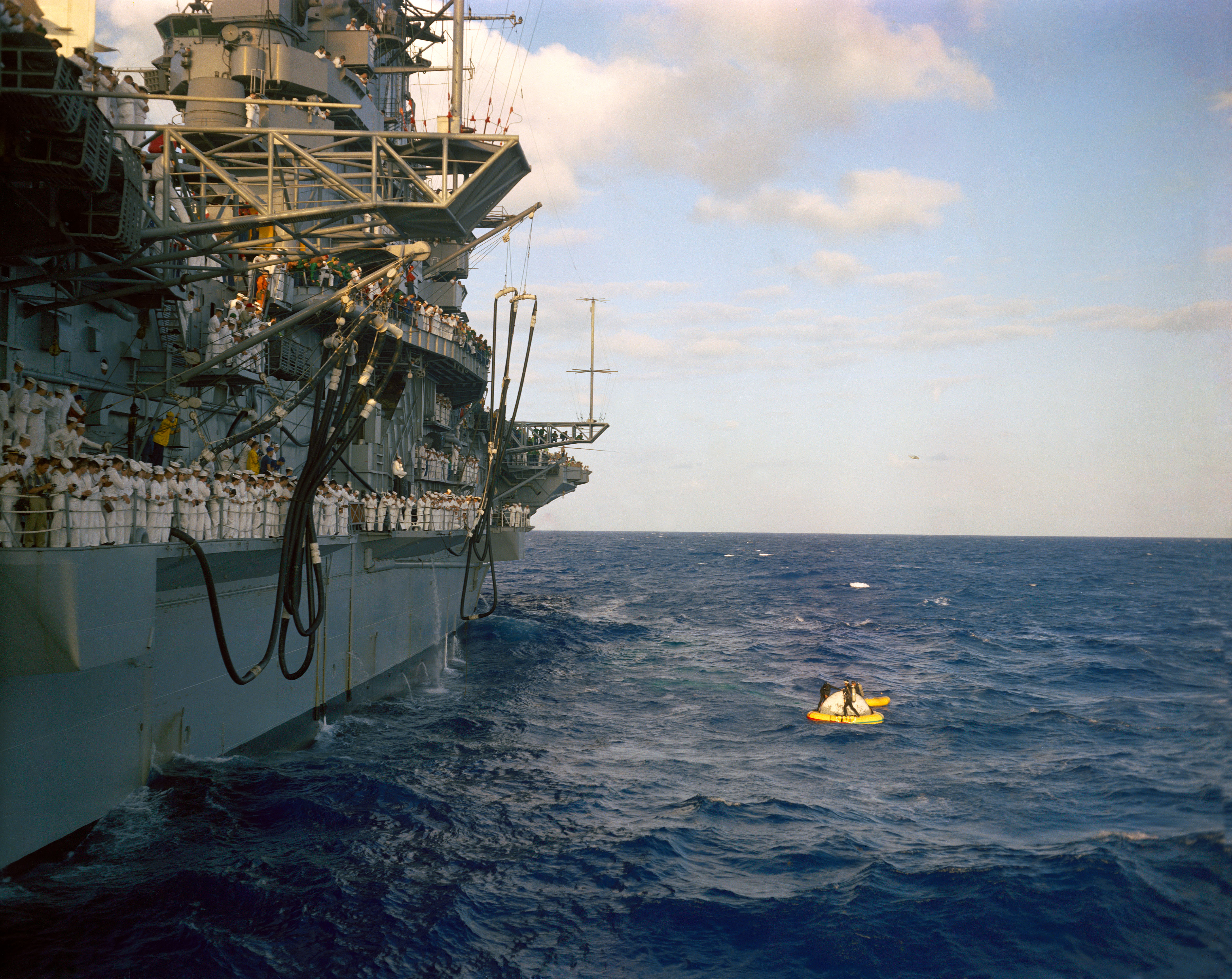
Récupération de la capsule Molly Brown par l’USS Intrepid (23 mars 1965).

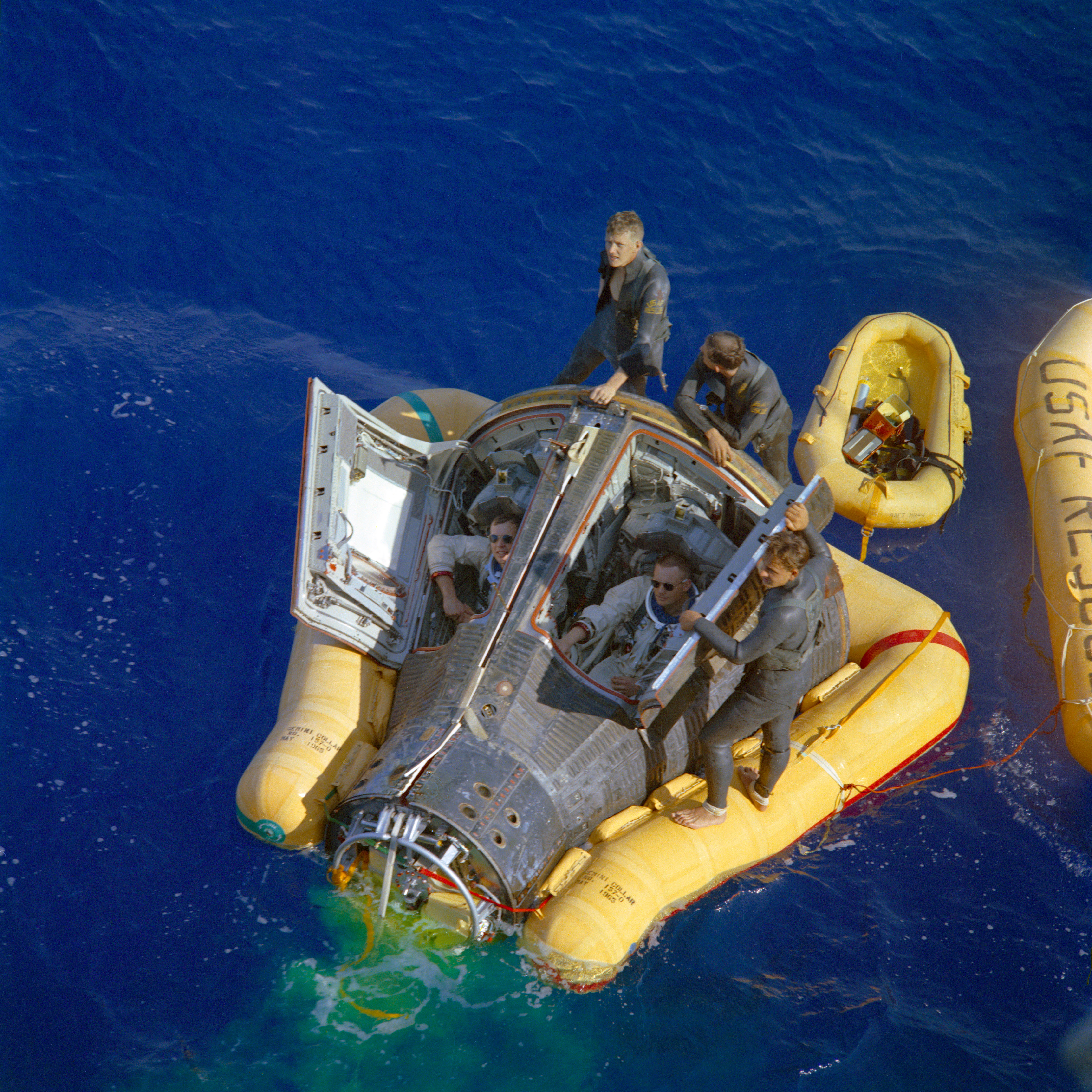
Neil Armstrong et David Scott attendent à bord de Gemini VIII le destroyer USS Leonard F. Mason (17 mars 1966).

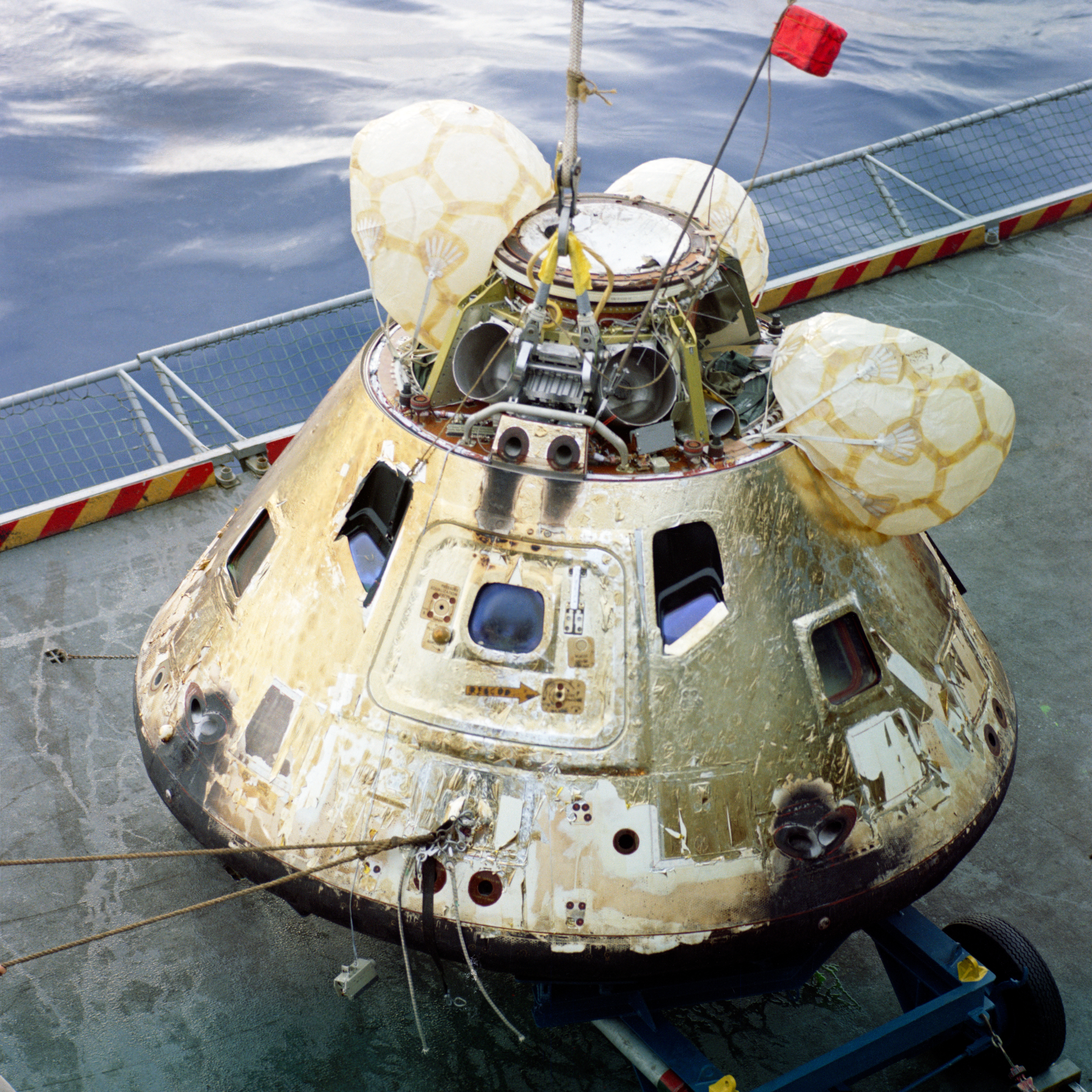
Le module de commande Apollo VIII sur le pont du (27 décembre 1968).

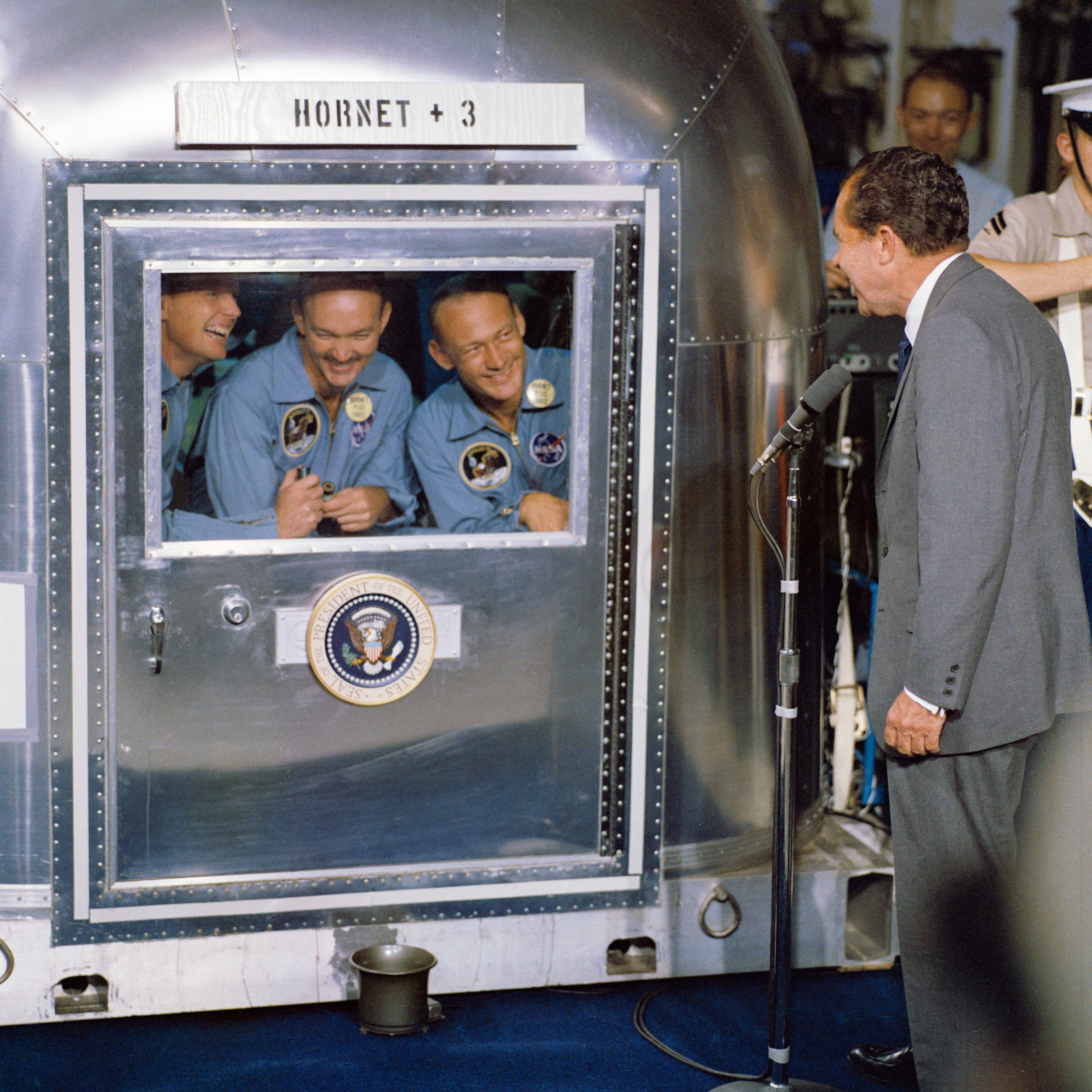
L’équipage d’Apollo XI, en quarantaine à bord de l’, reçoit la visite de Richard Nixon (27 juillet 1969).

Dans le cadre de la guerre froide et de la course à la Lune lancée avec l’Union soviétique, le Department of Defense Manned Space Flight Support Office (DDMS) coordonne de 1958 à 1975 l’action du département de la Défense des États-Unis (DoD) en soutien au programme lunaire habité. Ce soutien comprend la récupération des astronautes et de leurs capsules, dévolue aux porte-avions, ainsi que les communications spatiales, le transfert d’informations et le soutien médical. 10 porte-avions (USS Lake Champlain, USS Randolph, USS Intrepid, USS Kearsarge, USS Wasp, USS Essex, USS Yorktown, USS Princeton, USS Hornet, USS Ticonderoga) et 6 porte-hélicoptères d’assaut (LPH) (USS Boxer, les navires de la classe Iwo Jima USS Guadalcanal, USS Guam, USS Iwo Jima, USS New Orleans, USS Okinawa) sont mis à contribution pour récupérer 32 capsules habitées. À cet effet sont créées 2 zones de suivi : l’Atlantic Missile Range (en), de Cap Canaveral à l’océan Indien et le Pacific Missile Range Facility à Kauai. Le 5 mai 1961, l’US Marine Corps Squadron HMR(L)-262 récupère au large des Bahamas à 5,6 km du Lake Champlain la capsule Freedom 7 (mission suborbitale Mercury 3) du commander Alan Shepard, le premier Américain à voyager dans l’espace. Le 21 juillet 1961, lors de l'amerrissage au large des Bahamas, la trappe d'évacuation de la capsule Liberty Bell 7 (mission suborbitale Mercury 4) s'ouvre malencontreusement et celle-ci sombre. Le 2e astronaute américain, le capitaine de l’US Air Force Virgil Grissom, est sauvé de justesse (à 9,3 km) par hélitreuillage d’un appareil du Randolph à 550 km au sud-est de Cap Canaveral. Le 23 mars 1965, l’Intrepid récupère à 111 km de lui, au large des îles Turques-et-Caïques, la capsule Molly Brown (mission orbitale Gemini III) du major Virgil Grissom et du capitaine de corvette John Watts Young, qui vient d'effectuer la 1re rentrée atmosphérique pilotée de l’histoire. La mission orbitale Gemini III mobilise 10 185 hommes, 126 avions et 27 navires. Après avoir effectué la 1re sortie extravéhiculaire d’un Américain dans l’espace, 3 mois après les Soviétiques, Edward White rejoint James McDivitt dans la capsule (mission orbitale Gemini IV), qui est récupérée à 81 km du Wasp au large des Bahamas le 7 juin 1965. La mission orbitale Gemini IV mobilise 10 249 hommes, 134 avions et 26 navires. Les États-Unis prennent l’ascendant sur l’Union soviétique en réussissant une nouvelle sortie extravéhiculaire et, surtout, le 1er amarrage réussi dans l'espace entre le vaisseau Gemini VIII et une fusée-cible Agena, technique indispensable qui sera utilisée dans le cadre du programme Apollo. Il est décidé de poursuivre la mission d’une orbite, aussi la capsule de Neil Armstrong et David Scott amerrit le 17 mars 1966 dans l’océan Pacifique occidental au large des îles Carolines, à 2 km du destroyer Leonard F. Mason (en), qui remplace le porte-hélicoptères d’assaut Boxer. La mission orbitale Gemini VIII mobilise 9 655 hommes, 96 avions et 16 navires. L’Essex est le porte-avions assigné à la récupération d’Apollo I au nord de Porto Rico le 7 mars 1967 après un vol de 14 jours. Cependant, la mission avorte le 27 janvier 1967 après que l’équipage (Virgil Grissom, Edward White, Roger B. Chaffee) est tué par un feu lors d’un entraînement sur le pas de lancement du Kennedy Space Center. Un nouveau design du module de commande Apollo amène le 11 octobre 1968 à la 1re mission habitée de la capsule triplace Apollo VII, qui est récupérée avec le capitaine de vaisseau Walter M. Schirra, le colonel de l’US Air Force Donn Eisele et le colonel des Marines Walter Cunningham à 3 km de l’Essex, au large des Bermudes. Le programme lunaire habité soviétique accumule les échecs, malgré le vol circumlunaire inhabité de Zond 5 du 15 au 21 septembre 1968. James Webb, l'administrateur de la NASA estime que la mission est « la plus importante démonstration spatiale faite par une nation à ce jour » et les États-Unis, qui pensent que le prochain lancement sera habité, avancent la date du vol Apollo VIII. Celui-ci se déroule sans problème, la Lune est contournée à partir du 23 décembre et la capsule plonge à 3 mètres lors de l'amerrissage au large des Kiribati, le 27 décembre 1968. 43 minutes plus tard, le 1er homme-grenouille du Yorktown, situé à 2 km, arrive. 45 minutes plus tard, l'équipage Frank Borman, Jim Lovell et William Anders est sain et sauf à bord du porte-avions,. 

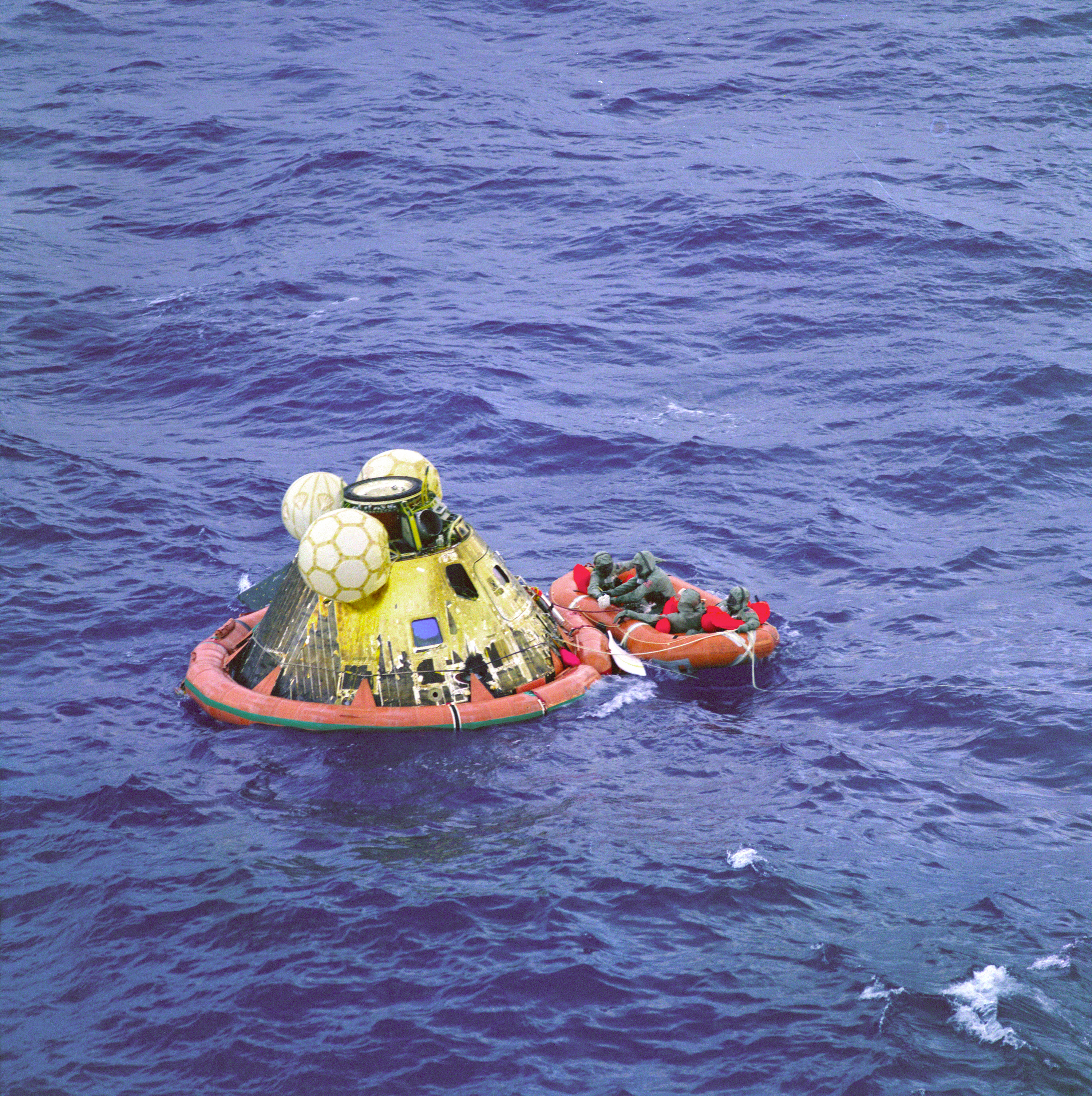
Le module de commande Apollo XI peu de temps après l’amerrissage (24 juillet 1969).

 Après Apollo X, qui contourne 6 mois plus tard une nouvelle fois la Lune avec le module lunaire, le grand jour vient le 16 juillet 1969 avec le lancement de la mission lunaire Apollo XI. Couronnant 10 ans d’efforts, Neil Armstrong et Buzz Aldrin se posent sur la Mare Tranquillitatis le 20 juillet, sur laquelle ils passent 2½ heures. Le module de commande Apollo « Columbia » embarquant les 3 hommes (y compris le pilote de ce dernier Michael Collins) amerrit le 24 juillet à proximité de l’atoll Johnston (Pacifique nord), à 24 km de l’Hornet. L’équipage est récupéré environ une heure plus tard par hélicoptère, puis placé immédiatement en quarantaine. Les missions Apollo se succèdent de 1969 à 1972, tandis que l'intérêt du public faiblit. La capsule Apollo XII amerrit le 24 novembre 1969 à 3,7 km de l'Hornet ; Apollo XIII le 17 avril 1970 à 1,9 km de l'Iwo Jima ; Apollo XIV le 9 février 1971 à 1,1 km du New Orleans ; Apollo XV le 7 août 1971 à 1,9 km de l'Okinawa ; Apollo XVI le 27 avril 1972 à 5,6 km du Ticonderoga et Apollo XVII le 19 décembre 1972 à 1,9 km du Ticonderoga. Les missions Apollo XVIII à Apollo XX sont annulées et les 3 lanceurs Saturn V restants sont assignés au lancement de la station spatiale Skylab et à son ravitaillement. Skylab ne sera habitée que 171 jours sur 2 249 jours de vie et ne voit défiler que 3 équipages, dont les modules de commande sont récupérés le 22 juin 1973 à 9,6 km du Ticonderoga ; le 25 septembre 1973 et le 8 février 1974, tous deux à 8 km du New Orleans. Détente dans les relations Est-Ouest oblige, le rendez-vous spatial Apollo-Soyouz permet aussi d'utiliser la dernière fusée Saturn 1-B disponible. L'équipage américain amerrit le 24 juillet 1975 à 7,3 km du New Orleans et clôt la participation des porte-avions et porte-aéronefs de l'US Navy au programme spatial habité.

#### Crise des missiles de Cuba (1962)

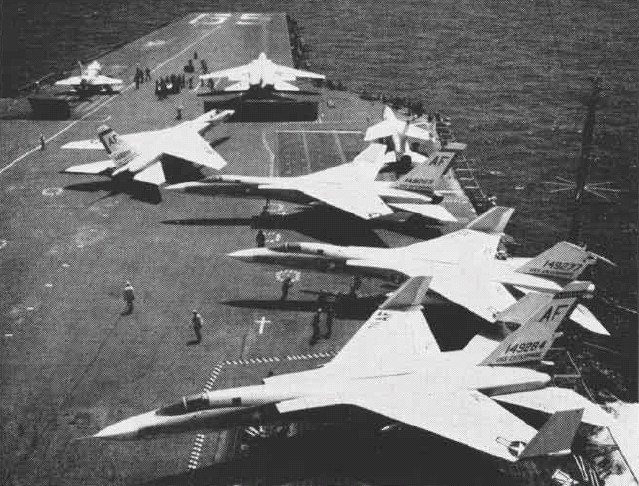
Cinq bombardiers stratégiques A-5 Vigilante sur le pont de l’ (1962).

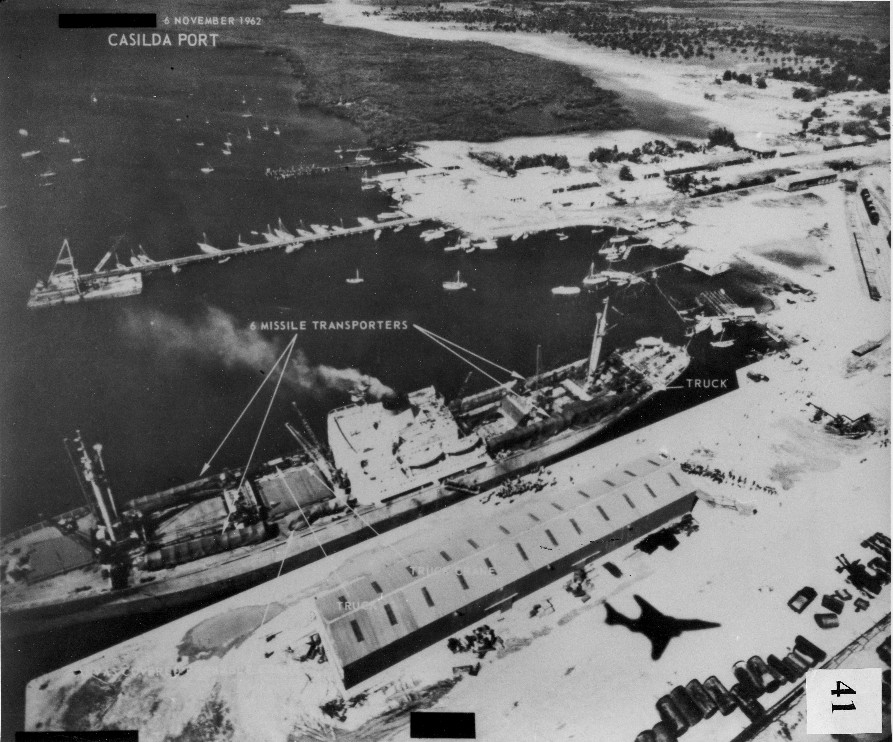
Départ des missiles de Port Casilda à Cuba photographié par un avion de reconnaissance RF-101 (6 novembre 1962).

Fin juillet 1962, les preuves d’une assistance militaire soviétique à Cuba s’accumulent. La présence de missiles sol-air est confirmée le 29 août. La confirmation que certaines caisses acheminées par cargo à Cuba contiennent des bombardiers Il-28 est faite le 9 octobre. La preuve de la présence de rampes de lancement de missiles SS-4 à tête nucléaire n’est apportée que le 15 octobre, le lendemain du survol des installations de San Cristóbal et Sagua La Grande par un avion de reconnaissance U2. On repère également 26 navires du bloc de l'Est transportant des ogives nucléaire (opérationnelles en 10 jours) en route vers l'île. Le 16 octobre, le président John Fitzgerald Kennedy est informé et convoque le Conseil de sécurité nationale. Kennedy prône une action militaire directe, tandis que le secrétaire à la Défense Robert McNamara propose un blocus maritime de l'île jusqu'au retrait des missiles, lequel prendrait deux semaines. Le 22 octobre, Kennedy appelle à une « quarantaine » stricte (terme qui est préféré à « blocus ») concernant tous les armements offensifs acheminés vers Cuba, à une surveillance rapprochée de l’île et au renforcement par air et mer de la base navale de la baie de Guantánamo par les marines.
Le contrôle opérationnel de la quarantaine est assigné à la deuxième flotte américaine, qui met sur pied les TF 135 et 136 comprenant environ 25 destroyers. Le 24 octobre, à 10 h 0, la quarantaine est en place. La force d’attaque est composée des USS Enterprise et USS Independence, envoyés au sud de Cuba pour renforcer si nécessaire Guantánamo tandis que les porte-avions de lutte anti-sous-marine USS Essex et USS Randolph patrouillent le nord et l’ouest de l’île. Une surveillance aérienne intensive de 2 000 navires croisant dans l’Atlantique est effectuée par les avions de l’US Navy comme du Strategic Air Command
Le 25 octobre, 12 cargos rebroussent chemin mais les autres poursuivent leur route. Le retrait des missiles est décidé par Nikita Khrouchtchev le 26 octobre, après engagement écrit de non-invasion de Cuba par Kennedy. Le 29 octobre, l'Union soviétique recule et fait retirer ses navires. L'une des « plus graves crises de l'humanité » selon Kennedy, un monde « tout près de l'abysse » pour Khrouchtchev, la crise de Cuba emmène 13 jours durant les États-Unis et l'Union soviétique au bord de la Troisième guerre mondiale : pour la première fois de son histoire, le Strategic Air Command est placé en conditions de défense 2 (DEFCON 2),.

#### Force Alfa (1966-1968)

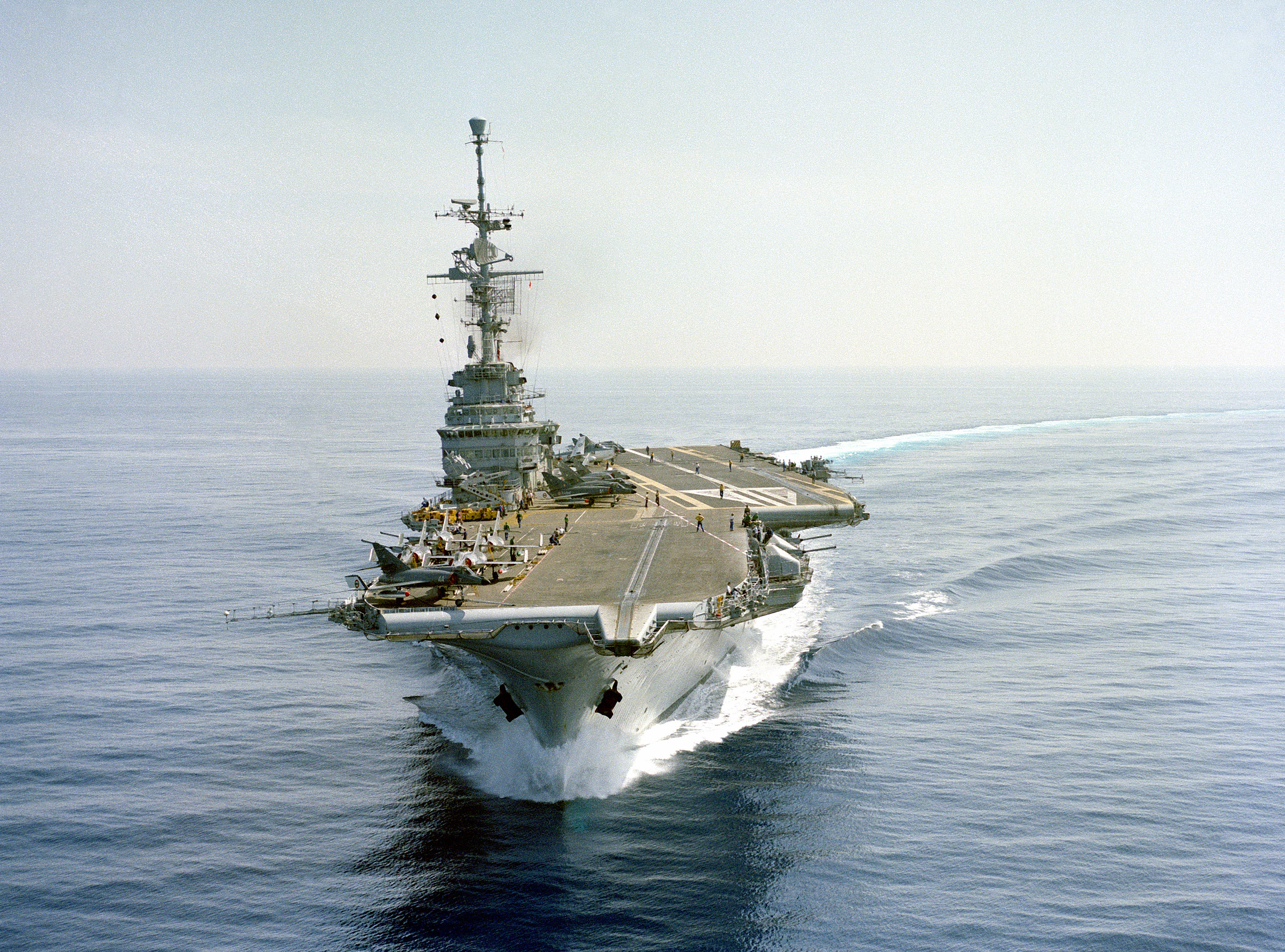
Le porte-avions Foch.

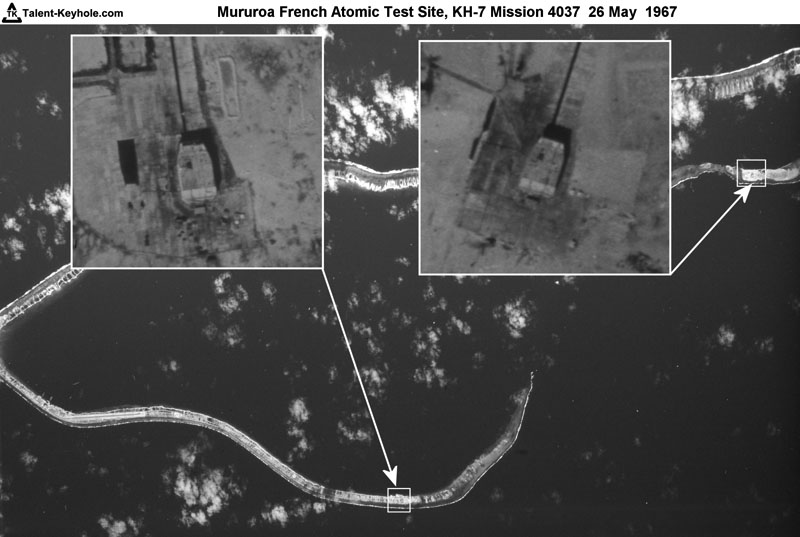
Vue de l'atoll de Moruroa par un satellite espion américain KH-7 (26 mai 1967).

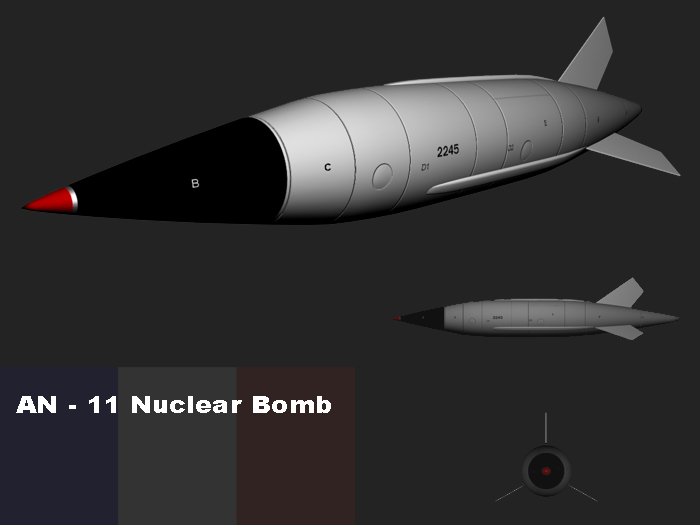
Vue d'artiste de la bombe AN-11.

En 1964-1966, la Marine française mobilise plus de 100 bâtiments pour la construction des installations du Centre d'expérimentation du Pacifique (CEP) en Polynésie française, comprenant un quartier-général à Papeete, la BA 185 avancée à Hao (460 km au nord-ouest de Moruroa), le polygone de tir atomique de Moruroa et le polygone de tir atomique de Fangataufa. À l'été 1965, la Marine française crée le Groupe aéronaval du Pacifique (dit groupe Alfa puis force Alfa) de plus de 3 500 hommes, comprenant le porte-avions Foch et six autres bâtiments (les escorteurs d’escadre Forbin, La Bourdonnais et Jauréguiberry, les pétroliers La Seine, l'Isère et Aberwrach, le bâtiment de soutien Rhin). La force Alfa appareille le 23 mars 1966 de Toulon et aborde la Polynésie française le 22 mai 1966 afin de superviser les essais atmosphériques no 18 « Aldébaran », no 19 « Tamouré », no 20 « Ganymède » et no 21 « Bételgeuse ». Durant la traversée, la France quitte le commandement intégré de l'OTAN. Le groupe aérien embarqué du Foch comprend 24 avions (12 avions de sûreté Alizé, 8 avions d’assaut Étendard IV-M et 4 avions de reconnaissance Étendard IV-P) et 22 hélicoptères (10 HSS-1, 6 Alouette II et 6 Alouette III) et est chargé de surveiller et sécuriser la zone dite « dangereuse » (dispositif Phoebus). Après que sont repérés à plusieurs reprises dans la zone d'exclusion le bâtiment de recherches scientifiques USS Belmont (en) et le navire de contrôle de missiles et d'engins spatiaux USS Richfield (en), un sous-marin de nationalité inconnue et un avion ravitailleur (vraisemblablement d'observation et de recueil de prélèvements atomiques) KC-135 de l'US Air Force no 9164, le 19 juillet 1966 à 5 h 5, un Mirage IV no 9 largue sa bombe A AN-21 à chute libre no 2070 au large de Moruroa. Après deux autres tirs le 24 septembre 1966 et le 4 octobre 1966, la force Alfa quitte la Polynésie française le 2 novembre 1966.
La seconde Force Alfa quitte Toulon le 12 mars 1968 pour arriver en Polynésie française le 16 mai. Elle comprend le porte-avions Clemenceau et les mêmes autres bâtiments que lors de la campagne de 1966 (les trois escorteurs d’escadre, les deux pétroliers et le bâtiment de soutien). Ce groupe est complété, sur zone, par la Division des avisos du Pacifique, composée des Protet, Commandant Rivière, Amiral Charner, Doudart de Lagrée et Enseigne de vaisseau Henry. Quant au groupe aérien, il est composé d’Alizé, d’Étendard IV-M et d’hélicoptères HSS-1, Alouette II, Alouette III et Super Frelon. Le 24 août 1968, l’essai no 30 « Canopus » d’une bombe H, exécuté à Fangataufa, libère 2,6 mégatonnes. Plusieurs bâtiments américains et quelques chalutiers soviétiques sont aperçus lors de la campagne de tir. Avec la venue de la Force Alfa, l'ensemble du dispositif naval présent autour des deux atolls a représenté plus de 40 % du tonnage de la flotte française, soit 120 000 tonnes.

#### Guerre du Viêt Nam (1965-1973)

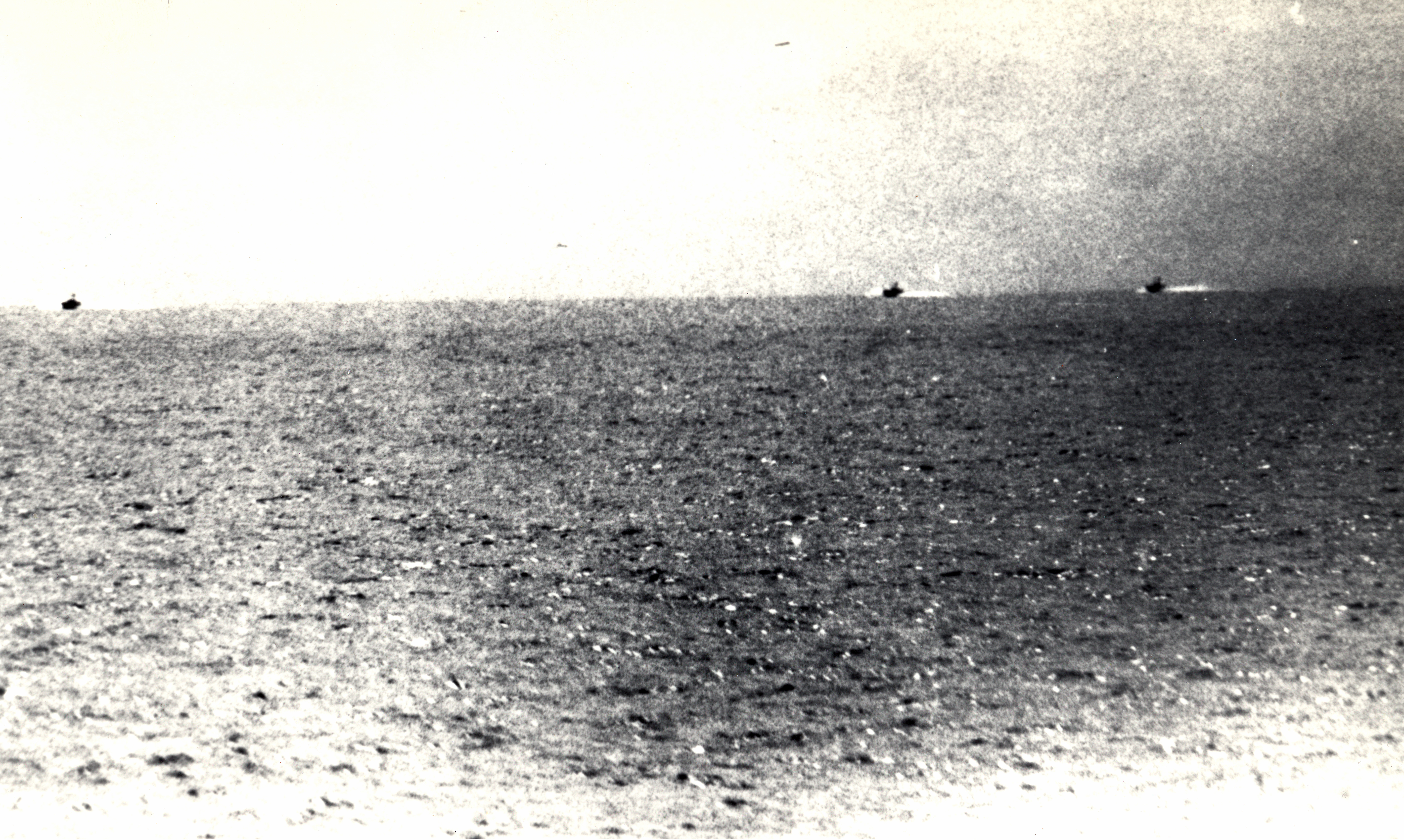
Les incidents du golfe du Tonkin, durant lesquels 3 canonnières nord-vietnamiennes attaquent le destroyer USS Maddox, marquent le début du conflit (2 août 1964).

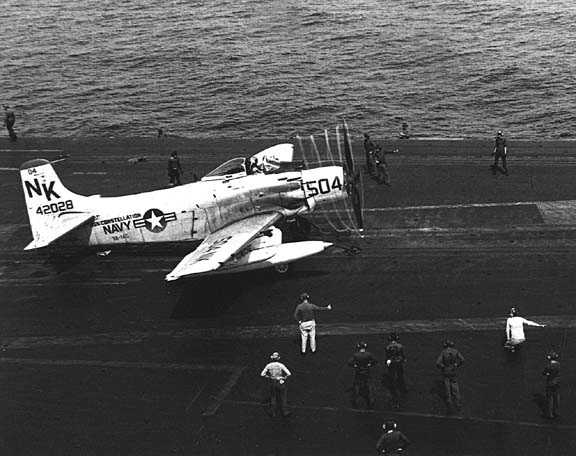
Un AD Skyraider au catapultage de l' aux premiers jours du conflit (10 septembre 1964).

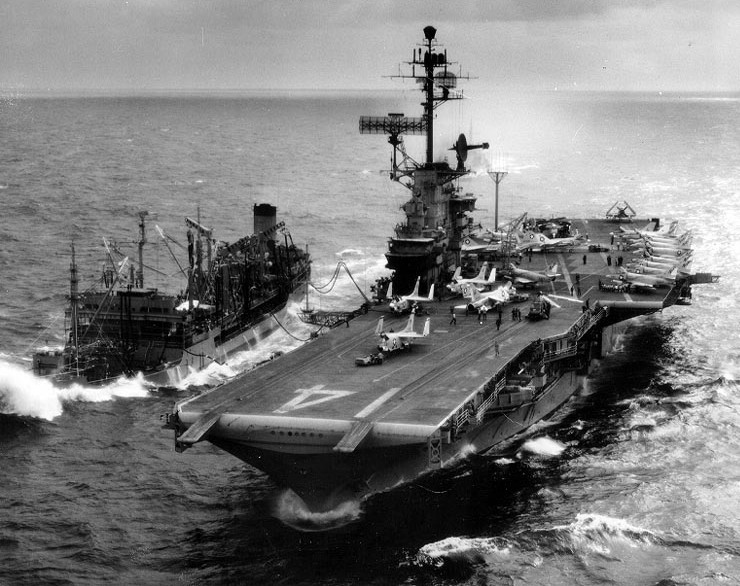
L' se ravitaillant en mer au large du Viêt Nam.

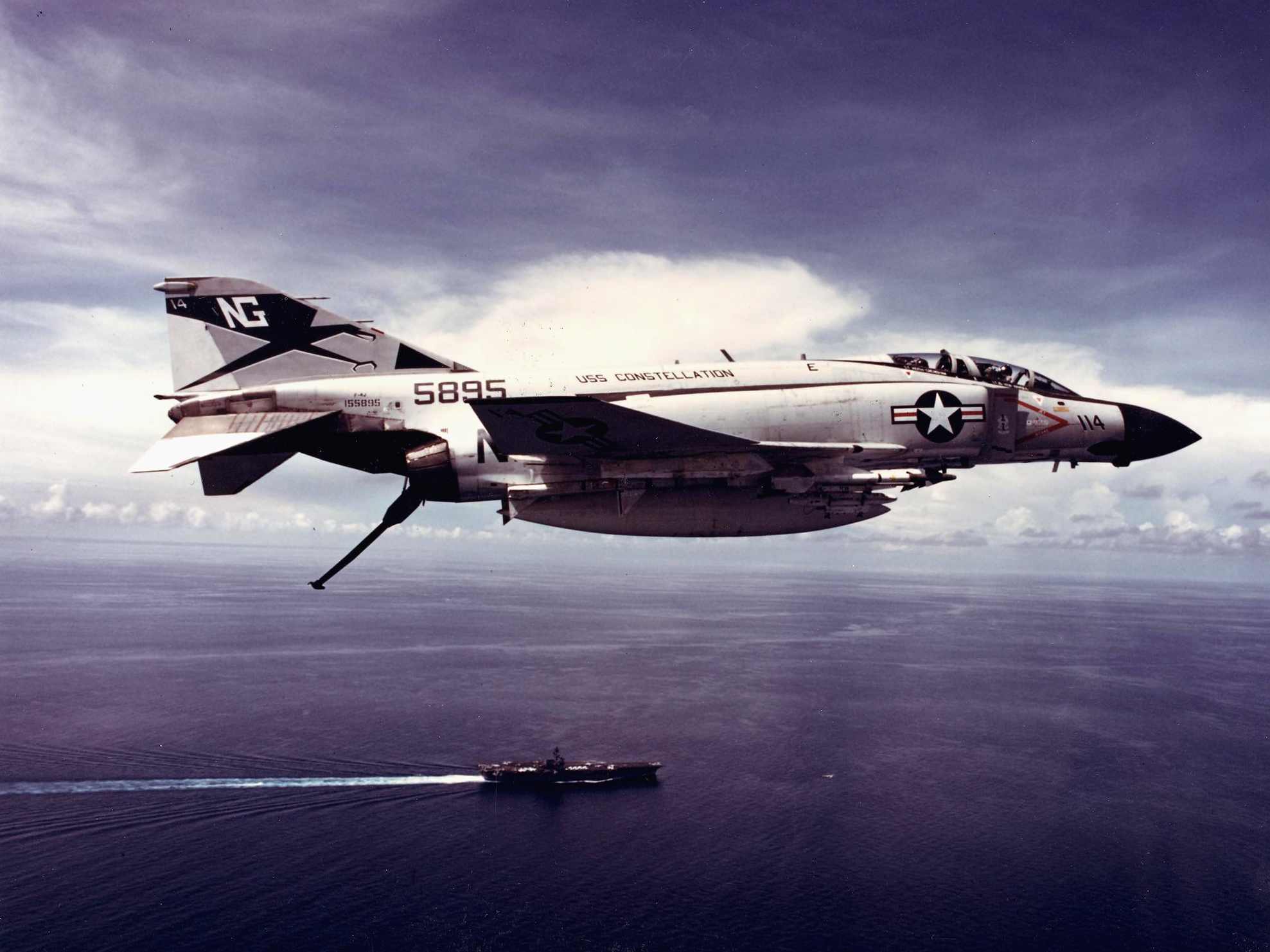
Un F-4J Phantom survolant l’.

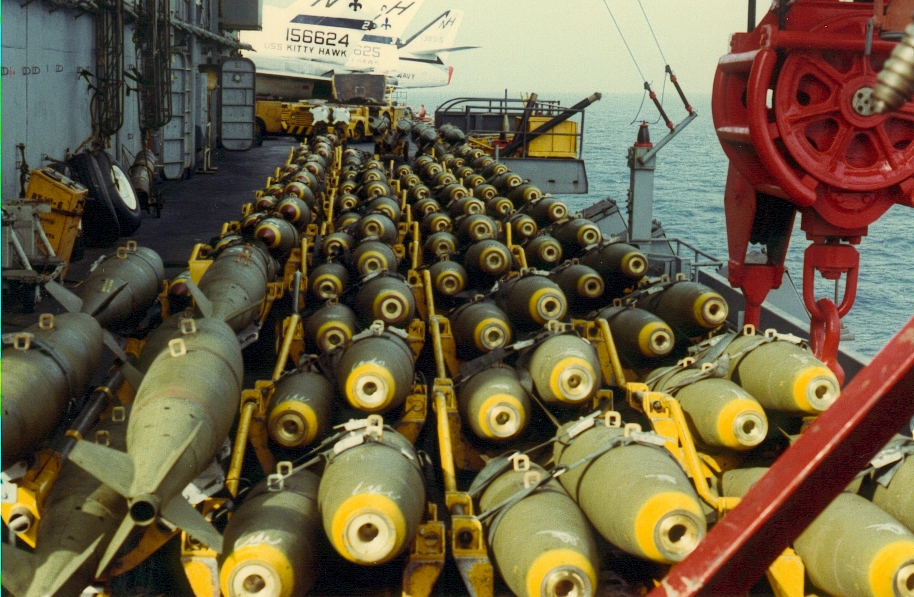
Stock de bombes Mk 82 de 225 kg à bord de l' (période 1969-1970).

Au début des hostilités, l’US Navy dispose de 16 porte-avions et de 10 autres qui ont été convertis pour la lutte anti-sous-marine (ASM). Les bâtiments de la Septième flotte américaine qui participent au conflit sont un mélange de porte-avions modernisés de classes Essex (USS Intrepid, USS Ticonderoga, USS Hancock, USS Bon Homme Richard, USS Oriskany, USS Shangri-La) et Midway (USS Midway, USS Franklin D. Roosevelt, USS Coral Sea), comme les porte-avions récents de classes Forrestal (USS Forrestal, USS Saratoga, USS Ranger, USS Independence) et Kitty Hawk (USS Kitty Hawk, USS Constellation, USS America) ou l'USS Enterprise à propulsion nucléaire. Avant même que les porte-avions soient engagés officiellement, un RF-8 Crusader de reconnaissance est abattu le 6 juin 1964 au-dessus du Laos. Le pilote est capturé mais réussit à s’évader. Le 2 août, 3 canonnières nord-vietnamiennes attaquent le destroyer USS Maddox dans les eaux internationales du golfe du Tonkin. Deux jours plus tard, le Maddox et l'USS Turner Joy auraient été à nouveau attaqués, par les mêmes canonnières. En représailles, le 5 août, 60 avions des USS Ticonderoga et USS Constellation bombardent à Vinh les installations côtières de la république démocratique du Viêt Nam (ou Nord-Viêt Nam), soutenue matériellement par le bloc de l'Est et la Chine (opération Pierce Arrow). À la suite des incidents du golfe du Tonkin, le Congrès des États-Unis approuve la résolution du golfe du Tonkin le 7 août 1964, qui offre au président Lyndon Johnson la possibilité de « prendre toutes mesures nécessaires pour faire échec au communisme ».
De bien des façons, l’utilisation des porte-avions au Viêt Nam est similaire à celle durant la guerre de Corée. Dans les deux cas, l’aviation embarquée est utilisée pour des missions de close air support et d’interdiction des lignes de ravitaillement. De même, dans les deux conflits, des restrictions sont placées sur les cibles pouvant être attaquées, si bien qu’au Viêt Nam, la puissance aérienne (basée sur porte-avions ou à terre) est ineffective : de 1965 à 1968, Hanoï et le port d’Hải Phòng sont intouchables. De plus, la plupart des bases aériennes nord-vietnamiennes ne sont pas attaquées avant avril 1967. Les sites de missiles sol-air disséminés dans des zones civiles sont hors-limites jusqu’en 1968, tout comme une zone tampon de 45 km le long de la frontière Nord-Viêt Nam-Chine. Le 13 février 1965, le président Lyndon Johnson autorise le début de l'opération Rolling Thunder sur des cibles au Nord-Viêt Nam. Les premières attaques Rolling Thunder ont lieu le 1er mars mais sont suspendues le 13 mai pour reprendre 5 jours plus tard. L’intention de démarrer des négociations de paix entraîne un nouvel arrêt le 25 décembre, mais les campagnes de bombardement reprennent le 31 janvier 1966 avec des arrêts jusqu’à la fin 1972. Rolling Thunder est un échec et n’a que pour effet de donner le temps aux troupes communistes de ravitailler leurs troupes. Rolling Thunder est suivie de l’opération Linebacker du 9 mai au 22 octobre 1972 puis de l'opération Linebacker II du 18 au 29 décembre 1972 Pour les missions de bombardement, le Nord-Viêt Nam est divisé en 7 zones : les zones II, III, IV, et VI-B, le long des côtes nord-vietnamiennes sur le golfe du Tonkin sont assignées à l’US Navy. Deux zones de mouillage des porte-avions sont créées en 1965 : « Yankee Station », au nord et « Dixie Station », au sud, destinée au soutien des troupes au sol au Sud-Viêt Nam.

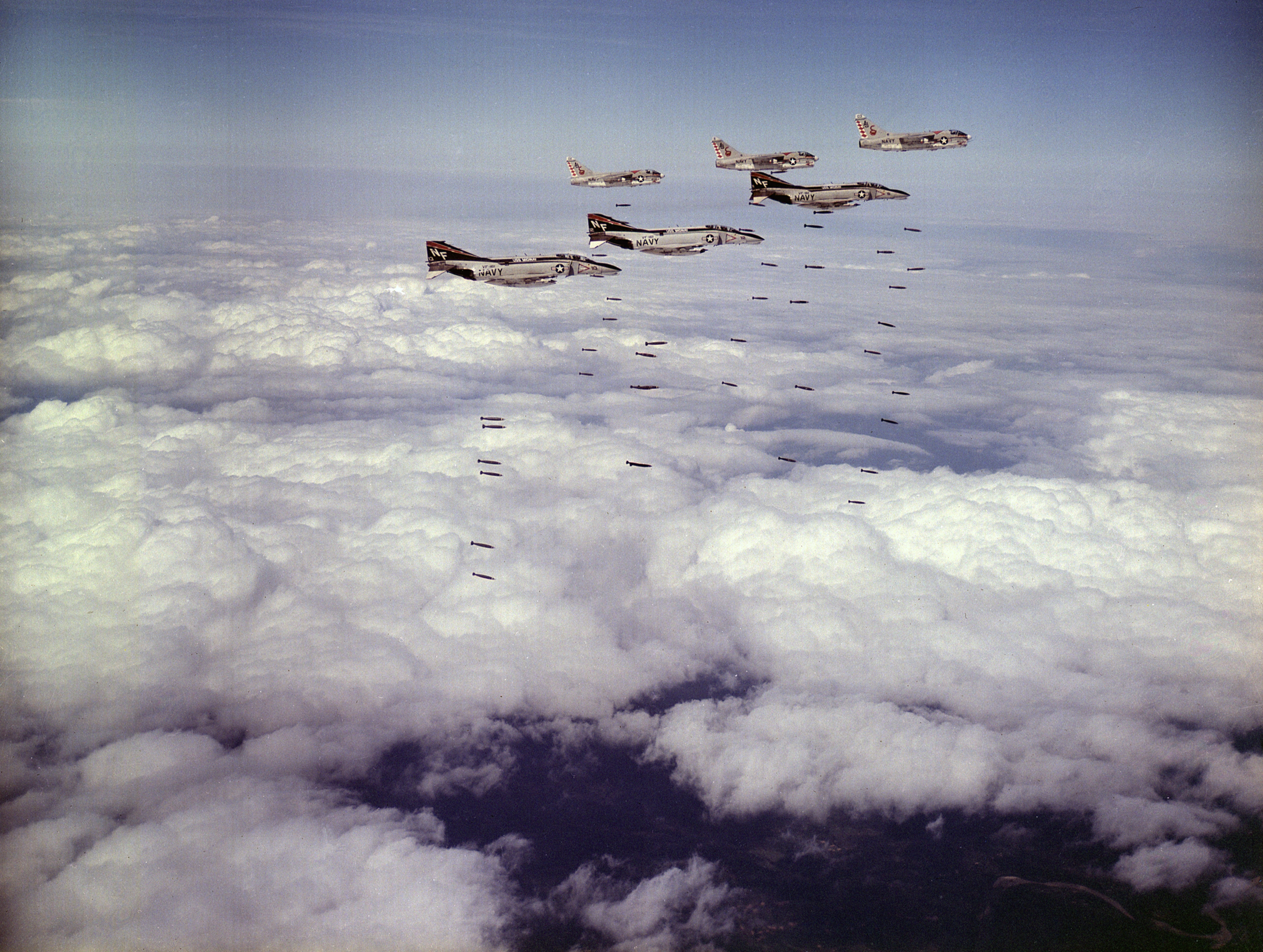
Trois F-4 Phantom de l’ et 3 A-7C Corsair II de l’USS America larguent des bombes guidées (mars 1973).

La guerre du Viêt Nam ne connaît pas d’engagements aériens majeurs, à la différence de la Seconde Guerre mondiale, ni d’importantes attaques comme durant la guerre de Corée. Les plus significatifs mettant en scène l’aéronavale sont les suivants : le 9 avril 1965, un F-4 Phantom du Constellation abat un MiG-17 Fresco chinois au sud d’Hainan, puis est lui-même abattu, vraisemblablement par un tir ami de AIM-7 Sparrow. Le 15 avril 1965, l’aviation embarquée bombarde des positions Viet Cong au Sud-Viêt Nam. Lors du 1er engagement aérien important du conflit, 2 F-4 Phantom du Midway abattent 2 MiG-17 le 17 juin 1965 de l'armée populaire vietnamienne. Les 1res attaques lancées contre la zone VI, à Hanoï et Haïphong ont lieu en septembre 1965. La 1re mission Iron Hand réussite contre des batteries de missiles air-sol a lieu le 17 octobre 1965. Le 19 avril 1966, l’aviation embarquée attaque le port de Cam Pha, à 45 km de la frontière chinoise. Le 29 juin 1966, 46 avions des Constellation et Ranger attaquent des raffineries de pétrole autour d’Hanoï et Haïphong. La 1re attaque d’une base aérienne nord-vietnamienne a lieu à Kep (Cambodge) le 27 avril 1967. Des cibles militaires sont attaquées la 1re fois au centre d’Hanoï le 20 mai 1967. Le 28 mars 1970, un F-4 Phantom du Constellation abat un MiG-21. En raison d’une activité aérienne réduite au-dessus de lu Nord-Viêt Nam, il s’agit de la seule bataille durant la période 1969-1971. Le 10 mai 1972 a lieu le plus important engagement aérien du conflit : Un F-4J Phantom surnommé « Showtime 100 » du Constellation abat 3 MiG-17, faisant de ses 2 pilotes les seuls as du conflit pour avoir descendu 5 ou plus avions ennemis. Le même jour, les pilotes de F-4J Phantom de l’US Air Force abattent 3 autres MiG. Le 12 janvier 1973, un F-4J Phantom du Midway gagne la 61e et dernière bataille aérienne du conflit (contre un MiG-17).

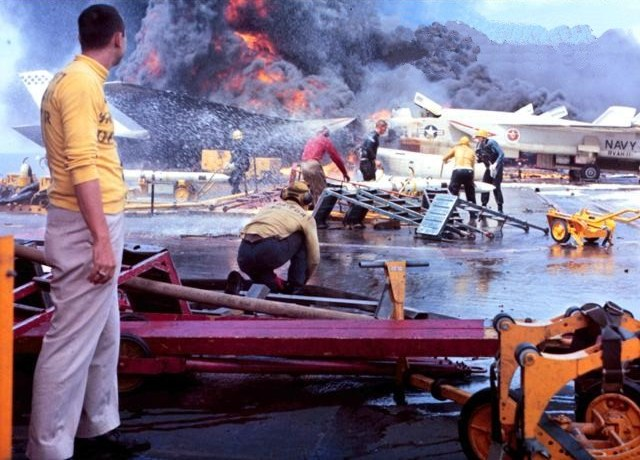
Lutte contre le feu après une explosion sur l'USS Forrestal (29 juillet 1967).

Si les porte-avions américains n'eurent pas à subir d'attaques, des accidents endommagent 3 bâtiments, causant plusieurs morts. L'accident de l'USS Oriskany a lieu le 26 octobre 1966 : un feu d'un parachute au magnésium se déclenche dans le hangar du porte-avions, qui navigue alors en mer de Chine méridionale, causant 44 morts. Un autre incendie se déclenche sur le pont d'envol du Forrestal le 29 juillet 1967, touchant les munitions. Au bout de 8 heures, le bilan est lourd : 132 morts, 2 disparus et 62 blessés. Le 14 janvier 1969, une roquette Mk-32 Zuni explose à bord de l'USS Enterprise, tuant 27 marins, en blessant 34 et détruisant 15 avions. L'Enterprise est réparé à temps pour participer en avril 1975 à l'évacuation aérienne de Saïgon.

### Sea Control Ship et la1regénération de porte-aéronefs

#### US Navy

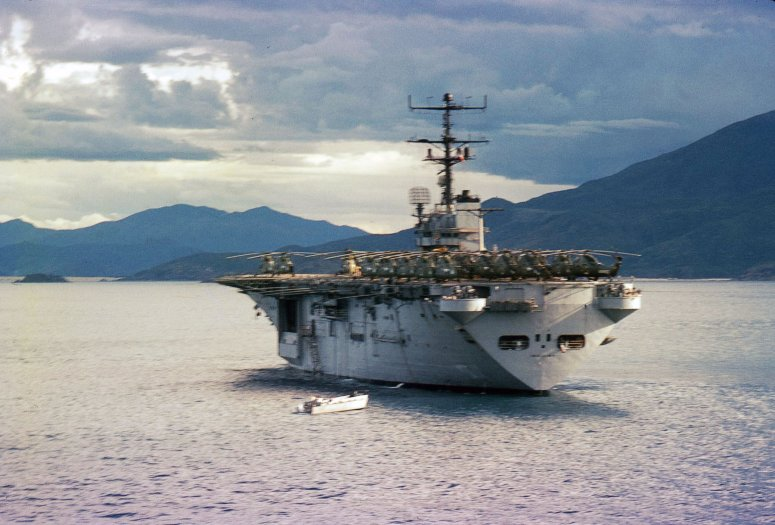
Le porte-hélicoptères d’assaut au large du Sud-Viêt Nam (1965).

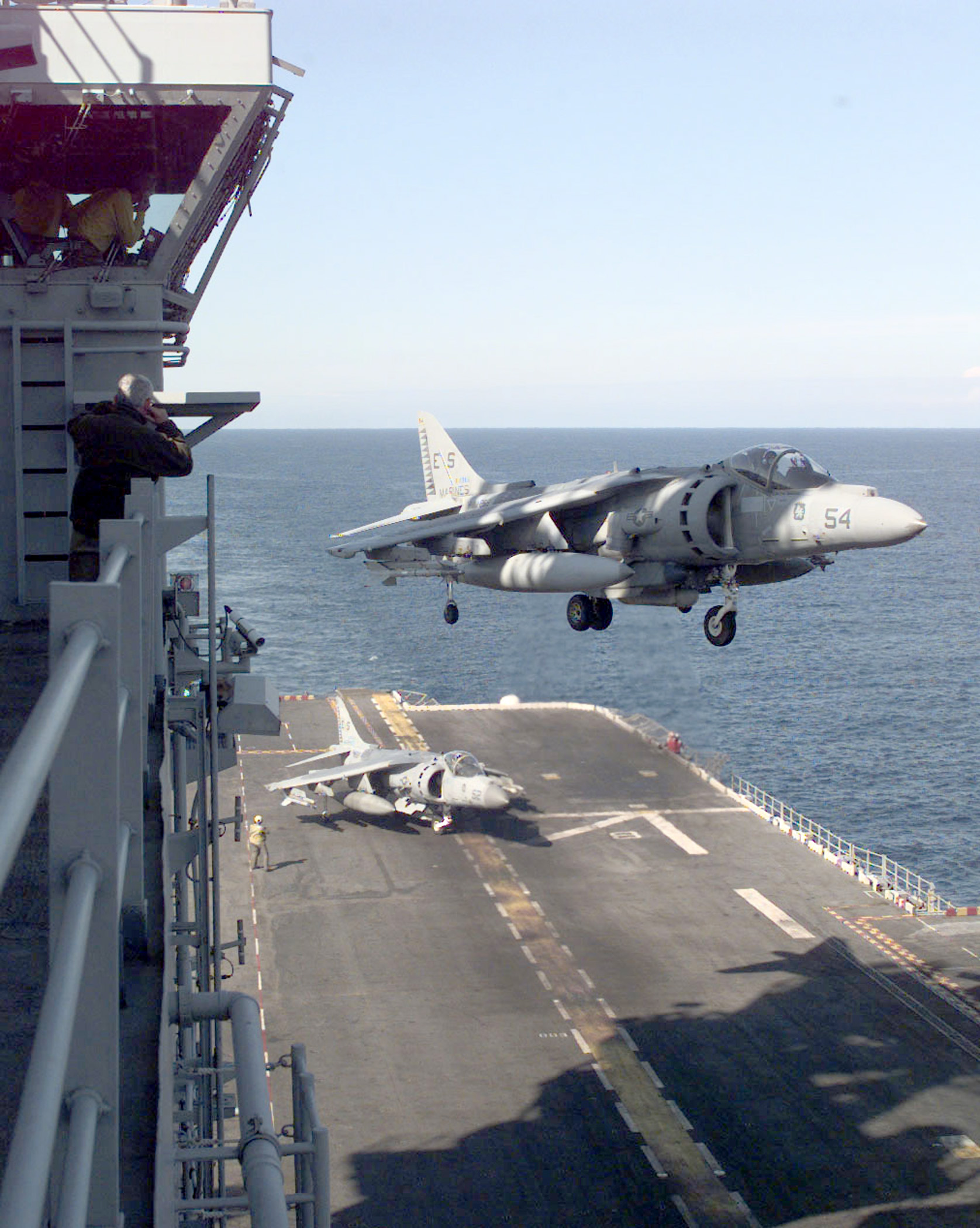
Après l’USS Guam de 1972 à 1974, l' teste en 1981 le concept de Sea control ship.

Durant la guerre froide, des projets sont étudiés pour contrer la menace sous-marine soviétique : construire de nouveaux porte-avions d'escorte (CVE), en moderniser des existants ou convertir les derniers porte-avions de classe Essex en bâtiments de lutte anti-sous-marine (ASM), ce qui est fait sous la désignation CVS.
L'US Navy étudie en 1969 le Sea control ship (SCS), qui peut être considéré comme une résurgence du porte-avions d'escorte de la Seconde Guerre mondiale. L'ambition première du SCS est de modifier les derniers CATOBAR CV de classes Essex et Midway en STOVL, puis l'amiral Elmo Zumwalt, Chef des opérations navales (CNO) théorise dans les années 1970 le concept « High-Low » : il recommande la construction de nouveaux bâtiments modérément équipés, moins coûteux, produits en grande série et en opérant dans des conflits de basse intensité. Ces bâtiments de « basse » technologie complètent (mais ne remplacent pas) les navires de « haute » technologie.
L'US Navy dispose des porte-hélicoptères d’assaut (LPH) de classe Iwo Jima de 18 474 tonnes (commissionnés de 1961 à 1970), capables d’embarquer 20 hélicoptères et 1 800 Marines. À cause des similarités entre le USS Guam (LPH-9) et le concept de Sea control ship, ce dernier est sélectionné à l’été 1971 comme Interim Sea control ship (ISCS) et commence, après refonte, ses essais en mer le 18 janvier 1972 dans l’Atlantique ouest. Il embarque de 1972 à 1974 une combinaison d’hélicoptères de l'US Navy SH-3H Sea King et de AV-8A Harrier des Marines, lesquels pratiquent des décollages en 150 mètres et des atterrissages verticaux, généralement sur le spot central no 5. Le capitaine de frégate responsable des tests estime que l’ISCS « a maintenu de façon continue et simultanée des missions ASM, de surveillance maritime tout en traitant les contacts qui apparaissaient » et conclut qu’il est « totalement capable d’embarquer 14 Sea King, 3 Harrier et 4 SH-2 Seasprite LAMPS ».

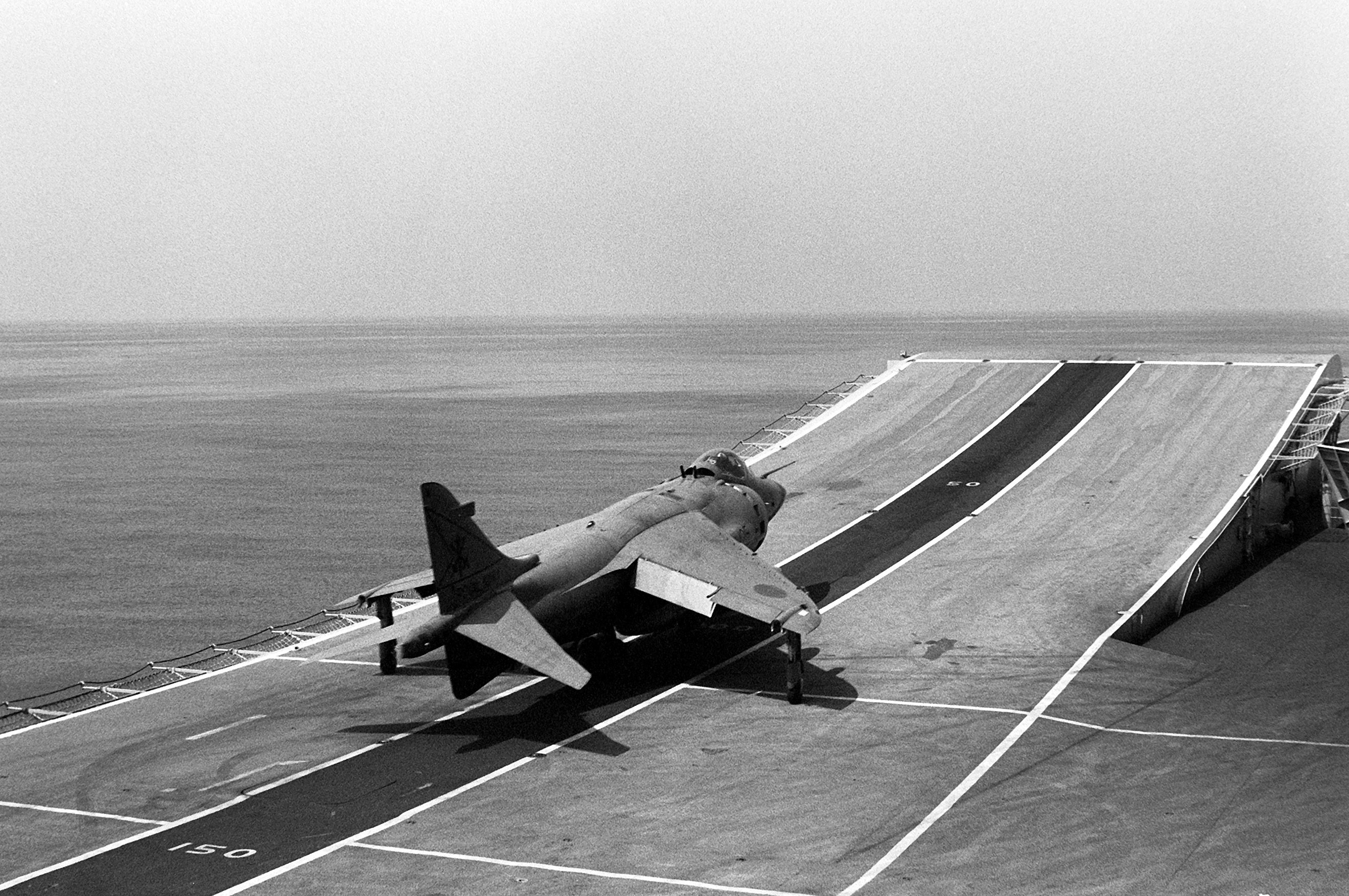
Un FRS.1 Harrier au décollage du ski-jump de l'.

Finalement, le projet, pourtant financé en 1973 (pour un total de 8 unités d’ici 1978) n’est pas retenu par l'US Navy, dont certains membres ont peur pour leurs grands porte-avions, nucléaires (comme l’amiral Hyman Rickover, le père de la Marine nucléaire) ou pas, et d’autres (comme l’analyste Norman Polmar) dubitatif sur les missions assignées au SCS. L'US Navy se contentera des Landing Helicopter Assault de classe Tarawa de 40 032 tonnes (commissionnés de 1976 à 1980), qui combine les fonctions d’un LPH, d’un transport amphibie LPD et LSD, ainsi que d’un cargo LKA, capables d’embarquer 20 hélicoptères et 1 900 Marines.
« Sans le Harrier, le porte-aéronefs n'aurait été qu'un porte-hélicoptères […]. »

#### Influences sur les marines de l'OTAN

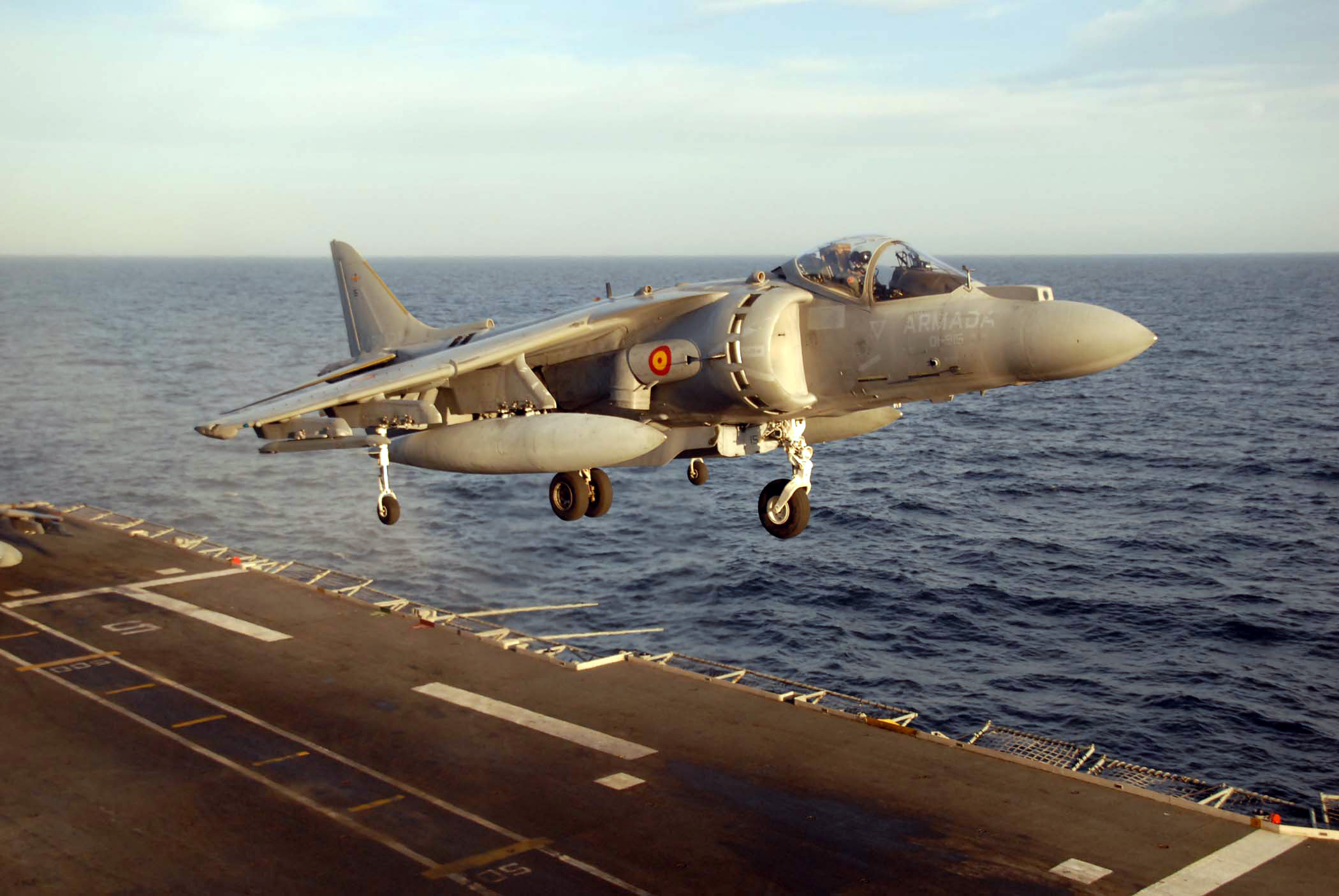
Un Harrier II à l'appontage sur le Príncipe de Asturias (23 février 2007).

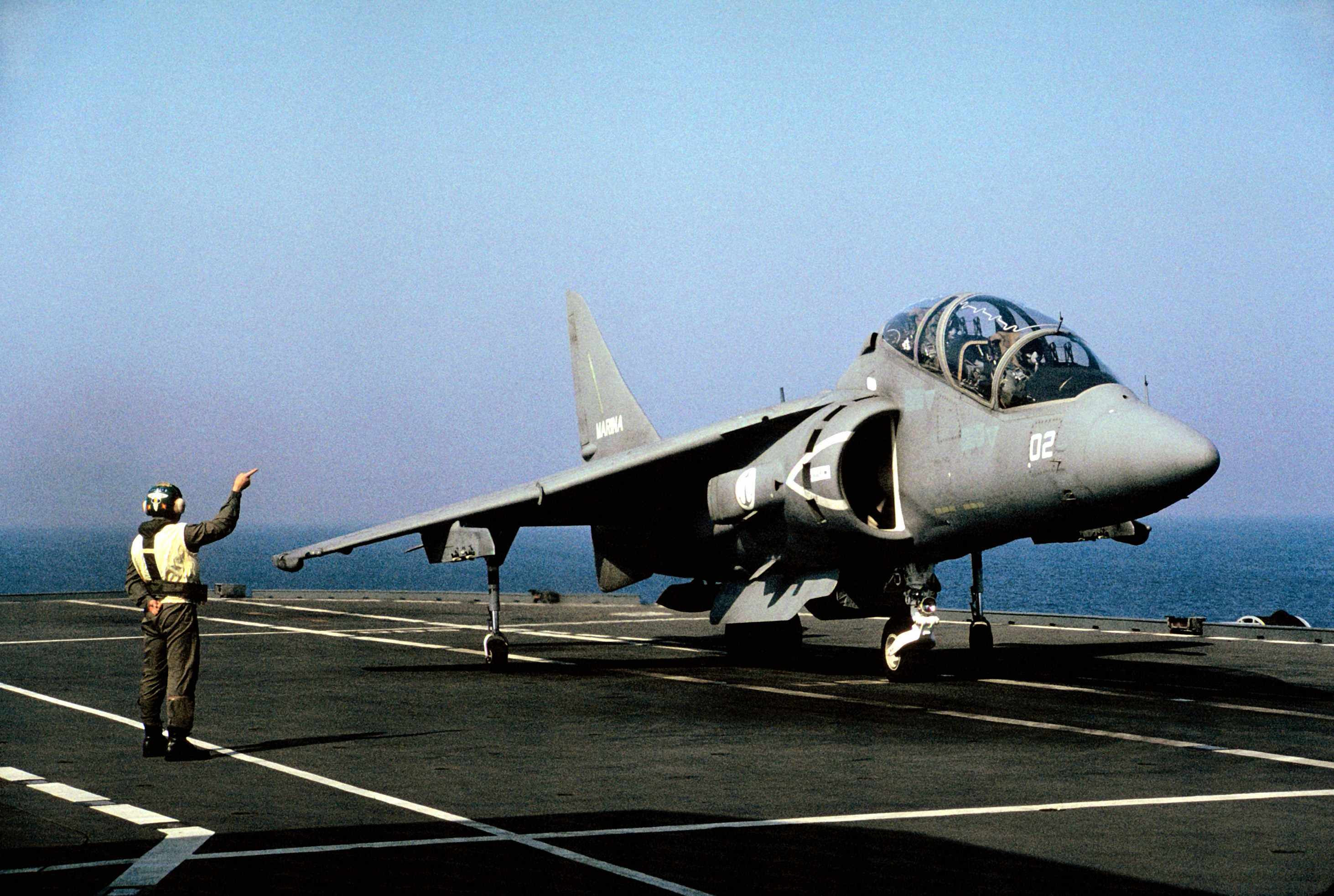
Un Harrier II au décollage du Giuseppe Garibaldi (5 mai 1992).

C'est donc bien le Harrier qui a conduit la Royal Navy à opter pour les 3 navires de la Classe Invincible, l'Armada espagnole à se doter du Príncipe de Asturias et la marine italienne du Garibaldi.
La construction de l'HMS Invincible débute en juillet 1973 et à cette occasion, les Britanniques inventent le tremplin (ski-jump) à 13° qui limite la consommation au décollage (50 % du carburant en configuration ADAV au décollage et à l'appontage).
Le ski-jump est repris sur le Príncipe de Asturias, mis sur cale à la mi-juin 1979 (l'Espagne achète les plans du Sea control ship en 1977), et le Giuseppe Garibaldi, dont la quille est posée en mars 1981.
Par ailleurs, la Marine française décide le 27 novembre 1973 de se doter pour 1981 d'une classe de deux porte-aéronefs de 18 400 tonnes à propulsion nucléaire, le PH 75. À cet effet, le prototype du Harrier est testé sur le Foch les 13 et 14 novembre 1973 avant que le PH 75 ne soit abandonné.

#### Réponse de la marine soviétique

Croiseur Leningrad, URSS, 1990.

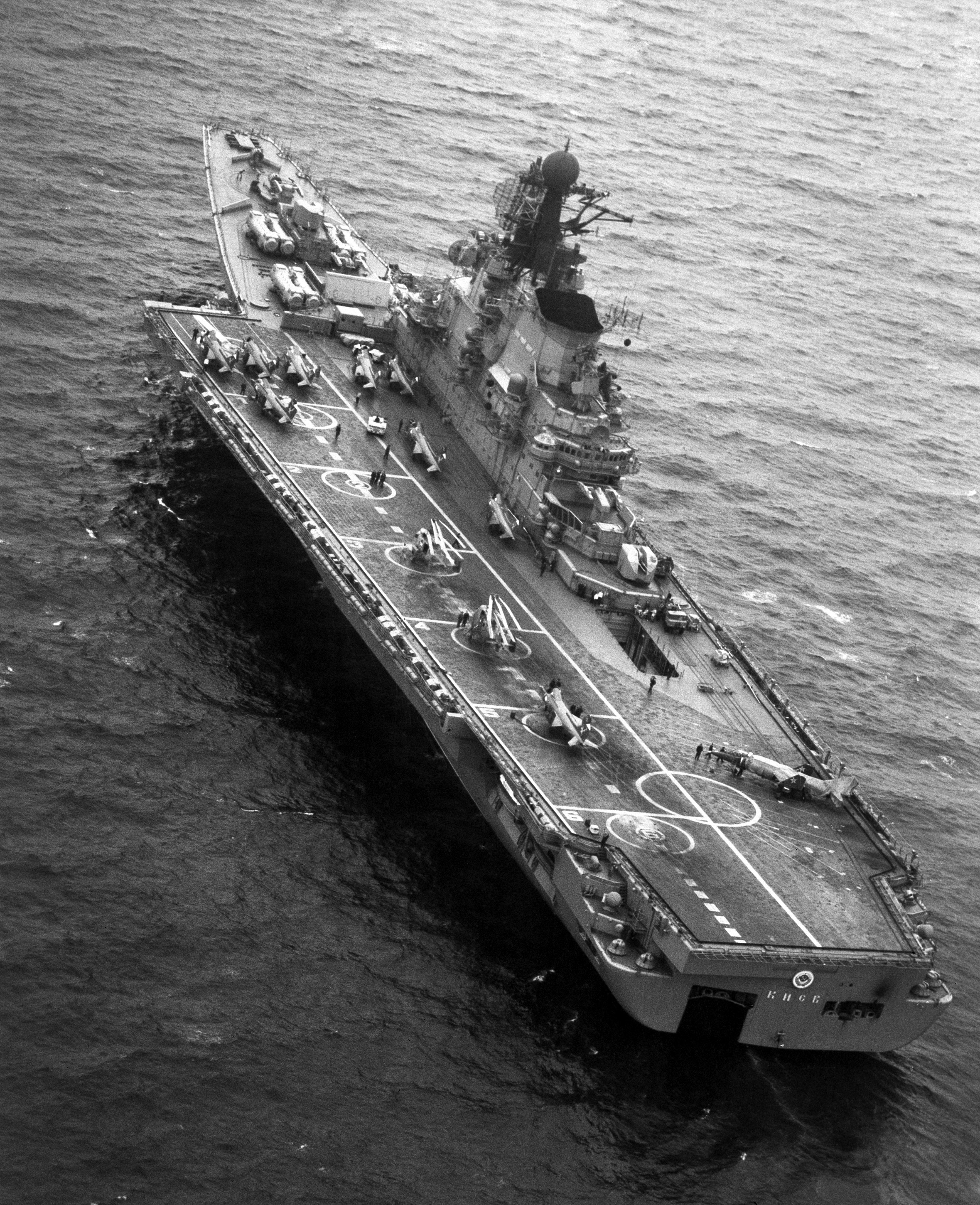
Porte-avions Kiev, URSS, 1985.

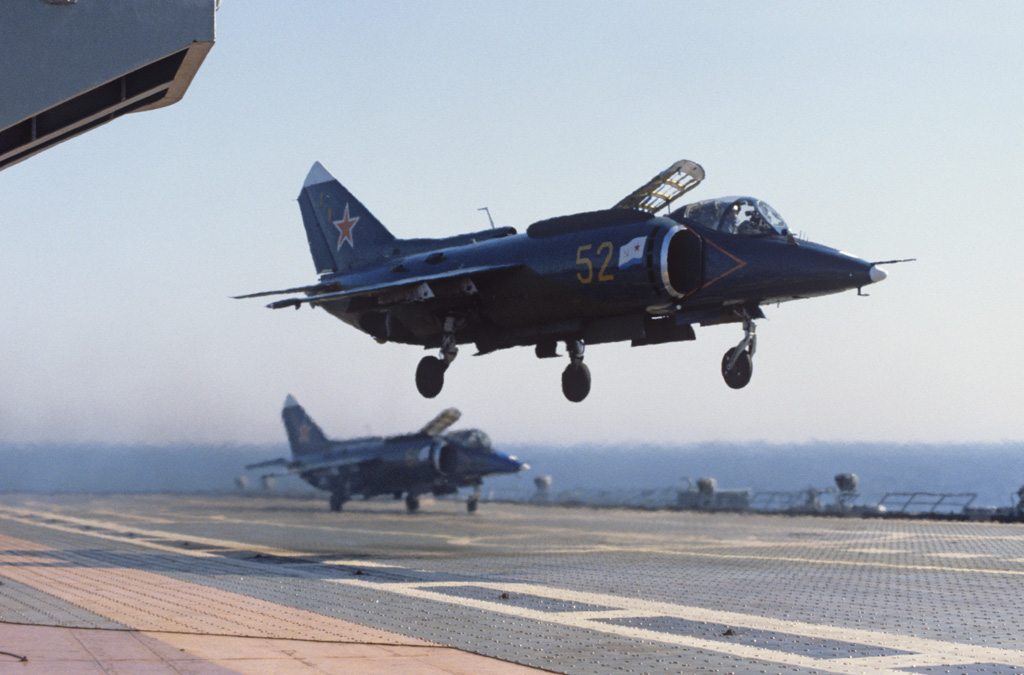
Deux Yak-38 sur le Novorossiisk en 1984.

Après le limogeage en 1955 du principal promoteur des porte-avions en Union soviétique, l'amiral Kouznetsov, une période d'indécision s'ensuit malgré de nombreuses études.
Toutefois, l'apparition des sous-marins nucléaires d'attaque et des SNLE américains bouscule l'amirauté soviétique, les besoins de la lutte anti-sous-marine provoquant la définition de nombreux projets de porte-hélicoptères.
La marine soviétique lance en 1962 la construction de la classe Moskva, avec les navires Moskva et Leningrad, des croiseurs porte-hélicoptères dotés d'une piste sur la moitié arrière et d'un important armement sur la proue.
Parallèlement, en réponse aux expérimentations occidentales sur les avions à décollage vertical, les Soviétiques commencent à développer un prototype semblable, l'ADAC/V Yakovlev Yak-36. Il vole pour la première fois en 1963.

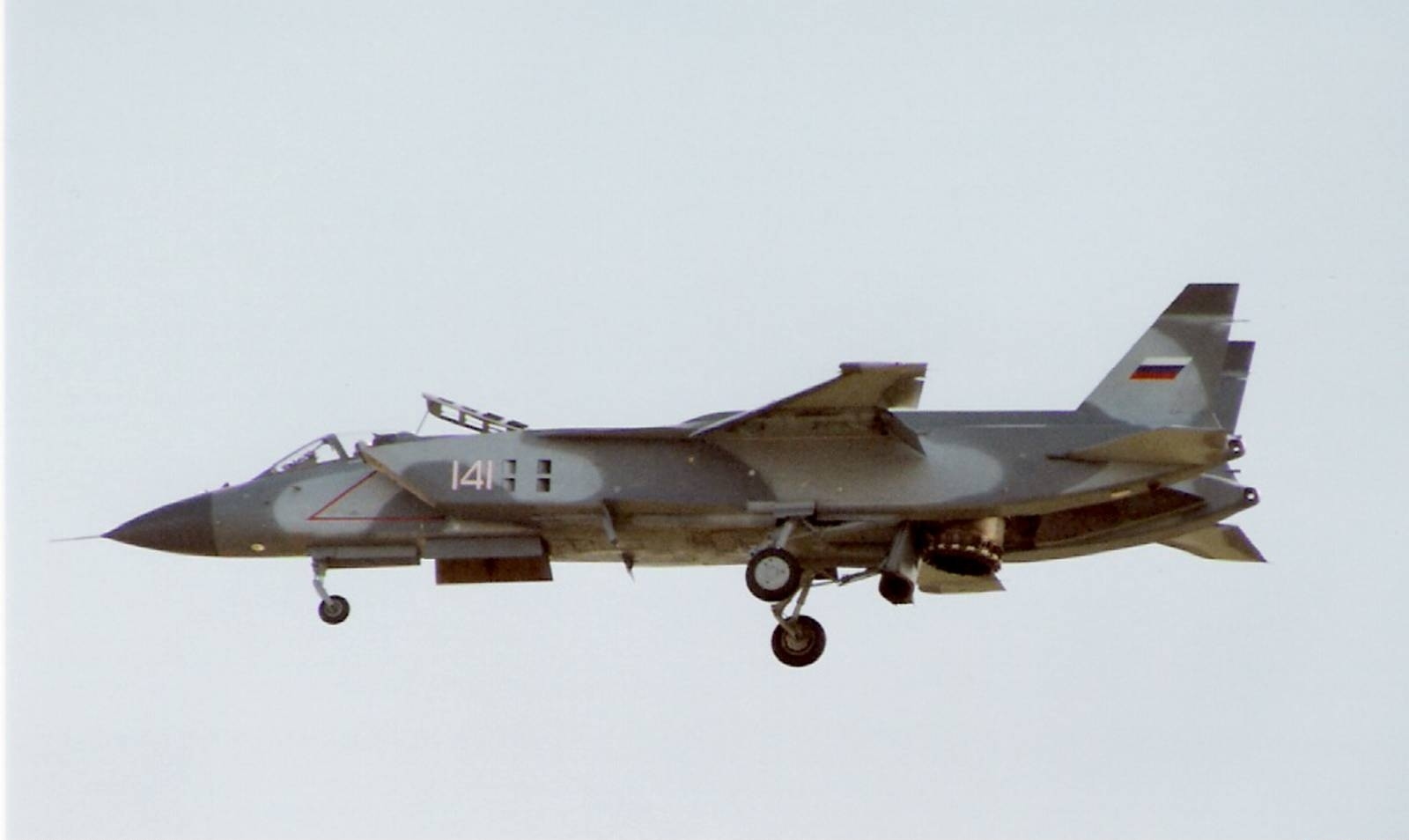
Le Yak-141 en vol lors du salon aéronautique de Farnborough de 1992.

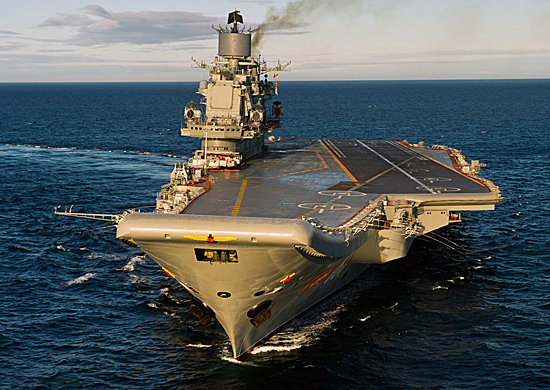
LAmiral Kouznetsov dans la région de Mourmansk.

L'Union soviétique lance des navires adaptés aux ADAC/V, le Kiev en 1972, puis le Minsk en 1975 et le Novorossiysk en 1978. Cette classe est dotée d'un pont continu oblique, sans ski-jump, et reçoit de chaque côté de l'îlot un armement lourd constitué de missiles anti-navires et anti-aériens, de roquettes anti-sous-marines et d'une artillerie. Les Kiev embarquent en 1976 l'ADAC/V V Yak-38 Forger, capable d'une défense de zone, mais aux faibles capacités d'attaque.
Les performances limitées du Yak-38 Forger poussent au développement du Yakovlev Yak-141 supersonique ; la construction d'un Kiev adapté à cet avion est décidé : le Baku est mis sur cale en 1978, il se voit équipé d'un armement anti-navire alourdi et amélioré dans son design.
Le porte-avions Amiral Kouznetsov STOBAR à propulsion classique, construit au chantier naval Chernomorskiy à Mykolaïv, RSS d'Ukraine, a été lancé en 1985. Le navire était achevé à 71% à la mi-1989. En novembre 1989, il a entrepris ses premiers essais d'exploitation d'aéronefs. En décembre 1991, après le coup d'État d'août et l'indépendance de l'Ukraine, il quitta la mer Noire pour rejoindre la flotte du Nord. Ce n'est qu'à partir de 1993 qu'il a reçu des avions. Il est devenu pleinement opérationnel en 1995. Sa première expédition historique a lieu en 2016 en Méditerranée avec un groupe aéronaval embarqué de 26 à 28 avions (Su-33, MiG-29K, Su-25 UTG).
En 1986, la construction d'un porte-avions à propulsion nucléaire est décidé et le Oulianovsk est mis sur cale le 5 novembre 1988 aux chantiers navals no 444 de Nikolaïev. La dislocation de l’URSS entraîne son démantèlement en 1992.

### Porte-avions modernes

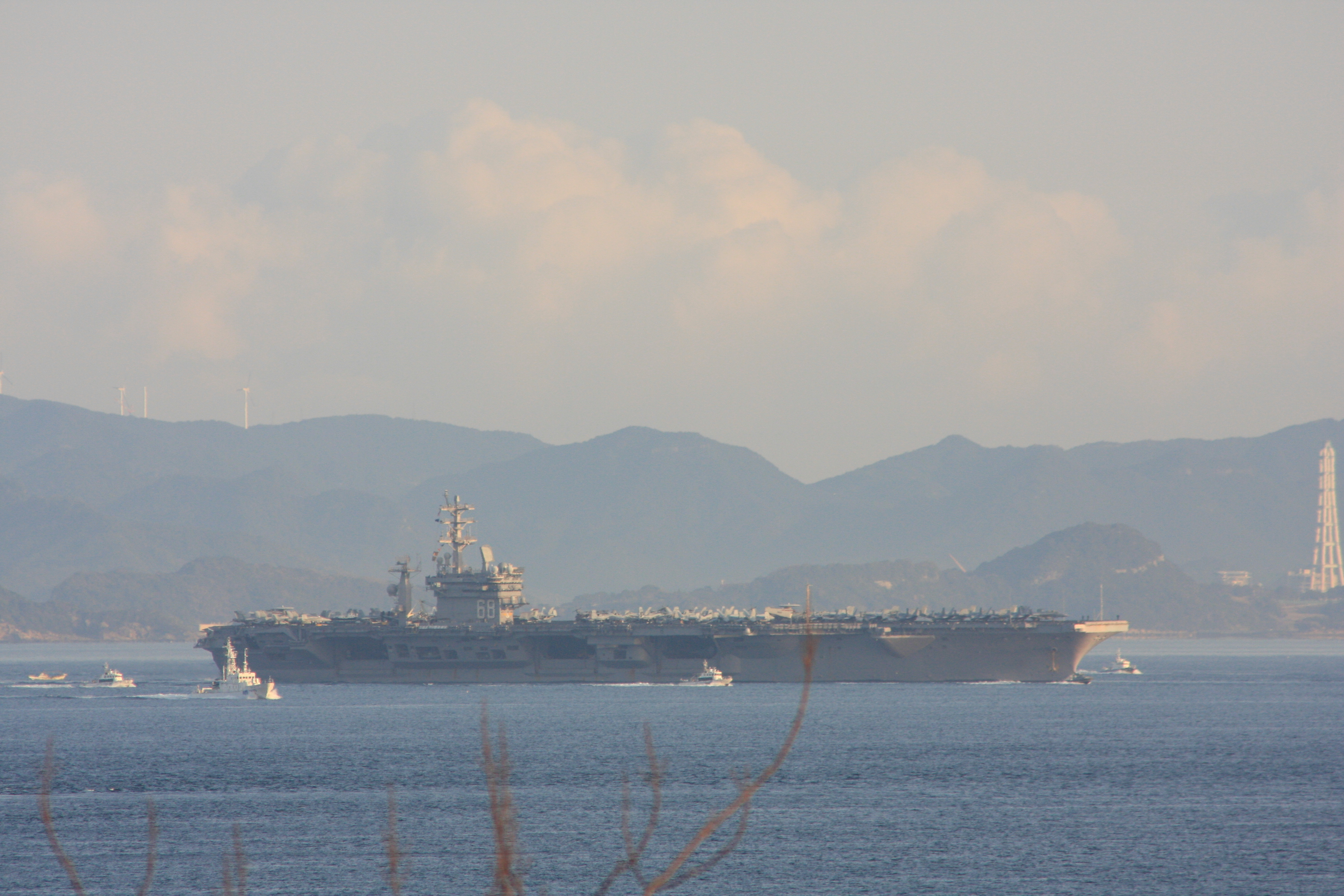
L' à Nagasaki en 2008.

Dans les années 1970, l’United States Navy maintient en service une flotte conséquente de porte-avions à propulsion classique de classes Forrestal et Kitty Hawk, plus l’USS Enterprise à propulsion nucléaire et lance les super porte-avions de classe Nimitz, dont la tête de classe est lancée en mai 1972. Ces très gros porte-avions de 101 196 tonnes pour 340 mètres de long et 78 mètres de large sont capables de mettre en œuvre des Carrier Air Wing de près de 90 chasseurs et bombardiers modernes.

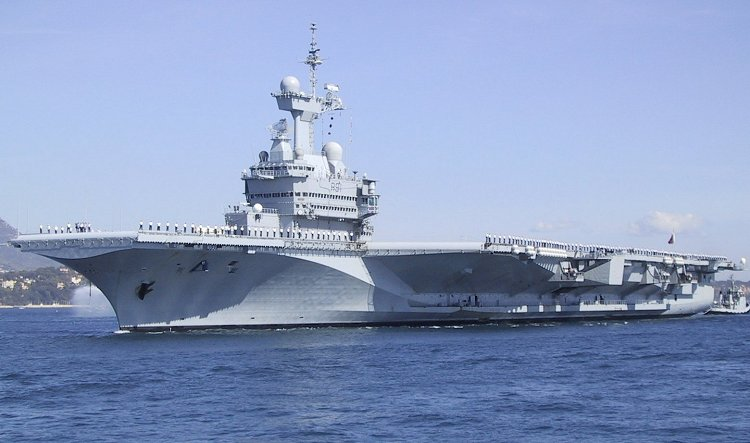
Le Charles de Gaulle à Toulon en 2002.

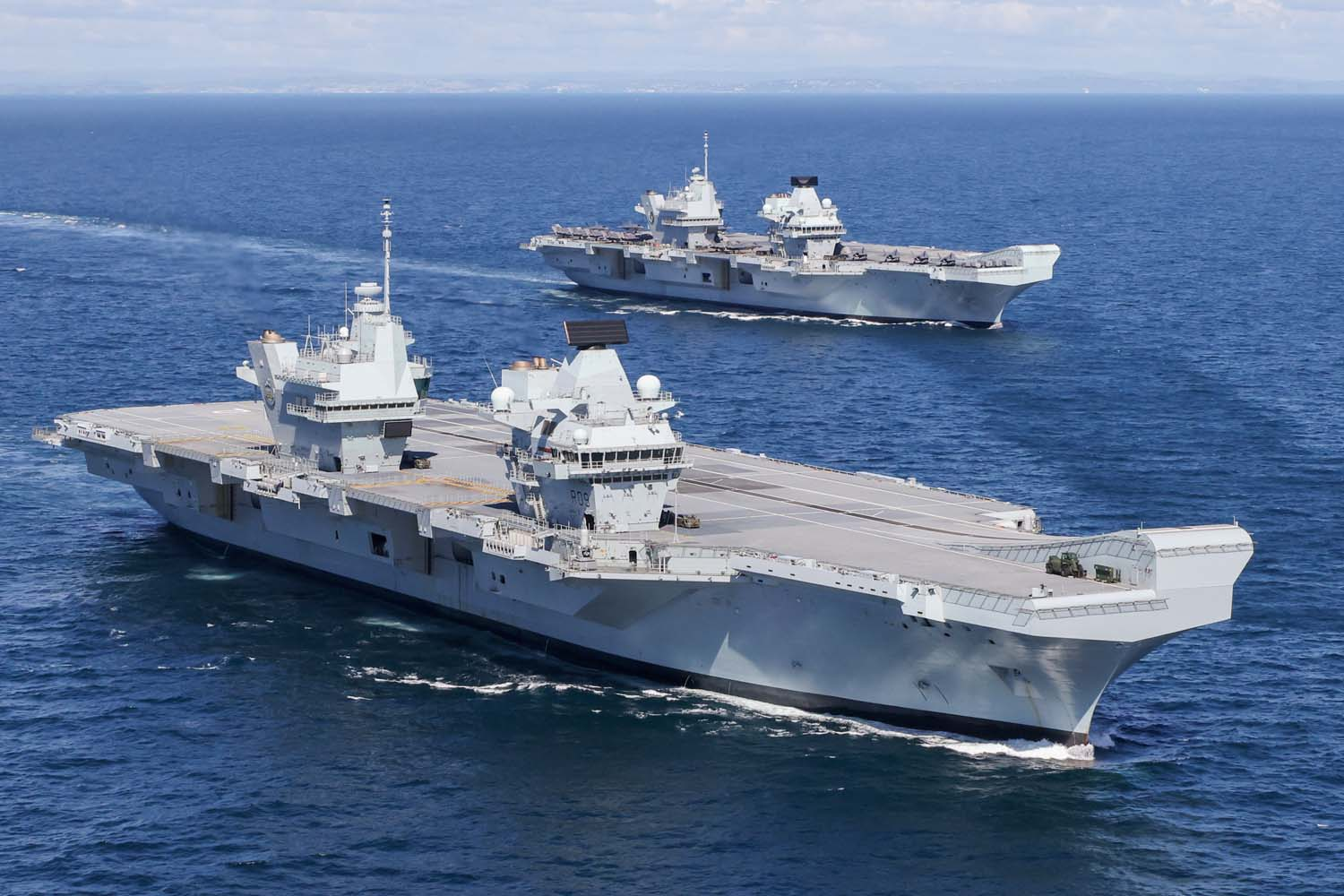
HMS Queen Elizabeth et HMS Prince of Wales.

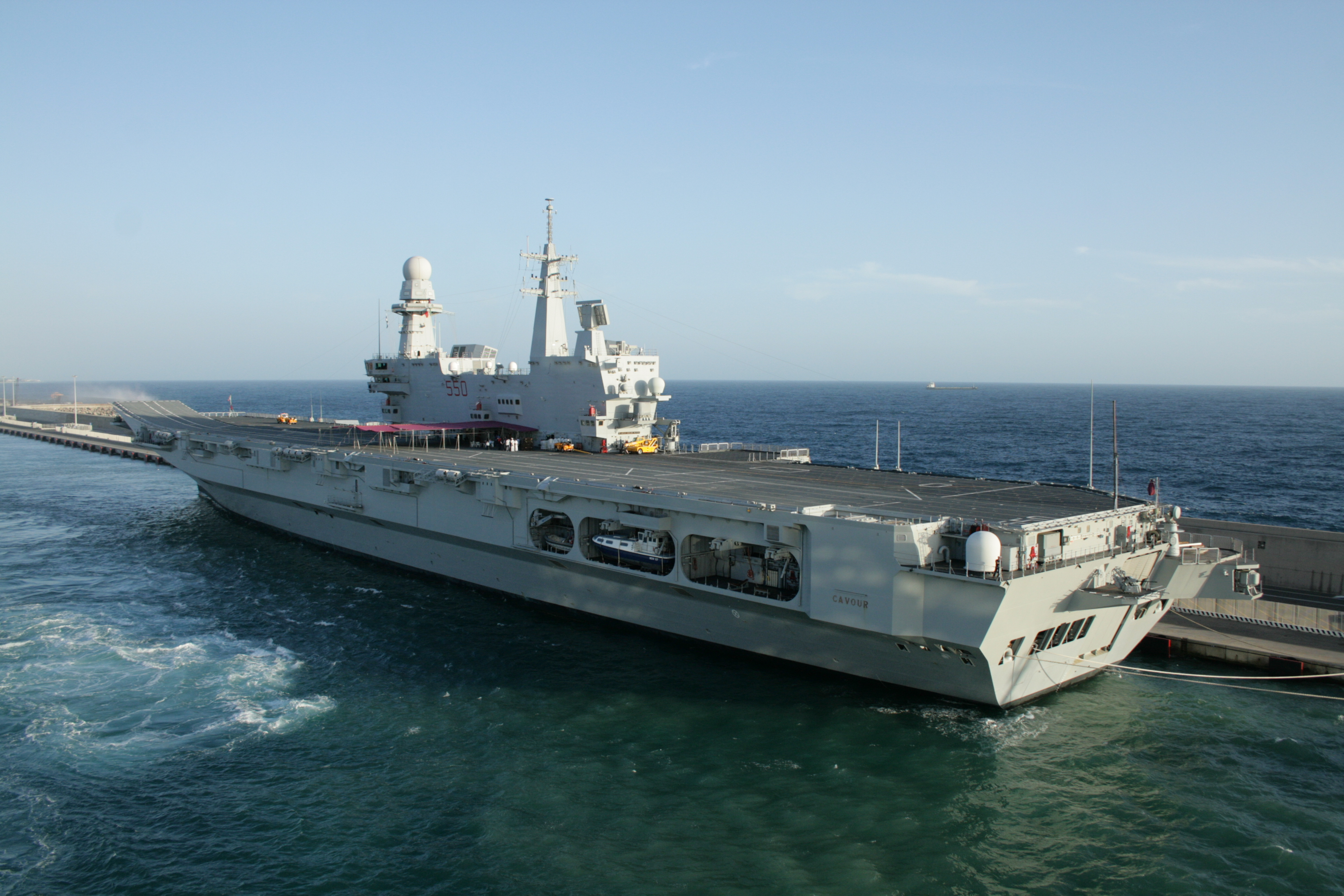
Le Cavour à Civitavecchia en juin 2011.

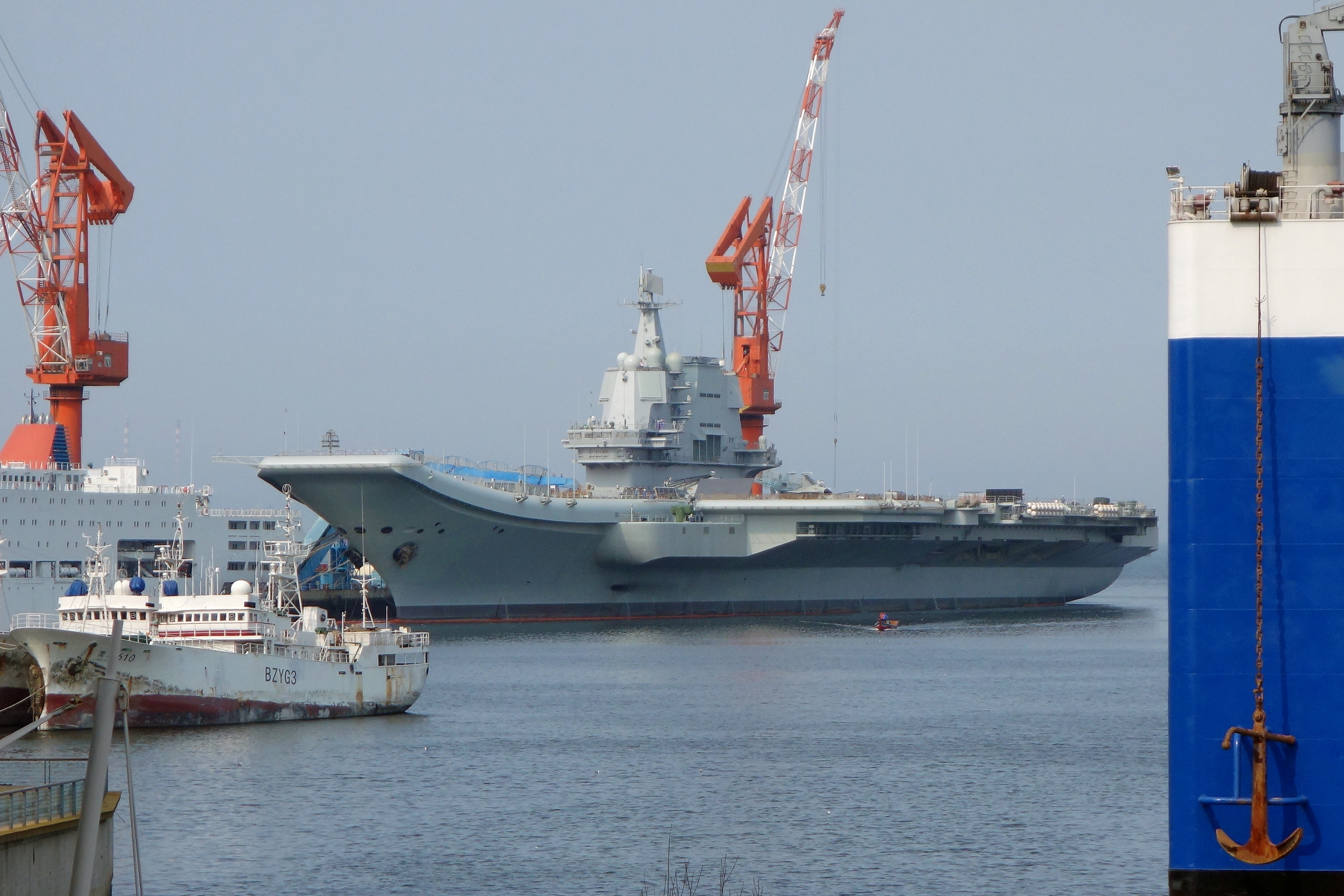
Le Shandong du Type 002 en 2017.

Les marines européennes ne sont pas en reste sur la construction d'une nouvelle génération de porte-avions. La Marine française dispose depuis 2001 du Charles de Gaulle à propulsion nucléaire qui a succédé aux deux porte-avions à propulsion classique Foch et Clemenceau. Ces navires sont dotés de catapultes à vapeur permettant l'usage d'avions de grande allonge.
La Royal Navy quant à elle dispose du Queen Elizabeth depuis 2017 et du Prince of Wales en 2018, qui remplacent des porte-aéronefs de plus petite taille. Ces navires ne seront toutefois pas équipés d'avions avant l'achèvement du programme F-35. Ils ne sont pas dotés de catapultes mais d'avions à décollage vertical, de moindre allonge.
L'Italie quant à elle dispose, avec le Cavour mis en service en 2009 d'un porte-aéronefs de grande taille qui peut être considéré comme un petit porte-avions, doté d'avions à décollage vertical.
D'autres marines européennes (Italie, Espagne, Turque) ou autre (Corée du Sud, Égypte) disposent de porte-aéronefs de plus petite taille plus ou moins dérivés du programme Sea Control Ship des années 1970: Classe Juan Carlos I, Classe Mistral, Classe Dokdo.
En 2015, la Chine commence la construction de son premier porte-avions de conception nationale, le Shandong, aux Dalian Shipbuilding Industry Company (en). Sa mise à flot a lieu le 26 avril 2017, et son entrée en service le 17 décembre 2019.

#### Articles de référence
- Nathalie Vergeron et al., « Porte-avions, porte-aéronefs et bâtiments amphibies à pont continu dans le monde », Défense et Sécurité internationale, no 35,‎ mars 2008 (ISSN 1772-788X))

#### Livres
- (en) Robert Gardiner et Randal Gray, Conway's All the World's Fighting Ships (1906-1921), vol. 2, Londres, Conway Maritime Press, 1985
- Henri Le Masson, Porte-avions, sous-marins, escorteurs, Paris, Horizons de France, coll. « Visages de la Marine », 1951
- (en) Henri Le Masson, The French Navy Volume 1, Londres, Macdonald & Co (Publishers) Ltd., coll. « Navies of the Second World War », 1969, 176 p. (ISBN 0-356-02384-2)
- (en) H. T. Lenton, British battleships and aircraft carriers, Londres, Macdonald and Co, coll. « Navies of the Second World War », 1972, 160 p. (ISBN 0-356-03869-6)
- Alain Pelletier, Les Aigles des mers : l'histoire mondiale des avions embarqués depuis 1910, Boulogne-Billancourt (Hauts-de-Seine), ETAI, 2006, 271 p. (ISBN 2-7268-9471-2) Ouvrage de référence.
- Bernard Prézelin, Flottes de combat, Rennes, Edilarge, 2005, 1260 p. (ISBN 978-2-7373-3879-3) Ouvrage de référence sur les navires français.
- Antony Preston (trad. Paul Alexandre), Histoire des porte-avions, Paris, F. Nathan, 1980, 191 p. (ISBN 978-2-09-292040-4)
- Adolphe-Auguste Lepotier, Les Derniers Cuirassés, Paris, éditions France-Empire, 1967
- Alexandre Sheldon-Duplaix, Histoire mondiale des porte-avions : des origines à nos jours, Boulogne-Billancourt (Hauts-de-Seine), ETAI, 2006, 223 p. (ISBN 2-7268-8663-9) Ouvrage de référence.
- (en) Shuppan Kyodo-sha, Navies of the Second World War Japanese battleships and cruisers, Macdonald & Co Publishers Ltd., 1968 (ISBN 0-356-01475-4)
- (en) Shuppan Kyodo-sha, Navies of the Second World War Japanese aircraft carriers and destroyers, Macdonald & Co Publishers Ltd., 1968 (ISBN 0-356-01476-2)
- Oliver Warner, Geoffrey Bennett, Donald G.F.W. Macyntire, Franck Uehling, Desmond Wettern, Antony Preston et Jacques Mordal, Histoire de la guerre sur mer des premiers cuirassés aux sous-marins nucléaires, Bruxelles, Elsevier Sequoia, 1976, 6 p. (ISBN 978-2-8003-0148-8)
- (en) Anthony Watts, Japanese Warships of World War II, Londres, Ian Allan Ltd, 1971, 400 p. (ISBN 978-0-7110-0215-9)
- (en) Siegfried Breyer, Battleships and Battlecruisers of the World, 1905–1970, Londres, Macdonald and Jane's, 1973, 480 p. (ISBN 0-356-04191-3)
- B.B. Schofield, Les Convois de Russie, Paris, Les Presses de la Cité, 1965
- (en) C. Vann Woodward, The battle for Leyte Gulf, New York, Ballantine Books, 1947
- (en) Robert Gardiner et Roger Chesneau, Conway's All the World's Fighting Ships (1922-1946), 1980 [détail de l’édition]